# 天皇
天皇（てんのう、英: Emperor of Japan）は、古代以来の日本の君主ならびにその称号であり、日本国憲法下においては日本国及び日本国民統合の象徴。君主号としては7世紀頃に大和朝廷の大王が用いたことに始まり、歴史的な権能の変遷を経て現在に至る。2019年（令和元年）5月1日より在位中の天皇は第126代徳仁。

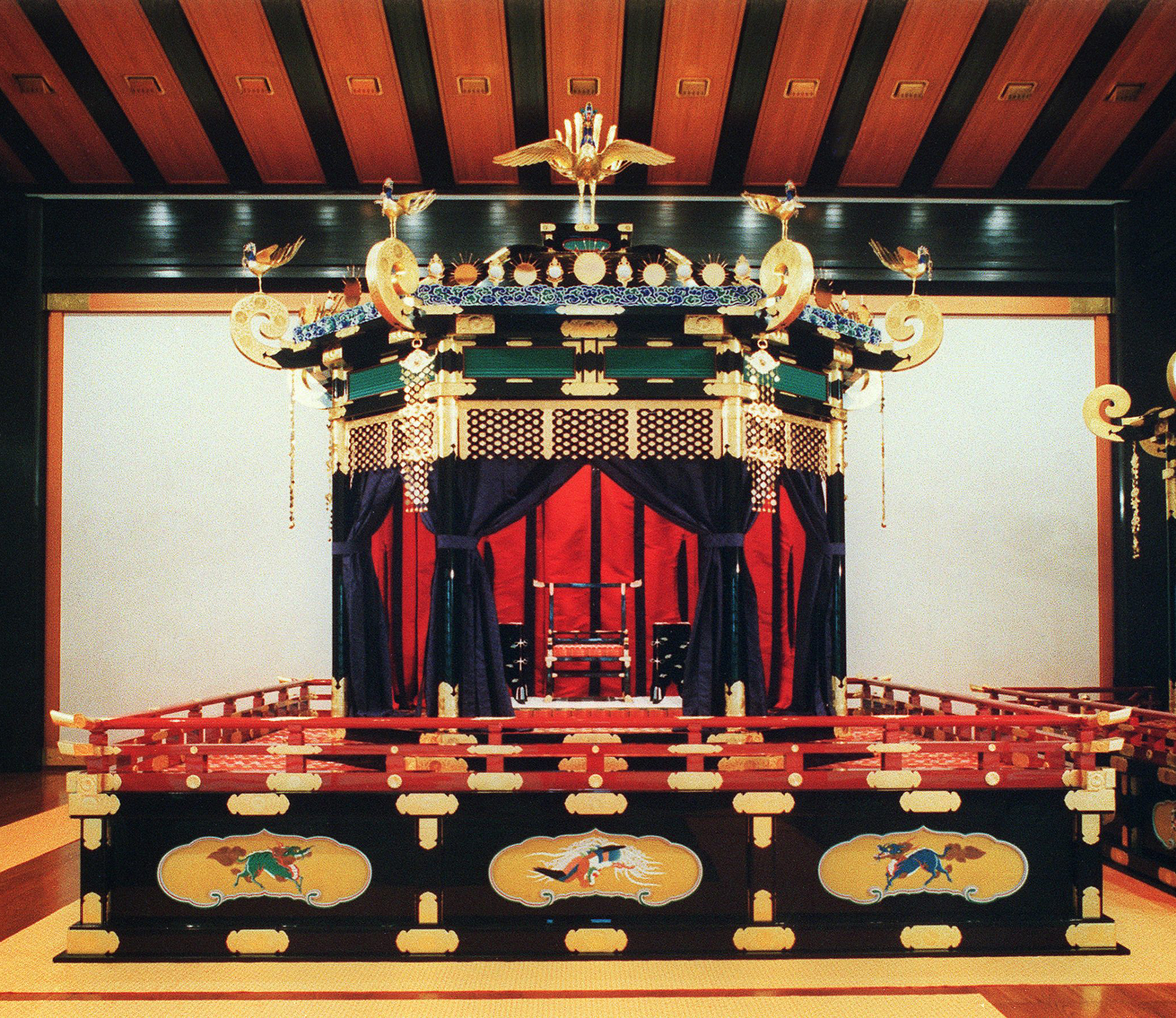
皇位の象徴である高御座。

## 概要

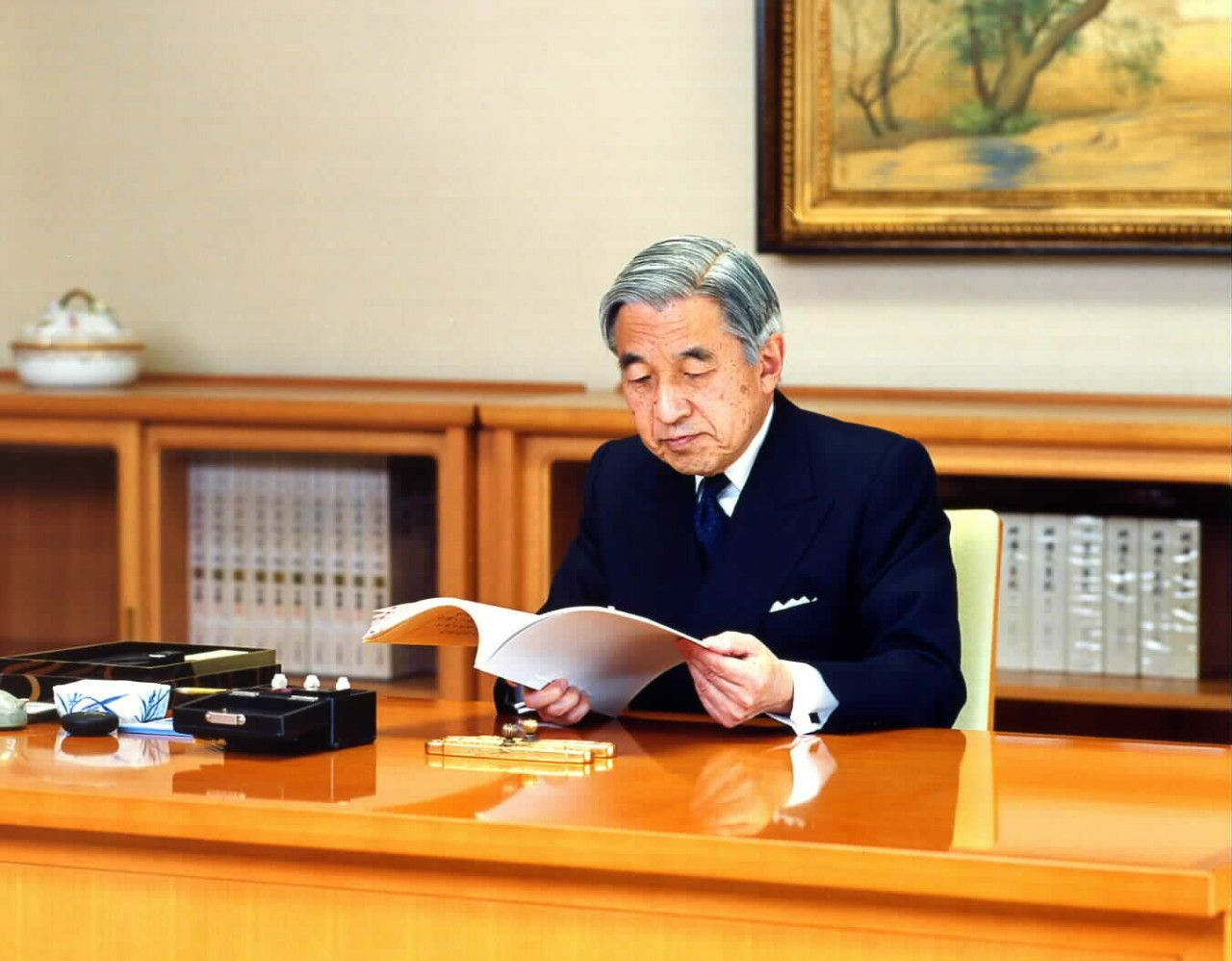
執務をする天皇明仁（当時）。
（宮殿表御座所 2003年2月）

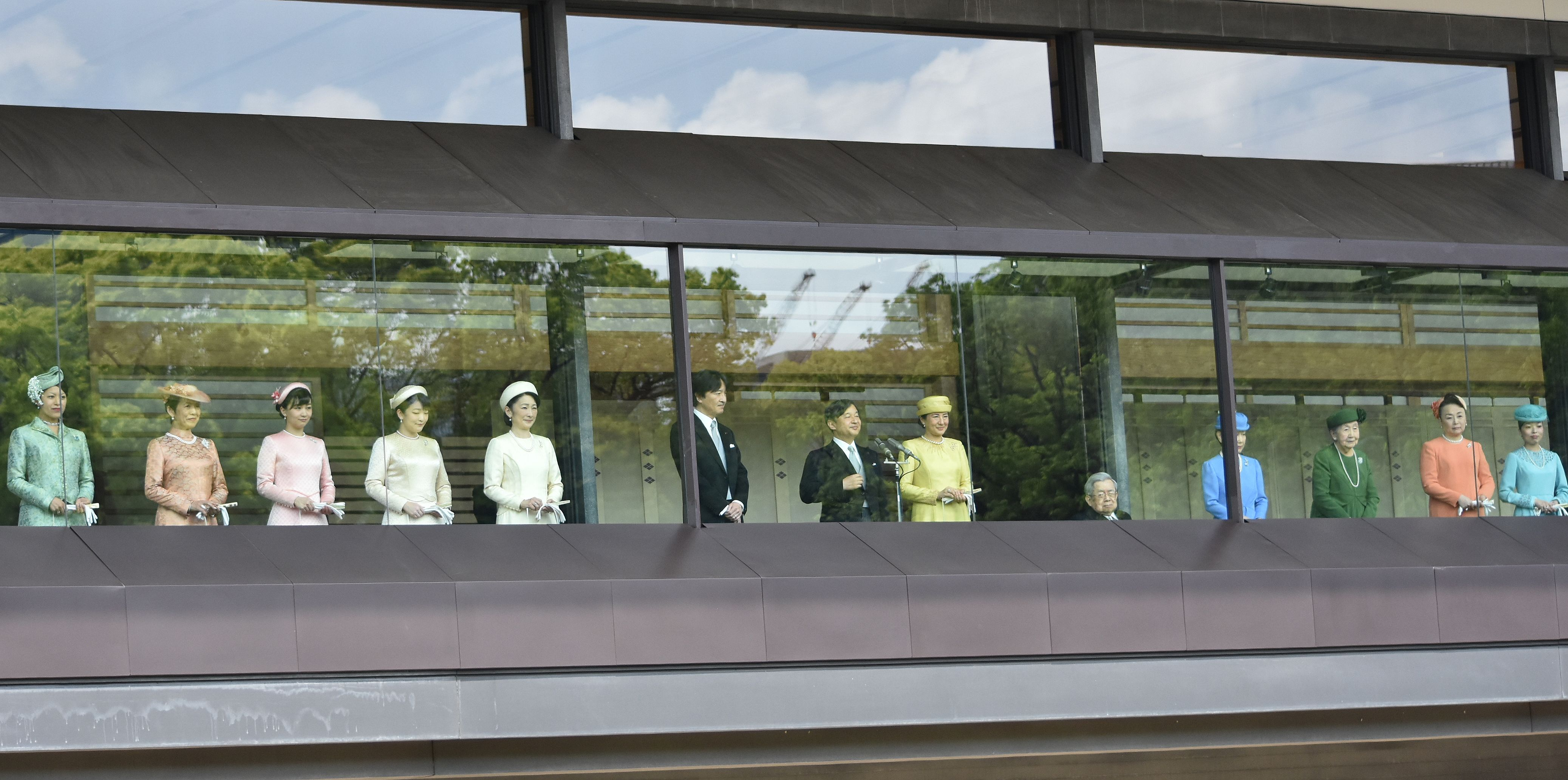
天皇徳仁の即位を祝う一般参賀。天皇はじめ諸皇族が参列する。
（宮殿長和殿 2019年5月4日）

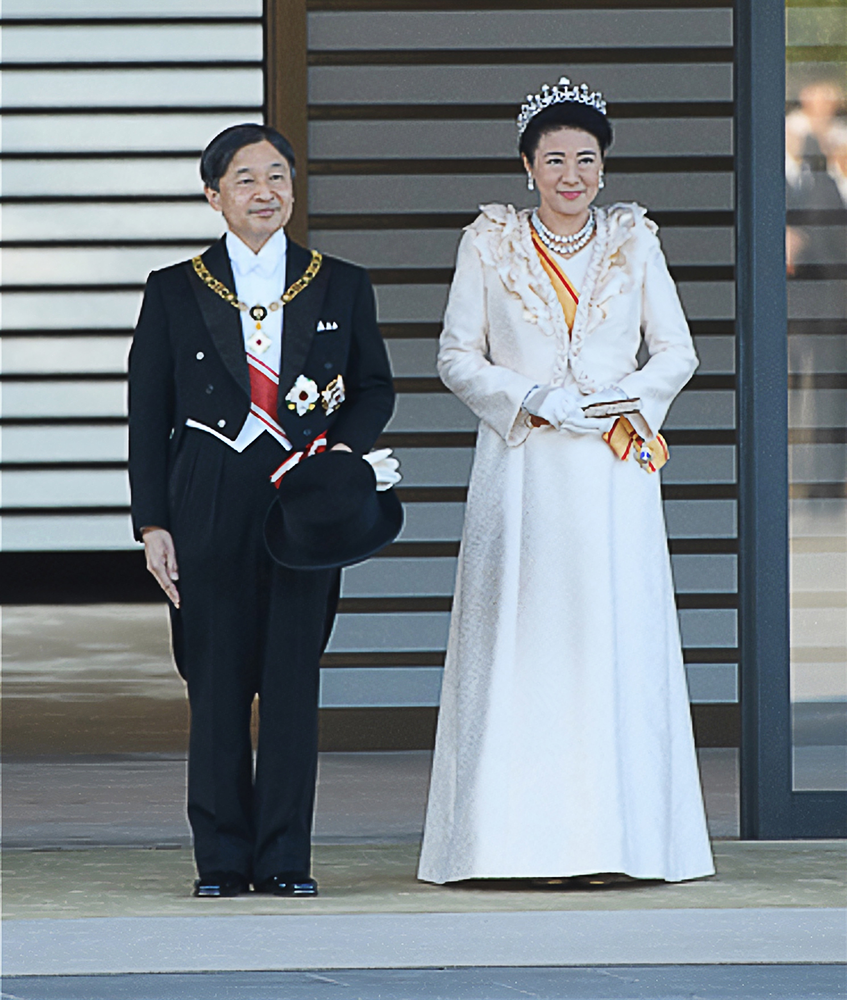
正装の天皇徳仁と皇后雅子。
（宮殿東庭 2019年11月10日）

「てんのう」は、「てんおう」の連声（れんじょう）とされる。古代の日本では、ヤマト王権の首長を「大王」（オオキミ）といったが、推古朝または天武朝ごろから中央集権国家の君主として「天皇」が用いられるようになった。儀制令には祭祀では「天子」、詔書には「天皇」、外交文書には「皇帝」を用いるとしていた。
「天皇」は大和朝廷時代の大王が用いた称号であり、古墳時代以後の奈良時代から平安時代にかけて政治・祭祀の頂点であり、飛鳥時代から奈良時代には天皇の統治権は天照大御神の神勅に由来するという神話を載せた歴史書『記紀』が編纂された。その後摂関政治・院政・武家の台頭により政治的実権を失っていった。室町時代には戦乱により多くの朝儀が中断された。戦乱が収まると天皇は神事（宮中祭祀）復興を第一とした。江戸時代には天皇の務めの第一は帝王としての学問（帝王学）と和歌を学び修めることによって天下太平に貢献することと江戸幕府の法（禁中並公家諸法度）によって規定されていた。江戸時代全期間を通じて尊皇論は存在していたが、特に「江戸時代末に尊王論が盛んとなり、王政復古、帝国憲法における近代の天皇へとつながった」といわれる。大日本帝国憲法では「大日本帝国ハ万世一系ノ天皇之ヲ統治ス」（第一条）と規定し、祖宗から受けた大権により「天皇ハ國ノ元首ニシテ統治権ヲ総攬シ此ノ憲法ノ条規ニ依リ之ヲ行フ」（第4条）と規定していた。
1936年（昭和11年）以前は「皇帝」と「天皇」が併用されていたが、1936年（昭和11年）に「天皇」で統一された。
日本国憲法においては「日本国および日本国民統合の象徴」と規定された。天皇は憲法が限定的に列挙している国事に関する行為（国事行為）のみを行い、国政に関する権能はない（第4条、第6条 - 第7条）。
帝国憲法には天皇を元首とする明記があったが、日本国憲法に元首の規定はないため日本の元首について様々な見解があるが、政府見解では「日本の天皇は元首である」（昭和48年6月7日、田中角栄内閣総理大臣国会答弁）とされ、内閣法制局も定義によるとしながらも天皇は元首であるとしている。

### 祭祀王として
天皇は古来より統治権と祭祀権を表裏一体に有し、時代の変遷の中で幕府等に統治権の一部が移ることはあったが祭祀の根本が揺らぐことはなかった。天皇は古代以来の日本人の共同体の中心である「祭り主」でもある。八木秀次によれば、天皇は伝統的に祭祀王（プリーストキング、英: Priest King）であり、国家の「祀り主」であり、この祭祀王こそ天皇の最も重要な役割である。現行の日本国憲法下においても天皇の宮中祭祀は国事行為を越えた「天皇の公事」であり、天皇は千年以上前から今に至るまで毎日、国家の安泰、国民の平和を祈っている存在である（毎朝御拝/毎朝御代拝）。大金益次郎は戦後の憲法調査会において個人的祈願はまったく行われずに「ただひたすらに国家の安寧と世界の平和とをお願いになっておるだけ」の皇室祭祀にこそ象徴としての天皇の意義の源泉があり、皇室祭祀は「象徴たる天皇の行事である」と明言している。1990年（平成２年）、紀宮（現黒田清子）は誕生日会見で心に残っている皇后（現上皇后美智子）の言葉として「皇室は祈りでありたい」という言葉を紹介している。また上皇明仁は天皇在位中の平成28年に「国民を思い、国民のために祈るという務めを、人々への深い信頼と敬愛をもってなし得たことは、幸せなことでした」と天皇の務めは「祈り」であることを自身の退位の際に語っている。このような天皇固有の祭祀は初代神武天皇を始祖とする父系の血筋の子孫の男子がその資格を有するとされ世襲されて来た。
八木秀次によれば、古代世界の王は皆、祭祀王という性格をもっていたが、現代では日本以外では滅んでしまい、天皇は現在、世界に唯一残る祭祀王である。

### 徳治主義
古くから儒学を取り入れてきた（「日本書紀」巻10、応神紀十五年秋八月六日条、王仁による論語の伝来）朝廷では古くから徳治主義が天皇の政治の基本方針である。仁徳天皇の有名な「民のかまど」（「日本書紀」巻十一、仁徳紀四年二月六日条）の故事に早くもその影響は見られ、「天の君を立つることは是百姓の為なり」と説く。このような姿勢はその後の歴代天皇にも受け継がれ、醍醐天皇は冬の寒さの厳しい時に民百姓が寒さに震えているだろうと自らも衣脱ぎ捨てたと『大鏡』にあり、花園天皇の『誡太子書』には「君主の重責」として「天命の君主を樹立する所以は蒸民のためなり。仁義と政術とをもって凡俗下民を訓導する才徳なくば、君位にあるべからず」と徳治主義と君主の厳しい責任が説かれている。これは先行する宇多天皇の『寛平御遺誡』の仁政思想を継受している可能性があり、「誡太子書」においてはっきりと徳治主義が明示されたのであろう。こうした敬神克己の叡慮が歴代天皇の毎朝の天下泰平の祈りの神事である「毎朝御拝」として具現化されていたのである。また江戸時代の光格天皇も「人君は仁を本といたし候事、、（中略）、、人徳の事を第一とまいらせ候」「何分自身を後にして、天下万民を先とし、仁恵・誠信の心、朝夕昼夜に忘却せざる時は、神も仏も御加護を垂れ給う事、誠に鏡に掛けて影をみるがごとくに候」と書き残し君主は「仁」を第一としなければならない、一身を顧みることなく万民に「仁」を施さなければならいと徳治主義の思想を述べている。

### 神話と伝説
王家の始祖が神（神々）や神話と結びつく事例（現人神）は、歴史上、世界各地で多数の事例が存在するが、現存する国連加盟国の君主制国家の中では現在、唯一の事例となっている。
『古事記』『日本書紀』には天皇の先祖について、三種の神器をもって地上に降臨した天照大御神の孫である邇邇芸命（ににぎのみこと）であり、その子孫が初代天皇の神武天皇であると記している。
この邇邇芸命の降臨を天孫降臨と呼び、『日本書紀』にはこの時、三種の神器と共に稲穂をもって降臨したと伝える。
神話的には天皇は記紀に伝えられる天照大神の神勅により豊葦原千五百秋瑞穂の国の統治を任され、また皇位は皇祖の神裔により万世一系の皇統として天地と共に永遠に伝えられるとされている。
戦前にはこれを大日本國體として「大日本帝國は、萬世一系の天皇皇祖の神勅を奉じて永遠にこれを統治し給ふ。これ、我が萬古不易の國體である」と説明していた。
これをもって日本国の歴史は「永遠の今」の展開であるとされ、日本史の根底には常に永遠の今が流れていると解されるとしていた。
古来より明治時代まで天皇は毎食ごとにかたわらに置かれた皿に一品ずつとりわけて、自分が治めるこの国に飢えた民がひとりでもいるのは申し訳ないという気持ちで名もなき民のために捧げるという「さば」という行事を行っていた。この行事は仏教に由来するともされるが、仏教以前の『斎庭稲穂の神勅』の精神に由来する古来からの伝統行事だったという見解もある。

### 天皇制
『岩波 日本史辞典』によると「天皇制」は、日本の君主制を指す。「広義には前近代天皇制と象徴天皇制を含め、狭義には明治維新から第二次世界大戦敗戦までの近代天皇を指す」語であり、「象徴天皇制は天皇が元首でないので君主制としない説もある」とされている。「君主制（王政、帝政）」について、『日本大百科全書（ニッポニカ）』は「一般には、世襲の君主が、ある政治共同体において最高権力（主権）をもつ政治形態」としている。
歴史的には「天皇制」という言葉はコミンテルン（共産主義インターナショナル）が1932年に出したテーゼ（32年テーゼ）で初めて使用したのが始まりである。
「天皇制」という項目を掲載している学術資料は、Kotobankに登録されている辞事典として次がある。
- 『デジタル大辞泉』
- 『精選版 日本国語大辞典』
- 『旺文社日本史事典 三訂版』
- 『山川 日本史小辞典 改訂新版』
- 『ブリタニカ国際大百科事典 小項目事典』
- 『百科事典マイペディア』
- 『世界大百科事典』（第2版）
- 『日本大百科全書（ニッポニカ）』

### 語源
古くは「スメラミコト」「スメロキ」「スベラギ」等と呼んだ。元は皇帝・天子・君主の敬称であり、古代中国で最高神、神格化された北極星（天皇大帝）を指す語である。
語源としては7世紀中頃以降で、中国語の天皇・地皇・人皇の一つに由来しており、スメラミコトの漢語表現であるとする説もある（この世紀に「天皇」の文字が初めて文献に現れたとする事典もある）。『日本書紀』が記す煬帝の国書にある「倭皇」は「皇」一字で「スメラミコト」と読まれている。
天皇という二字は、「是全ク漢土ノ制ニ傚ヘル故ニ、今目シテ漢風諡ト云フ（これは全く漢の国の制度に倣っているため、今日に見れば漢風諡と言う）」とされる。また、ある分野で強大な権力を持つ人を指す。なお、天皇（）は三皇の一種である他に、天帝・天子も意味し天皇（）に通じる他、皇天（）は天皇・皇室・天の神・上帝・天帝などを意味する。

## 地位

### 憲法の規定

#### 日本国憲法における天皇
日本国憲法では、「天皇は、日本国の象徴であり日本国民統合の象徴」（第1条）「天皇は、この憲法の定める国事に関する行為のみを行ひ、国政に関する権能を有しない」（第4条）と規定されている（象徴天皇制）。なお天皇を元首や君主とする規定は存在しないが、国会における政府答弁では天皇は元首であると解されている。

#### 皇位継承
皇位継承は日本国憲法第2条に『皇位は、世襲のものであつて、国会の議決した皇室典範の定めるところにより、これを継承する』と規定されている。
また、憲法第2条は憲法第14条の特別規定であり、皇室典範によって女性天皇が認められていないことは憲法違反ではないと解されていると確認されている。

##### 国籍・日本国民
天皇も日本国憲法第10条に規定された日本国籍を有する「日本国民」であるという学説もあり、研究者による憲法論においては、天皇が「主権者としての国民」「人権享有主体としての国民」に該当するか否かが論じられており、憲法論の皇統譜についての箇に「日本国籍を有するものでも戸籍に記載されない唯一の例外に天皇および皇族がある」という記載がある。記帳所事件における1989年（平成元年）7月19日の東京高裁判決では「天皇といえども日本国籍を有する自然人の一人であって」と判断されているが、国会における政府見解では天皇は「憲法上の日本国及び日本国民統合の象徴としての地位」によって基本的人権に必要なる制約を受け、一般国民と同じようには適用されないとされている。また皇族についても基本的人権の保障はあるが、皇族身分の特性から一般国民とは異なる取り扱いがなされるとされている。

##### 裁判権
刑事裁判権は、皇室典範第21条が「摂政は、その在任中、訴追されない」と規定されており、これは天皇については刑事裁判権が及ばないことを前提にしていると解されている。告訴権については、名誉毀損罪に関する刑法232条2項は、内閣総理大臣が代わって告訴を行うとしており、天皇に告訴権がある事を前提とする。

民事裁判権は、1989年（平成元年）11月20日の記帳所事件における最高裁判決で
天皇は日本国の象徴であり日本国民統合の象徴であることにかんがみ、天皇には民事裁判権が及ばないものと解するのが相当である。したがって、訴状において天皇を被告とする訴えについては、その訴状を却下すべきものである
とする。

#### 大日本帝国憲法における天皇
大日本帝国憲法では、天皇は「大日本帝國ハ萬世一系ノ天皇之ヲ統治ス」（第1条）、「天皇ハ國ノ元首ニシテ統治権ヲ総攬シ此ノ憲法ノ条規ニ依リテ之ヲ行フ」（第4条）と規定され（元首かつ君主）、憲法解釈として憲法を絶対主義的に解釈する天皇主権説と立憲主義的に解釈する天皇機関説の争いがあった。

### 天皇についての学術的言説
- 横田耕一（憲法学者）『平凡社大百科事典』「天皇」：近年天皇の権威強化の動きが進行している。具体的には、ⓐ象徴規定の権威主義的拡大解釈、ⓑ公的行為の拡大、ⓒ栄典授与の濫発、ⓓ元首としての実態的取扱い、ⓔ〈日の丸〉〈君が代〉など天皇にまつわるシンボルの強調、ⓕ天皇に関する記述の教科書検定強化、ⓖ在位五十年式典の挙行、ⓗ天皇や閣僚による靖国神社参拝などの宗教活動の公然化（国家神道とのつながり）、ⓘ天皇批判言論に対する圧迫などによって天皇の権威は強化されている。同時に、改憲による天皇元首化の実現も一部で意図されている。ともあれ、象徴天皇制の存在とその運用は、国民主権原理および平等原則を希薄化する機能を果たしているといえよう[71]。
- ベン＝アミー・シロニー（歴史学者）：今日の日本皇帝の公的地位は、同様に「君臨すれども統治せず」であるイギリス君主の公的地位よりも低い。イギリス女王は公式に主権者、元首、国軍の最高指揮官、国教の首長、貴族の首長、連邦の首長である。これらは儀礼的権能ではあるものの、誰もそのような権能を日本の皇帝に授けようとはしまい。イギリス女王はまた、世界一の富裕層の一人であり、財政上の自治権を享受している。日本皇帝の所有物は、林野や株式もあったが、没収された。今日では皇帝の収入は全て、国家予算から引き出されている。日本の皇帝は、内閣の承認の下に元首のような儀礼的権能を行うが、元首でさえない[72]。

- 和辻哲郎は天皇の本質的意義は「日本国民統合の象徴」であって必ずしも国家と関わらないとし、日本のピープルの統一の象徴であり、それは日本の国家が分裂解体していた時にも存在していたのだから国家とは次元の異なるものであり、その統一は政治的な統一ではなくして文化的な統一であり、このような文化共同体としての国民あるいは民衆の統一を象徴するのが天皇であるとした[73]。

- 津田左右吉は上代以来、皇室が日本文化の中心であり指導者であったとし、歴代天皇はほとんど例外なく学問と文芸を好まれており、学者、文人、芸術家としてそれぞれの時代の第一位を占められた天皇は少なくないとし、日本の皇室を政治的観点からのみ見るのは誤りであるとしている[74]。

- 三島由紀夫は明治憲法下の天皇制機構は天皇を西欧的な立憲君主政体に押し込めたとし、天皇の真姿は王朝文化の「みやび」の体現者としての「文化概念としての天皇」（文化の全体性の統括者としての天皇[75]）にあるとした[76]。三島は天皇は国と民族の非分離の象徴であり、時間的連続性と空間的連続性の座標軸であり、その本質は文化概念としての天皇であるが、日本の近代史においては一度もその姿を示されたことはないとする[77]。文化概念としての天皇は時間的連続性が祭祀につながり、空間的連続性は政治的無秩序さえ容認するものとし[77]、孝明天皇の大御心に応えて起った桜田門の変の義士達は「一筋のみやび」を実行したのだと評価する[78]。明治憲法下の「政治概念としての天皇」はより自由で包括的な「文化概念としての天皇」を多分に犠牲にして成立し、戦後の天皇制は「政治概念としての天皇」も「文化概念としての天皇」も無力化し大衆社会に追従せしめられ「週刊誌天皇制」にまで天皇の尊厳を失墜せしめたと批判する[78]。

- 大正から昭和の初めにかけて駐日フランス大使であった詩人のポール・クローデルは「天皇は日本では魂のように存在している。つねに存在し持続するものである。」「それはずっと変わらないものであると同時に、他のものに対しては変化することを強制するものであり、有為転変、時の流れに従いながら、根源と結びつき、国民に死に絶えてはならないという義務を永遠に課すものなのである」（「明治」『朝日の中の黒い鳥』内藤高訳、講談社学術文庫）と述べている[79]。

## 権能

### 日本国憲法下の権能

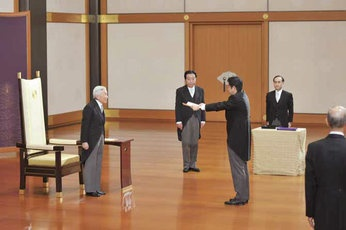
内閣総理大臣を任命する天皇（国事行為）

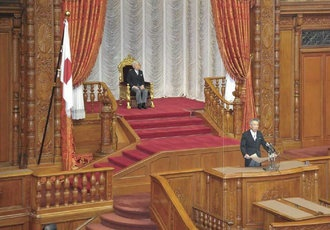
国会開会式に出席する天皇（公的行為）

#### 国事行為
日本国憲法下においては、天皇は「国事に関する行為（国事行為）」のみを行い、国政に関する権能を有しない（日本国憲法第4条1項）。次に掲げる国事行為は、すべて内閣の助言と承認のもとに行われる儀礼的・形式的な行為である。
- 内閣総理大臣の任命（日本国憲法第6条第1項）
- 最高裁判所長官の任命（第6条第2項）
- 憲法改正、法律、政令、条約の公布（日本国憲法第7条第1号）
- 国会の召集（第7条第2号）
- 衆議院の解散（第7条第3号）
- 国会議員の総選挙の施行の公示（第7条第4号）

なお、ここでいう「総選挙」とは、衆議院議員総選挙のほか参議院議員通常選挙を含んでいる。
- 国務大臣及び法律の定めるその他の官吏（認証官）の任免、全権委任状、大使・公使の信任状の認証（第7条第5号）
- 大赦、特赦、減刑、刑の執行の免除及び復権（恩赦）の認証（第7条第6号）
- 栄典の授与（第7条第7号）
- 批准書及び法律の定めるその他の外交文書の認証（第7条第8号）
- 外国の大使及び公使を接受（第7条第9号）
- 儀式を行う（第7条第10号）

なお、本条の「儀式」は天皇が主宰して行う国家的性格を持つ儀式をいう。これに対しては他人が主宰する儀式への参列もこれに含むとする反対説もある。宗教色は排除される。
- 国事行為の委任（日本国憲法第4条第2項）

ただし、国事行為の委任については、国事行為に含まれないとする見方もある。
これらの国事行為に関し、天皇は政治的に責任を負わない（無答責）。ただし、君主無答責とは異なり、天皇の政治的無答責は「象徴」としての地位に内在するものではなく、憲法第3条に定める国事行為についての内閣の責任と憲法第4条に定める政治的諸関係からの厳格な隔離から導き出されるものと解されている。

#### 憲法に規定のない行為
天皇の公務として公的行為がある。国会開会式への出席や宮中晩餐会などが挙げられる。
その他、昭和天皇は東京オリンピック及び札幌オリンピックで、明仁は天皇在位中に長野オリンピックで、徳仁は東京オリンピック・パラリンピックで、それぞれ大会名誉総裁を務めた。

## 称号

### 日本国内における称号

十六弁八重表菊紋。天皇および皇族の御紋である。後鳥羽天皇の日本刀の御所焼に付した菊紋に始まる。

日本で「天皇」号が成立したのは7世紀前半の推古朝、7世紀後半の天武朝の2説が有力だが、近年では天武朝説が研究者の支持を集める傾向にある。しかし、推古朝説を支持する声も根強く決着をみていない。ほかに天智朝説もある。

#### 称号の由来
「天皇」は、字音仮名遣では「てんわう」と表記する。「てんわう」が中世までに連声により「てんのう」に変化したとされる。漢音で「てんこう」と読まず呉音で読む。一般的には呉音は古い読み方とされるが、仏教の四天王や神獣鏡の「天王日月」銘で知られる「天王」との関連も考えられる。中国では秦の始皇帝が、秦の統一後に、皇帝と名乗る以前の大王時代に支配者の新しい名称を求めて例示された「天皇・地皇・泰皇」中に「天皇」号があるが泰皇を改定して「皇帝」号を創始した（『史記』始皇帝本紀）。この記事を参照して、第2回遣隋使国書「天子」使用で煬帝から無礼とされたことから、天を含み王がない号として天皇号を選んだとの吉田孝の説がある。後に、中国の唐の高宗は 道教から「天皇」と称した。（上元元年〈674年〉8月）、『旧唐書』には、「皇帝を天皇と称し、皇后を天后と称す」（巻5）とある（『新唐書』（巻3）にもあり）。死後は皇后の則天武后によって 「天皇大帝」 の諡（）が付けられた（683年）。中国ではこの時のみ天皇号が使われ、以後使われていない。また、歴代皇帝・皇后への諡号奉上と同時に行われていることや高宗在位中の上元2年（675年）に死去した皇太子李弘への諡号が「孝敬皇帝」（『唐大詔令集』巻26）であることからも、天皇・天后は皇帝・皇后の称号そのものを変更したものでは無く、高宗と武后個人に対する尊称であったと考えられている。
古い訓読みでは、すべらぎ（須米良伎）、すめらぎ（須賣良伎）、すめろぎ（須賣漏岐）、すめらみこと（須明樂美御德）、すめみまのみこと（皇御孫命）などと称した。
「スメル」については、『岩波 古語辞典』では、「すめら」（皇）の項で、サンスクリット「sume:ru」（須弥山）と音韻・意味が一致し、モンゴル語「sümer」（須弥山）と同源であろうとしている。また、「統べる」の転訛と見る説があったが、上代特殊仮名遣からこれは否定されている。他には、清浄さから神聖さを想起させる「澄める」の転訛と見て、光り輝いて煌めくさまを表す「皇」の訓としたとする説があり注目されているが、現在も判然としていない。古事記では穴穂部皇子の別名を須売伊呂杼（すめいろど）と記しており、日本書紀の用明天皇紀で豊国法師を連れて内裏に入る場面では穴穂部皇子を「皇弟（すめいろど）皇子」と表記している。欽明天皇紀には「住迹（すみと）皇子」ともある。遥か上代であるが、古事記が記すヤマトタケルの子孫の系譜には「須売伊呂」で始まる人名が現れる。古事記のコノハナノサクヤビメの神話では「天皇命」を「すめらみこと」と読む箇所があり、他には神功皇后に降伏する新羅国王の言葉にのみ「天皇命」が現れ、住吉三神との関連が窺われる。岩波文庫の校注にある通り、『日本書紀』では景行天皇以後は天皇の子女を称するのに「命」に代わって「皇子」「皇女」を用いており、崇神天皇は奈良盆地の東西の隅に墨坂神と大坂神を祭っている。
万葉集の歌謡には「天皇」の表記が12例知られ、このうち7例が「オオキミ」、5例が「スメロキ」と訓ませている。それぞれの文意の比較から、「オオキミ」は今上天皇、「スメロキ」は「天皇」の他に「皇祖神」、「皇神祖」、「皇祖」に対しても「スメロキ」と訓ませているため、過去の歴代天皇や皇祖神に対して用いられていることがわかっている。また舒明天皇と斉明天皇の時代に中皇命（なかつすめらみこと、斉明天皇または間人皇女か）という人物の歌が収められている。万葉集には「皇神（スメガミ）」を詠んだ歌もあり、立山や志賀島など、海や山を領する神を指す。岩波文庫の『日本書紀』武烈天皇の補注では「スメは起源的には港や山などの土地を本来的に領有支配することをいう語であったろう」とするが、海や山に限ることから「隅（すみ）神」と考えるのが自然であろう。領有支配は「知」という語であり「やすみしし（八隅知之）」の枕詞につながる。
なお、“スメラミコト”という呼称に関して注目される文章に天平7年（735年）に唐の玄宗が帰国する遣唐副使中臣名代に託したとされる天皇宛の勅書がある。実際の執筆者は玄宗の重臣であった張九齢によるものであるが、その宛名は「日本国王主明楽美御徳」となっている。「主明楽美御徳」は“スメラミコト”の漢字表記であると考えられるが、先行して出されであろう日本側からの国書の段階で君主を「天皇」ではなく「国王」と表記して“スメラミコト”と称していたと推測される。もしも日本側で「天皇」と称していたのを唐側で「国王」に書き換えたとすれば、元の日本側の国書には「天皇」と“スメラミコト”という同義語の自称を併記していたことになって却って不自然だからである（なお、玄宗は「主明楽美御徳」を日本国王の姓名もしくは名前と理解していた可能性はある）。大宝律令や養老律令では蕃国（新羅や渤海）には「天皇」と称する規定が存在しているが、唐に対しては天皇が「国王」“スメラミコト”と称していた可能性が高い。

#### 推古朝説

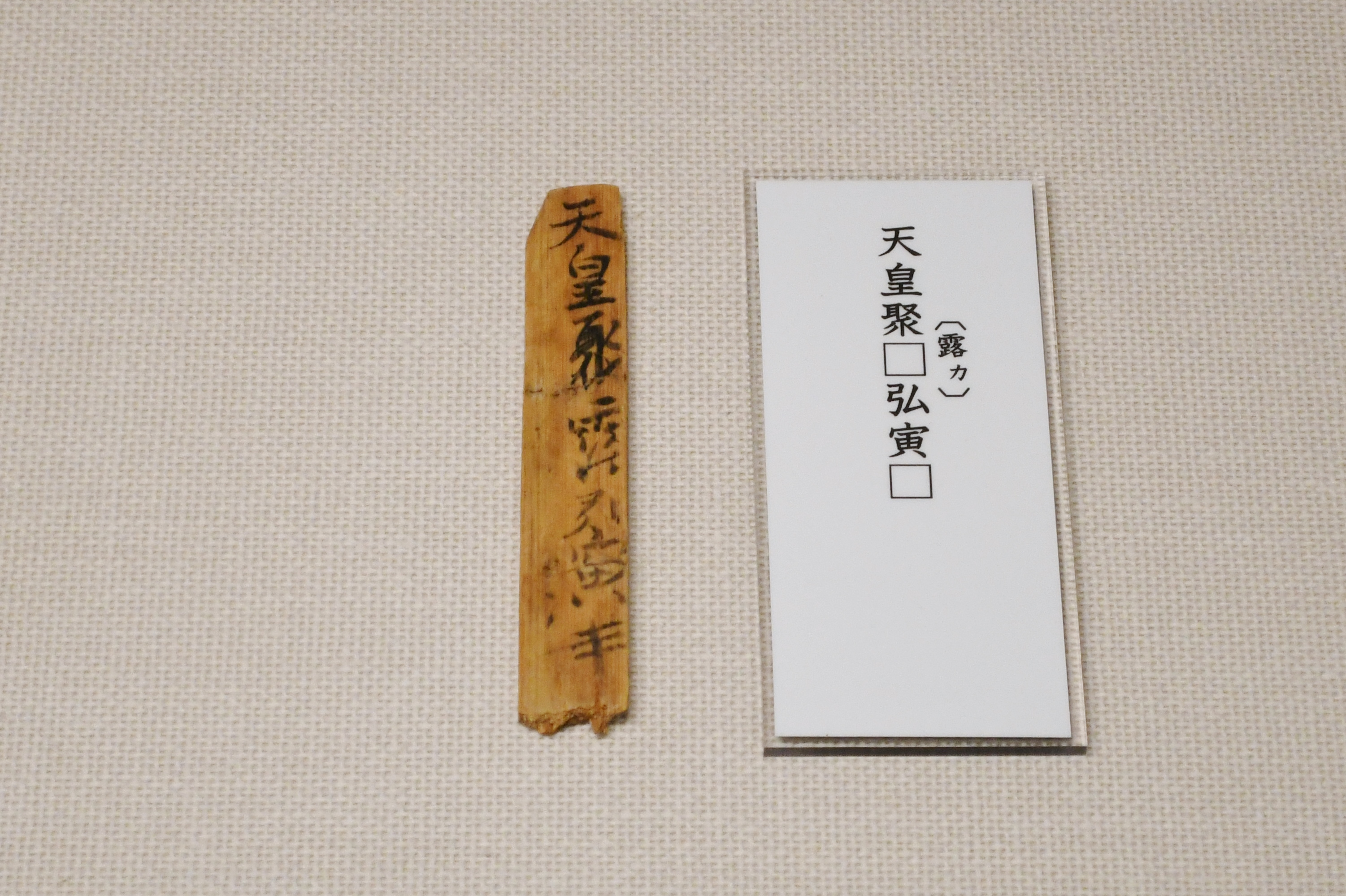
飛鳥池遺跡出土
天皇木簡（複製）

推古朝説を最初に唱えたのは、戦前の津田左右吉である。その根拠として津田は、奈良の法隆寺金堂の薬師如来坐像の光背の銘に「池辺大宮治天下天皇」（用明天皇、在位585 - 587）とある点を挙げた（「天皇考」）。同銘にはほかにも「大王天皇」、「小治田大宮治天下大王天皇」（いずれも推古天皇、在位592 - 628）の文言があり、また銘文から薬師像は推古天皇と聖徳太子が「丁卯年」（607年）に完成させたとする。
しかし、福山敏男は美術的な様式から同じ金堂内の623年製造銘の釈迦三尊像より新しいと推定され、製造は後世であり、野中寺の弥勒像銘（666年）が金石文では天皇号の確実な初見だという説を唱えた。さらに日本ではじめて薬師像が出現するのは天武朝からであるとし、法隆寺金堂の薬師像銘も天武朝以降のものであると推定した。
推古天皇8年（600年）第1次遣隋使では「オホキミ（またはアメキミ）」号を使用し、推古天皇16年（607年）第2次遣隋使国書で「日出處天子致書日沒處天子」と日中とも「天子」として煬帝を怒らせ、それへの隋からの返書は「皇帝問倭皇」と日本書紀にあり、日中とも「皇」が入っていることを除けば、皇帝が蕃夷の首長に下す形式である。それへの日本からの返書の国書に「東天皇敬白西皇帝」云々と日本書紀にあり、隋の返書に従って相手を「皇帝」と改め、自分は「倭皇」の「皇」だけを取り入れて「天皇」と改めた。前回国書の対等書式とは違う身分が上の貴人に差し出すへりくだった形式となっていて外交姿勢を改めたことになる。
ただし、「東天皇」は後の編纂時に改定されたもので「大王」か「天王」だったという説と、そのまま天皇号の始まりとする両説がある。舒明天皇2年（630年）の第1次遣唐使は詳細不明だが、2年後に彼らを送ってきた唐使高表仁に「天皇」を名乗り会見が行われなかった記録が日本書紀にある。唐側は「天皇」を記さず、「王子」または「王」と礼を争ったと記す。白雉5年（654年）の遣唐使・高向玄理らから倭国の詳しい情報を得て唐も「天皇」を容認し、斉明天皇5年（659年）には高宗が遣唐使に天皇の平安を尋ねたという記録が日本書紀が引く伊吉博徳の書にある。

#### 天武朝説
考古学的には、 明日香村飛鳥池遺跡出土の天皇木簡が最も古く一緒に出土した木簡から天武朝（ - 686年10月1日〈朱鳥元年9月9日〉）の時期のものと判定されている。
| 文書・銘                        | 年代   | 抜粋                                         | 出典                                      | 備考                                                                                               |
| ------------------------------- | ------ | -------------------------------------------- | ----------------------------------------- | -------------------------------------------------------------------------------------------------- |
| コノハナノサクヤビメの神話      | -      | 故是以至于今天皇命等之御命不長也             | 古事記（712年成立）                       | 読みは「すめらみこと」序文を除けば「天皇」の初出。                                                 |
| ヤマトタケルの孫で 継母の父の名 | 311年? | 須賣伊呂大中日子王                           | 古事記                                    | 系譜が不合理。                                                                                     |
| 神功皇后への新羅国王の言葉      | 362年? | 自今以後随天皇命而為御馬甘                   | 古事記                                    | 読みは「すめらみこと」で天皇の命令の意味か。「天皇命」は中下巻を通じてここのみ。新羅の記録はない。 |
| 雄略天皇の別の称号              | 479年  | 天王以昆支王五子中第二末多王幼年聰明勅喚内裏 | 日本書紀（720年成立）                     | 読みは「すめらみこと」。                                                                           |
| 穴穂部皇子の別名                | 587年  | 次三枝部穴太部王亦名須賣伊呂杼               | 古事記                                    | 日本書紀では「皇弟」または「住迹（すみと）」と表記。                                               |
| 遣隋使の言葉                    | 600年  | 俀王姓阿毎字多利思北孤 號阿輩雞彌            | 隋書（636年成立）                         | 日本書紀に派遣自体の記録がない。                                                                   |
| 遣隋使国書                      | 607年  | 日出處天子致書日沒處天子無恙                 | 隋書                                      | 日本書紀に国書の記録がない。                                                                       |
| 法隆寺金堂 薬師如来像光背銘     | 607年  | 池辺大宮治天下天皇                           | 法隆寺金堂薬師如来像                      | 実物が存在。                                                                                       |
| 隋使裴世清の国書                | 608年  | 皇帝問倭皇                                   | 日本書紀                                  | 隋書に国書の記録がない。                                                                           |
| 遣隋使国書                      | 608年  | 東天皇敬白西皇帝                             | 日本書紀                                  | 隋書に国書の記録がない。                                                                           |
| 法興寺丈六 釈迦像光背銘         | 609年  | 多知波奈土與比天皇                           | 元興寺伽藍縁起 並流記資財帳 （746年成立） | 実物が失われている。                                                                               |
| 天皇記                          | 620年  | （書物の題名自体に「天皇」を含む）           | 日本書紀                                  | 実物がない。 日本書紀以外に記録がない。                                                            |
| 唐使高表仁への大伴馬養の言葉    | 632年  | 聞天子所命之使到于天皇朝迎之                 | 日本書紀                                  | 旧唐書、新唐書に類似の記録があるが「天皇」の語は日本書紀以外に記録がない。                         |
| 天寿国繡帳                      | 7世紀  | 斯帰斯麻宮治天下天皇 悲哀嘆息白畏天皇前日啓  | 上宮聖徳法王帝説 （成立年不明）           | かろうじて現存。                                                                                   |
| 遣唐使と会見した高宗の言葉      | 659年  | 天子相見問訊之日本國天皇平安以不             | 日本書紀が引く伊吉博徳の書                | 高宗の言葉は日本書紀以外に記録がないが、新唐書にこの会見時と思われる記録がある。                   |
| 野中寺弥勒菩薩像銘文            | 666年  | 栢寺智識之等詣中宮天皇大御身労坐之時         | 野中寺弥勒菩薩像                          | 実物が存在。                                                                                       |
| 木簡                            | 677年  | 天皇聚露忽謹                                 | 飛鳥池工房遺跡出土                        | |

天皇の称号を諡号として各国で最初に付せられた人物は、以下の通り。
- 唐の第3代皇帝高宗は、在位の途中の上元元年（674年）8月に皇帝の称号を「天皇」に、皇后の称号を「天后」に、同時にセットで変更した。崩御後も、天后である則天武后によって天皇の称号を贈られ、諡号を「天皇大聖大弘孝皇帝」と記録された。
- 日本の第40代天武天皇は、通説では日本で初めて天皇と称された人物で、唐の高宗を模倣[注釈 17]したとされる[注釈 18]。ただし在位中のいつから天皇と称したのかは明らかでなく諸説がある（遅くとも天武6年〈677年〉12月には天皇号が使用されていた）。その孫の文武天皇の時、大宝律令で天皇の号が法制化され、天武天皇以降、およびその系譜を遡って天皇の諡号が贈られた。
- 南漢の初代皇帝劉龑は、崩御後、諡号を「天皇大帝」と記録された。

天皇の称号を存命中に自ら付した人物は、以下の通り。
- 太平天国の洪秀全は、在位中に「太平天皇」を自称した[103]。

#### 称号の変遷

##### 上古
倭国では首長のことを、国内では大王「おおきみ」（治天下大王）あるいは天王と呼び、対外的には「倭王」「倭国王」「大倭王」等と称された。大王号の時には姓名を持っていて、姓を「倭」、名を「大王」と称していた、という説がある。600年、隋国に倭国使が大王名を姓「アメ」、名を「タラシヒコ、オオキミ」と表明していて、天皇号の確定で氏名が無くなる前の過渡的な状態だとしている（『隋書』600年条）。

##### 古代
律令制において、「天皇」という称号は「儀制令」に定められている。養老令の儀制令天子条において、祭祀においては「天子」、詔書においては「天皇」、華夷（「華」を中国とし「国外」と解する説と「華」を日本とし「国内外」と解する説がある。）においては「皇帝」、上表（臣下が天皇に文書を奉ること）においては「陛下」、譲位した後は「太上天皇（だいじょうてんのう）」、外出（大内裏の中での移動）時には「乗輿」、行幸（大内裏の外に出ること）時には「車駕」という7つの呼び方が定められているが、これらはあくまで書記（表記）に用いられるもので、どう書いてあっても読みは風俗（当時の習慣）に従って「すめみまのみこと」や「すめらみこと」等と称するとある（特に祭祀における「天子」は「すめみまのみこと」と読んだ）。
天皇の死没は崩御といい、在位中の天皇は今上天皇（）と呼ばれ、崩御の後、追号が定められるまでの間は大行天皇（）と呼ばれる。配偶者は「皇后」。一人称は「朕」。臣下からは「至尊」とも称された。
神武天皇から持統天皇までの41代の漢風諡号が奈良時代の淡海三船によって一括撰進された事が鎌倉時代の『釈日本紀』に引かれた平安時代の『日本書紀私記』に記述されている。これは三船が中央で勤務していた天平宝字6年頃のことで、元明天皇と元正天皇も含むと一般的に考えられている。この「諡号」とは、一人一人の名前であって、たとえば神武天皇といった時の前半の「神武」の部分が諡号である。後半の「天皇」という称号とは関係ない。諡号は生前の行動を賛美する意味を含んでおり、こうした諡号は仁和3年（887年）に光孝天皇に諡られたのを最後に中絶した。以降の天皇には在所や山稜名からつけられた「追号」が諡られるのを原則としている。

##### 中世
天皇の没後の称号は、康保4年（967年）に崩御した村上天皇に天皇号がおくられたのを最後に、正暦2年（991年）の円融天皇の没後以降は、追号・諡号に付属する呼称は、「天皇」ではなく「院」が用いられるようになった。院はもともと譲位した太上天皇の邸宅並びに尊称を意味したが、平安時代以降、天皇が譲位する前に崩御することがまれになったため、院号が没後の称号として定着した。例外としては文治3年（1187年）に崩御した安徳天皇は天皇号のついた諡号が諡られている。
在世中に「天皇」と文書で記されるのは即位宣命の際に「天皇」と書いて「すめらみこと」と読む場合等に限られ、通常ははばかって「禁裏」、「禁中」、「主上」等と表記された。また、平安時代の貴族の日記を見ても、天皇のことは「主上」「内」「公家」等と記されることが多く、「天皇」と記されている事例もあるが、在位中の天皇を指して「院」と記載した事例は確認されていない。

##### 近世
本来太上天皇の称号であった院号が、次第に将軍、大名、庶民にまで拡大すると、没後の天皇号としてふさわしくないと考えられるようになった。江戸時代の儒学者中井竹山は「院号は、諸侯大夫より士庶人迄も用ゆる事なれば、帝号に極尊の意かつてなし、勿体なき事なるべし」（『草茅危言』）と述べ、「元号＋天皇」とおくるべきだと主張した。安永8年（1779年）に没した後桃園天皇に対し、摂政九条尚実は諡号と天皇号および山陵を復活させようとしたが、この際には江戸幕府は再興を認めなかった。
天保11年（1840年）に光格上皇が没すると、仁孝天皇は天皇号の再興を公家に諮問し、幕府の許可を得た。ついで諡号の選定を行い、翌天保12年（1841年）に「光格天皇」の名をおくっている。その後の幕府との交渉で、院号ではなく天皇号を贈ることと、諡号に関しては幕府に問い合わせを行い、追号の場合は決定できない際に幕府に問い合わせるという方針が定まった。以降の仁孝天皇・孝明天皇も「諡号」と「天皇号」を組み合わせたものとなっている。

##### 前近代における呼称
在位中の天皇は、帝、御門（）、禁裏（）、内裏（）、禁中（）、御所（）などと呼ばれた。「みかど」とは本来、御所の御門のことであり、禁裏・禁中・内裏・御所は御所そのものを指す言葉である。これらは天皇を直接名指すのをはばかった婉曲表現である。陛下（階段の下にいる取り次ぎの方まで申し上げます）も同様である。
また、主上（、しゅじょう）という言い方も使われた。天朝（てんちょう）は天皇王朝を指す言葉だが、転じて朝廷、または日本国そのもの、もしくはまれに天皇をいう場合にも使う。すめらみこと、すめろぎ、すべらき、などとも訓まれ、これらは雅語として残っていた。また「皇后」は「中宮」ともいうようになった。
当代の天皇は「当今の帝（）」などとも呼ばれた。譲位した太上天皇は「上皇」と略称され、「仙洞」や「院」などともいった。出家すると太上法皇（略称：法皇）とも呼ばれた。

##### 明治以降
大日本帝国憲法（明治憲法）において天皇の呼称は初めて「天皇」に統一された。ただし、外交文書などではその後も「日本国皇帝」が多く用いられ、日本国内向けの公文書類でも同様の表記が何点か確認されている。そのため、完全に「天皇」で統一されていたわけではない。
口語ではお上、主上（、しゅじょう）、聖上（、せいじょう）、当今（）、畏き辺り（）、上御一人（）、などの婉曲表現も用いられた。
また、天皇は陸海軍（大日本帝国陸軍・大日本帝国海軍）の統帥権を有することから「大元帥（大元帥陛下）」とも称され、主に軍内部および大元帥としての天皇を報道するマスメディア等において用いられた。

##### 現在
日本国憲法上の正式称号は単に「天皇」であるが、詔書や勲記、褒状などの文書においては「日本国天皇」と表記されることもある。
憲法学界においては、象徴天皇と歴史上の天皇との連続性について、二つの学説が対立している。歴史的存在としての天皇を存続させたものと捉える「宣言的規定説（＝連続説）」と、無から新たに「天皇」と称する存在を創造したものと捉える「創設的規定説（＝断絶説）」である。後者の見解によると、神話由来の第124代天皇だった昭和天皇が、国民由来の「天皇」の初代になったということになる。
なお、今後も「○○（＝時の元号）天皇」という形式の追号になると確定しているわけではない。すなわち、明治天皇・大正天皇・昭和天皇の過去3代がそうだからといって、平成、令和の天皇が同様に「平成天皇」「令和天皇」になるとは限らないのである。元号法の制定議論時の大平正芳首相（当時）の国会答弁によれば、追号とはあくまで皇室の儀式として贈られるものであり、法定された元号に縛られることなく天皇が自由に決めることが可能である。

### 日本国外における呼称

#### 英語圏における呼称
天皇は、英語で「emperor」、「the Emperor of Japan」と称され、在位中の天皇は「The Current Emperor」と称される。ただし、英語で公式に初めて「the Emperor of Japan」と称された人物は、江戸時代末期・幕末期当時で、孝明天皇ではなく、時の執権者の第十二代将軍徳川家慶であった。1852年のミラード・フィルモアアメリカ合衆国大統領の親書の宛て名には、「His Imperial Majesty, the Emperor of Japan」と記されている。かつて、「Mikado」（帝、御門）と一般的に称されていた時期もあった。

#### ドイツ語圏における呼称
ドイツやオーストリア等の地域においては、皇帝を意味する「Kaiser」（カイザー）と称されている。また一部地域においては、「Keyser」（ケイゼル）と読まれることもある。本項目のドイツ語版の記事名は「Tennō」であるように日本固有の存在としての天皇を強調する場合はTennōと呼ぶこともある。

#### 中国における呼称
現在の中華人民共和国政府などの公的機関では、「天皇陛下」、「日本天皇陛下」などの「陛下」の敬称付で呼ばれるのが通常である。

#### 朝鮮半島と天皇の呼称
朝鮮半島の歴代王朝は長期間にわたり中国歴代王朝の冊封国として存在しており、華夷思想では「天子」・「皇帝」とは世界を治める唯一の者、すなわち中国歴代王朝の皇帝の称号であった。そのため、「倭国王」「日本国王」等の称号で呼んでいた。清の冊封体制から離脱し大韓帝国となると初めて日本の天皇を「皇帝」と称した。その後の韓国併合による大日本帝国統治下では「天皇」の称号が用いられた。第二次世界大戦後、大韓民国独立後は英語で天皇を意味する「Emperor」の訳語を踏襲せず、「日本国王」（日王）「Japanese King」という称号を用いてこれに倣い「皇室」を「王室」、「皇太子」を「王世子」と呼んでいた。現在では「天皇」と言う称号が以前より一般的になりつつあるが、「皇室/王室」、「皇太子/王世子」に関しては同等に用いている。但し産経新聞ソウル支局長黒田勝弘に拠れば、2006年9月の悠仁親王誕生時、韓国日報を例外に殆どの韓国マスコミは「天皇」等の「皇」の字を嫌い、代わりに「王」の字を格下げの意味で用いたという。
金大中は大統領在任当時、諸国の慣例に従って「天皇」という称号を用いる様にマスコミ等に働きかけたが、マスコミはそれに従う者と従わない者に二分した。大韓民国政府としては1998年から「天皇」の称号を使用するようになったが、次の大統領盧武鉉は天皇という称号が世界的かどうか確認していないため「天皇」と「日王」どちらを用いるべきか準備ができていないと従来の方針を転換する姿勢を示した。大統領李明博は「天皇」の称号を用いている。しかし、マスメディアを始めとする民間では「日王」を使用している。民間における「日王」の呼称の使用については21世紀初頭頃に「天皇」や「日皇」に改めるべきであるとの議論もなされたが、「日王」に統一することとなり現在に至っている。李明博は2009年9月15日にインタビューを受けた際、「日本天皇」という表現を繰り返し用いた。
韓国人ジャーナリスト崔碩栄によると、韓国では80年代後半まで新聞などで天皇表記が確認でき、「日王」表記が始まったのは、韓国が民主化した1987年以降で90年代に入ると天皇の表記は姿を消したと指摘している。

## 歴史
『国史大辞典』は「天皇」の称号に相当する人数が、学問上確定できないとしている。

天皇がいつどのように成立したかは、現在の学界では学説が多様に分かれている。ただし、天皇の前身をなす大王（おおきみ）が遅くとも5世紀の初めには、のちの畿内の地の政権の王として存在したことは中国の史書からも認められる。古墳時代から勢力圏を拡大し、はじめは毛野・吉備・出雲・筑紫その他の各地の有力豪族と並立する一地方政権であったのが、やがて7世紀末から8世紀初頭にかけ律令体制を整えるまでのある時期に、他の諸政権との連合体から広い範囲にわたる統一政権に成長した、といったことは推認されている。この統一の時期・範囲は研究者によって意見がわかれる。

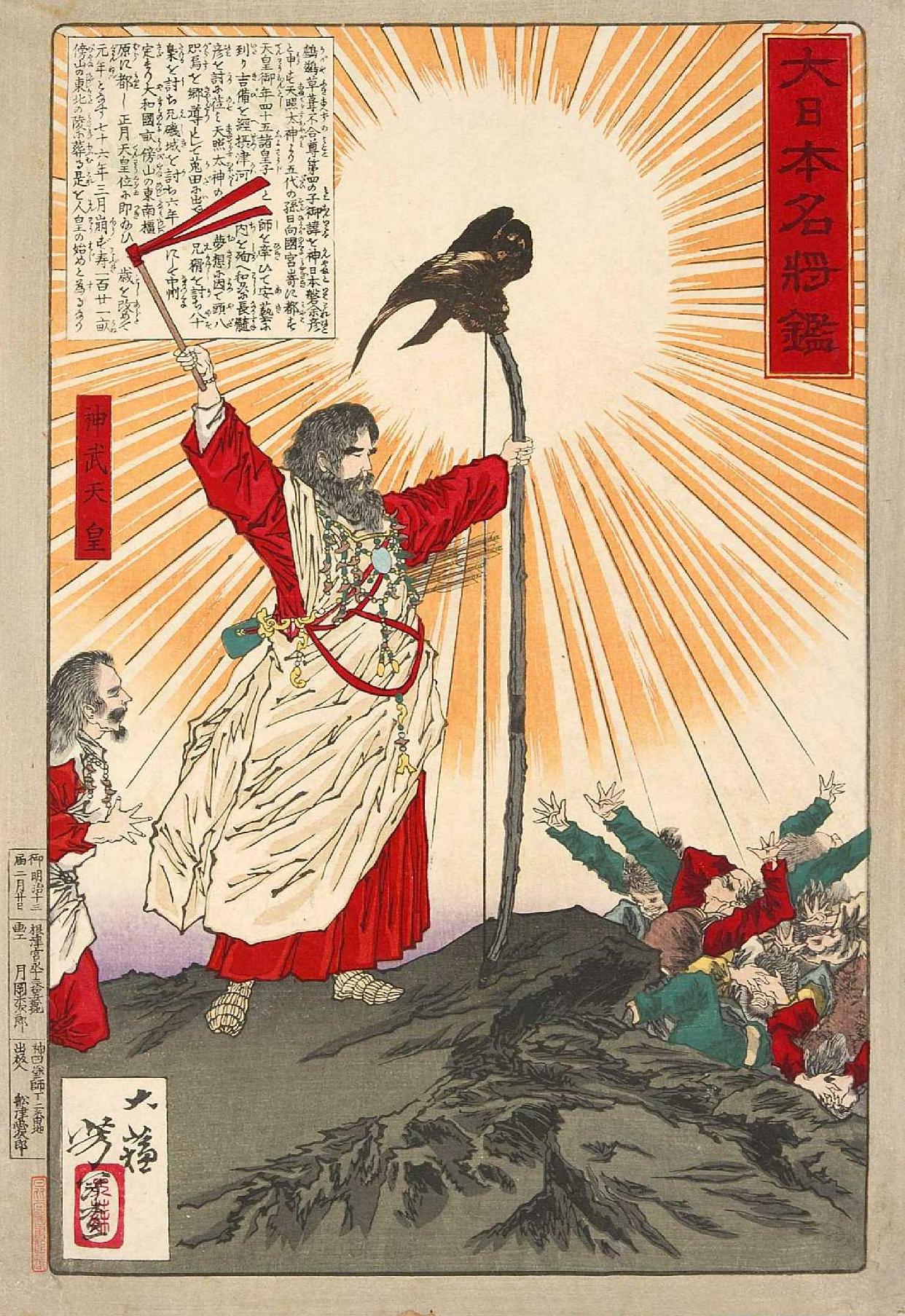
神武天皇版画。月岡芳年作

### 神代と天皇の発祥
皇室の系図は『古事記』『日本書紀』を始めとする史書に基づいて作られ、その起源は神武天皇元年（紀元前660年）に即位した神武天皇、更にはその始祖である天照大御神に始まるとされている。最初に葦原中国に降臨したのは高皇産霊尊と天照大御神の孫である天孫瓊瓊杵尊である。
紀元前663年、長髄彦を神武天皇が打ち破り（神武東征）、神武天皇が統治することになったとされる。太平洋戦争（大東亜戦争）敗戦までの日本では、神武天皇以降の史書の記述を真実の歴史とする考えが支配的であり、国定教科書では神武天皇元年を紀元元年とする神武天皇紀元（皇紀）が採られていた。一方、戦後の1950年代から1960年代にはに戦前の皇国史観への反動で津田左右吉の学説やマルクス主義史学が流行し、欠史八代の存在の否定や騎馬民族征服説などの王朝交替論等の記紀の内容を否定する学説が盛んに唱えられ、古代天皇は革命で打倒すべき古代専制君主・専制国家である天皇制の原型とされた。そのような風潮の中で関晃によって唱えられた畿内政権論は古代天皇は専制君主というマルクス主義史学の前提を否定するものとして当時の学会では猛攻撃を受けたが、古代日本国家における天皇の権力はそれほど強大ではなく畿内豪族が伝統的に大きな力を持ち両者の合作により国家権力の発揚が目指されていたことが明らかにされた。今日ではマルクス主義史観的な古代天皇専制君主論、専制国家論は否定されている。また欠史八代の天皇についても、宮都・天皇陵の記述や婚姻氏族の存在などを根拠とした欠史八代実在説もあって、未だ決着を見ていない（すべてが新しく作られたわけではなく、ある段階で始祖神武天皇から崇神天皇にいたる地位継承が名前のみ伝えられていたものを後世、皇統譜に加えたとの見解もある）。歴史学的に証明できる天皇、皇室の起源は、ヤマト王権の支配者・治天下大王（大王「おおきみ」）が統治していた古墳時代辺りまでともされるが、記紀から推定される河内湖の存在などから、神武天皇の実在を主張する説もある。
近年の紀年研究は神武天皇即位を二世紀後半とする見解が多い。「日本書紀」の神武天皇が難波に着いた時の記述は大阪湾が潟になっている古代の地形の変化を描写しておりそれは西暦100年までの頃とする見解や紀元前後の開聞岳の噴火が神武東征のきっかけとなったとの見解もある。
3世紀中葉以降に見られる前方後円墳の登場は日本列島における統一的な政権の成立を示唆しており、この時に成立した王朝が皇室の祖先だとする説や、神話に描かれる素戔鳴尊が弥生時代に朝鮮半島から北九州に渡来した皇室の始祖で、この6世孫の神武天皇が東征して大和を開いたとする説、弥生時代の北九州または近畿地方にあった邪馬台国の卑弥呼を天照大御神と見て、その系統を皇室の祖先とする説、皇室祖先の王朝は4世紀に成立したとする説、など多くの説が提出されており定まっていない。
一般に実在が確かであるとされている最初の天皇は「はつくにしらすすめらみこと」と「記紀」に記されている第10代天皇の崇神天皇であるとするのが定説である（稲荷山古墳出土鉄剣銘に471年の時点で鉄剣の主の系譜の初代オホヒコの名が記されている。オホヒコが初代天皇とされる崇神天皇の人物であることは単なる偶然ですまされない）。
ヤマト王権の首長であった大王が天皇の起源であることは間違いなく、ヤマトは大和国の中の地名ヤマトに起源がありおそらく山（三輪山）のト（ふもと）の意味であろうとも言われる。また後世、日本全体のことを表す「秋津洲（あきつしま）」「磯城島（しきしま）」「倭」などは元々、大和平原にあった村の名前であったという指摘もある。

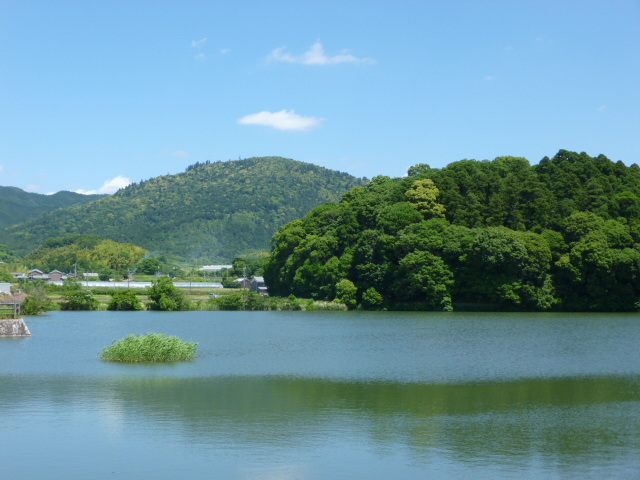
三輪山と箸墓古墳

寺沢薫は日本書紀には崇神天皇の磯城瑞籬宮、垂仁天皇の纒向珠城宮、景行天皇の纒向日代宮とあり、古事記ではミマキイリヒコイニエノミコト（崇神天皇）の師木水垣宮、イクメイリヒコイサチノミコト（垂仁天皇）の師木玉垣宮、オオタラシヒコオシロワケノスメラミコト（景行天皇）の纒向日代宮があったとあり、纒向は師木（磯城）に包括されるから崇神天皇の磯城瑞籬宮は纒向水垣宮であったとも考えられる。実在すると言われる初期三代の都宮が纒向に造営されたという伝承をもつこと自体に重大な示唆が含まれていると指摘し近年注目の集まる纏向遺跡と初期天皇（ヤマト王権大王）の関係性について言及している。
ただし上述したように「天皇」号の成立は早くとも推古朝と見られるため、「崇神天皇が実在した」という表現は厳密には不正確である。初期の天皇は「追尊天皇」と見ることもできる（中国大陸では北魏がこれに近い例である）。

### 古代の天皇

#### 古墳時代

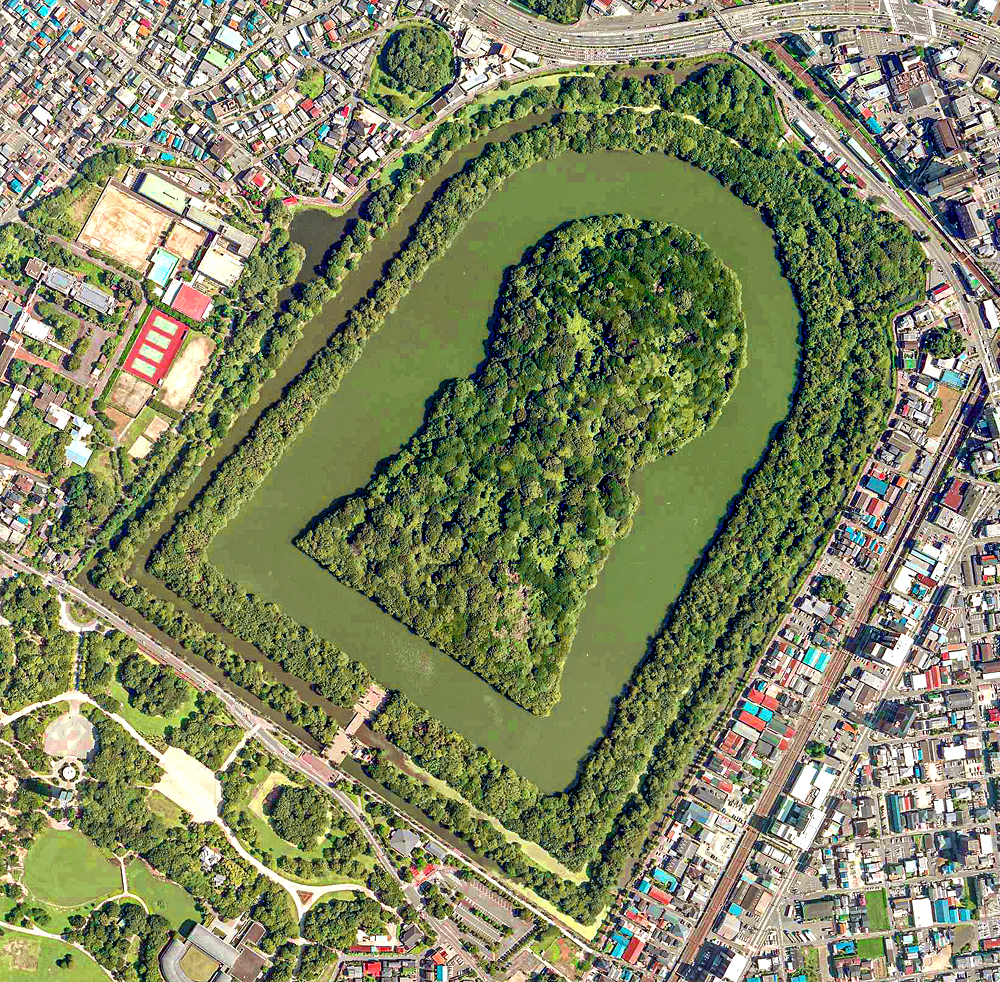
大仙陵古墳（大阪府堺市）
。

ヤマト王権の首長は前方後円墳を築いた勢力の盟主的地位から発生したとも言われており、前方後円墳の形成とヤマト王権の連続性は一定程度評価され得る
。
５～６世紀の巨大古墳は王墓に間違いなく、帝紀に記される王墓の所在地もそれなりの根拠を有しており、古墳研究の第一人者の白石太一郎によれば崇神天皇以降の王墓記載は信憑性が高いという。

#### 倭の五王
| 稲荷山古墳出土鉄剣（国宝）埼玉県立さきたま史跡の博物館展示。左は表面、右は裏面。「獲加多支鹵大王」は雄略天皇を指していると考えられる。 |  | 稲荷山古墳出土鉄剣（国宝）埼玉県立さきたま史跡の博物館展示。左は表面、右は裏面。「獲加多支鹵大王」は雄略天皇を指していると考えられる。 |
| 稲荷山古墳出土鉄剣（国宝）埼玉県立さきたま史跡の博物館展示。左は表面、右は裏面。「獲加多支鹵大王」は雄略天皇を指していると考えられる。 |  | |

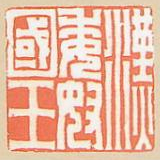
漢より印綬されたとされる倭奴国王印

中国の史書における倭王の最古の記述は、南北朝時代の劉宋王朝に朝貢した「倭」の王たちである。中国の史書『宋書』夷蛮伝・倭国条（倭国伝）には、5世紀に冊封された倭の五王（讃・珍・済・興・武）についての記述が残っている。これら五王を『日本書紀』などの天皇系譜から「讃」→履中天皇、「珍」→反正天皇、「済」→允恭天皇、「興」→安康天皇、「武」→雄略天皇等に比定する説や仁徳天皇・履中天皇から雄略天皇までの天皇に比定する諸説がある。これらの五人の倭国王については珍と済など続柄関係が不明な部分もあるが、中国側は同じ「倭」姓の一族と扱っていることから倭の五王が父系の同一氏族集団であったことは明らかとされている。
これら五王は、朝貢の見返りに、中国王朝から「倭国王」に封じられ、またしばしば安東将軍または安東大将軍に任じられて（百済以外の）朝鮮半島における軍事的権威も付与されて、対外的にはこれらの称号を名乗っていたと推定される。国内向けの王号としては、熊本県と埼玉県の古墳から出土した鉄剣・鉄刀銘文に「治天下獲加多支鹵大王」「獲加多支鹵大王」とあり（通説では獲加多支鹵大王はワカタケルで雄略天皇の和風諡号とする）、「治天下大王」または「大王（おおきみ）」が用いられていたと考えられている。
『宋書』には、次のような倭王・武の上表文が引用されている。
倭王武の上表文にある「渡りて海の北」を平らげたとあるのは朝鮮半島のことである。
倭の五王は先進文化と鉄資源を求めて少なくとも朝鮮半島南部に進出しており、この事実は四世紀末の朝鮮半島の事情を記した広開土王碑文によって確認できる。倭の五王は主として高句麗に対抗するために半島の支配権の中国による公認を求めていたのだが、高句麗王や百済王が大将軍号を得たのに対し倭の五王は一ランク下の将軍号（安東将軍）と倭国王しか認められず、最後の武がようやく「安東大将軍」を得ることができた。武王は478年を最後に中国への遣使をやめて中国皇帝の権威に頼らない、稲荷山古墳鉄剣銘や江田船山古墳鉄剣銘に見られるような日本独自の「天下」としての秩序を形成していったのである。
雄略天皇が崩御すると皇位継承者の不足が問題となった。雄略天皇がライバルとなる皇位継承者の多数を殺害してしまっていたからである。清寧天皇没後にはかつて雄略が殺害した市辺押磐皇子の遺児が播磨で発見され顕宗・仁賢として即位したが、武烈天皇に至りこの皇統は絶えてしまった。
大連・大伴金村らのヤマト王権の群臣らは越前三国にいた応神天皇五世孫の男大迹（おおど）王を迎えて継体天皇として即位した。この継体天皇の即位に対し、戦後になって継体天皇は前王家とは血縁関係はなく、王朝を簒奪したものだとする王朝交替説が唱えられた。
継体天皇の中間系譜は鎌倉時代の『釈日本紀』に引用される『上宮記』に残されている。この『上宮記』逸文を検討した黛弘道は用字などからこの系譜が『日本書紀』より古いものと判断している。継体天皇の出身である若野毛二俣王家は安康・雄略朝の有力な外戚であり、かつ有力な皇族として存在していたことから、継体が越前または近江から来て王権を簒奪した豪族であったという説は誤りであろうとされている。

#### ヤマト王権の連続性
和田萃はヤマト王権～律令国家の本拠地は一貫してヤマトにあったとし、「倭屯田（やまとのみた）」を取り上げて論じている。大宝田令にある大倭国の三十町の屯田は大化前代の倭屯田の系譜を引くとされ、天平年間の大倭国正税帳などから十市郡と城下郡（および城上郡）に存在したことがわかり、『古事記』には景行天皇の代に定めたとされ、現大王の地位に付属する王位の象徴であったという。これが律令国家天皇制につながるためヤマト王権から律令国家へと王権が連綿とつながっていることがわかり、また「ヤマト」が磯城郡・十市郡を中心とする三輪山のふもとの地を指していたこともわかるという。 
また石上神宮のホクラはヤマト王権が地方豪族から献上させた剣や神宝を保管する武器庫であったが、系譜としては三世紀の卑弥呼の刀と鏡につながることが、四世紀の七支刀が現在にまで伝わることから推測できるとし、世襲や王権が確立していなかったとしてもヤマト王権、古代天皇には連続性が読み取れるとされる。

#### 飛鳥時代（蘇我氏の台頭）

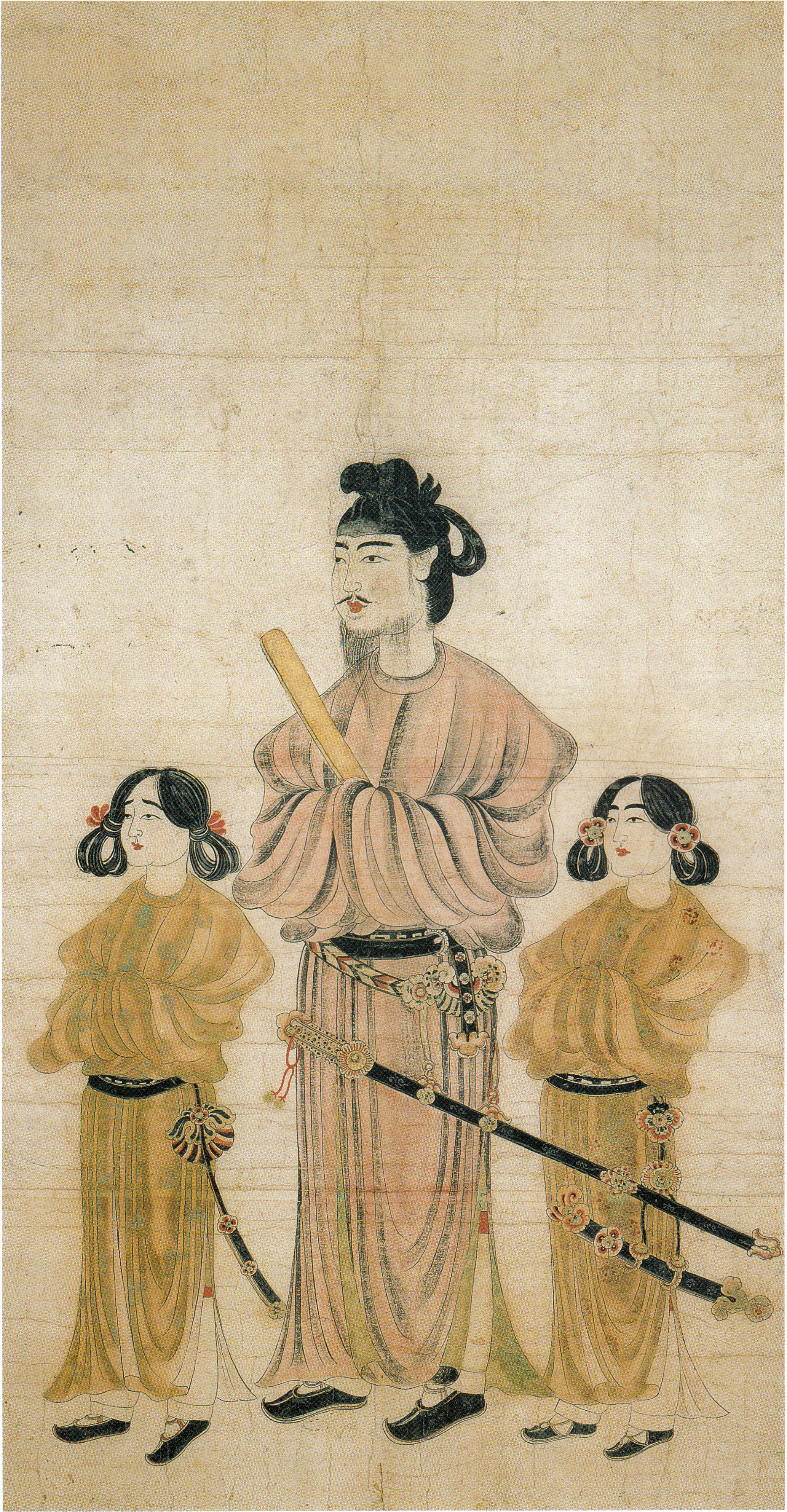
『聖徳太子二王子像』

蘇我稲目は宣化天皇の時に大臣として突如登場した。稲目は欽明天皇の時にも大臣に再任され、自身の二人の娘を欽明天皇の妃に入れて、蘇我氏は以後大きな権力をもった。
一方でヤマト王権には６世紀前半から後半にかけて成立した大和及び周辺の在地豪族から選ばれた大夫（まえつきみ）という群臣による合議があり、皇位継承の決定権を有していた。
蘇我稲目の子、蘇我馬子は仏教の受容を巡り対立していた物部守屋を滅ぼすと政権を掌握し、自身に批判的だった崇峻天皇さえも暗殺してしまう。崇峻天皇暗殺の後に群臣推挙を経て蘇我氏系で女帝の推古天皇が即位した。
推古朝には蘇我馬子と聖徳太子により冠位十二階、憲法十七条などの制度が整備された。天皇号の成立もこの頃のこととされている。
この時期、隋の煬帝に対して「天子」と自称したと『隋書』に見える。
舒明天皇が崩御すると皇后の宝皇女が中継ぎの女帝として皇極天皇として即位した。皇極は蘇我蝦夷を大臣としたが、その子蘇我入鹿が実質上の権力を握り専横が目立つようになった。皇極二年には山背大兄王が蘇我入鹿が差し向けた勢力に襲われ自刃した。
このような事態に中大兄皇子と中臣鎌足らが共謀して宮廷クーデターを起こし、蘇我氏本宗家を滅ぼした（乙巳の変）。

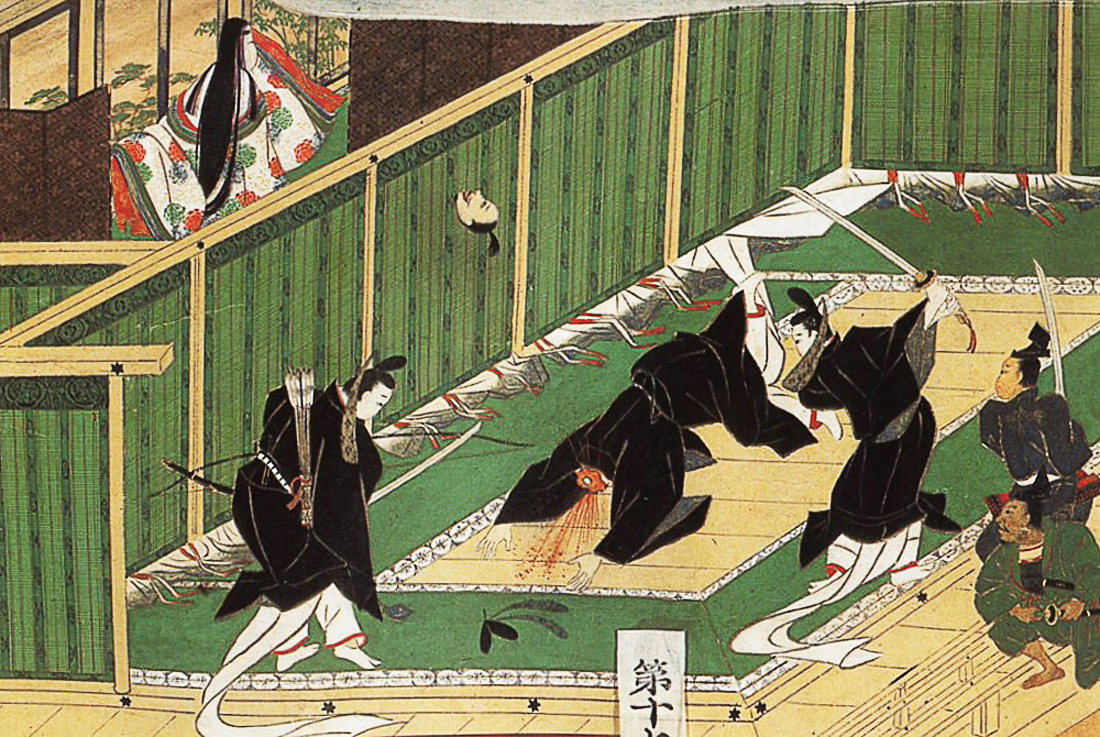
乙巳の変
江戸時代、住吉如慶・具慶の合作によって描かれたもの。左上は皇極天皇。 談山神社所蔵『多武峰縁起絵巻』（奈良県桜井市）

中大兄皇子は孝徳朝、斉明朝を通じ政権の中枢にあり新しい国家体制の建設を進めた。

### 大化の改新から摂関政治まで
百済戦役の中、斉明天皇が筑紫朝倉宮で没すると中大兄皇子は即位しないまま全権を握ったが、白村江において唐・新羅連合軍に壊滅的な大敗を喫した。大唐帝国の侵攻に危機感を募らせた天智天皇は朝鮮式山城を築くとともに中央集権化と近江令の編纂を開始した。この近江令が後世の大宝令に受け継がれ、後世の国家整備の始原として天智天皇は聖君と高い評価を受け、皇位継承の正当性を裏付ける「不改常典」は天智天皇に由来するとされた。
天智天皇が崩御すると天智天皇の弟である大海人皇子と天智天皇の子で近江朝を継承した大友皇子の間で内乱（壬申の乱）が発生し、勝利した大海人皇子が天武天皇として即位した。天武天皇は近江朝の国家体制を受け継ぎ、浄御原令などを編纂し氏族の「氏上」制や八色の姓を定め、後世の『記紀』に繋がる『帝紀』と『上古諸事』を記させ、皇太子には草壁皇子を立てた。
天武天皇が崩御すると草壁皇子も即位することなく逝去した。混乱を避けるために天武の皇后が持統天皇として即位した。
天皇を中心とした国家の枠組みが整い始めたのは、大化の改新からさらに四半世紀経った天武朝以後である。大化の改新によって後の天智天皇である中大兄皇子が実権を握って以降、中国（唐）の法令体系である律令を導入した結果、天皇を中心とした政府・国家体制を構築しようとする動きが活発となっていった。それらの試みは様々な曲折により一気に進展はしなかったが、最終的には、天武天皇及びその後継者によって完結することとなった。特に天武天皇は、軍事力により皇位を奪取したことを背景として、絶対的な権力を行使した。この時代に詠まれた柿本人麻呂らの和歌には、「大君は神にしませば」と天皇を神とする表現が見られている。
律令制下で天皇は太政官組織に依拠し、実体的な権力を振るったが、この政治形態は法令に則っていたため、比較的安定したものだった。主要な政策事項の実施には、天皇の裁可が必要とされており、天皇の重要性が確保されていた。
元明天皇の時代には平城京に遷都した（以降、平安遷都まで奈良時代）。
奈良時代の皇位継承は、「天武天皇‐草壁皇子‐文武天皇‐首皇子（聖武天皇）」という直系皇位継承による既定路線がありそれを補佐するために中継ぎの女帝（女性天皇）が即位した（持統、元明、元正）。聖武天皇の娘である阿倍野内親王が孝謙天皇として即位し、のち重祚して称徳天皇となると仏教に傾倒し僧道鏡を重用して宇佐八幡神託事件を起こした。『続日本紀』は称徳天皇について「道鏡に乗ぜられ、財政難をまねき刑罰も厳しくなりみだりに人を殺した」と酷評している。
称徳天皇が没すると藤原永手らは天智天皇の孫であり、聖武天皇の娘である井上内親王を妻にしていた皇親（皇族）長老の白壁王を即位させた（光仁天皇）。これを受けて井上内親王は一旦皇后についたが後、子の他戸親王とともに幽閉されてその後おそらく暗殺された。
新しい皇太子には白壁王と百済系の和新笠の間に生まれた山部皇子（のち桓武天皇）が立てられたことにより、女帝を介して＜天武‐草壁‐文武‐聖武＞と伝えられた天武系の皇統はここに断絶し天智系の皇統に移った。

### 平安時代と摂関政治

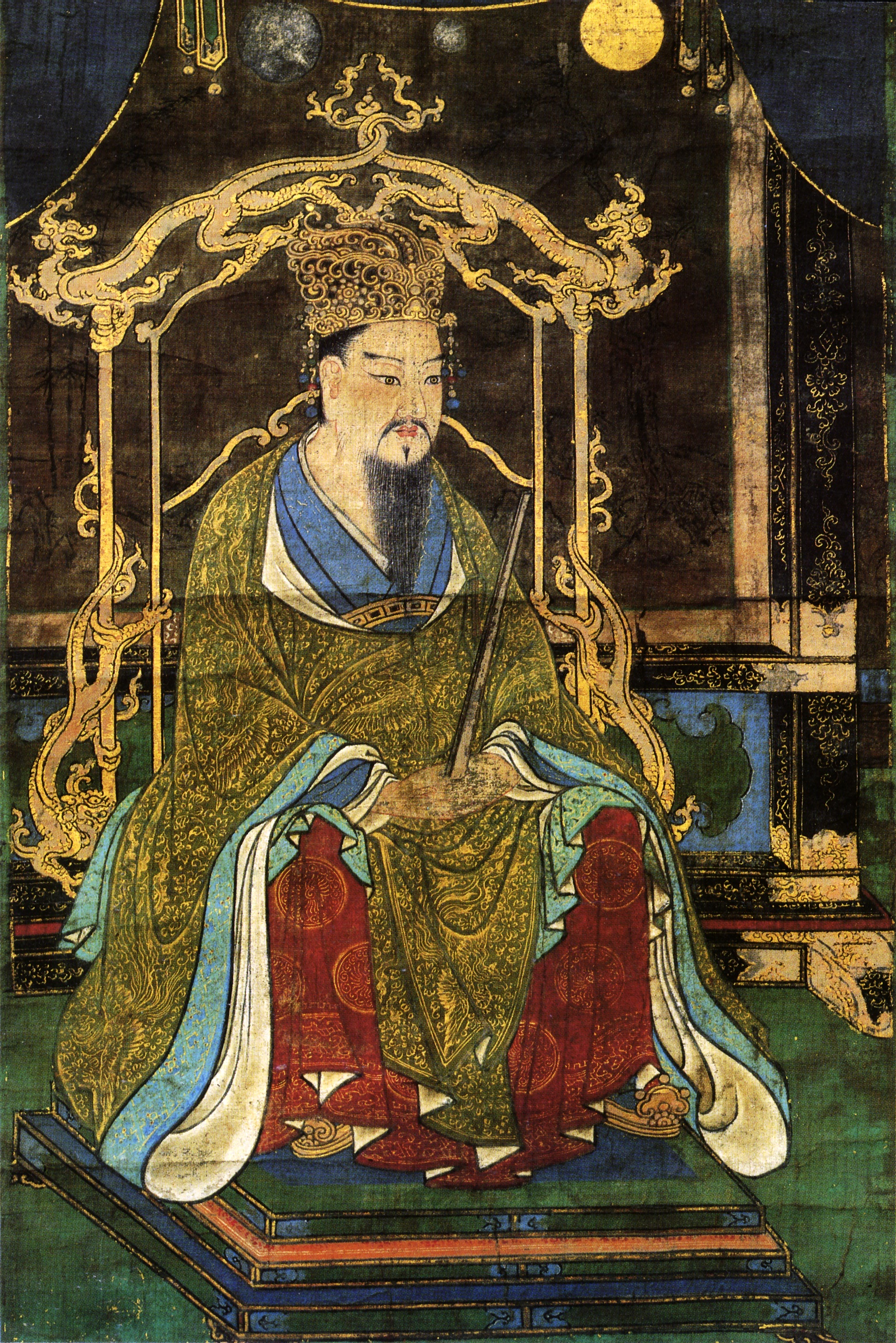
平安京への遷都を実現させた桓武天皇

しかし、平安時代初期の9世紀中後期頃から、藤原北家が天皇の行為を代理・代行する摂政・関白に就任するようになった。特に天安2年（858年）に即位した清和天皇はわずか9歳で、これほど幼齢な天皇はそれまでに例がない。このような幼帝の即位は、天皇が次第に実権を失っていたことを示すもので、こうした政治体制を摂関政治という。
摂関政治の成立の背景には、国内外の脅威がなくなったことにともなって政治運営が安定化し、政治の中心が儀式運営や人事などへ移行していったことにある。そのため、藤原北家（摂関家）が天皇の統治権を代行することが可能となったと考えられる。また、摂関家の権力の源泉としては、摂関家が天皇の外祖父（母方の祖父）としての地位を確保し続けたことにあるとされている。
もっとも、このような一連の現象は、逆に言えば、天皇という地位が制度的に安定し、他の勢力からその存立を脅かされる可能性が薄らいだことの反映でもある。この頃、関東では桓武天皇5代の皇胤平将門が親族間の内紛を抑え、近隣諸国の紛争に介入したところ、在地の国司と対立、やがて叛乱を起こして自ら「新皇」（新天皇）と名乗ったといわれ、朝廷の任命した国司を追放し、関東7か国と伊豆に自分の国司を任命した（平将門の乱）。
摂関政治についてはかつては藤原氏の摂政・関白が天皇の意向を無視して政治を私物化したものというような否定的な見解が大勢であったが、1961年に出された土田直鎮「摂関政治に関する二、三の疑問」から見直しが始まり、近年では天皇と摂関を対立的に捉えるのではなく総体として捉える視点が必要となってきている。
また文徳天皇以降は天皇は京外に出なくなり、摂関政治が始まるころになると天皇は内裏からもほとんど出なくなり、平安宮内の八省院や中和院にいく時でさえ「行幸」と呼ばれるようになり、天皇は官僚群に囲まれ、人前には出ない存在となっていった。
文徳天皇の孫の陽成天皇は素行に問題があったとされ廃位となり、変わって大叔父にあたる皇族最長老だった光孝天皇が公卿らの合議と群臣推戴というプロセスを経て即位した。中世には光孝天皇以前は上古とされ、先例は光孝天皇以降を調べるものとされた。
光孝天皇が重篤となると臣籍降下していた源定省が皇籍復帰し親王となり宇多天皇として即位した。関白・藤原基経は帝からの詔にある「阿衡」を不服とし、天皇の勅答を撤回させて己の力を誇示した（阿衡事件）が、基経が死去すると宇多天皇は意欲的に国政に関与し、改革を行い後に「寛平の治」と呼ばれた。
宇多天皇は藤原基経の嫡男・藤原時平と学者出身の菅原道真を重用し、『寛平の御遺誡』にも両者を重用するよう示して醍醐天皇に譲位した。醍醐天皇の下で時平は左大臣、道真は右大臣にまで昇進したが、道真が自分の娘を醍醐天皇の異母弟斉世親王の妃としたことなどから疑われて道真は太宰権師（だざいのごんのそち）に左遷され二年後にその地で没した。道真はその後、怨霊（のち北野天満宮祭神）になったと信じられ皇太子保明親王、慶頼王が相次いで薨去し、清涼殿に落雷が落ちて大納言藤原清貫が胸を裂かれ死亡し、その他多くの死者やけが人が出る（清涼殿落雷事件）と、醍醐天皇は直後から病に伏し朱雀天皇に譲位した七日後に崩御した。
醍醐天皇や村上天皇は後の世の故実・先例の手本とされ、また摂政・関白を置かなかったことから後に「延喜・天暦の治」と呼ばれるようになった。

### 院政期

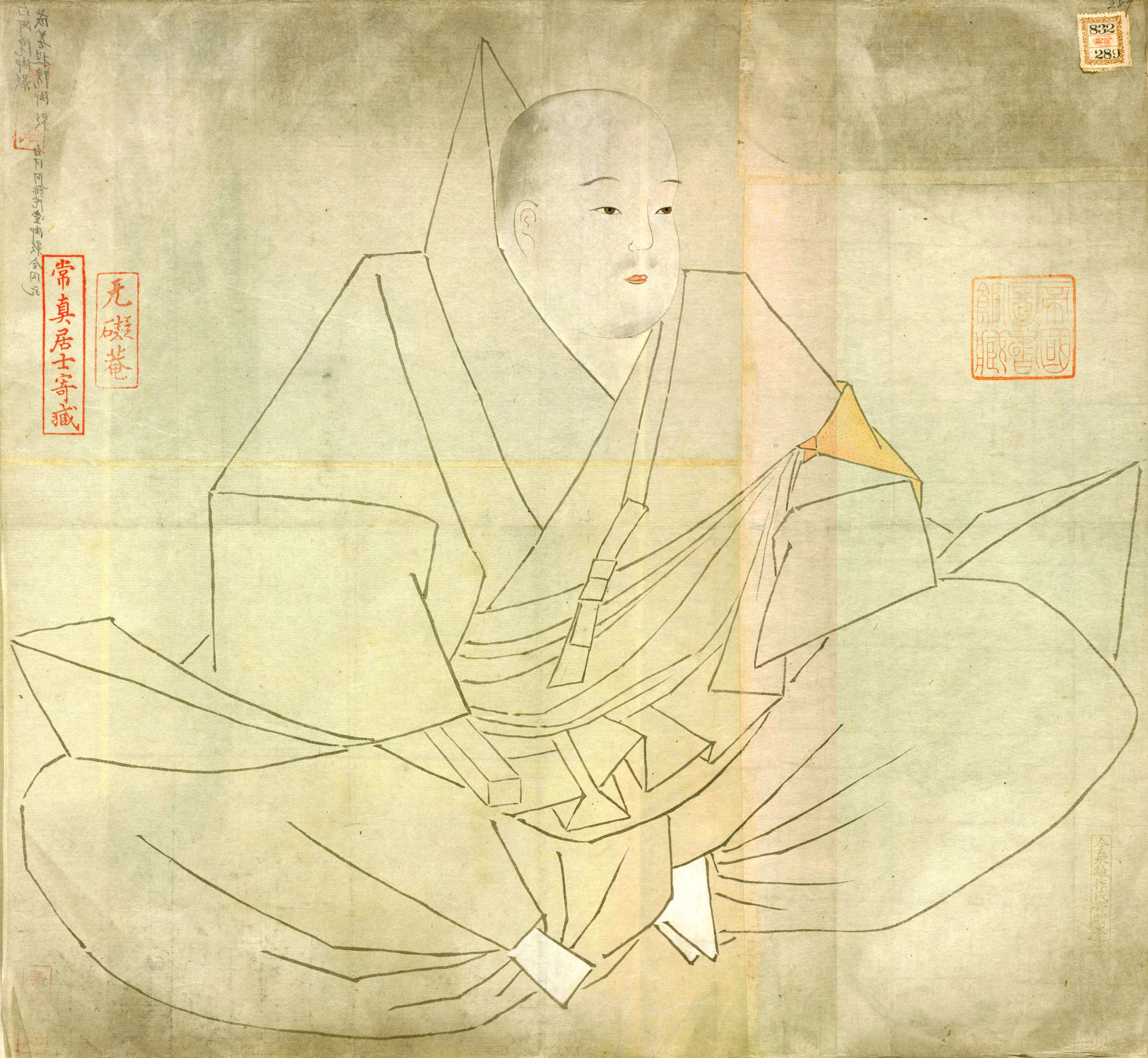
白河天皇図

平安後期に即位した後三条天皇は、摂関家を外戚に持たない立場だったことから、摂関の権力から比較的自由に行動することができた。そのため、記録荘園券契所の設置など、さまざまな独自の新政策を展開していった。後三条天皇は、譲位後も上皇として政治の運営にあたることを企図していたという説がある。
後三条天皇の子息の白河天皇は自らは退位して子息の堀河天皇・孫の鳥羽天皇をいずれも幼少で即位させた。これは、父の後三条天皇の遺志に反し、異母弟の実仁親王と輔仁親王を帝位から遠ざけるため、当時の天皇の父・祖父として後見役となる必要があったためである。さらにその結果として、次第に朝廷における権力を掌握したため、最終的には専制君主として朝廷に君臨するに至った。
この院政の展開により、摂関家の勢力は著しく後退した。院政を布いた上皇（院）は、多くの貴族たちと私的に主従関係を結び、治天の君（事実上の君主）として君臨したが、それは父としての親権と貴族たちの主人としての立場に基づくもので、天皇の外祖父ゆえに後見人として振る舞った摂関政治よりもいっそう強固なものであった。
治天の君は、自己の軍事力として北面武士を保持し、平氏や源氏などの武士とも主従関係を結んで重用したが、このことは結果的に、武力による政治紛争の解決への道を開くことになり、平氏政権の誕生や源氏による鎌倉幕府の登場につながった。政治的には、院政期に権門勢家が国家からの自立の度合いを深めるに従い、皇室という一権門の代表に滑り落ちた。理念面では、歴代の天皇が神や仏といった超越者の力によって失脚に追い込まれるという説話や主張が度々見られるようになる。仏法に敵対した罪によって地獄に堕ちたという逸話も広く知られている。殊に、後白河天皇のように、聖代の帝王と対比して仮借ない批判を投げつけられた者もいる。即位灌頂により地位の正当化を弁証せざるを得ない程に、仏教の流布を背景にした相対化と脱神秘化が生じていた。また上皇の地位は天皇ほど律令に左右されず、恣意的な行動が可能なため、治天の私生活は乱れ、公的にも暴政に陥った。

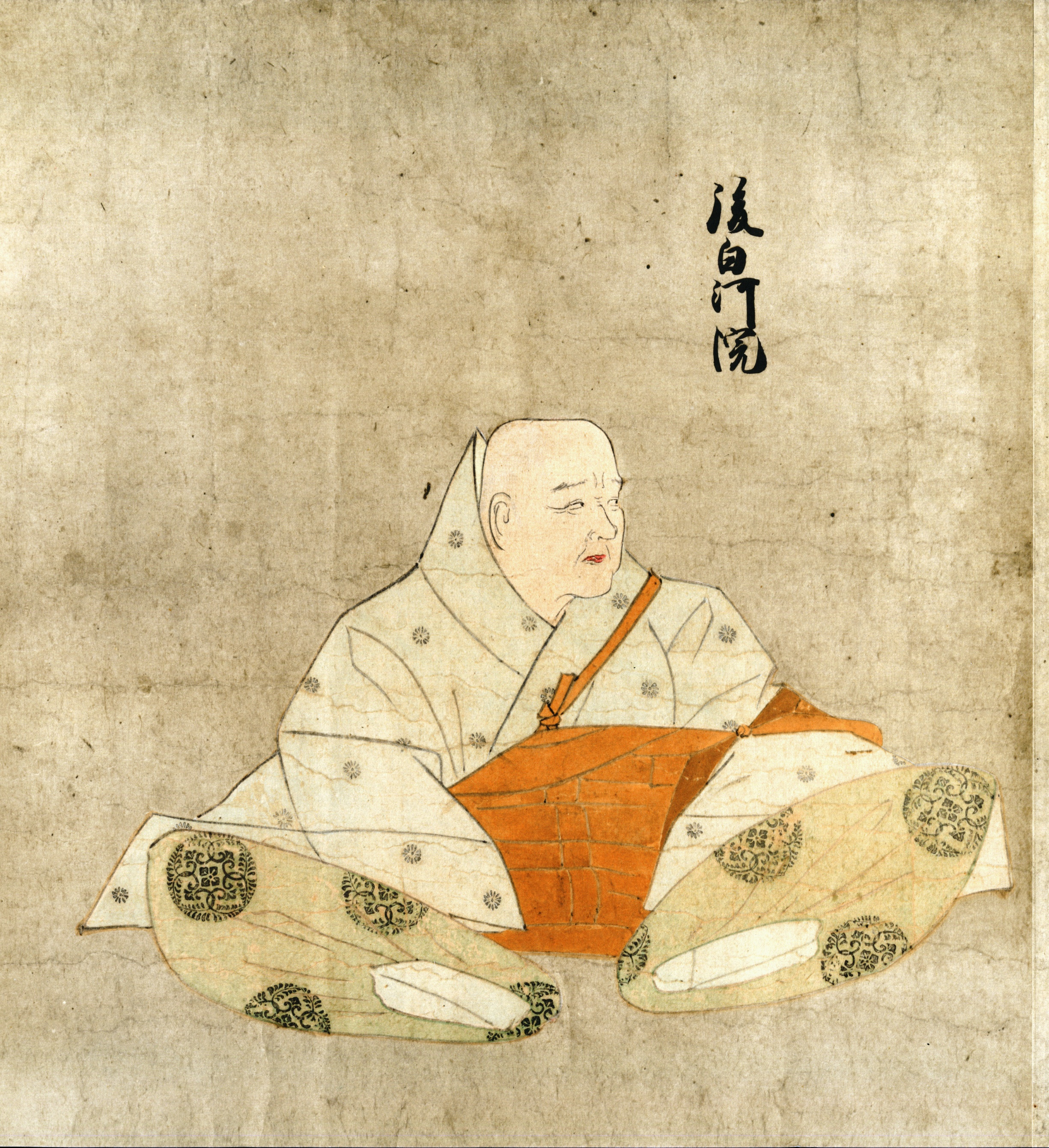
平氏と源氏を翻弄し「日本国第一の大天狗」と言われた後白河院

この間、清和天皇の子孫である清和源氏の源頼朝が以仁王の令旨を奉じ平清盛を倒し後白河法皇を救い出すために挙兵し、鎌倉幕府を樹立した。
後鳥羽上皇はさらに西面武士を設置したが、承久の乱の敗北により廃止された。承久の乱以後は、朝廷は独自の軍事力を失って、幕府に対して従属的な立場に立たされることになり、時には幕府の命令で天皇が任免される事態にまで至った。
時に、両統迭立の時代になると、神孫為君の論理に安住出来なくなり、徳治と善政を標榜するようになる。花園天皇は「皇胤一統」の論理に寄りかかる事を戒め、君主としての徳の涵養を力説している。また同じく儒教精神から、後鳥羽上皇のように『承久記』や『六代勝事記』によって激しく批判、失脚の正当化がされる事はあっても、天皇という制度が否定される事は個々の天皇に対して激しい攻撃がなされた中世期にあってもなかった。それは、儒教的徳治論の核心をなしていた易姓革命思想は、皇位継承者の中でも徳の高い人物が就くべき、徳のある人物が政治を行うべきという論理に姿を変えて日本に定着する事になった。
院政はこの後江戸時代まで続くが、実体的な政権を構成したのは、白河院政から南北朝時代の後円融院政までの約250年間とされている。後円融上皇の崩御後、わずかに残っていた朝廷の政治的権力も足利義満の手で、ほとんどすべて幕府に接収され、貴族たちも多くは室町殿と主従関係を結んで幕府に従属し、院政は支配する対象自体を失い朝廷も政府としての機能を失った。

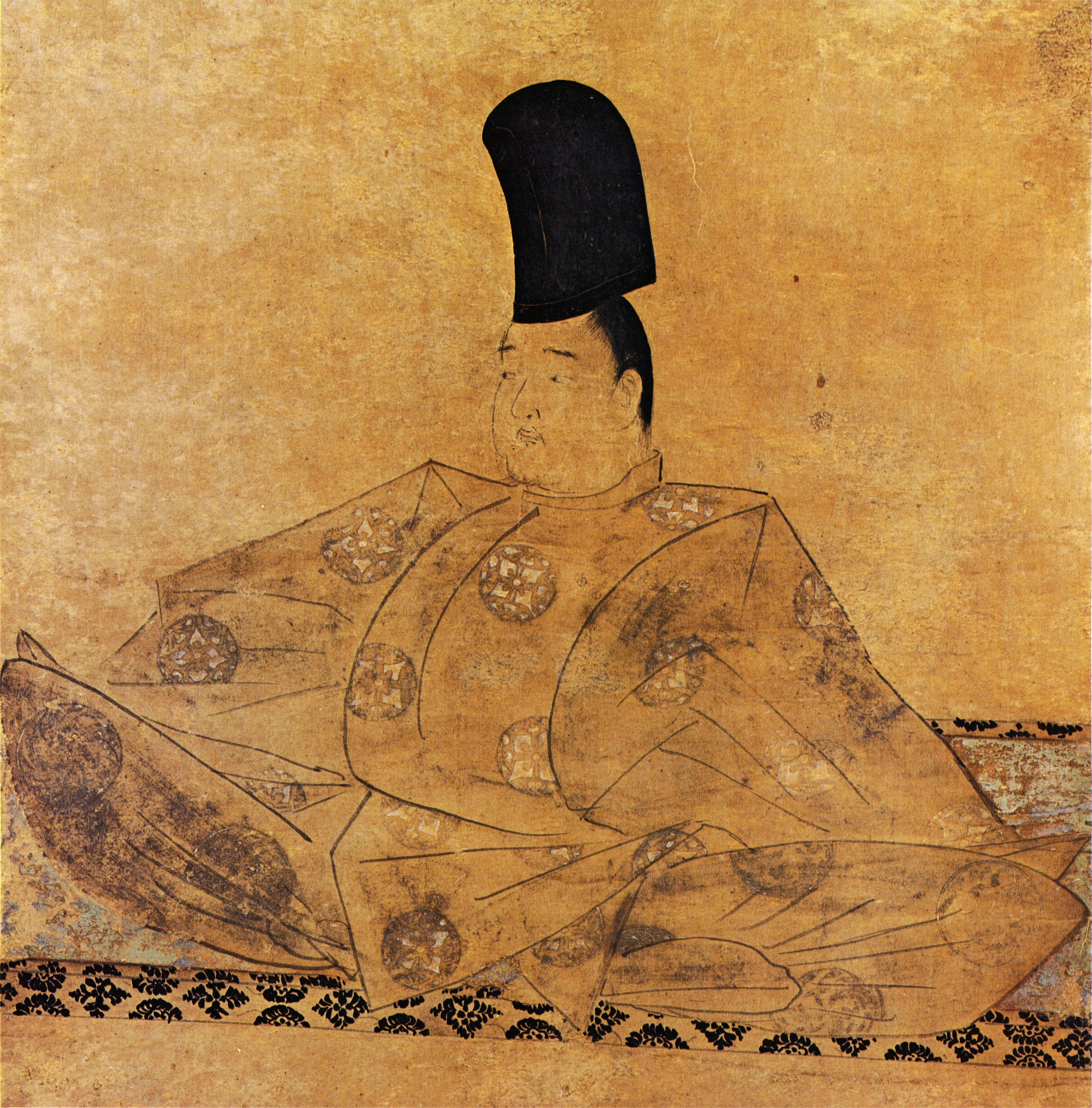
後鳥羽天皇図

### 鎌倉時代

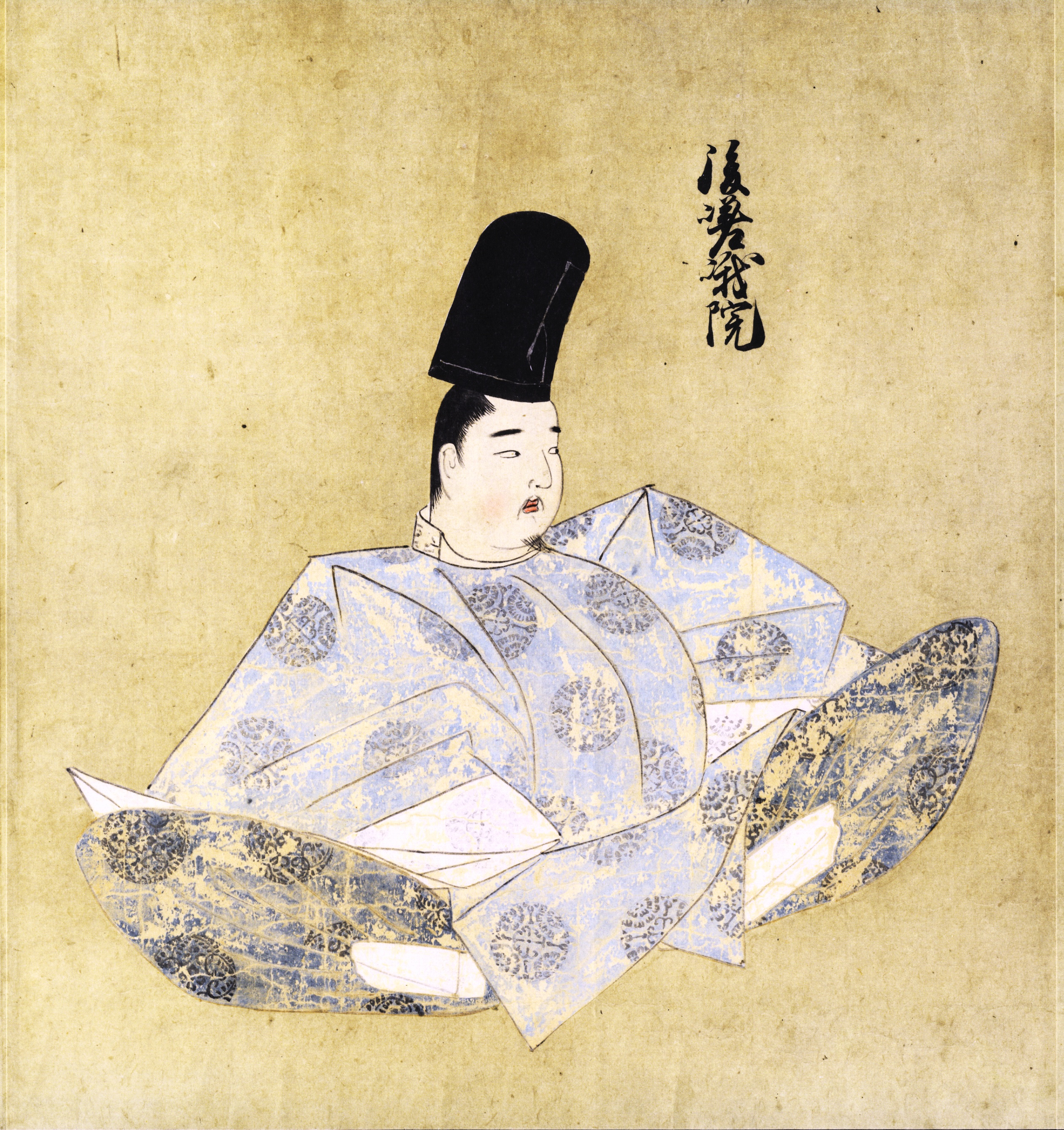
後嵯峨天皇像─『天子摂関御影』

中世の国家体制については、一般的には天皇・公家の後退と武家の伸張によって特徴付けられるが、公家と武家が両々相俟って国家を維持したとする権門体制論も提出されているなど学説も多様である。荘園制の普及にもかかわらず律令体制下の公領（国衙領）がなお根強く残されていたことから、鎌倉幕府の成立前後までは上皇がかなりの権力を振るう余地はあった。
鎌倉に幕府を立てた源頼朝は後白河上皇の意向を尊重しながらも交渉をしながら政権運営を進めていた。鎌倉幕府三代源実朝は後鳥羽上皇との協調関係を確立し安定した朝廷・幕府関係を築き、実朝の次の将軍後継者には後鳥羽上皇の皇子を宮将軍として迎える話が進んでいた。しかし、1219年の正月に将軍実朝が鶴岡八幡宮にて暗殺されると朝廷・幕府関係に暗雲が立ち込めるようになり、後鳥羽上皇と北条義時の対立から承久の乱が勃発した。
この乱は朝廷の全てが関わったわけではなく後鳥羽上皇の少数の側近貴族達が関わっただけで、当時の常識から鎌倉方が本気で攻めてくるとは思っていなかった後鳥羽上皇方は無為無策のまま敗北してしまった。
承久の乱（承久3年〈1221年〉）以降の天皇の権力的な側面の失墜は著しく、蒙古襲来に当たっての外交的処理や唐船派遣などの外国貿易など、いずれも鎌倉幕府の主導の下に行われており、武家一元化の動向を示していた。武家の進出のため公家の家門の分裂が起こることも多くなった。皇室もまず大覚寺統と持明院統に分裂し、さらにおのおのが再分裂した（南北朝時代）。
承久の乱で権威を失った皇室は、早い段階で権威回復を遂げたとされる。後嵯峨上皇が院評定制を定めて以降、徳政評定と雑訴沙汰の分離に代表される亀山上皇の弘安徳政、記録所の充実に代表される伏見天皇の永仁徳政、訴訟制度の効率化を進めた後宇多院政、暦応雑訴法制定や「政道興行」に代表される光厳上皇の貞和徳政など、鎌倉時代後期から南北朝時代初期（北朝）の朝廷では徳政と呼ばれる政治・訴訟制度改革が盛んになり、鎌倉期や南北朝期の朝廷（北朝）は種々の制約を受けながらも、依然として国政機関としての実体を保つことができた。
| 「                | 此頃都ニハヤル物 夜討 強盗 謀（にせ）綸旨 （中略） 天下一統メズラシヤ 御代ニ生テサマザマノ 事ヲミキクゾ不思議ナル 京童ノ口ズサミ 十分ノ一ヲモラスナリ | 」 |
| —『二条河原落書』 | |    |

大覚寺統傍流の後醍醐天皇は、幕府から退位を強要されると笠置山に籠り抵抗するが幕府に捕らえられ隠岐に流された。しかし、この間、後醍醐天皇の意向を受けた護良親王、楠木正成らの挙兵により反幕府勢力が拡大すると後醍醐天皇は隠岐から脱出し伯耆国船上山に籠って全国の兵に倒幕を呼び掛けた。後醍醐天皇の呼びかけに応じた足利尊氏が六波羅を陥し、鎌倉も新田義貞に攻められて得宗北条高時は自害して鎌倉幕府は滅亡した。後醍醐天皇は新しく中央集権的な天皇親政（建武の新政）を試みたが、二条河原の落書が風刺した世相の混乱もあり、建武の新政（建武の中興）は足利尊氏の離反によって終止符を打たれた。

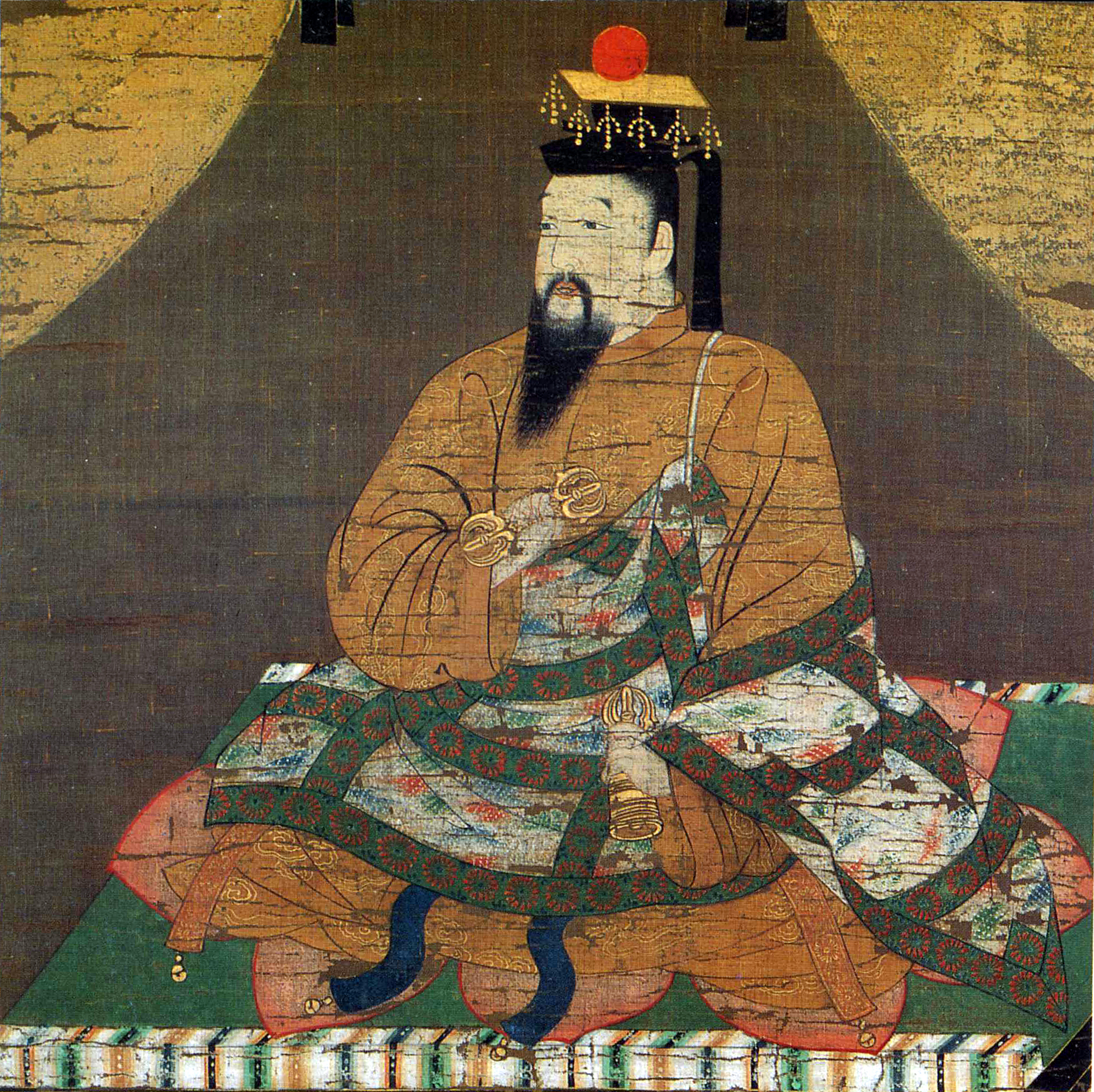
鎌倉幕府を倒して建武の新政をおこない南朝を打ち立てた後醍醐天皇

### 南北朝時代・室町時代

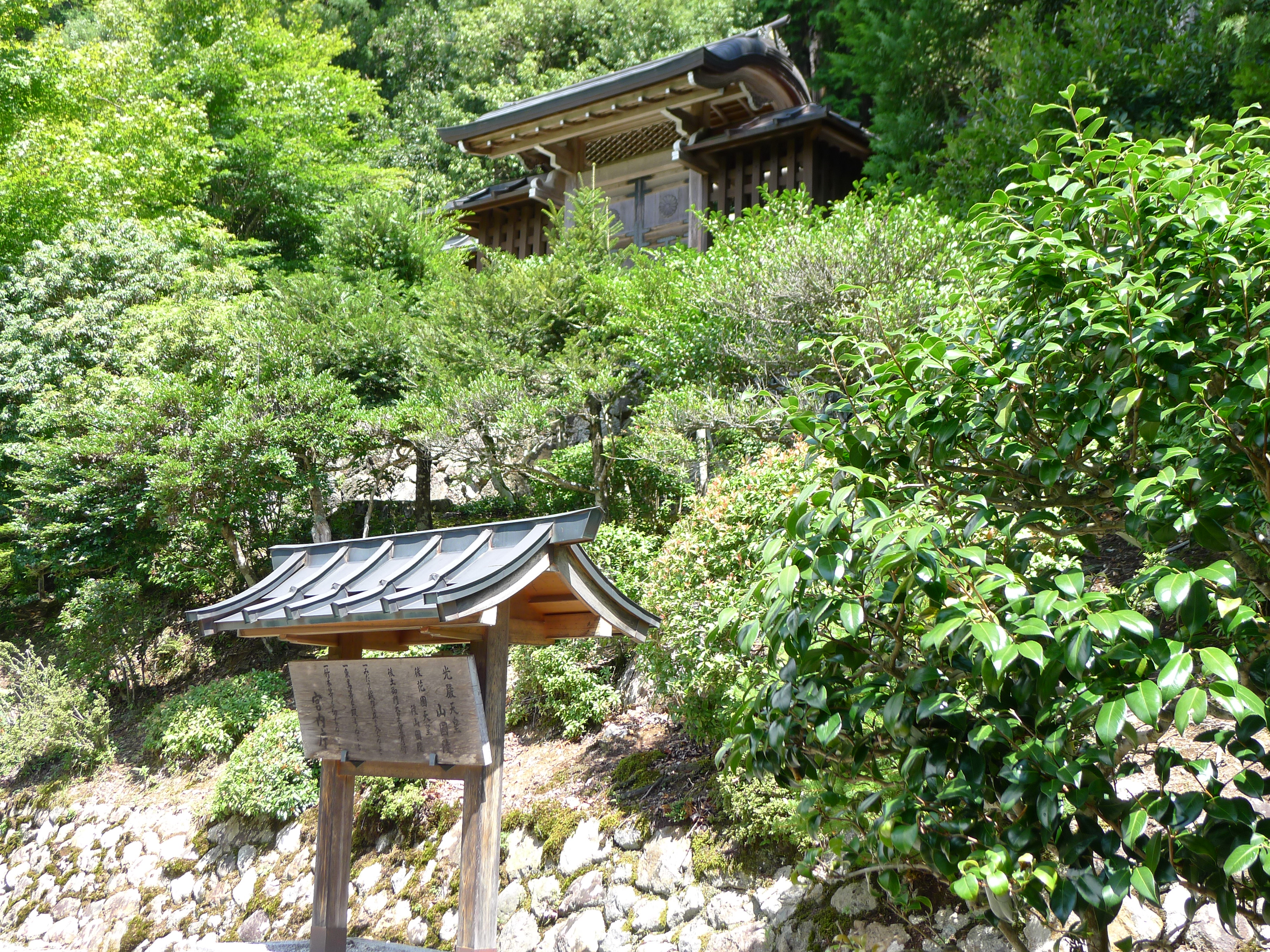
山国陵（後山国陵）─光厳天皇と後花園天皇が合葬されている

建武の新政の崩壊の後、太上天皇となっていた光厳上皇は、弟の光明天皇を践祚させ、治天の君として院政を始めた。また、足利尊氏が光明天皇から征夷大将軍に任命され、室町幕府が開かれた。しかし、密かに京都を出奔した後醍醐上皇は皇位の回復を宣言し、南北両朝が並立することとなった。
南北朝時代とはいえ、京都を抑え、武家（室町幕府）を味方に付ける北朝が終始優勢をほこった。北朝では、幕府の実質的頂点であった足利直義の協力を得ながら、光厳上皇による徳政が進められ、元弘の乱以降の混乱からの政治的・文化的復興が図られた。しかし、観応の擾乱に起因する正平の一統によって、一時的に北朝が消滅。さらに、光厳上皇をはじめとする北朝の皇族が南朝によって拉致されてしまった。そこで、幕府と旧北朝の貴族らは、上皇らの救出を諦め、継体天皇の先例をもとに、光厳上皇第3皇子である後光厳天皇を践祚させて北朝を復活させた。
幽閉中の光厳上皇は、後光厳天皇践祚に反発して出家し、帰京後に崇光上皇を持明院統正嫡に定めて、長講堂領などの持明院統伝来の財産の大半を崇光上皇に譲渡した。この崇光上皇の直系子孫が、旧宮家の宗家である伏見宮家であるが、後光厳天皇系統と崇光天皇系統（伏見宮家）に北朝天皇家（持明院統）が分裂し、その後後小松天皇が伏見宮家から持明院統伝来の財産を没収するなど、北朝内部の対立が激化していく。
正平の一統後の朝廷（北朝）は、著しい権威失墜を招き、足利義満を頂点とする公武統一政権が誕生した。そして、明徳3年（1392年）、足利義満の独断に近い状態であったが、北朝が南朝を吸収することで南北朝時代は終焉を迎えた。
なお、はるか後の明治時代になって、この時代の北朝と南朝のいずれが正統であるかという議論（南北朝正閏論）が起こっており、現在の皇室は北朝の子孫であり、明治時代まで北朝正統であったものの、江戸時代以降、尊皇攘夷思想を背景として南朝正統の考えが広まり、明治44年（1911年）以降、世論の煽りを受けて出された「明治天皇の勅裁」を根拠に、南朝が正統となった。
また、室町幕府3代将軍足利義満は、自分の子義嗣を皇位継承者とする皇位簒奪計画を持ったとする説もあるが、今日の研究では概ね否定されている。義満の死後、朝廷が義満に太上（だいじょう）天皇の尊号を贈ろうとした際には、室町幕府4代将軍義持が固辞している。
さらに足利義満は明との交渉に際し「日本国王」を名乗ったが、これは先に南朝の征西大将軍懐良親王が明に説得されて「日本国王」を名乗っていたものを踏襲したものであった。
称光天皇の崩御により、伏見宮家出身の後花園天皇が、後小松上皇の猶子として即位したことで、後光厳天皇系統と崇光天皇系統の対立が収束。後花園天皇は良好な公武関係を構築し、積極的に政務を展開。正平一統後に失墜した権威を回復させた。
将軍足利義教は鎌倉公方の足利持氏と関東管領上杉憲実との対立に端を発した永享の乱が起きると後花園天皇に「治罰綸旨」の発給と「錦御旗」の下賜を願い出て乱の平定に当たったが、天皇権威の復活を恐れた義教はこの事実を京都ではひた隠しにしたという。

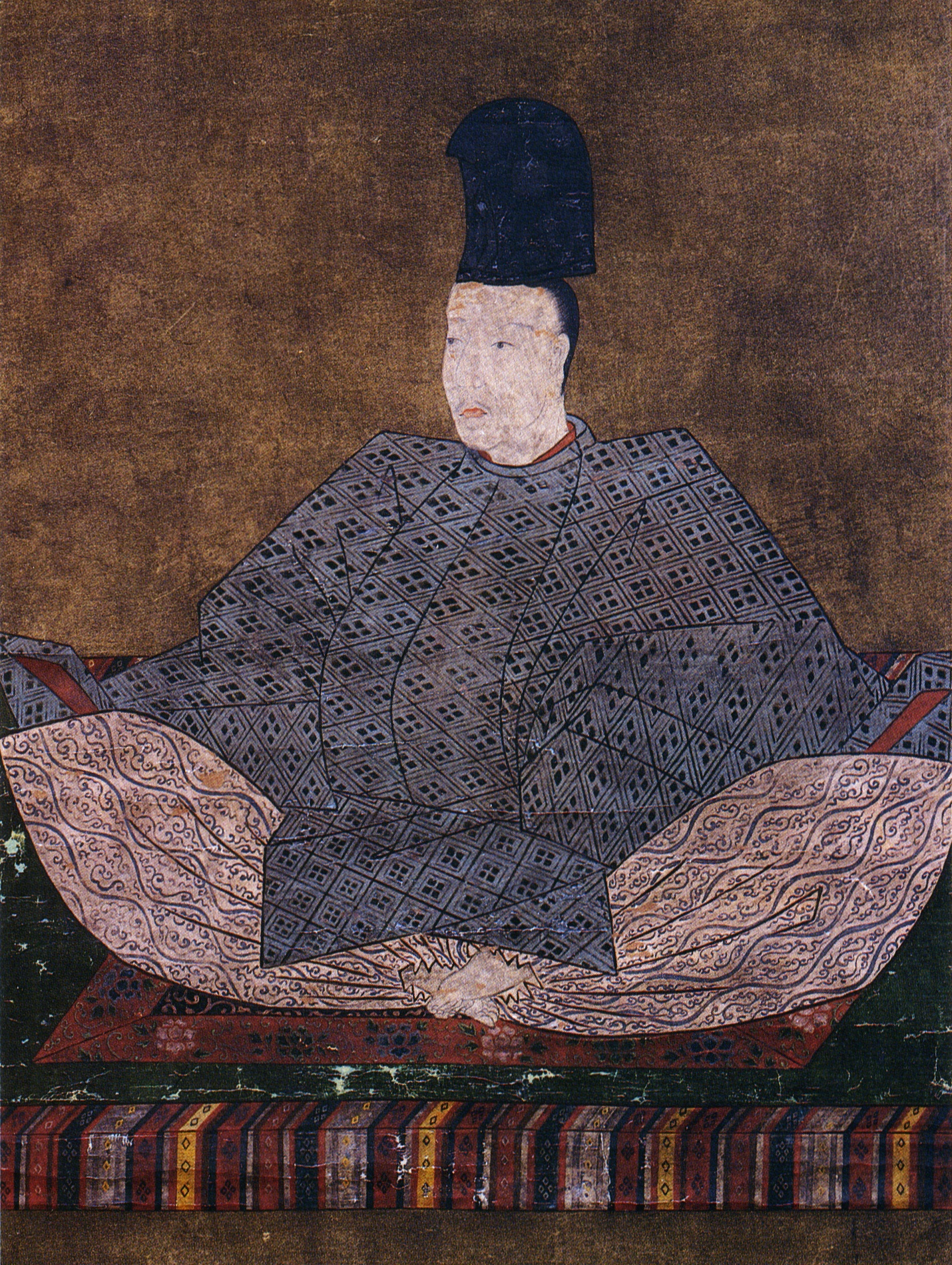
世襲親王家の伏見宮から即位した後花園天皇

応仁の乱が発生すると、朝廷は再び財政の窮乏に悩まされることとなった。応仁の乱で民が苦しむ中、奢侈に耽る将軍足利義政に対し後花園天皇は「残民争ひて採る首陽の蕨 処々炉を閉ぢ竹扉を鎖す 詩興の吟は酣なり 春二月満城の紅緑誰がために肥ゆる」という詩を贈って諫めたという。天皇には「よろず民うれへなかれと朝ごとにいのるこころを神やうくらむ」という御製も残されている。
戦国時代末期には京での天皇や公家の窮乏は著しかったとされているが、有力戦国大名や織田政権・豊臣政権が天皇・公家を政治的・経済的に意識的に庇護したことによってその後も制度として継続する。

### 江戸時代

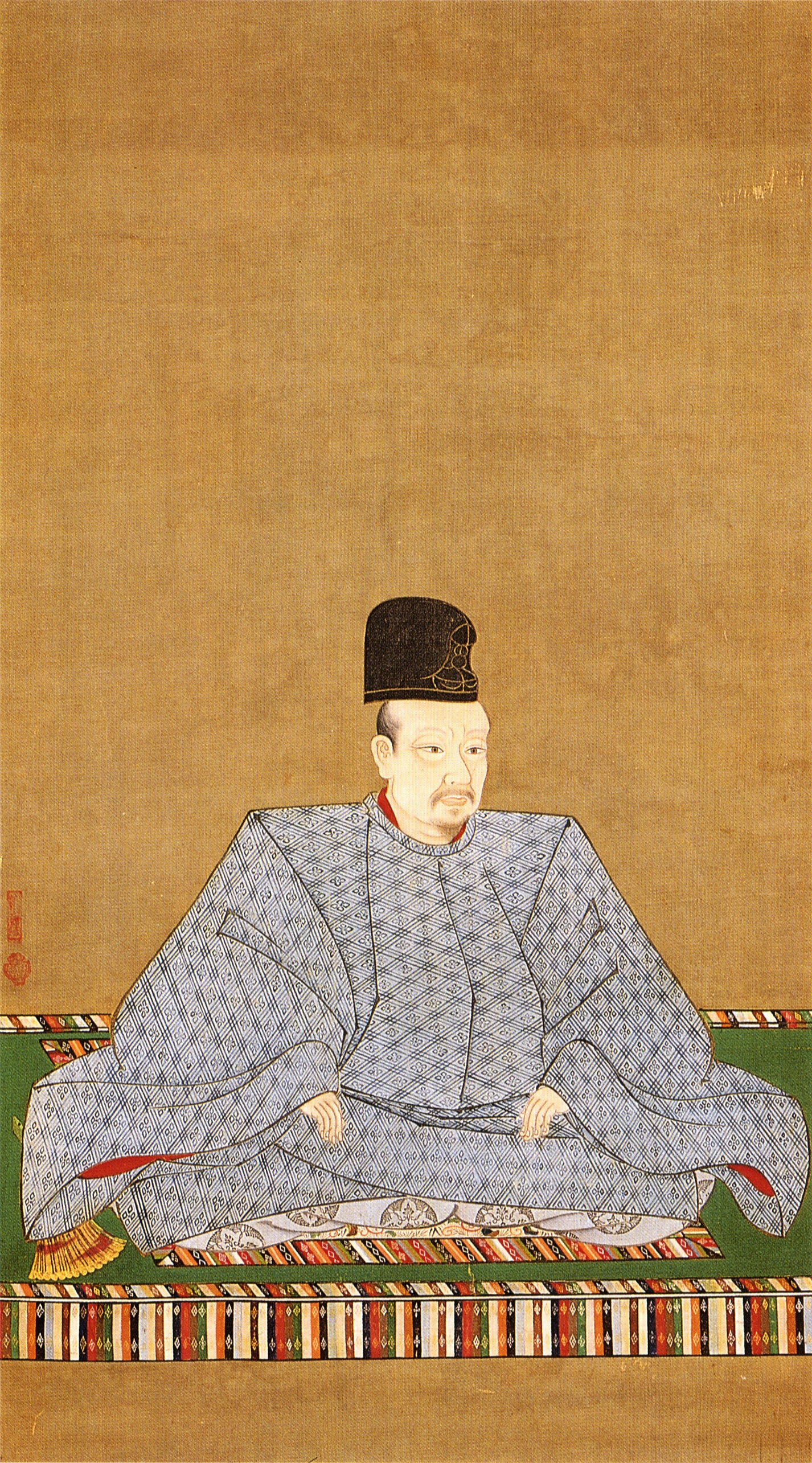
徳川家康に将軍宣下をした後陽成天皇

慶長20年（1615年）、江戸幕府将軍徳川秀忠と大御所徳川家康、そして前関白二条昭実によって禁中並公家諸法度が制定された。この第一条では天皇の務めの第一は『貞観政要』、『群書治要』、『禁秘抄』の和漢の帝王学と我が国の固有文化である和歌を学び修めることが第一であると規定されている。禁中並公家諸法度は江戸時代を通じて一度も改正されず、徳富蘇峰が「治国平天下の学問を為さず、ただ花鳥風月の学問を為し給うべしとの意」と評したように、かつては天皇を政治から遠ざけるものだという解釈で知られていた。しかし1980年代以降の研究では、このような見方には再検討が加えられている。第一条はかつて順徳天皇が著し、歴代の天皇が家訓として用いてきた『禁秘抄』をほとんど抜粋したものであり、天皇や公家にとっては目新しいものではなかった。
政治の実権こそはなかったものの、江戸時代の歴代天皇は即位時の天曹地府祭で「大日本国大王」と署名したように日本の国王・帝王であるという意識を持っていた。また廃絶した多くの朝儀の再興、特に神事（宮中祭祀）の再興を悲願とし、天下泰平、海内静謐とともに朝廷再興を伊勢神宮、内侍所に天皇自らが毎朝祈っていた（毎朝御拝）。また改元にあたって元号を決定する最終的権限を持っていたことを始め、将軍や大名の官位も同様に全て天皇から任命されるものであった。これは幕府側にとっても同様であり、徳川家光の命で寛永16年から17年にかけて完成した「東照大権現縁起」では将軍は「天下の政を佐け」「君を守り国を治める」として、天皇を守り補佐する存在であると位置づけている。江戸時代後期においても老中松平定信・故実家伊勢貞丈・国学者本居宣長・儒学者中井竹山・蘭学者杉田玄白らは、いずれも征夷大将軍の権力は、本来日本の主である天皇から委任されたものであるとする大政委任論の考え方を記しており、この考え方は広く認められていた。一方で江戸時代中期に幕政に強い影響をあたえた新井白石や荻生徂徠は異なる考え方を持っていた。武家が天下を握っているのは朝廷の政治より優れているからであり、革命もしくは革命に近い形で日本の統治権は幕府にうつっており、その根拠は天皇ではなく徳川家康の徳に由来するものであるとしている。しかし白石や徂徠にしても天皇が将軍の上位者であり主君であることは認識しており、大名が朝廷から官位を受ける朝臣の立場にあることは問題であると考えていた。白石と徂徠は幕府独自の官位や勲等制度を設けて大名らを将軍の家臣に再構成するべきであるとしたが、実行には移されなかった。
幕府は徳川将軍家の権威強化と幕府の祖徳川家康の神格化に天皇の権威を利用した。家康は「東照大権現」の神号を受け、霊廟である東照社には宸筆による勅額を授けてもらい、東照宮へ格上げした。また伊勢例幣使の復興と引き換えに天皇から奉幣を行う日光例幣使を定めた。
一方で幕府は天皇の領地である禁裏御料をはじめとして、資金的な援助を行ったため、幕府の援助無しでは朝廷は成り立たなかった。禁裏御料は当初1万石、元和9年（1623年）と、宝永2年（1705年）に1万石ずつ加増され、最終的に3万石となった。朝廷内を関白と議奏・武家伝奏の両役によって管理する体制を作り、その人事権を握ることで朝廷への統制権を握った。さらに京都所司代は御所近くに禁裏付武家を配置し、御所内の役人の監督にあたった。禁裏付武家は従五位下クラスの旗本であったが、従一位か正二位クラスである武家伝奏を呼びつけることができるなど大変強い権限を持っていた。

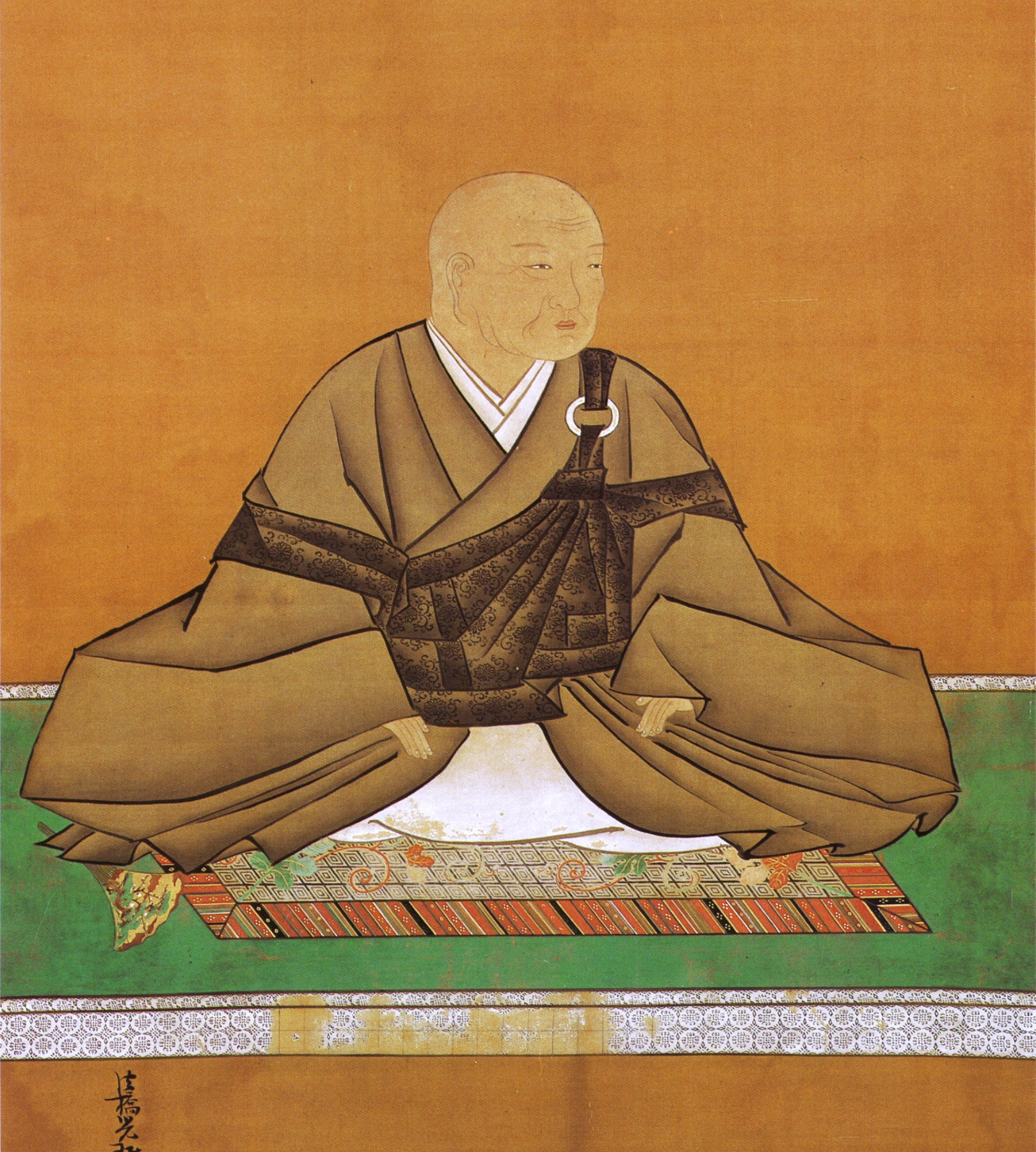
後水尾天皇像（宮内庁書陵部蔵 尾形光琳筆）

後陽成天皇と後水尾天皇は幕府としばしば対立した。幕府は後水尾天皇に秀忠の娘和子を入内させたものの、この婚儀を巡っても天皇と幕府の間で問題が発生している。一時は融和が図られたものの、寛永6年（1629年）に発生した紫衣事件は、朝廷の保持していた寺社への統制権を幕府が剥奪するものであった。この対応に激怒した後水尾天皇は幕府や朝廷の大部分にも無断で女一宮に譲位し、奈良時代以来の女性天皇明正天皇が即位した。以降後水尾は上皇・法皇として4代に渡って院政を行っていくこととなる。一方で寛永14年（1637年）に明正天皇が成人するにあたって、摂政にかえて関白を置き、神事や節会の執行を天皇に任せようとした。ところが京都所司代板倉重宗の猛反発により、関白設置の話は流れ、明正天皇は成人後も神事や節会の執行を行うことはなかった。このため明正天皇は在位中に四方拝や小朝拝を行うことはなかった。宝暦12年（1762年）には江戸時代二人目の女性天皇後桜町天皇が即位しているが、明正天皇の例を先例として関白でなく摂政が置かれた。また同様に四方拝の場を設けるだけで出御することなく、新嘗祭にも出御しなかった。江戸時代の女性天皇は男性の皇位継承者が成長するまでの「つなぎ」役であり、生涯独身であり、菩提寺である泉涌寺にも肖像画が収められないと言う扱いであった。また月経の際は「血穢」であるため、神事である大嘗会や新嘗祭などに参加することはできなかった。藤田覚は江戸時代の女性天皇を、政務も行えず、神事も十分に行えない「半天皇」であったと評している。
明正天皇は寛永20年（1643年）に弟の後光明天皇に譲位したが、承応3年（1654年）に急死した。後光明天皇は弟の高貴宮を猶子としていたが幼少であったため、高松宮（のち花町宮、のち有栖川宮）を継いでいた弟の後西天皇が即位した。在位中には京都大火、京都大地震などの天変地異が相次ぎ、寛文3年（1663年）に後西天皇は己の不徳とし高貴宮、後の霊元天皇へ譲位した（天人相関説）。
即位した霊元天皇は朝儀復興に意欲的であったが、儀式の復興には幕府の援助が不可欠であり、多額の費用を拠出することになる幕府の承諾は困難であった。このため幕府との関係を重視する近衛基熙との関係が悪化した。天和3年（1683年）には、霊元天皇の強い要請を受けた幕府が五宮朝仁親王（後の東山天皇）の立太子礼に同意した。これは貞和4年（1348年）の直仁親王立太子以来335年ぶりの出来事であり、皇太子の諸儀式に別途支出を行わないことを条件に承認したものであった。貞享4年（1687年）には東山天皇の即位に伴い291年ぶりとなる大嘗祭の開催を強行した。再興にあたっては、費用の拠出を求めないという条件で幕府の承認を得たため、儀礼の多くが省略化され、朝廷内でも批難された。このため東山天皇は近衛基熙や幕府と協調して霊元の院政を抑制したが、宝永6年12月17日（1710年）に病死したため、次の中御門天皇の代には霊元が再び院政を執ることとなった。正徳2年（1712年）には将軍徳川家宣が病死し、幼少の子鍋松が将軍となった。幕府は幼君の権威を強化するため、霊元の協力を乞うようになった。霊元は鍋松に「家継」の名を授け、皇女八十宮吉子内親王を降嫁させることを決定している。またこの時期には新井白石の提案により、中御門天皇の弟直仁親王が新たな世襲宮家閑院宮家を創設している。
中御門天皇の曾孫にあたる後桃園天皇が若くして没したため、閑院宮家から光格天皇が皇位を継いだ。光格天皇も朝儀復興に熱心であり、京都御所の復古的再建や、大嘗祭・新嘗祭・伊勢神宮神嘗祭・石清水八幡宮臨時祭・賀茂社臨時祭の復興を実現した。また寛政3年（1791年）には光格天皇は父親の閑院宮典仁親王に太上天皇の尊号を贈ろうとした。しかし老中松平定信は、天皇の実父に対する尊号は先例がないとして反対し、これを撤回させた（尊号一件）。

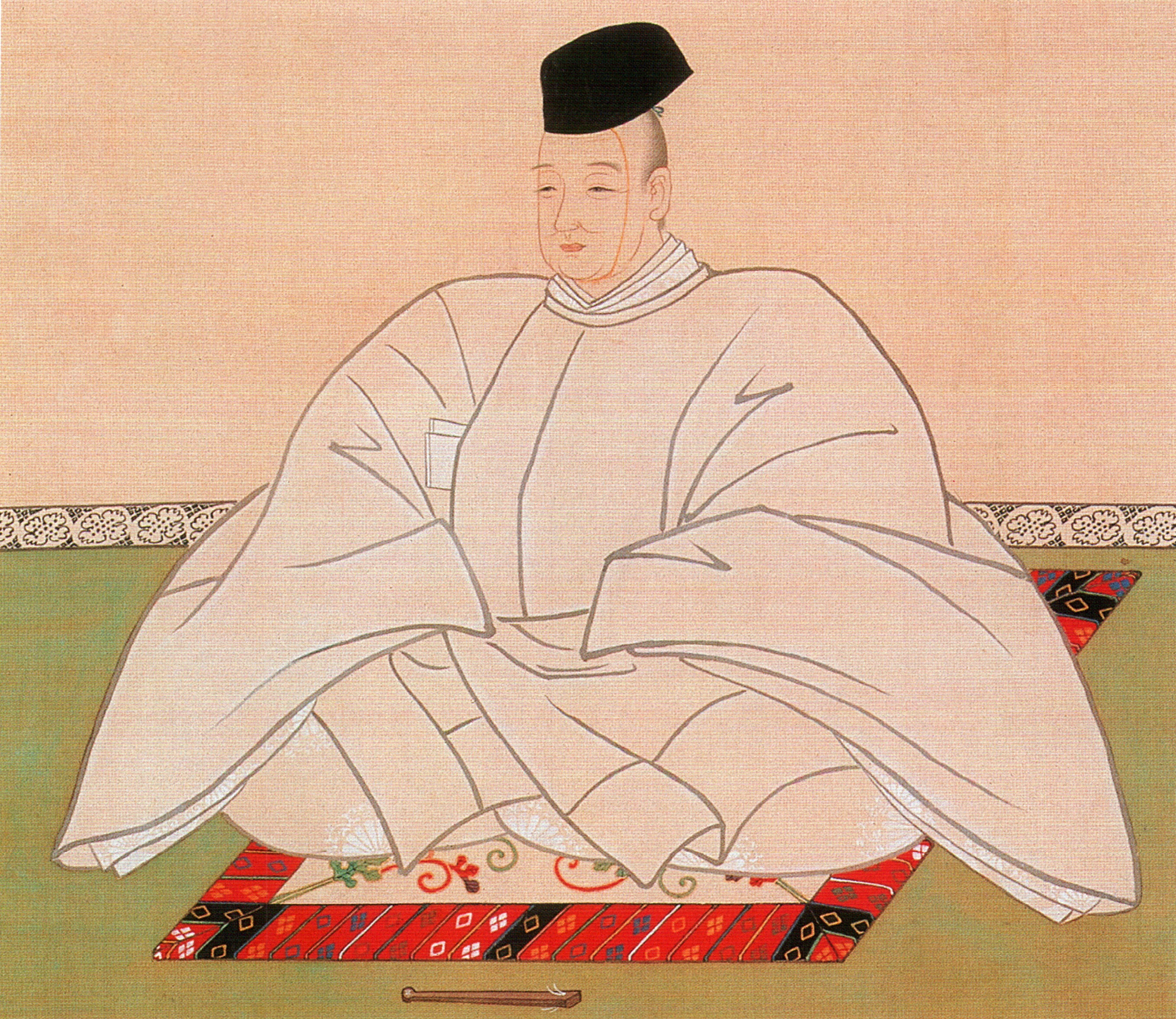
世襲親王家である閑院宮から即位した光格天皇

しかしこの事件後、巷間では朝廷側が定信を論破したという実録物が多数流布し、世間においても朝廷への支持が高まっていることを示すものとなった。
江戸時代の禁裏御所は比較的に民衆に開かれており、臨時や恒例行事の時は御所に入って行事を見学できた。節分には内侍所にまで参詣でき、多くの人が賽銭を払って追儺の大豆を賜ることができ多くの参詣人で賑わったという。また明正天皇の即位式にも多くの庶民が拝見し、桜町天皇の即位式からは「切手札」という入場券が発行された。地方から上京した人々がつてを頼って御所を拝観することもしばしばであり、江戸時代の天皇や御所が民衆に比較的開かれた存在であったことが明らかになっている。
天明の大飢饉では幕府の無策に失望した近畿一円から集まった七万人もの庶民が御所を周回して天皇に救いの祈りを捧げるという御所千度参りが発生し光格天皇の求めにより庶民救済の救い米が京都町奉行から出されるという事件も起きた。
幕末になり鎖国体制を敷いていた我が国に異国船が頻繁に襲来するようになり対外的危機が深刻化すると時の孝明天皇はこの事態を非常に憂慮し神仏に対し国と民の平和を守るよう祈願祈祷を行い、幕府に対しても「天下泰平」「庶民安堵」となるよう対策と対応を迫るようになった。
この異国に対する幕府の対応、特にアメリカとの条約に対する問題が孝明天皇の逆鱗に触れたことなどが全国の庶民にまで広がりやがて倒幕、明治維新への動きへと繋がっていくのである。

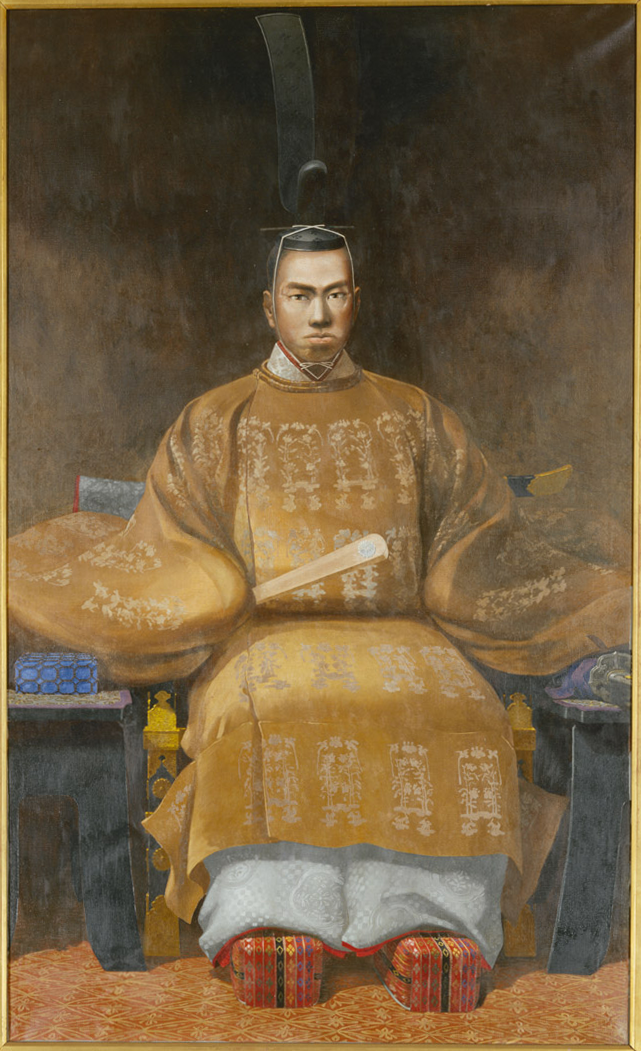
孝明天皇（小山正太郎筆。東京国立博物館蔵）

### 明治時代

大政奉還の様子（二条城）
奥に座っているのは徳川慶喜。邨田丹陵筆。聖徳記念絵画館蔵

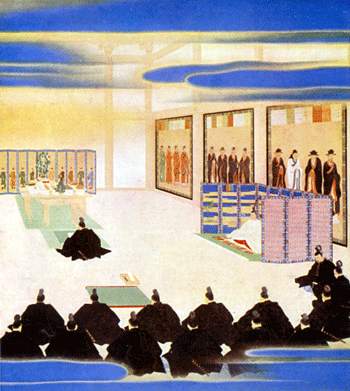
明治元年、京都御所紫宸殿にて五箇条の御誓文を公布されている様子。　聖徳記念絵画館蔵

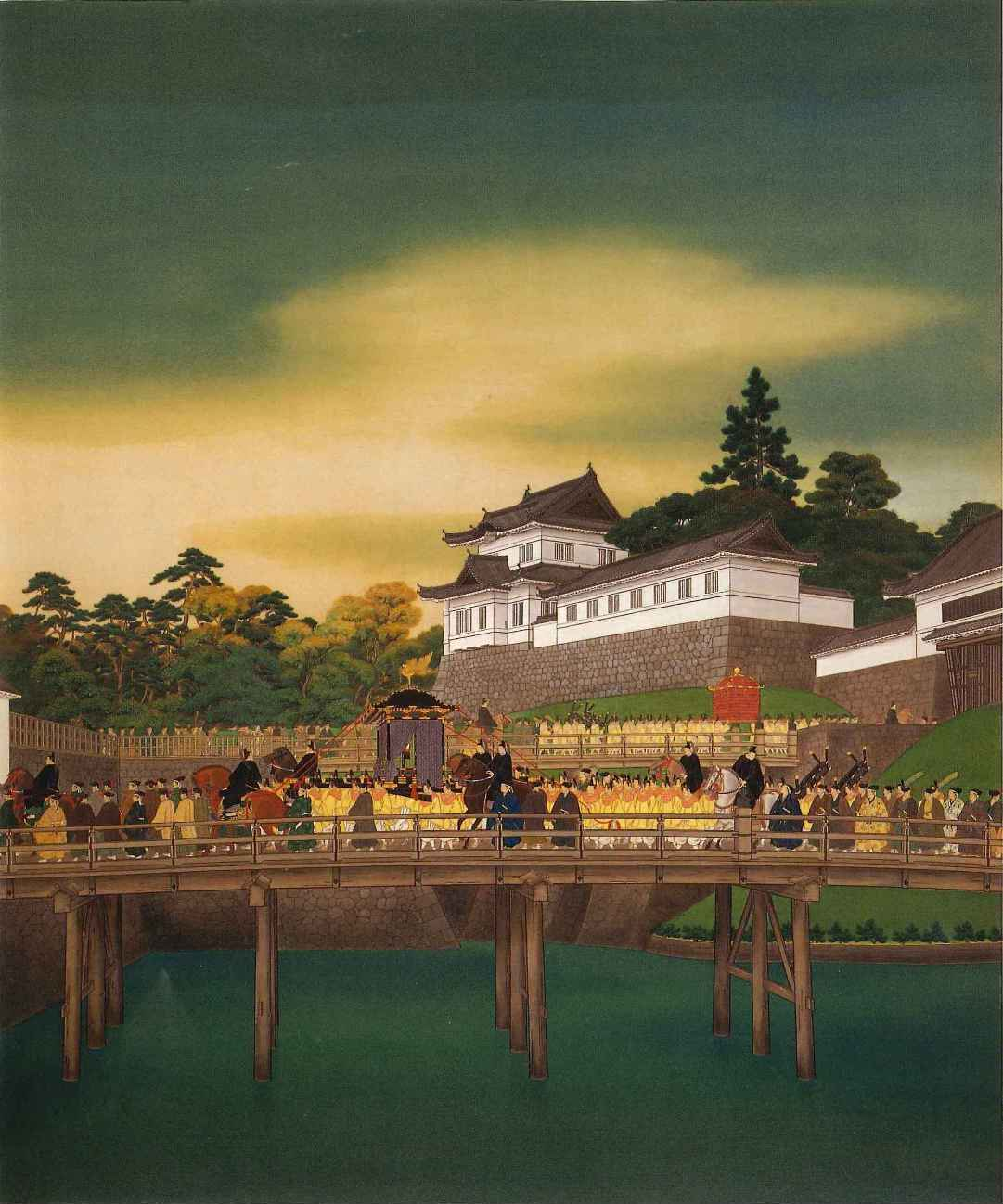
東京奠都（明治元年〈1868年〉）

幕藩体制が揺らぎ始めると、江戸幕府も反幕勢力もその権威を利用しようと画策し、結果的に天皇の権威が高められていく。ペリー来航に伴う対応について、幕府は独断では処理できず、朝廷に報告を行った。このことは前例にないことであった。この時の天皇は孝明天皇である。
このことによって天皇の権威は復活したが、幕府は当初、公武合体により、反幕勢力の批判を封じ込めようとした。しかしこの画策は失敗し、薩摩・長州を主体とする反幕勢力による武力倒幕が行われようとした。幕府はその機先を制して大政奉還を行ったが、将軍は「辞官納地」（全ての官職と領地の返上）を強要され、それに不満の旧幕府軍は鳥羽・伏見で官軍と衝突し、内戦となった。この間、慶応二年に孝明天皇は急死し慶応三年に明治天皇が16歳の若さで即位した。
その過程で輪王寺宮公現法親王を東武天皇とする奥羽越列藩同盟や北海道函館では、榎本武揚らによって蝦夷共和国が宣言されたが、官軍に程なく平定された。
戊辰戦争を通じて倒幕に成功した大久保利通らは、天皇を中心とする新政権を当初、京都の太政官制度によって運営した。しかし征韓論政変によって参議から下野した板垣退助らが自由民権運動を開始し、それが次第に議会開設の国民運動として発展すると、伊藤博文らの政府は内閣制度を発足させ大日本帝国憲法を発布し、東洋最初の議会（帝国議会）を開設した。

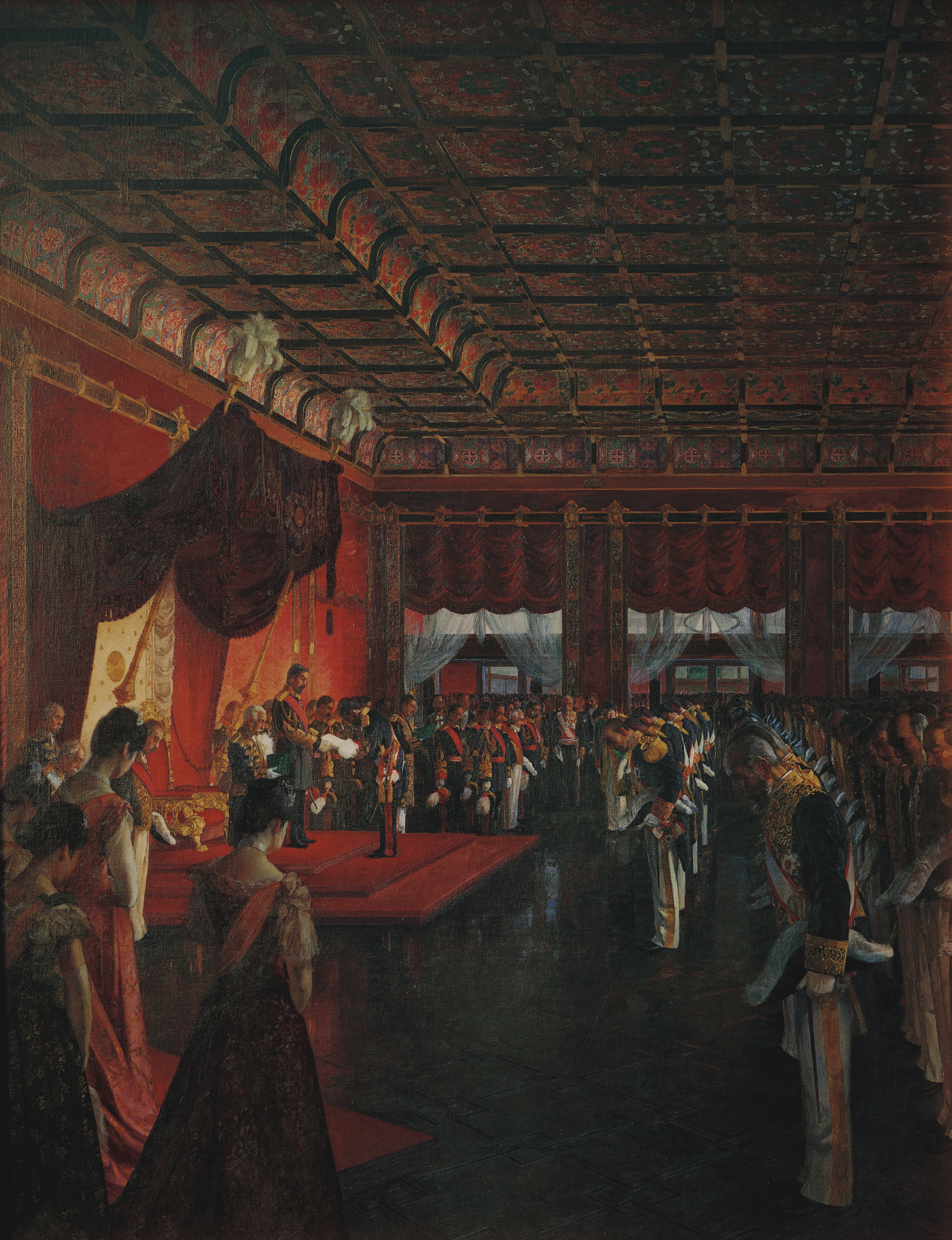
聖徳記念絵画館壁画『憲法発布式』（和田英作筆、島津忠重公爵奉納）明治宮殿正殿において第2代内閣総理大臣黒田清隆に憲法原文を下賜する明治天皇。手前の壇上に立つのは美子皇后。最前列手前は枢密院議長の伊藤博文（前内閣総理大臣）。

これにより日本は、西ヨーロッパ諸国に倣った立憲君主制に移行したが、大日本帝国憲法と同時に制定された皇室典範は、内閣や国会も改廃できない「皇室の家法」とされ、天皇は国民統治の神権的機関として利用されるようになる。一方で「公平無私の上御一人」とその徳を称える風潮も起った。
憲法制定にあたり伊藤博文はヨーロッパに渡り、ウィーン大学のシュタインに憲法を学んだ。シュタインの憲法説は当時ヨーロッパ最先端の君主機関説であり、明治天皇も侍従の藤波言忠をシュタインの下に派遣して彼の憲法説を学ばせ、藤波から皇后美子とともに全33回の講義を受けシュタイン流の憲法学と君主機関説を学んだ。この後、枢密院にて皇室典範と憲法の審議が開始されると明治天皇はその審議のほとんど全てに出席して修正条項は朱書して提出させ、理解できないところは伊藤枢密院議長に説明させた。以上のように大日本帝国憲法は憲法により天皇の権限を限定する当時最先端の君主機関説を反映したものであり、明治天皇自身もそのように理解していた。また明治天皇自身がこの憲法は自らが作った欽定憲法であると自負しており、板垣退助がドイツ憲法の真似だと批判したと聞くと激怒したという。
朝鮮半島では1884年に甲申事変が起き、清国との戦争の危機が高まったが、2月7日の御前会議の席上で明治天皇が「平和に結了」すべきであるという異例の発言をしたため、開戦は避けられ伊藤博文を派遣して李鴻章との間で天津条約を結んだ。
1891年には日本旅行に来た当時の世界帝国のロシアの皇太子ニコライを警備中の巡査が斬りつけるという前代未聞の大津事件が発生すると明治天皇は即座に北白川宮能久親王を京都に向かわせ、自らも翌日午前中に京都に出発しニコライのお見舞いに向かった。帰国するロシア側がロシア軍艦内にて午餐の招待を受け、側近らは天皇が拉致されることを心配したが明治天皇は即座に応じてニコライらとの午餐をなごやかに楽しみロシアとの良好な関係の維持に努めたことで事件は平穏に解決することができた。
憲法に基づき衆議院選挙と帝国議会が開催されるようになると政府と議会はたびたび激しい対立をするようになり、明治天皇は第四議会では「和協の詔勅」を出して両者を調停して憲政を守った。
1894年に朝鮮半島で甲午農民戦争（東学党の乱）が起こると清国との戦争の危機が高まり日本政府は開戦を決意したが明治天皇は日清親善、東洋平和の思いから開戦に消極的であった。日清戦争の開戦が閣議決定されると土方久元宮内大臣が清国への宣戦布告を伊勢神宮に奉告することを申し上げられると明治天皇は「今回の戦争は自分は初めから望んでいなかった、閣僚らが戦争はやむを得ないと上奏したので許可しただけなので、神宮や孝明天皇に奉告するのは心苦しい」と述べられてたが土方が諫めると「おまえの顔など見たくない」と激怒したという。

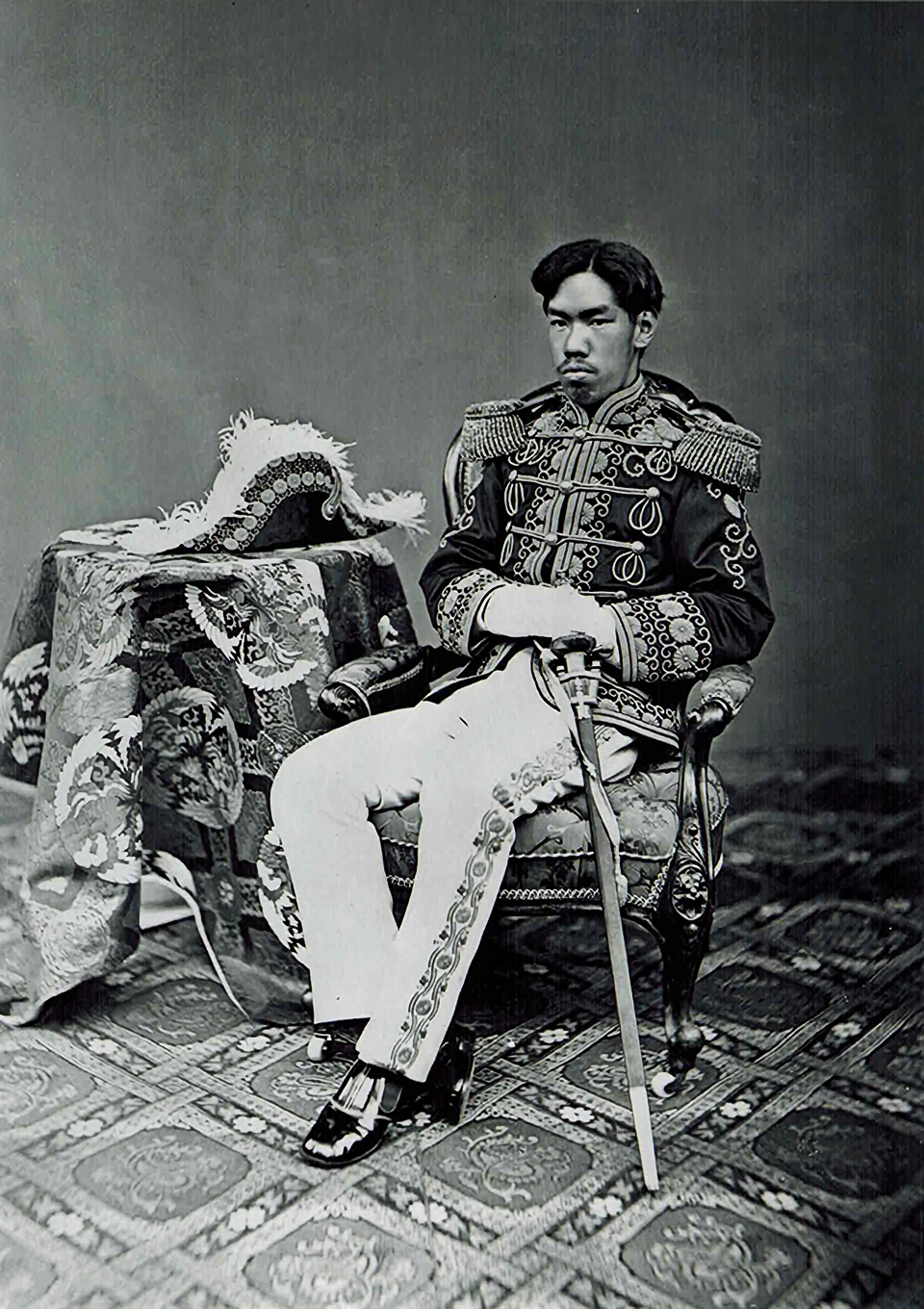
明治天皇

1901年（明治34年）4月29日、皇太子嘉仁親王に裕仁親王（のちの昭和天皇）が誕生。
日清戦争後、三国干渉を経て日本とロシアは朝鮮半島と満州の権益を巡って対立していたが、日英同盟を経てついに1904年2月4日の御前会議にて日露戦争が決定となった。内廷に戻った後、天皇は今回の戦争は自分の望む所でない、祖宗と臣民に対しお詫びのしようもない、と言って泣いたと『明治天皇紀』に記されている。
日露戦争の勝利で日本の日本の地位は向上し、イギリスは以前は断っていたガーター勲章を明治天皇に捧呈した。当時、そのほとんどが列強の植民地にされていたアジアでも日本の勝利は歓迎され、ネルーは「日本の勝利はアジアにとって大きな救いであった」と記している。また当時、ロシア帝国に苦しめられていた東ヨーロッパでも日本の勝利は歓迎され、東郷平八郎率いる日本の連合艦隊が日本海海戦でロシアのバルチック艦隊を破ったことに感激したフィンランドでは「東郷ビール」が作られたという。
1911年（明治44年）には大逆事件が生じ、時の政権から社会主義者弾圧の口実に使用され、明治天皇を暗殺しようとしたとして幸徳秋水ら12人が死刑に処された。この事件は当時の多くの文化人にも衝撃的な影響を与えた。当初、大審院は24名の死刑判決を出したが、これを聞いた明治天皇が特赦減刑を求めたため12名が刑一等を減ぜられた。
明治天皇は伝統的な祭祀や学問を中心とする江戸時代の朝廷に生まれたが明治維新により欧米列強と伍するため近代国家の元首としての立場を求められ、明治日本の国民の求心力となり日本の近代化に大きな役割を果たした。絶妙の政治関与により政府と政党の対立、陸軍と海軍の対立、陸軍内部の対立を調停し大日本帝国の統一した国策を決定した。明治天皇自身は反対であったものの日清戦争、日露戦争の二度の世界的な帝国との対外戦争に勝利し、帝国主義の厳しい時代に日本の独立を維持し、近代国家の中心として主要な役割を果たしたため歴代天皇の中でも特別な一人という意味を込めて「明治大帝」と呼ばれ内外から高い評価を受けた。

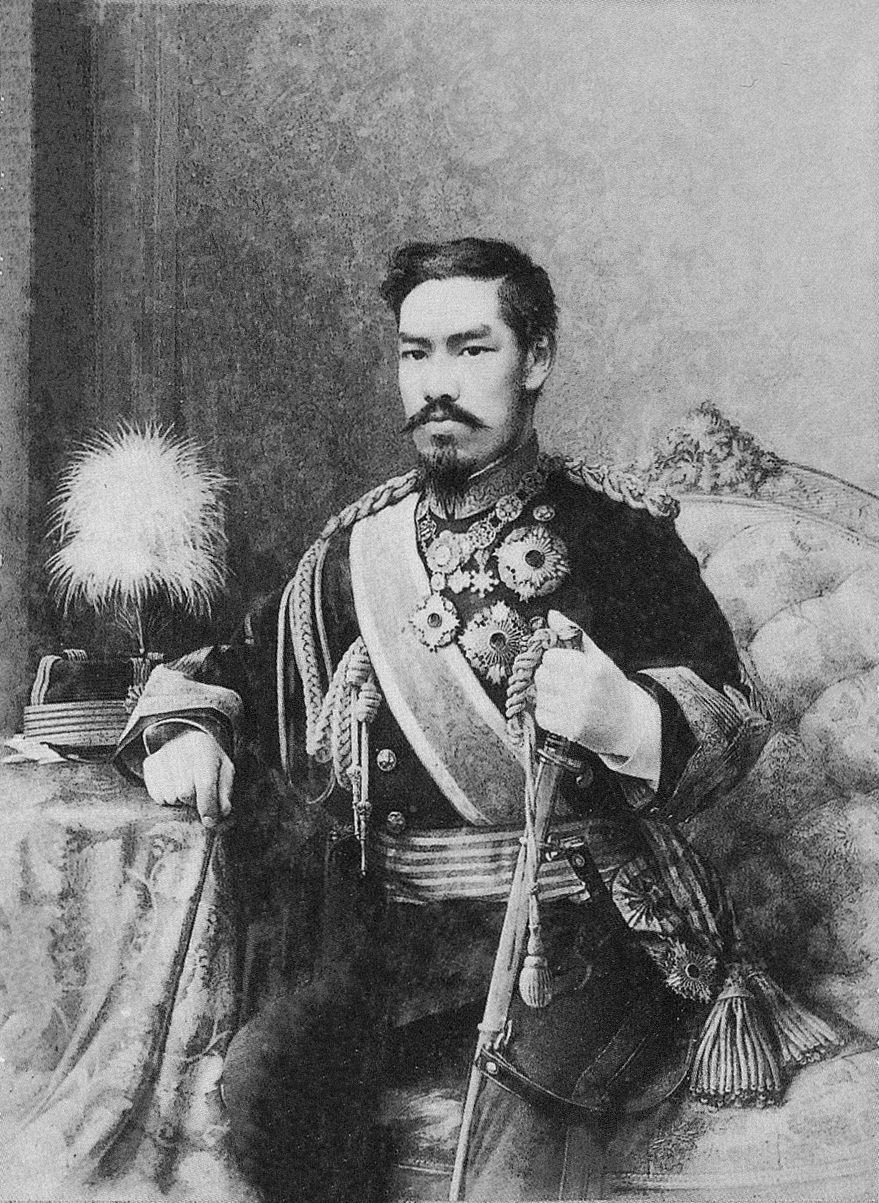
明治天皇の最も有名な肖像画。イタリア人画家エドアルド・キヨッソーネによって描かれたコンテ画を丸木利陽が写真撮影したもの（1888年〈明治21年〉1月）

### 第二次世界大戦前（大正時代～昭和時代前半）

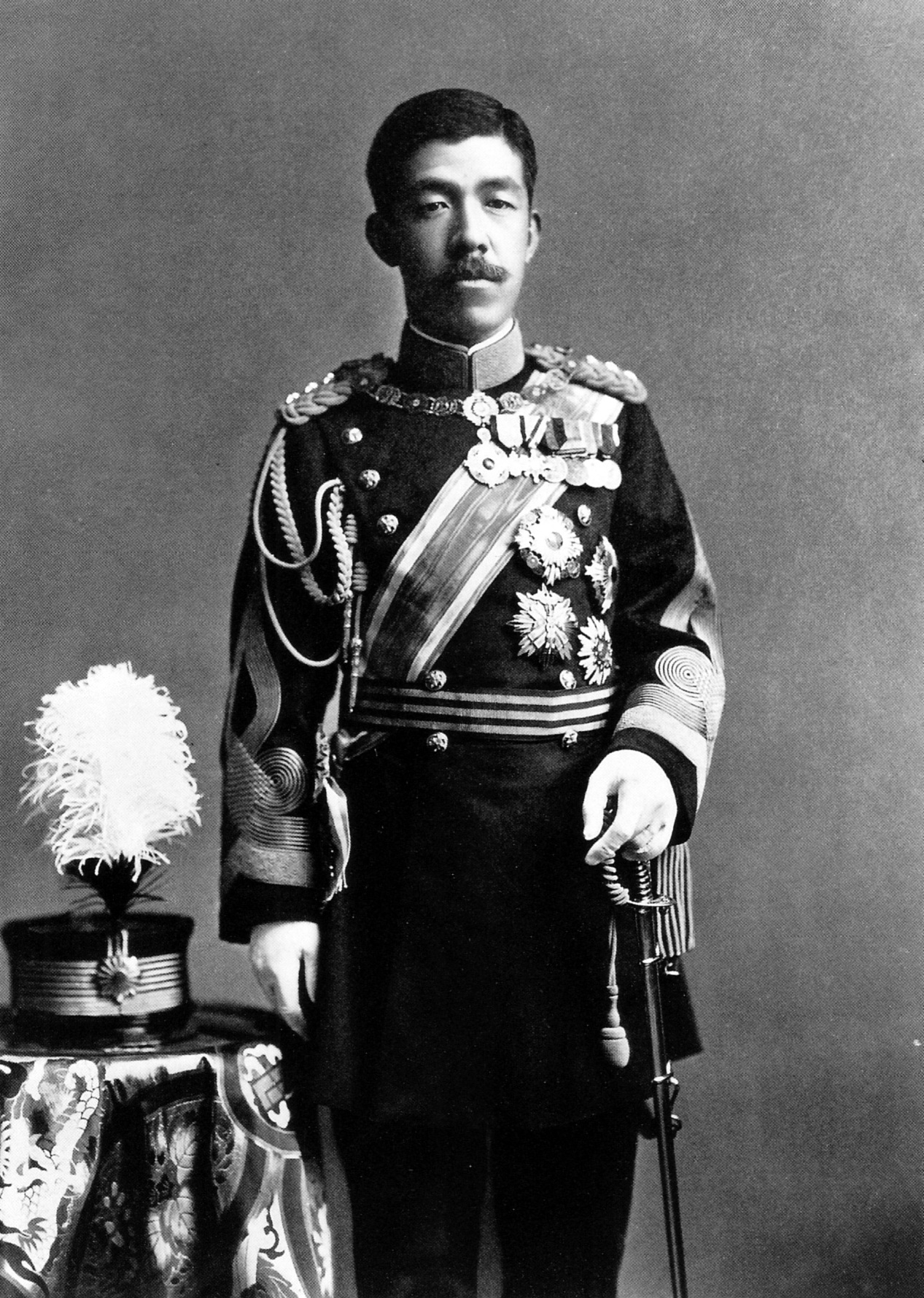
大正天皇

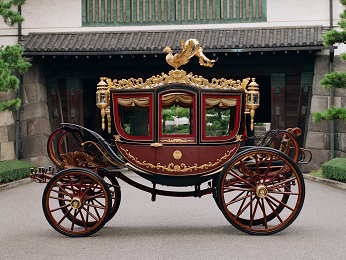
儀装馬車1号

その後、2度にわたる護憲運動を経て、大正デモクラシーと言われるように言論界も活況を呈するようになる。大正デモクラシーの時期には、君主制を自由主義的に解釈する吉野作造の民本主義なども現れた。しかし、1925年（大正14年）には普通選挙法と同時に治安維持法が公布され、国体の変革を包含する言論や運動が禁止された。
大正15年に大正天皇が亡くなると昭和天皇が25歳で即位した。

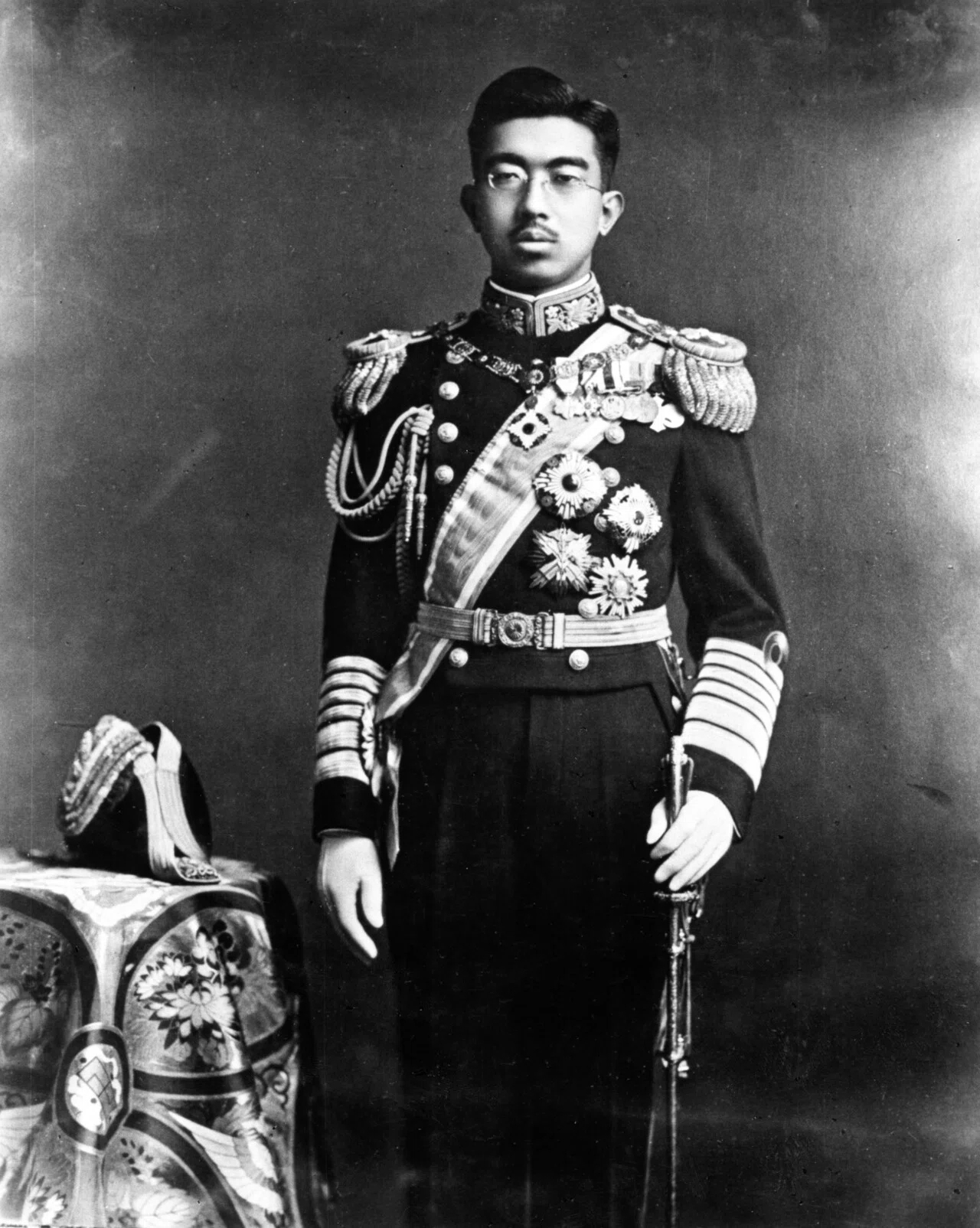
即位後初期の昭和天皇（1928年撮影、満27歳、海軍正装姿）

1933年（昭和8年）12月23日、昭和天皇第五子で初の皇男子である明仁親王（のちの第125代天皇）が誕生。
1928年（昭和3年）に関東軍が張作霖を爆殺するという謀略を起こすとまだ若かった昭和天皇は当事者を処罰しようとしない陸軍出身の田中義一首相を問責して辞職に追い込んでしまった。この若き昭和天皇の正義感は後々まで軍部との遺恨を残すところとなった。
1931年（昭和6年）には陸軍の関東軍の参謀石原莞爾中佐らが独断で満州事変を起こした。国際連盟では否決されたものの日本の撤兵決議案が出され、国際社会からの孤立を深めつつあった。昭和天皇はノイローゼ気味となり、事態の収拾を犬養毅を首相に任命して図ろうとしたが、軍部はさらに謀略で上海事変を起こして満州から国際社会の目をそらそうとした。昭和天皇は上海に派遣される白川義則大将にこれ以上事変を拡大しないよう命じ、白川大将はその通り事変を不拡大のまま停戦させた。ところが関東軍はその間に満州主要部を占領し内閣や天皇の了解も得ずに満州国建国を宣言してしまった。犬養首相は満州国を承認せずに事態の収拾を模索していたが1932年（昭和7年）の5月15日に海軍青年将校に襲撃されピストルで撃たれて亡くなってしまった（五・一五事件）。
満州から撤退するよう国際連盟から勧告されると昭和天皇自身は消極的であったものの日本は国際連盟を脱退した。
1934年（昭和9年）、天皇と元老西園寺公望、重臣らと相談し軍部の暴走を抑えるため海軍軍人で穏健派の岡田啓介を首相に任命した。ところが天皇機関説事件を経て、1936年（昭和11年）の2月26日に陸軍青年将校がクーデーターを起こし岡田首相本人は助かったものの、重臣の何人かが殺害され重傷を負わされる大事件が起きて岡田内閣は倒閣した（二・二六事件）。天皇は即座にクーデーター部隊の鎮圧をするよう陸相、侍従武官長に伝えたが、陸軍は天皇の言うことを聞かず3日間も動かなかった。事件は鎮圧されたものの以降、軍部の影響は決定的に強くなっていった。
1935年（昭和10年）、国会で美濃部達吉の天皇機関説を攻撃する天皇機関説事件が起きた。こうした天皇機関説を排し天皇を神格化する動きに対し昭和天皇自身は「精神的にも身体的にも迷惑」であると拒否感を明らかにしており、美濃部達吉自身に対しても「ああいう学者を葬ることは頗る惜しい」と述べている。
世界恐慌の後、五・一五事件、二・二六事件を踏まえ、軍部が擡頭し天皇の存在を利用する。帝国憲法において軍の統帥権は、政府ではなく天皇にあると定められていることを理由に、関東軍は政府や軍の方針を無視し満洲事変等を引き起こした。また天皇の神聖不可侵を強調して、政府に圧力を加え軍部大臣現役武官制や統帥権干犯問題、国体明徴声明を通じて勢力を強めていく。
1937年（昭和12年）7月7日には北京郊外の盧溝橋で日中両軍が小競り合いを始め（盧溝橋事件）、これが日中戦争に拡大していくことになる。さらに8月13日には第二次上海事変が発生した。盧溝橋事件以降は天皇は趣味のゴルフやテニス、静養や生物学研究まで自粛してしまいストレスにより体調を崩した。
1939年（昭和14年）には満州・蒙古国境でソ連と戦争が勃発し陸軍は大敗し停戦した（ノモンハン事件）。
1940年には三国同盟の成立を阻止したい天皇の意向を受けて海軍の米内光政が首相に任命されたが陸軍は陸相の畑俊六が辞任すると後任を出さないという手口で米内内閣を7月に倒閣すると、9月23日には北部仏印に進駐し、次いで9月27日には日独伊三国軍事同盟が締結された。11月には天皇の相談役であった最後の元老西園寺公望が91歳で老衰のため亡くなった。
1941年（昭和16年）に陸海軍の要望により南部仏印への進駐が閣議決定され、7月28日に日本軍が南部仏印に進駐するとアメリカは日本資産を凍結し、対日石油輸出を全面停止した。10月には木戸幸一内大臣らの意見により陸軍大臣の東条英機が首相に任命された。
1941年（昭和16年）日本海軍はハワイ真珠湾を奇襲して日米戦争が開戦した。日本軍は当初快進撃を続けたが、天皇は1942年の2月10日には東条首相に早期講和を検討するよう命じている。が、1942年の6月5日にはミッドウェー海戦で大敗し以降、日本軍は敗北を重ね続ける。
1943年11月カイロ会談の間、アメリカ合衆国大統領フランクリン・ルーズベルトは天皇制度を廃止するべきかどうか中華民国国民政府主席蔣介石に意見を求めたことがある。蔣介石は戦争の元凶は日本の軍閥であり、国体の問題は戦争が終わってから日本人自体が決定すべきだと答えた。
同盟国であったイタリア、ドイツが相次いで敗戦すると連合国は日本に対し無条件降伏を迫るポツダム宣言を出したが、日本政府は軍部を中心とした「本土決戦」の方針を転換できないまま事態が推移していた。この時、御前会議の席上で昭和天皇が立憲君主としての立場を超えてポツダム宣言受諾、戦争終結の決断を自ら下した（御聖断）。またレコード録音のラジオ放送により自らの声で全日本国民にその事実を伝え戦争を終結させた（玉音放送）。

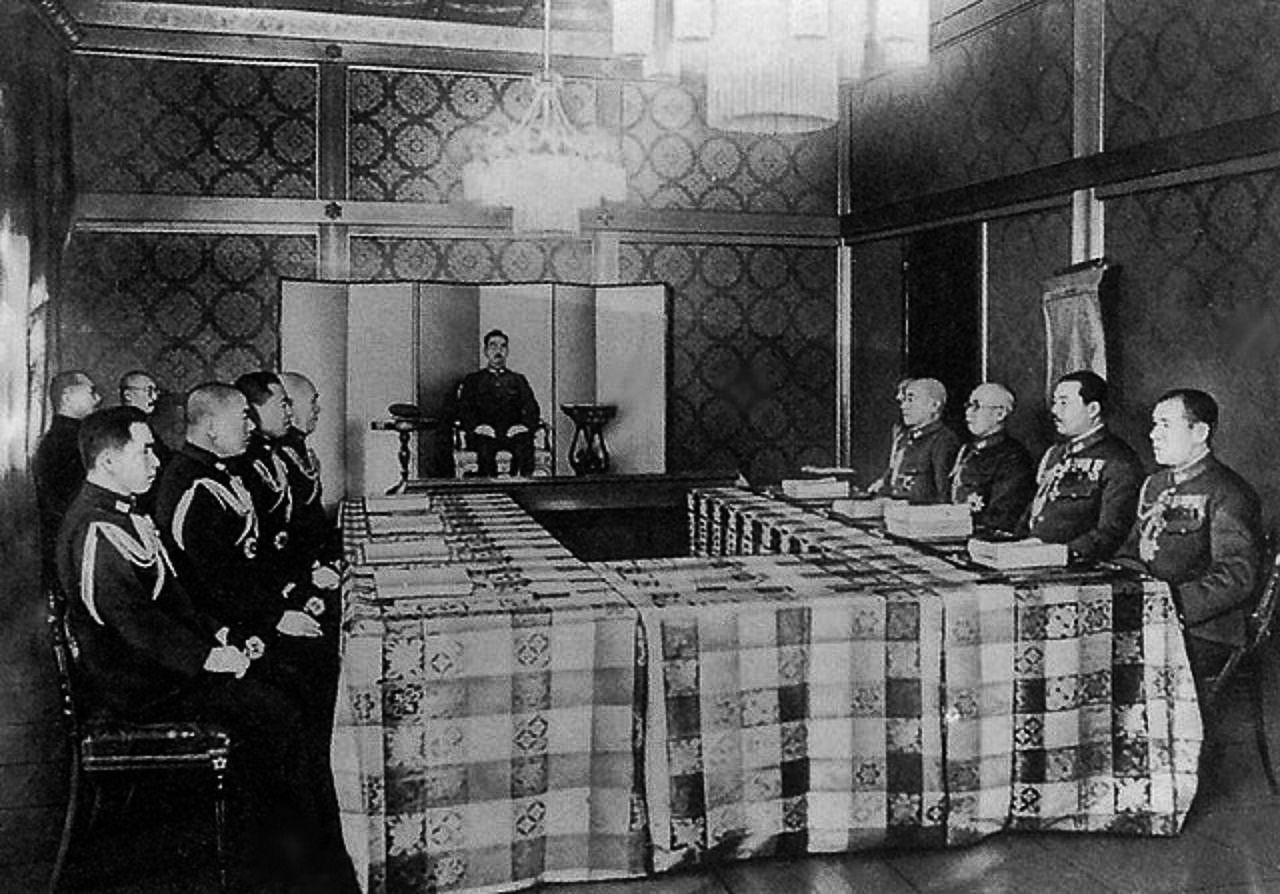
昭和天皇御前の大本営会議の様子
（1943年（昭和18年）4月29日 朝日新聞掲載）

### 第二次世界大戦後（終戦後の昭和時代）

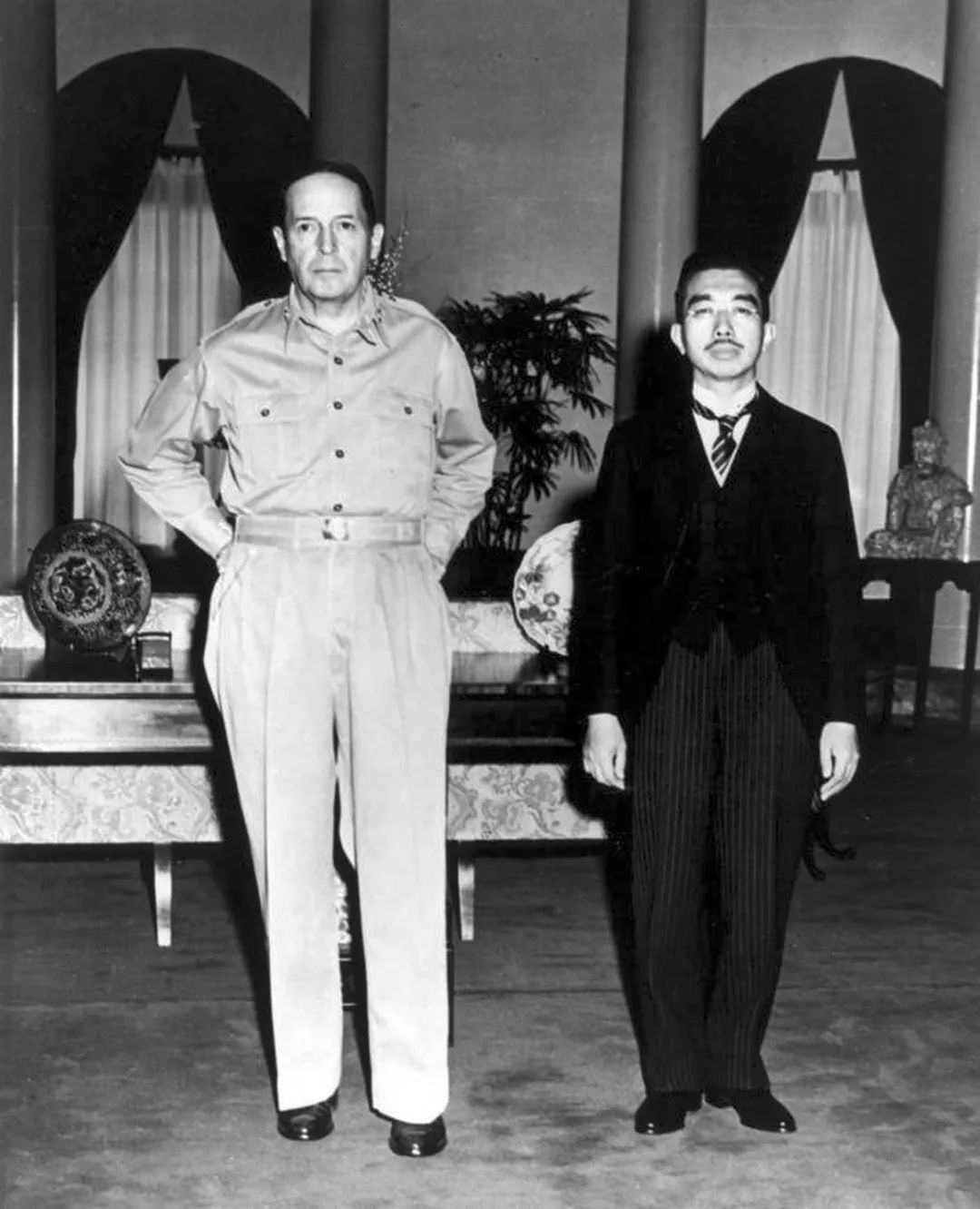
昭和天皇（右）とマッカーサーの会見で（1945年（昭和20年）9月27日）。この写真を掲載した各新聞は内務省より発禁処分を受けたが、GHQの命令で解除された。

第二次世界大戦の終戦後、連合国（UN）の間では天皇を、枢軸国の国家元首として処罰し、君主制を廃止すべきだという意見（天皇制廃止論）が強かった。事実、世界史上でもかつての帝政ドイツやオーストリア、ロシアなど敗戦や革命などを経て君主制が消滅する国々は存在した。しかし、日本政府がその維持を強く唱え、ダグラス・マッカーサー元帥、連合国軍最高司令官総司令部（GHQ/SCAP）は、日本の占領行政を円滑に進めるため、また共産主義に対する防波堤としても皇室を存続させたが、その地位は日本国憲法によって元首ではなく日本国および日本国民統合の象徴と位置付けられた。

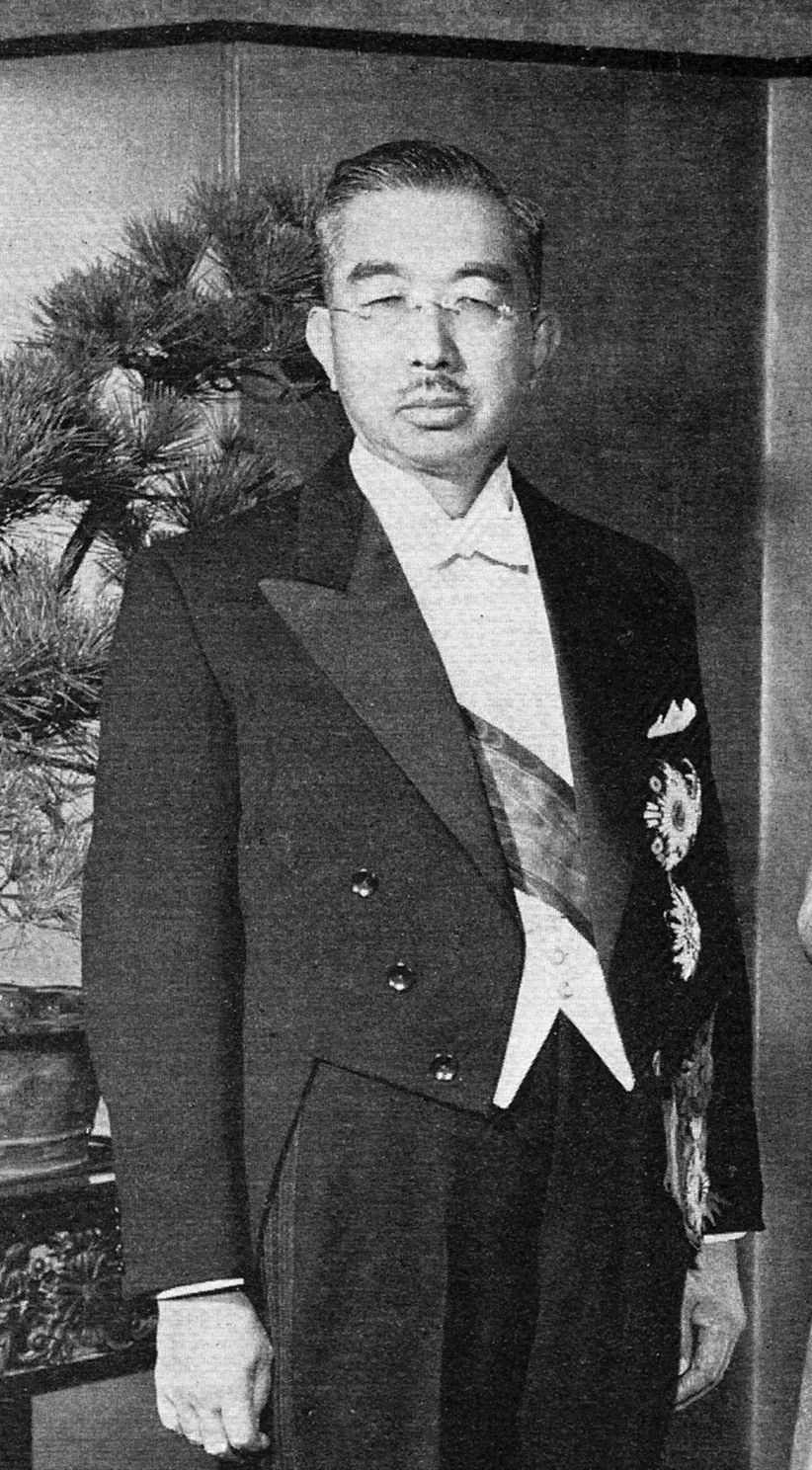
1956年の昭和天皇

近衛文麿は、昭和天皇を京都の仁和寺に出家させようと考えていたとされる。
昭和天皇自身は「退位の意向」を示したが、「かえって戦争責任を認めることになる」として周囲から強い反対があり、また昭和天皇擁護派である吉田茂とダグラス・マッカーサーの強い反対で撤回した。マッカーサーは駐日イギリス大使アルバリー・ガスコインとの会談にて「私は天皇の退位を認めるつもりはない。天皇には義務として現在の地位に留まってもらうよう求めるつもりだ」と述べた。
天皇退位論への反応は、天皇存続支持：90.3%、天皇留位支持：68.5%、皇太子への譲位：18.4%、退位で天皇廃止：4.0%であった。
1945年（昭和20年）9月27日、天皇とマッカーサーの初の会見が行われた。この時、天皇は非公式に自分の戦争責任を認め、「自分の一身はどうなっても構わないから、国民を助けて欲しい」と発言し、マッカーサーを感動させたという話が伝えられている。この話は公式の記録に残っていないためこの話を否定する見解もあったが、現在ではこの話は事実であり、当時は天皇の戦犯指定の可能性があったため記録に残さなかったとする見解が有力である。
この後、連合国総司令官のマッカーサー元帥と昭和天皇が並んで写っている写真（右）が新聞に掲載された。今まで現人神とされ、写真も「御真影」等と呼ばれていた天皇が、しかも腰に手を当てた姿の元帥の隣に直立不動の姿勢で、普通に新聞に写っていることは国民の衝撃を呼んだ。1946年（昭和21年）1月1日、新日本建設に関する詔書（いわゆる人間宣言）が官報により発布された。詔書の冒頭において五箇条の御誓文を掲げており、1977年（昭和52年）8月23日の昭和天皇の会見によると、日本の民主主義は日本に元々あった五箇条の御誓文に基づいていることを示すのが、この詔書の主な目的であった。この詔書は人間宣言と呼ばれるが、「人間宣言」は詔書の6分の1程度であり、戦時中に絶対神化されたことを否定しただけであり天皇の神話そのものは否定していなく人間と宣言する文言はない。この詔書は、日本国外では天皇が神から人間に歴史的な変容を遂げたとして歓迎され、退位と追訴を要求されていた昭和天皇の印象が改善された。1946年（昭和21年）1月1日、この詔書について新聞各紙の第一面で報道されたが、日本の平和や天皇は国民とともにあるといったことを報道するのみで、いわゆる人間宣言にはほとんど触れていなかった。
昭和20年12月8日、空襲で荒れ果てた皇居の草刈り奉仕を宮崎県の青年団が申し出て行った（みくに奉仕団）際に昭和天皇が侍従長らと共に現れてお礼を言った。団員は天皇の退出を君が代斉唱で見送り涙したという。これが後の皇居勤労奉仕と勤労奉仕団への天皇のご会釈という慣習となる。

GHQにより皇室財産が凍結、縮小され梨本宮が天皇の身代わりとして戦犯として逮捕されると重臣らは反対したものの宮内府官僚は昭和天皇とその直宮を守るために室町時代以来の皇族である十一宮家の臣籍降下を進めた。これによって中世に由来し明治時代に確定した世襲親王家を含めていた皇室は戦後にその形を大きく変えた。
昭和天皇はその後、昭和21年2月から日本全国各地への地方巡幸を始める。この「巡幸」は日本各地で熱烈な歓迎をもって迎えられたが、1947年（昭和22年）には日本国民の天皇への圧倒的な人気と支持を目の当たりにしてそれを危惧したGHQや社会党政権によって巡幸の1年間中止が決定されるなどの動きもあった（GHQにより禁止されていた国旗掲揚が多数の民衆に見られたためなど）。（昭和天皇#行幸）。が、各県や町村から「巡幸再開決議」が次々に出され、宮内府からGHQに度重なる陳情が出され、簡素化を条件に昭和24年から再開された。

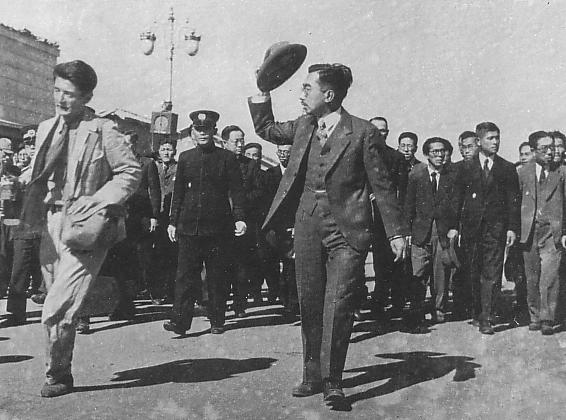
1946年10月、大垣市行幸時

## 宗教

### 神道との関係

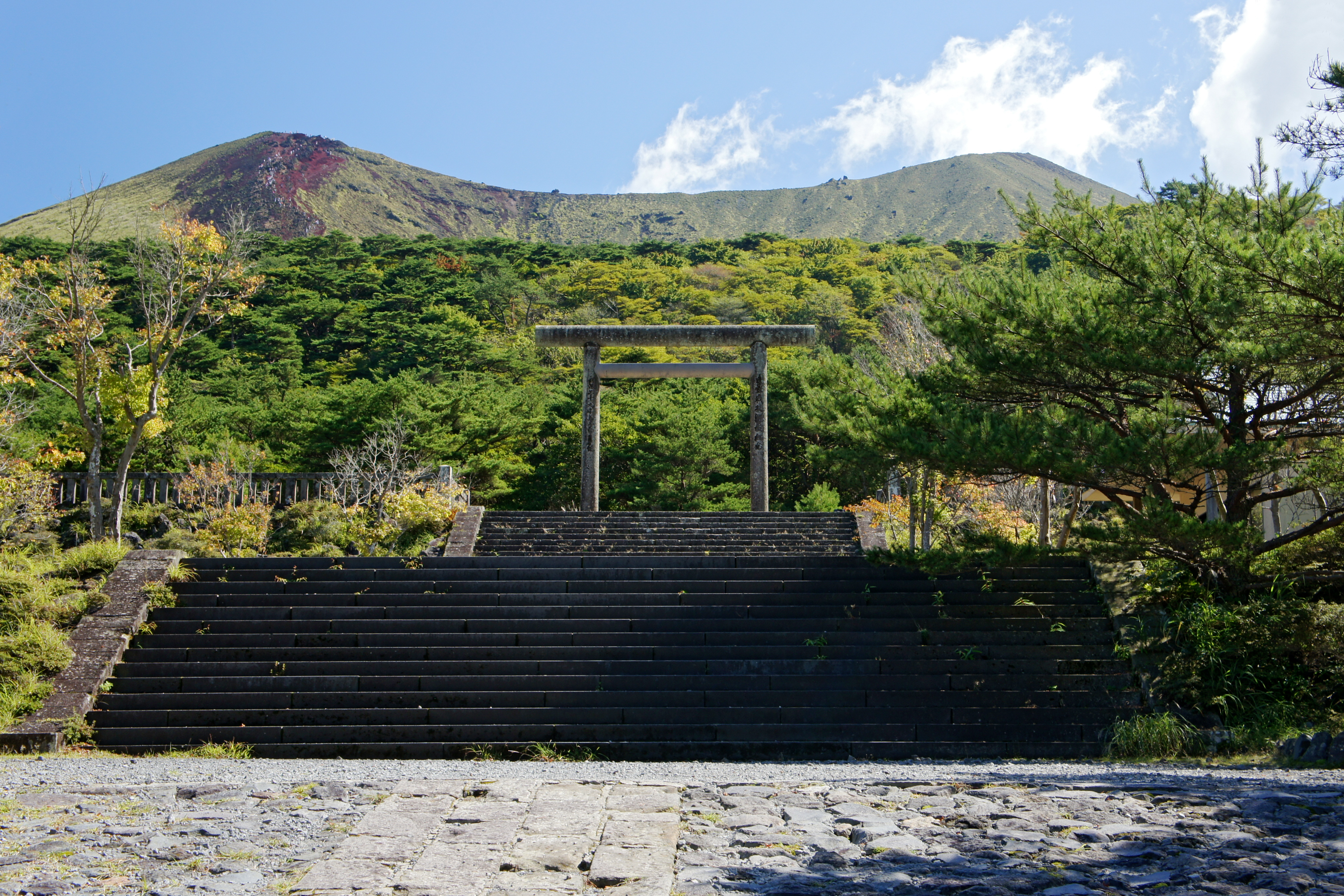
天孫降臨の舞台・高千穂河原

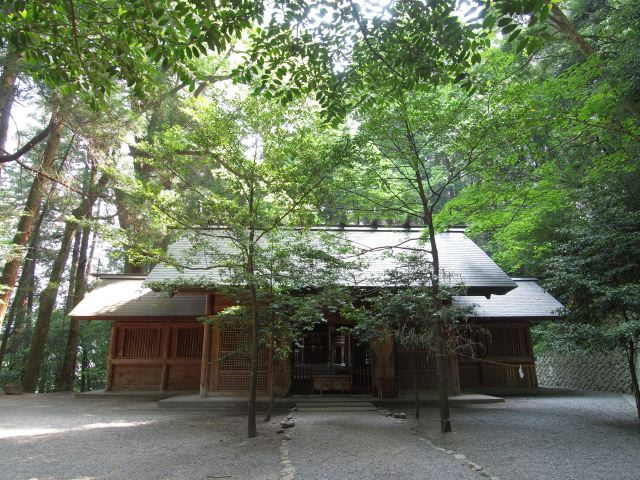
天岩戸神社東本宮
宮崎県高千穂町

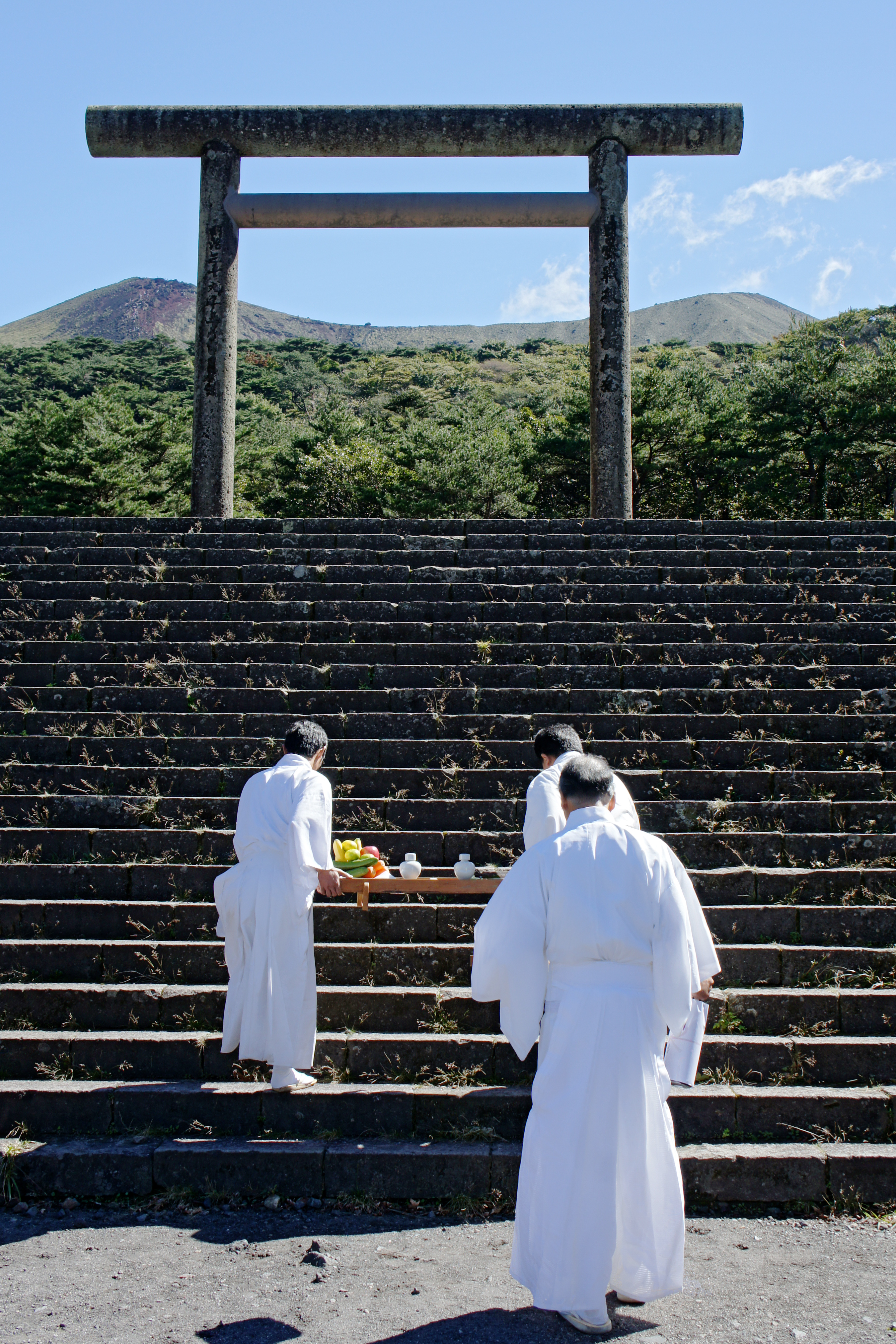
高千穂河原の天孫降臨神籬斎場

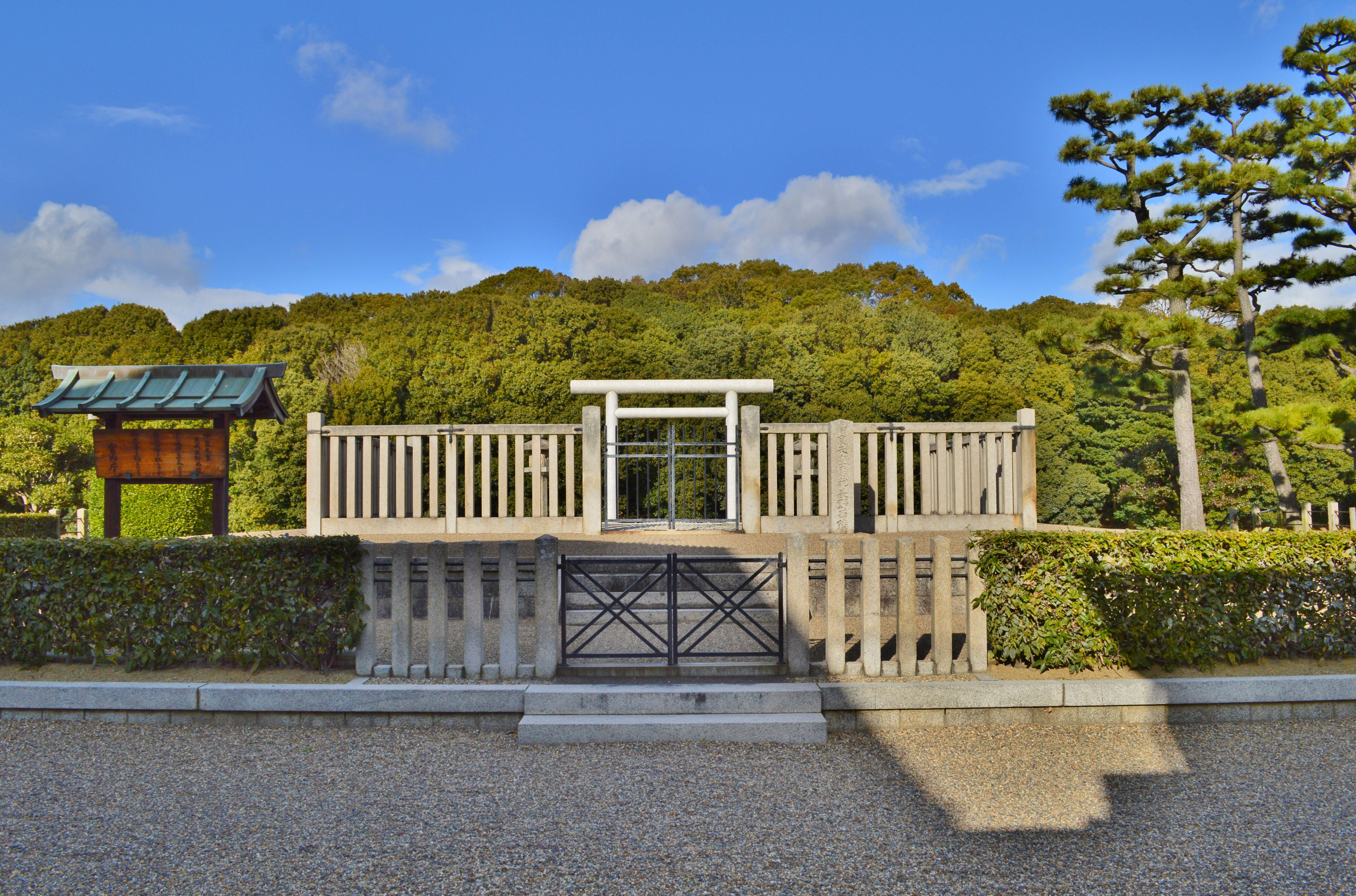
仲哀天皇陵（岡ミサンザイ古墳）

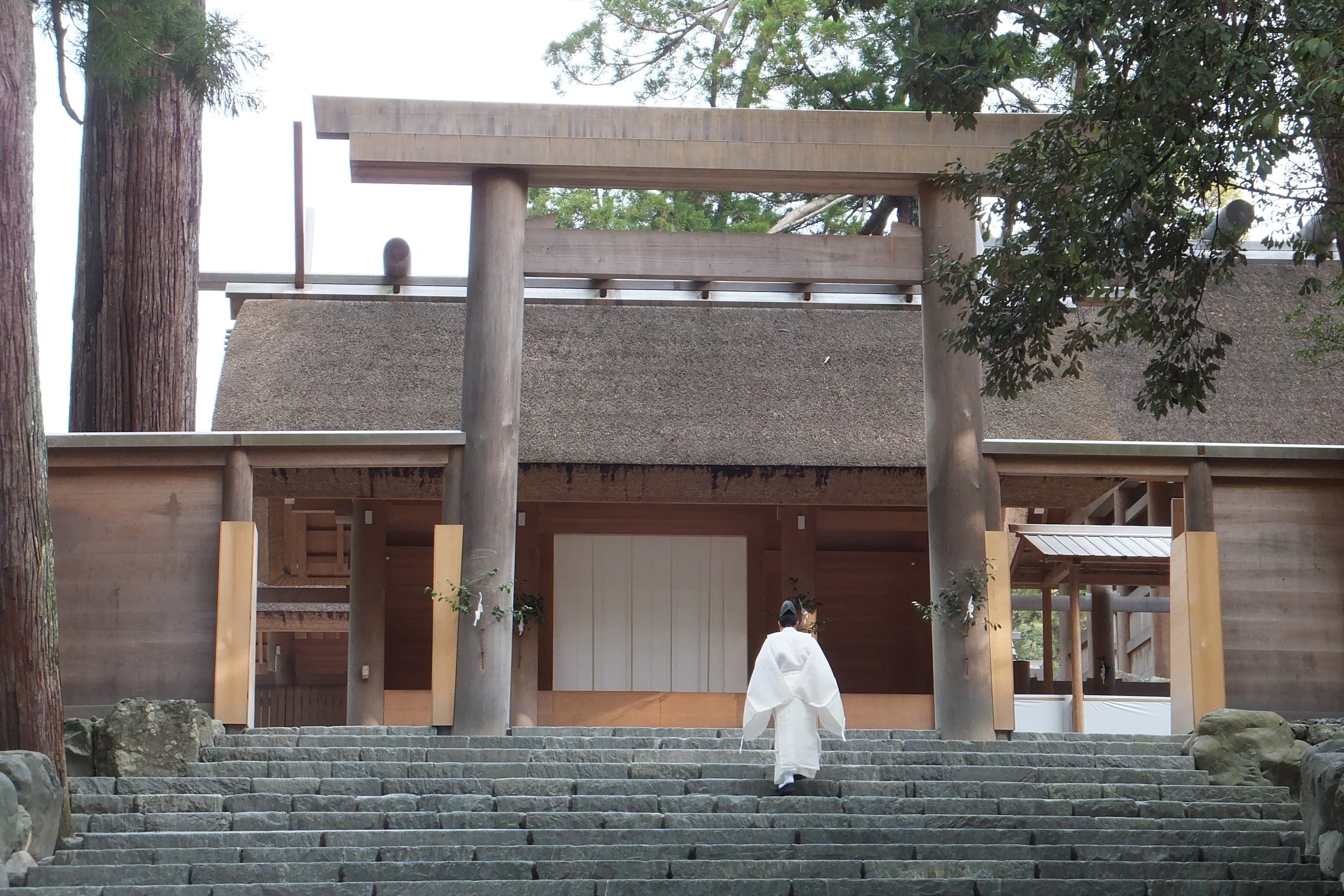
皇室の祖先神を祀る伊勢神宮内宮

神道は日本古来の宗教である。古代の日本は祭政一致であり、天皇は上古からその祭祀を行ってきたと考えられている。
神話学者の松前健は「記紀」等に見える初期大王の記録や古社の記録等から初期ヤマト王権では三輪山を斎場とした日神祭祀があった可能性を指摘している。ヤマト王権の勢力が日本の東西に広まるにつれ古くから日神崇拝の聖地として中央にも知られていた伊勢の地を大王の聖地とし、「遅くとも六世紀前半」、「どんなに遅く見積もっても六世紀末以前」には皇祖神、天照大神が伊勢神宮に祭られ、天皇の皇女が斎王として派遣されるようになった。
仏教が伝来した後の用明天皇は「信仏法尊神道」であり、それは以後の天皇にも受け継がれた。天皇と神道の関係は天武天皇以降、律令制度の神祇令などで法制化されてゆき、飛鳥時代から平安時代にかけて、天皇は新嘗祭、元旦四方拝、毎朝御拝などの祭祀を自ら執り行い、天照大神を祀る伊勢神宮に斎王を遣わし、延喜式に定められた神社などに奉幣を供えるなどの制度が整えられた。
武家政権に移行して、鎌倉時代の順徳天皇は『禁秘抄』において「先神事」とその重要性を述べている。中世になり戦乱により朝廷が衰微すると、大規模な祭礼は実施できなくなり、戦国時代の後柏原天皇などは大嘗祭を執り行えなかった。江戸時代には江戸幕府の金銭補助の下、伊勢例幣使、大嘗祭、新嘗祭など戦乱により途絶えていた多くの神事が再開された。また徳川家の神格化を目的とする日光東照宮への奉幣（日光例幣使）なども行われたが、江戸時代中期からは国学や水戸学に基づいた尊王論の高まりがあり、幕末には孝明天皇により神武天皇祭が制定された。
明治時代になると、神道は国家神道となり、神武天皇を祭る橿原神宮、桓武天皇を祭る平安神宮、明治天皇を祭る明治神宮などが創建され、戦前戦中の昭和天皇は現人神として崇拝された。戦後は政教分離となり国家神道は廃止され、昭和天皇は人間宣言により自らの神格化を否定した。
現在は「宮中のご公務」の一つの宮中祭祀として新嘗祭や四方拝などが受け継がれ、民間に嫁いだ皇女が伊勢神宮の祭主となり、皇室の私費により各地の神社へ奉幣が行われている。

### 仏教との関係

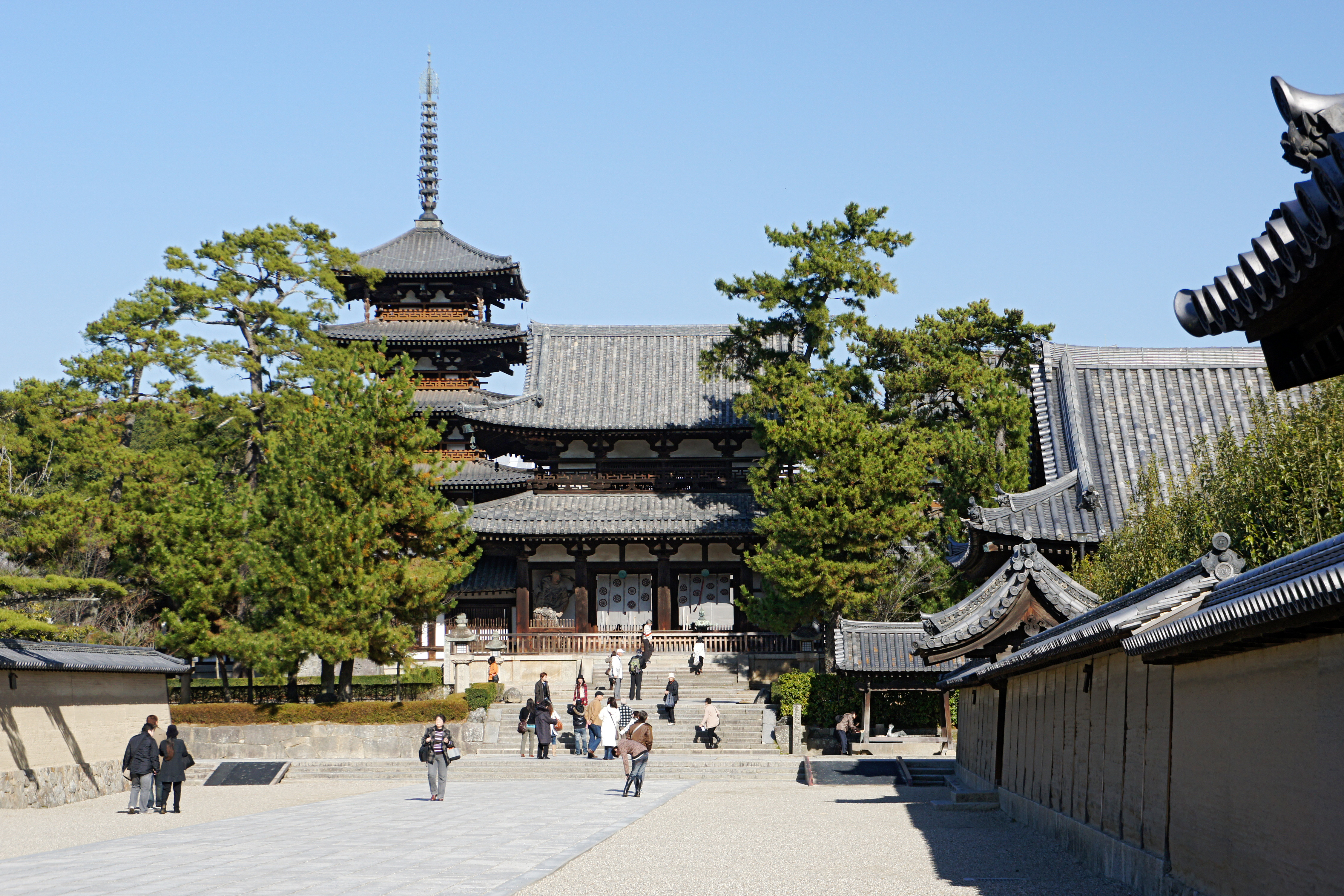
法隆寺

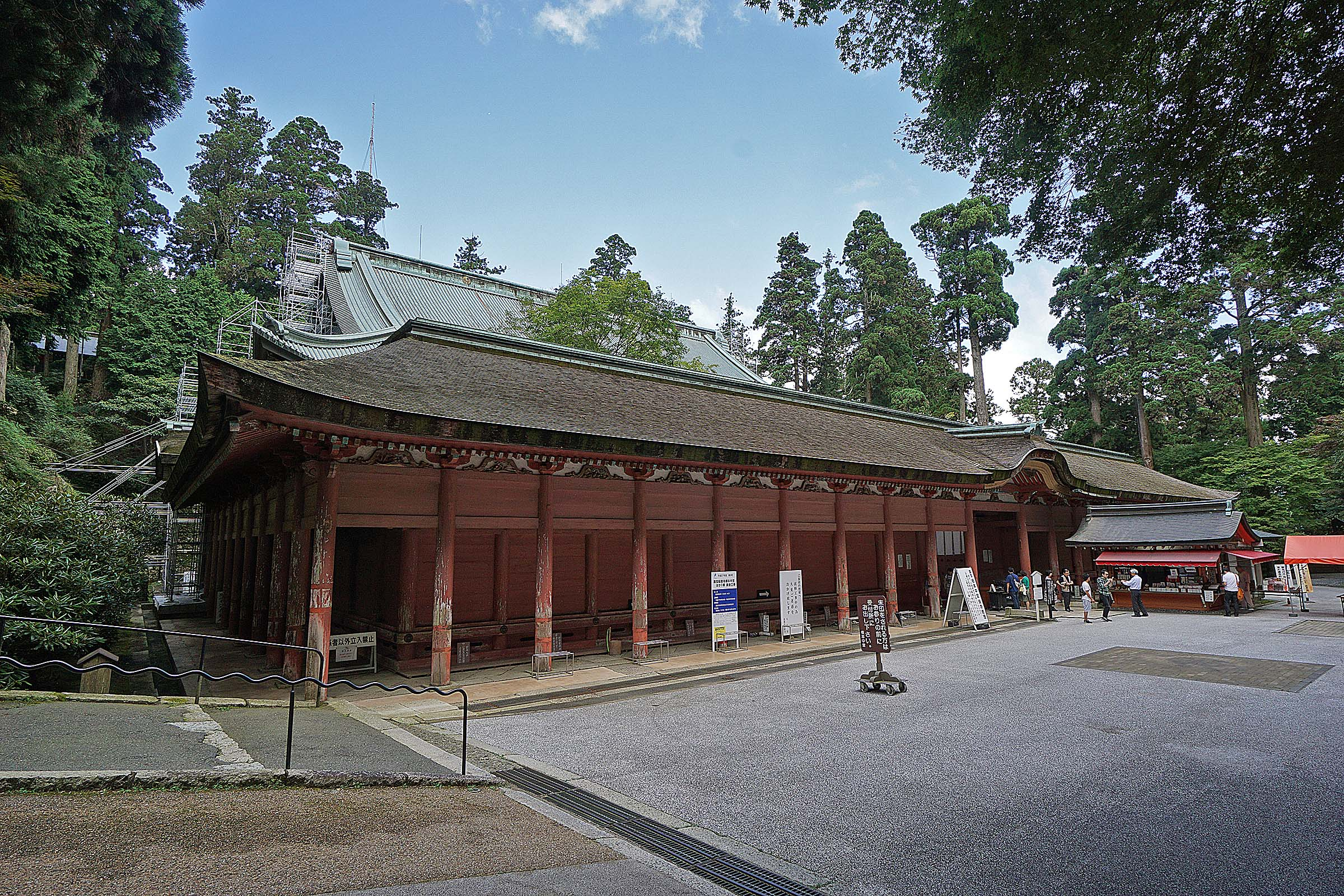
比叡山延暦寺

『日本書紀』によると552年に百済の聖王（聖明王）により釈迦仏の金銅像と経論他が欽明天皇に献上され仏教が初めて伝来したとされている。仏教が伝来した際に仏教の信仰の可否について家臣達により議論されることになり、仏教容認側の蘇我氏と反対側の物部氏との間で可否を巡って対立し始め、用明天皇の後継者争いに繋がり、物部氏が滅ぼされると仏教信仰に傾き、物部氏討伐軍にも加わっていた用明天皇の第二皇子である聖徳太子により法興寺や法隆寺が建立され儒教や仏教の思想が反映された十七条憲法が作られるなどし、皇室は仏教と深い繋がりを持っていく。
また、伝統的に天皇自ら寺を建てるようになり、天武天皇は大官大寺、持統天皇は薬師寺を建立するなどし、聖武天皇の代に入ると鎮護国家という政策が盛んになり、国情不安を鎮撫するために国分寺を各地に作り、東大寺が建立される。
平安時代に入るとこれらの寺院群が政治的な権力を持つことになり、それが桓武天皇により平安京への遷都へと繋がり、南都の仏教と対抗させるために空海と最澄を遣唐使とともに唐に送り密教を学ばせ、空海は真言宗、最澄は天台宗を開き、それぞれ空海は高野山を、最澄は比叡山を下賜承わった。密教修法により天皇を護持する護持僧が置かれ、御七日御修法、大元帥法など密教による護国修法が宮中で行われるようになったのもこの頃からである。また白河天皇を始めとする天皇が譲位後に出家し、法皇と名乗る事も多くなる。
その後、江戸時代までは仏教とも深く繋がっており、法事は仏式で行われていた。1871年（明治4年）までは宮中の黒戸の間に仏壇があり、歴代天皇の位牌があった。天皇や皇族の位牌は「尊牌」と称された。しかし、明治時代に入ると明治政府の神道重視の政策により神仏分離が行われ、1000年以上続いた仏式の行事はすべて停止され、尊牌は京都の泉涌寺にまとめられ、皇室は仏教とは疎遠となる。
　なお、現在も東寺や比叡山延暦寺などの仏教寺院には天皇の勅使が遣わされており、皇室と仏教が全く関係がなくなったわけではない。天皇から高僧に対して諡号を贈る慣例は、2022年に今上天皇から黄檗宗の開祖である隠元隆琦に対して「厳統大師」の尊称が贈られるなど、今なお継続している。

### 職能神・芸能神との関係
天皇という王は、本来自然の領域に属する超越性を人間社会内へ奪取する媒介者の働きをしており、その多義性は宗教や儀礼、技芸の神にまつわっている。天皇と職人とには、内密な関係が見られる。金春禅竹が『明宿集』で語るところによると、芸能や職人の守護神である宿神（翁）は、宇宙の中心、王の中の王であると諸職の民によって考えられていた。これは、大蛇（自然）の力から剣（レガリア）を取り出すスサノオのように、宿神が荒々しい自然から美や富を人間の社会に持ち込む離れ業を演じる霊であったことによるという。すなわち天皇の権力は、芸能者や職人の日々行う業と似通った性格となっている。
『明宿集』は、星宿神を北極星とし、「翁」を宿神と呼ぶことは太陽・月・星宿の意味が込められているとしている。「宿」という文字には、星の光が降下してあらゆる家に降り注ぎ、人間に対してあらゆる業を行うという意味がある。「翁」の文字は、公の羽と書くことから王を鳥に喩える文字であり、あらゆる領域を飛翔するという意が込められている。また、本地垂迹はすべて本体は一つであり、不増不減、常住不滅の一つの神に集約されるともいう。『明宿集』の末尾では、翁とは日月星宿がすべての人の心に宿ったものであり、俗体は翁の化身であり、それを知っていると知らないとの違いがあると説かれている。
天皇は、律令制という合理的制度が導入された以後も、自然の内奥との深い結び付きを主張する王の宿神的身体（翁的身体）を、あるいは「王の熊の身体」を、様々な宗教儀礼や神話的観念を通して維持しようとしてきた（神やカムイという言葉は、熊や狼のような強力な森の住人を指していた）。特に古代的天皇の復活を目指した後醍醐天皇による建武の中興では、密教の道具立てを使って、自然の内奥から超越的主権を取り出してくる異形の王としての天皇、という大規模な演出まで試みられた。網野善彦の『異形の王権』はこの問題を主題としている。

### 一神教・国家神道

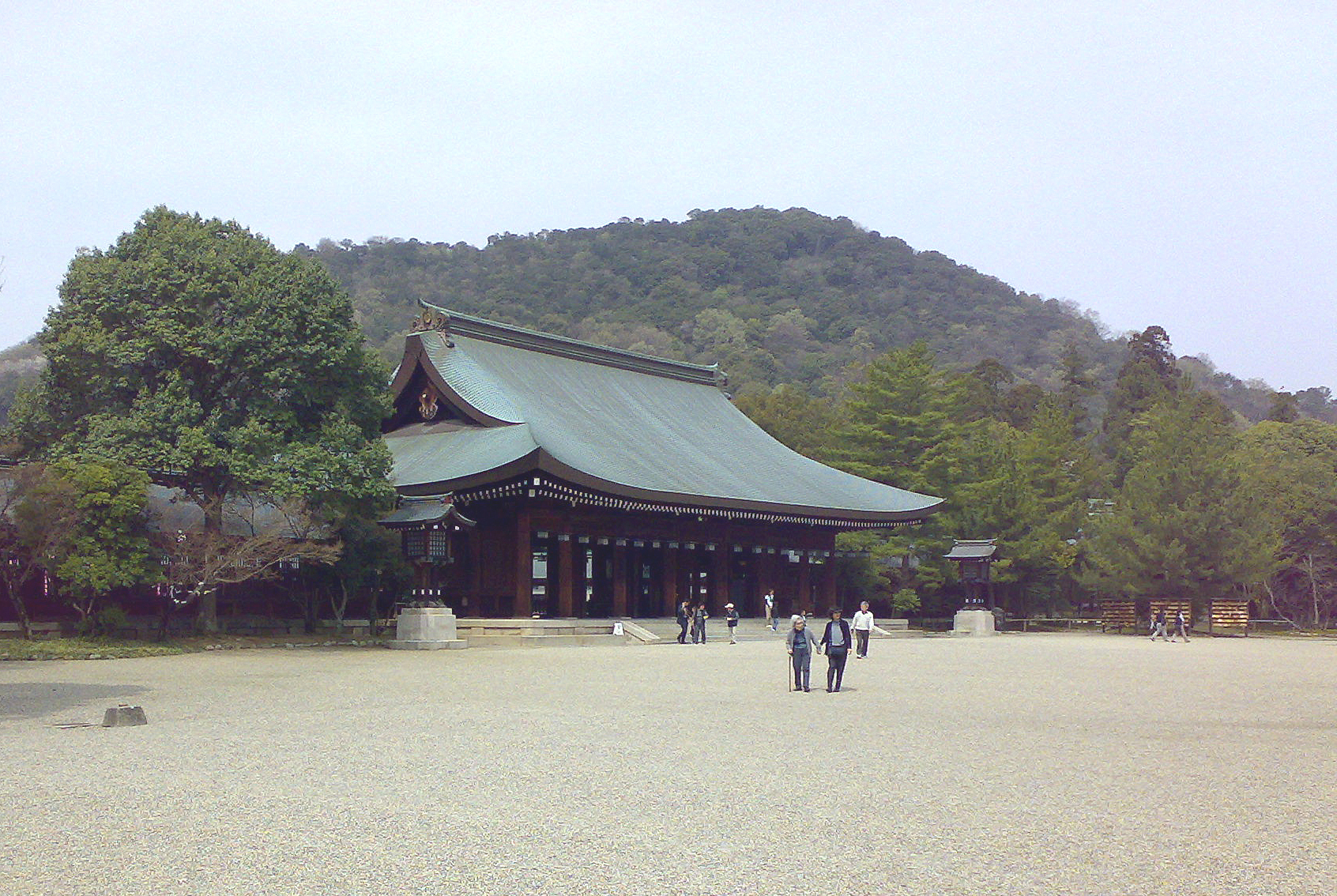
明治23年創建の橿原神宮
奈良県橿原市

『日本大百科全書』によると、明治維新・王政復古によって祭政一致が政治理念の基本とされ、天皇は国の「元首」かつ神聖不可侵な「現人神」とされた。ここには、人と神の間に断絶の無い日本古来の神観念とは全く異なる、「一神教の神観念」が取り入れられていた。天皇は全てを超越した「絶対的真理」と「普遍的道徳」を体現する至高存在とされ、あらゆる価値は天皇に一元化された。「天皇は国家神道のいわば最高祭司であり、神社の祭式は皇室祭祀を基準に整えられた」とされる。東アジア学者の石川サトミによれば、日本人にとっての天皇は「彼らの唯一神、すなわち天皇（their God, i.e. the Tenno）」とも表現される。
また、大日本帝国が存在した時代では、日本の「皇帝（the emperor）」が「唯一神として（as God）」見なされたり、「人間形態として啓示された唯一神（God revealed in human form）」と主張されたりすることもあった（一神教では、唯一神は「皇帝〈Empepror〉」・「唯一の皇帝〈sole emperor〉」とも説かれる）。例えば、帝国大学の比較宗教学者だった加藤玄智は、天皇は「日本人にとって、ユダヤ人が唯一神と呼んだ一つの地位を専有している（occupying for the Japanese the place of the one whom the Jews called God）」と論じていた。

#### ユダヤ教・キリスト教
宗教学者・思想史学者の前川理子の研究論文によれば、天皇を唯一なる存在（唯一神）と見なす例として、比較宗教学者の加藤玄智の論がある。加藤は東京帝国大学神道研究室の公的研究者であり、「国家的神道（State Shinto）」の主な提唱者だった。加藤によれば、数多くの殉教者を出した日本精神――つまり武士道・大和魂等の伝統――は、一神教の絶対服従の精神と「同一」である。その精神とは、旧約聖書（ユダヤ教）のアブラハムやヨブが見せたような態度である。
このような考えによって日本精神は、宗教進化論（ティーレの論）でいう「倫理的宗教」のレベルに到達済みであることが明白だとされるようになった。加藤は唯一神（キリスト）と天皇を結びつけ、
と述べている。同時に加藤は、日本人はみな「神の子」であるとしている。
一方で言語学者のB. H. チェンバレンは、日本人の天皇崇敬は明治時代以後の人為的な「新宗教の発明」であると述べたり、今の「武士道」という語は昔は使われていなかったと論じていた。こうした研究に強い不満を持った加藤は、日本の固有思想は日本人が一番理解できるという理由をもって、日本に対する外国人の「誤解」を退け、「科学的」に「忠君愛国説をも立てゝ来なければならない」と述べている。

#### イスラム
ピーター・リャン・テック・ソンの歴史学論文によると、唯一神と天皇を同じ唯一者として信じるように、イスラムへ命令が下されることもあった。例えば大日本帝国は、ジャワ島のムスリムたちへ「メッカよりも東京に礼拝し、日本皇帝を唯一神として礼賛せよ、という日本軍の命令（the Japanese military orders to bow towards Tokyo rather than Mecca and to glorify the Japanese Emperor as God）」を伝えていた。
ジャワ奉公会や日本軍は、ジャワ島のキャイ（イスラム教師）やイスラム指導者等といったムスリムたちから支持を得ようとした。しかしその前に、日本軍が唯一神（アッラーフ・天皇）についての命令を伝えていたため、ムスリムたちは既に混乱させられた状態にあり、結果として失敗した。
世界的に帝国主義（皇帝主義）・君主制（君主主義）・国家社会主義（ナチズム）は悲惨な失敗を招き、それに対する反動も同程度の流血沙汰となった。現代のイスラム過激主義はそうした反動の例であり、カブールからジャワにいたる世界各地で活発化している。

#### 天皇総帝論・八紘一宇
「現人神」論の一般化
現代推論されるところでは加藤玄智は、西洋の絶対神が合理主義で批判されないことを見て、天皇を絶対神と同様に説明した言論を広め、批判を封じようとした。しかし、西洋人からすればモンゴル人種または「黄色い猿」である天皇が、日本人によって絶対神と同一視されていることが、西洋で驚かれ嫌悪された。
「現人神」論は「天皇絶対」論を兼ねており、東京帝国大学で憲法学者上杉慎吉も主張していた。天照大神や天皇の絶対的唯一性を否定する論について、上杉は批判している。以下に引用する。
上杉はこうも言った。
「八紘一宇」へ
「世界統一」思想である「八紘一宇」は、「現人神」論とセットに語られてきたもので、田中智学の日本神話解釈から由来している。天皇は天照大神の延長であり、よって日蓮主義者は天皇の徳と政治が一致するように努力しなければならないという日蓮主義の説が起源である。
「伝統精神」（国家社会主義）へ
国家社会主義は社会主義的な「国家主義の一種」であり、日本では「純正日本主義（皇道主義）」と連れ立って活動していた。特に「国家社会主義」（ナチズム）は、民族主義・全体主義・反個人主義・反自由主義・反民主主義・反議会主義・反社会主義・反マルクス主義等を掲げる。なお、「右翼」は「一般にはドイツのナチス，イタリアのファシスト，日本の超国家主義者などがその代表」とされている。
昭和時代初期には、天皇にまつわる「伝統の発明」として代表的に佐藤信淵および大国隆正の思想が利用された。江戸時代末期の著述家である信淵の、帝国的で統制経済的な思想を象徴したのは、『混同秘策』（1823年）と『垂統秘録』（1833年）だった。前者では、日本は世界を支配する使命があり、その手段として満州・朝鮮・中国を併合すべきであると説かれている。後者は、国家による統制経済の必要を説いている。こうした著述が援用され、戦時中には信淵は「大東亜戦争の予言者」と称賛された。
だが大東亜戦争時に至るまでは、信淵の思想は存命中および死後も、実質的に政治へ影響した例が無かった。『混同秘策』と『垂統秘録』も「秘本」であり、一部の弟子以外には閲覧さえ許されず、公刊されたのは1887年（明治20年）以降だった。
世界支配および統制経済を掲げた信淵への関心が高まっていったのは、日露戦争の勝利後である。また、社会主義の観点から信淵に興味を示す日本知識人も現れ始めた。信淵への評価を決定的に変化させたのは、1927年（昭和2年）に大川周明が著した『佐藤信淵の理想国家』だった。信淵の思想は
と位置づけられ、「伝統精神」と見なされた。また、次のようにも評価された。
こうして信淵の思想は「国家社会主義」であり、「伝統精神」「日本精神」の中核であると見なされた。1934年（昭和9年）には、三上参次や河野省三といった歴史家・神道研究者までもが、日本の「伝統」的な「国家社会主義」を讃えるようになった。この「伝統精神」は小学校の歴史教科書でさえ扱われるようになり、「進んで海外に植民地を開拓し、国力を伸ばさなければならない」「日本が海外に進出する提唱がすでに江戸時代からあった」というように論じられた。
「天皇総帝論」へ
戦時中には「天皇総帝論」がもてはやされていた。「天皇総帝論」とは、同じく戦時中に「天皇信仰の主唱者」「世紀の予言者」と呼ばれていた幕末の国学者、大国隆正が唱えた議論である。これは要するに、天皇は世界の皇帝たちよりも上の地位にあり、歴史の「必然」として世界の「総帝」であるという主張だった。
「天皇総帝論」は、もとより外交や政治に影響を与えたことが無かった。しかも、隆正の一部の弟子以外には忘れ去られていた。だが、帝国の昭和時代になると世間から注目され始めた。その発端は昭和2年5月、宮中顧問官の山口鋭之助が「大国隆正と日本精神」という文章を新聞に掲載した頃である。隆正は「日本の最も偉大な思想家であり、最も偉大な国学者であつた」、「明治維新の基礎をなした第一の功績者である」と断定された。
新聞掲載の後に、「天皇総帝論」や隆正を扱う論文が急増し、『大国隆正全集』も公刊された。実は『全集』から省かれているが、もともと隆正は日本神話、『古事記』、『日本書紀』を「わがくにの小説演義の鼻祖（作り話の元祖）」と扱っていた。だがこれは、長いあいだ世に知られることがなかった。
第二次世界大戦に至る中で、「天皇総帝論」は
と、大崎勝澄によって理屈付けられた。そして「八紘一宇」は「天皇総帝論」であり、それはまた
等であると認識されていった。このようにして、大国隆正のような国学者たちが足がかりにされ、「八紘一宇」が明治維新や日本建国の理念へと結合されて、「伝統の発明」が完成した。
当時アメリカ合衆国では、「天皇とは何か」というアンケート調査が行なわれた。1944年4月に雑誌『フォーチュン』で日本特集号が組まれ、調査の回答結果は
- 「日本人にとって唯一の神」：44.2%
- 「名目上の飾り（宗教面は除く）」：18.6%
- 「独裁者」：16.4%
- 「無回答」：15.1%
- 「英国流の国王」：5.7%

という内容だった。
敗戦後
日本の降伏後のGHQの神道指令には、“State Shinto”（国家神道）といった語をはじめ、加藤の影響が及んでいた。神道指令を起草する際にW. K. バンスが用いたものは、アメリカ人の神道学者D. C. ホルトムの神道論ではあったが、ホルトムも加藤の神道論から学んでいた。
敗戦後の加藤は公職追放された他、恩給を一時停止された。加藤たちの時代の宗教学的理想は、諸宗教の融合調和だった。加藤によれば、神道と仏教との合一は「国家的神道」の中で成立していたが、神道とキリスト教との合一は「全うしかねて居」た。しかし1959年、当時の皇太子だった上皇明仁の結婚によって、「此破天荒の精神的大事業」が定結されたと加藤は述べた。キリスト教（カトリック）系教育の中で成長した正田美智子を皇室に迎えることによって、従来は一大難事だった「宗教的融合調和」が成立したという。前川はこれを、加藤の「二〇歳代の夢の続き」と評している。
批判
前川によると、加藤の研究は「多分に規範的」であり、「神道研究」というよりは「神道論」だった。また、加藤と同世代の民俗学者・柳田國男は、最近の世の神道論は現実を踏まえてない、「人為的」な「新説」だと批判した。当時、神社は国家の「宗旨」であり、宗教でないとされていた。それは学問から見て「無内容」だったが、多様な神道論や神社論が主張されることとなり、加藤は有力な論者の一人となっていた。

## 皇位継承
皇位継承とは、皇太子などの皇嗣が皇位（天皇の位）を継承することである。皇位継承が世襲により行われることは、大日本帝国憲法・日本国憲法ともに明文規定があり、詳細なルールは皇室典範において定められる。皇位は、皇祖皇宗の男系の皇胤によって継承され今に至る。
八木秀次によれば、「皇位は公のものであり、決してその時々のロイヤルファミリーの私有物ではない」というのが原則で、ある系統の男系が途絶えた場合には別系統の男系が継承するとされ、皇位は歴代天皇からの預かり者であると認識されるものという。

### 三種の神器

三種の神器（イメージ）
※現物は非公開

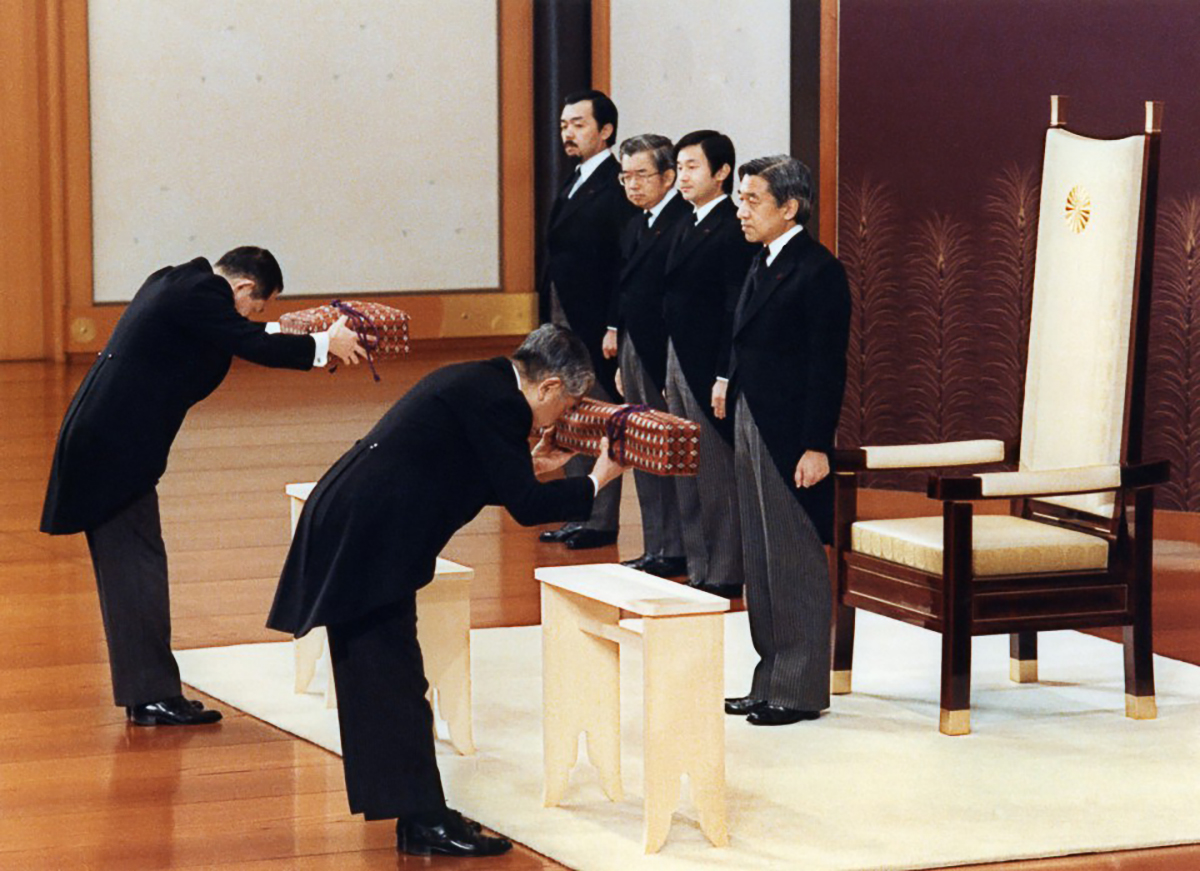
剣璽等承継の儀
1989年（昭和64年）1月7日

日本神話において、天孫降臨の時に、瓊瓊杵尊が天照大神から授けられた神器。また、神話に登場した神器と同一とされる、あるいはそれになぞらえられる、日本の歴代天皇が継承してきた三種の宝物。
天皇の践祚に際し、この神器のうちの八尺瓊勾玉ならびに鏡と剣の形代を所持することが正統な天皇たる証であるとされ、皇位継承と同時に継承される（剣璽等承継の儀）。
- 八咫鏡（→伊勢神宮内宮の御神体）
- 八尺瓊勾玉（→皇居の賢所に奉安）
- 天叢雲剣（草薙剣）（→熱田神宮の御神体）

|            | 実物               | 形代               |
| ---------- | ------------------ | ------------------ |
| 八咫鏡     | 伊勢神宮の内宮     | 宮中三殿の賢所     |
| 八尺瓊勾玉 | 皇居の「剣璽の間」 | -                  |
| 草薙剣     | 熱田神宮           | 皇居の「剣璽の間」 |

### 即位の礼

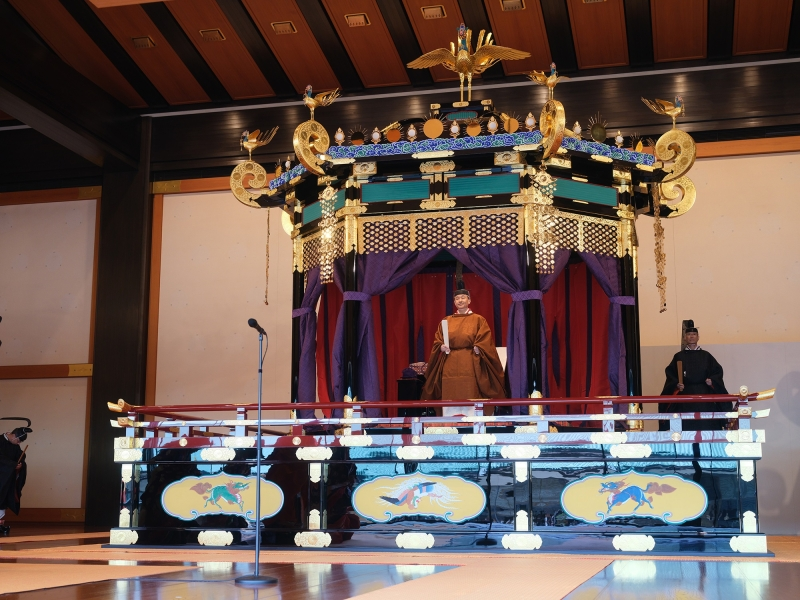
即位の礼・即位礼正殿の儀に臨む天皇徳仁
2019年（令和元年）10月22日

天皇の即位に際しては、即位の礼が行われる。これは皇室典範に定められた国事行為であり、以下の諸儀式から成る。
- 剣璽等承継の儀
- 即位後朝見の儀
- 即位礼正殿の儀
- 祝賀御列の儀
- 饗宴の儀

即位礼正殿の儀は、戴冠式に相当する即位の礼の中心的儀式であり、天皇が即位を国内外に宣明する。

### 大嘗祭

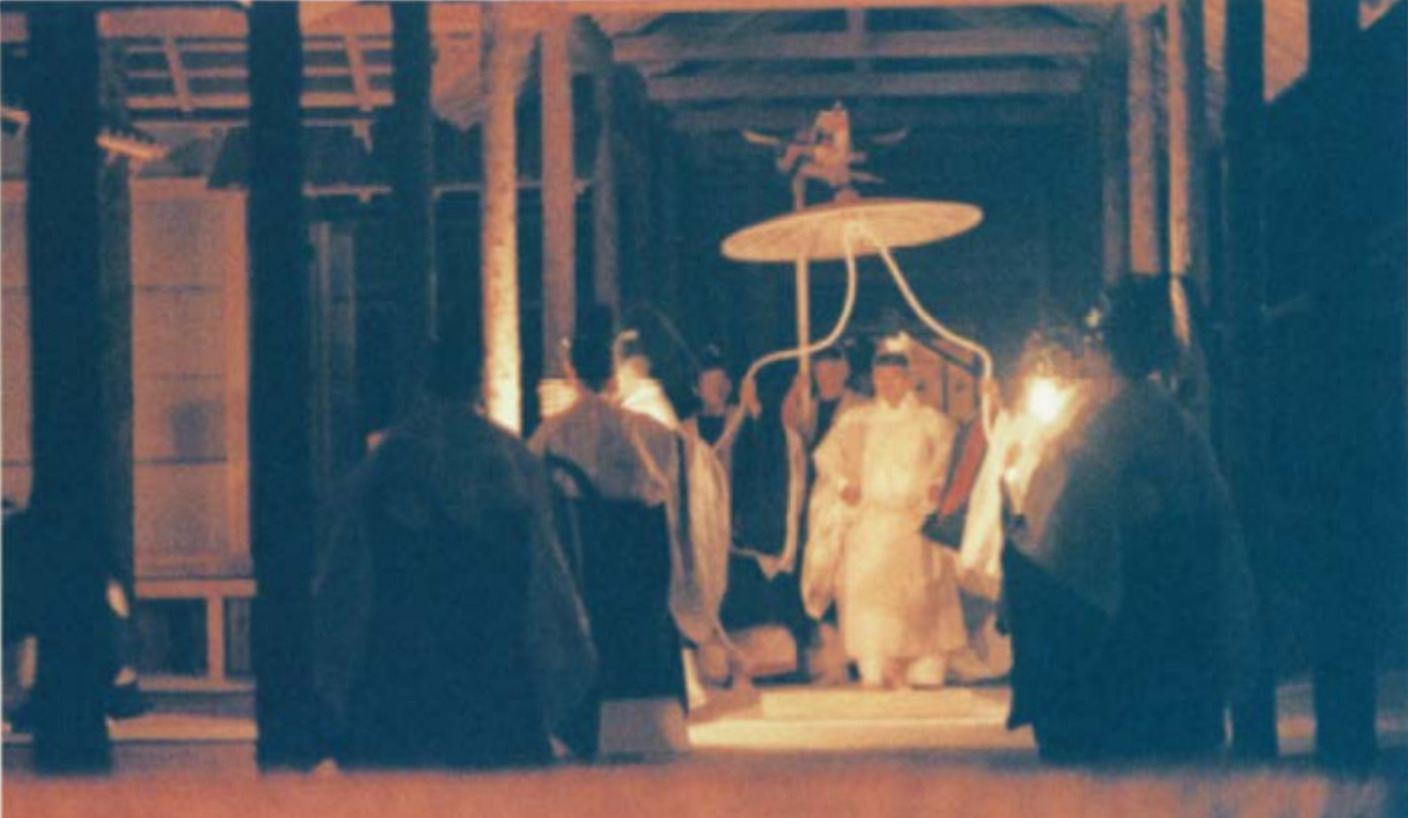
大嘗祭・大嘗宮の儀に臨む天皇明仁
1990年（平成2年）11月

天皇の即位に際し、一世一度の重要祭祀である大嘗祭が行われる。日本国憲法下では皇室の公的行事とされる。

### 退位
古代の大王（天皇）は終身のその地位にあったが、大化元年（645年）に皇極天皇が孝徳天皇に譲位して以降、譲位する天皇が現れるようになった。大宝令により太上天皇の称号が定まって以降は、退位後の天皇に太上天皇号が贈られ、「上皇」「仙洞」「院」等と呼称されるようになった。また出家した上皇は「法皇」と呼ばれる。平安時代前期までは天皇に匹敵する権力を持ったが、摂関時代に入ると大きな権力を振るうことはなくなった。しかし白河上皇以降は再び権力を掌握し、在位の天皇に代わって政務をとった（院政）。また天皇は即位後ある程度期間が経つと退位することが慣習となり、中世・近世においては終身在位する天皇は珍しいものとなっていった。
旧皇室典範や皇室典範は退位に関する規定を設けず、天皇の崩御時に皇嗣が即位すると定めたため、明治・大正・昭和の三天皇はこれに従って終身在位した。明仁の退位に際しては天皇退位特例法が制定され、徳仁に譲位し上皇となった。

## 氏姓
天皇は氏姓および名字を持たないとされる。
五世紀の倭の五王は、百済王が余姓、高句麗王が高姓に並んで「倭」姓を名乗っており、中国中心の冊封体制の「姓」秩序の中で一時的に倭姓を名乗ったらしいと言われる。

## 配偶者

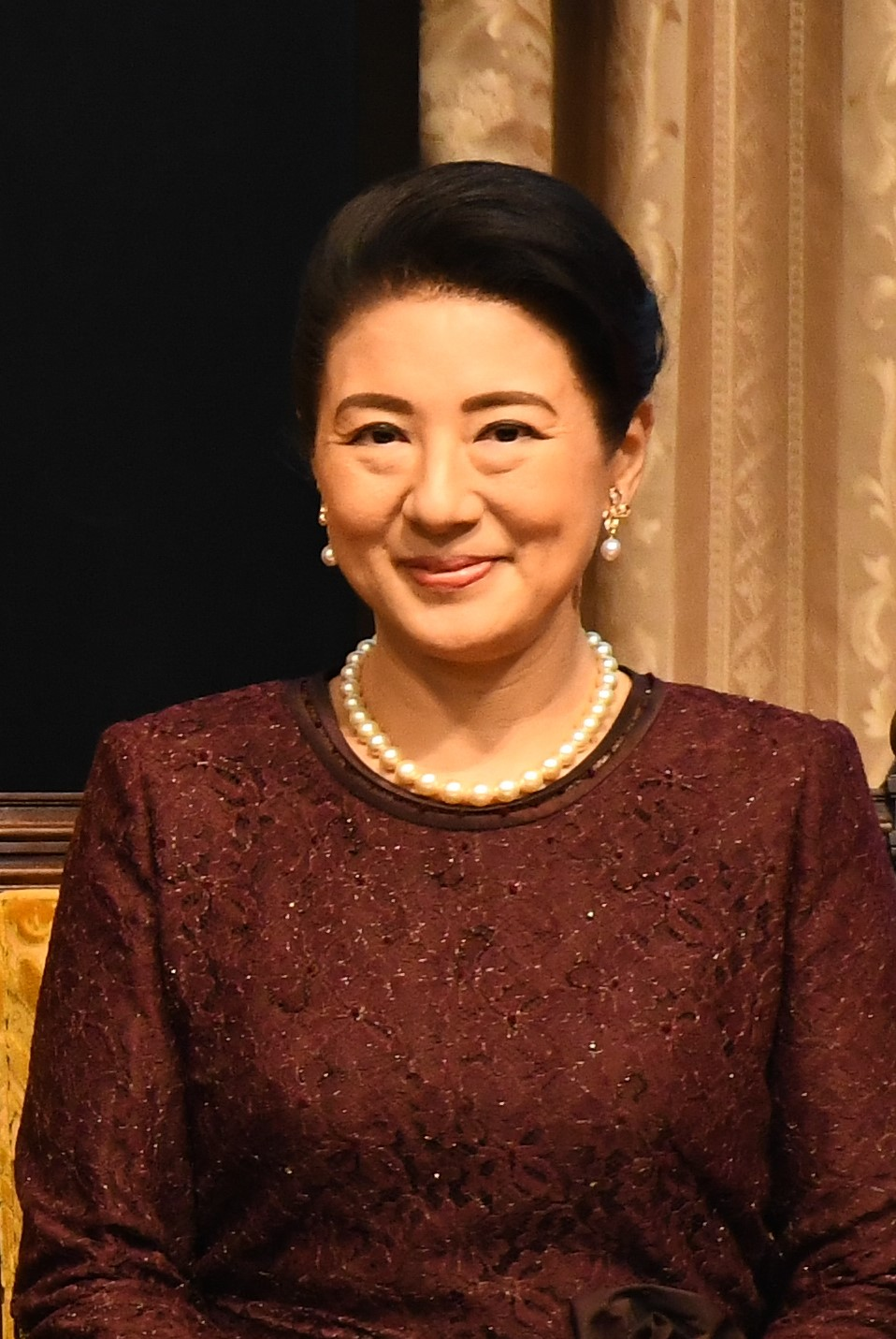
現在の皇后・雅子
（2019年8月 撮影）

現皇室典範下においては、天皇の配偶者は皇后1名のみである（一夫一婦制）。現在皇位を継承できるのは男子のみであり、その配偶者は女子となる。
大王の正室は大后（おおきさき）と称され、律令制下では天皇の正室は皇后とされた。天皇は正室以外にも複数の側室がいたほか（一夫多妻制）、皇后（正室）すら2名をもつことができた（皇后宮と中宮：一条天皇が2后を並立した）。天皇の配偶者は、当初は出自に応じてそれぞれの称号が決まっていたが、後代になると寵愛の度合いによってこれが曖昧になった。
中古以来から明治時代までは皇后の出身家は皇親の外は藤原氏、橘氏、平氏、源氏の四姓とされた。また「皇親」の成員は婚姻によって変化することはなく、臣下から皇后となっても「皇親範囲」に入る訳ではなかった。
明治19年頃の明治天皇の内諭では皇后と対象となる家系は五摂家のみと明記されていた（「元田永孚関係文書」）。
戦前の皇室典範では皇族の結婚対象は同族と勅旨によって認められた華族と規定されており、明治時代から戦前の皇后は一条家・九条家・久邇宮家の出身であった。
明治20年代半ば（1890年代後半）、皇太子嘉仁親王（後の大正天皇）の妃を決めるにあたり、キリスト教概念による一夫一妻制の西欧列強に一等国として認められるため、宮中も一夫一妻制を推進する必要に迫られていた。そこで、健康な九条節子が皇太子妃となり、夫妻には裕仁親王（後の昭和天皇）ら、4人の男児が誕生した。大正天皇は自身が側室柳原愛子の子であることを知って衝撃を受け、またその后貞明皇后も側室である生母野間幾子の不遇を見て育ったことから、一夫一妻制を推進した。
続く、昭和天皇は、20～21歳にかけて欧州訪問を行った際に見たイギリスの王侯貴族の簡素な生活に影響を受け、主体的な意思を持って側室制度を拒否した。
戦後の皇后は民間出身で日清製粉会長の正田英三郎の娘正田美智子が明仁皇后に、今上である徳仁の皇后は外交官小和田恆の娘の小和田雅子である。
| 時期                          | 大王／天皇の配偶者 | 大王／天皇の配偶者 | 大王／天皇の配偶者 | 大王／天皇の配偶者 | 大王／天皇の配偶者 |
| ----------------------------- | ------------------ | ------------------ | ------------------ | ------------------ | ------------------ |
| 大宝律令制定前                | —                  | —                  | 大后               | 后                 | —                  |
| 大宝律令の制定 - 平安時代初期 | 皇后               | —                  | 妃                 | 夫人               | 嬪                 |
| 平安時代初期 - 南北朝時代頃   | 皇后               | 中宮               | 女御               | 更衣               | —                  |
| 南北朝時代 - 江戸時代初期     | —                  | —                  | 女御               | 上臈               | 典侍               |
| 江戸時代初期 - 明治維新       | —                  | 中宮               | 女御               | —                  | 典侍               |
| 明治天皇                      | 皇后               | —                  | —                  | —                  | 典侍               |
| 大正天皇から現在              | 皇后               | —                  | —                  | —                  | —                  |

## 親族
令和2年2月19日の衆議院予算委員会で日本維新の会の藤田文武が旧宮家と天皇、皇室の親戚関係について質問し、宮内庁次長の池田憲治が
「上皇陛下と久邇宮家との関係については、上皇陛下のお母様であり、大正十三年に昭和天皇とご結婚された香淳皇后が久邇宮邦彦王のお子様でありまして、上皇陛下と邦彦王のお孫様である久邇邦昭様とはいとこの関係にございます。また、上皇陛下と東久邇宮家との関係についてお尋ねがございましたが、上皇陛下のお姉さまである成子内親王は、昭和十八年に東久邇宮盛厚王とご結婚されています。そのお子様である東久邇信彦様は天皇陛下のいとこに当たられます。また、明治天皇と竹田宮家との関係でございますけれども、明治天皇のお子様である昌子内親王は明治四十一年に竹田宮恒久王とご結婚をされております。また東久邇宮家につきましては、明治天皇のお子様であります聰子内親王が、大正四年に東久邇宮稔彦王とご結婚をされております。」
と現皇室と旧宮家が親族関係にあること、菊栄親睦会等を通じて定期的に交流がある旨の答弁をしている。

## 天皇に関連する組織

### 宮内庁
宮内庁（くないちょう、英語: Imperial Household Agency）は、日本の行政機関の一つである。皇室関係の国家事務、天皇の国事行為にあたる外国の大使・公使の接受に関する事務、皇室の儀式に係る事務をつかさどり、御璽・国璽を保管する内閣府の機関である。所在地は東京都千代田区千代田1番1（皇居内・坂下門の北側）。
なお、宮内庁はかつて総理府の外局であったが、現在は内閣府の外局（内閣府設置法第49条・第64条）ではなく内閣府に置かれる独自の位置づけの機関とされている（内閣府設置法48条）。官報の掲載では内閣府については「外局」ではなく「外局等」として宮内庁を含めている。
明治2年（1869年）7月8日、古代の太政官制にならって、いわゆる「二官八省」からなる政府が組織されたが、この際、かつての大宝令に規定された宮内省（くないしょう/みやのうちのつかさ）の名称のみを受け継ぐ宮内省が設置された。1947年には宮内府となり、さらに1949年に宮内府は宮内庁となって総理府の外局となり、宮内庁長官の下に宮内庁次長が置かれ、1官房3職2部と京都事務所が設置された。2001年（平成13年）1月6日には、中央省庁改革の一環として内閣府設置法が施行され、宮内庁は内閣府に置かれる機関となった。

#### 幹部
- 宮内庁長官
- 宮内庁次長

#### 内部部局
- 長官官房
  - 宮内庁病院
- 侍従職
- 上皇職
- 皇嗣職
- 式部職
- 書陵部
- 管理部

### 皇宮警察本部
皇宮警察本部（こうぐうけいさつほんぶ、英：Imperial Guard Headquarters）は、警察庁に置かれている附属機関のひとつ。天皇及び皇后、皇太子その他の皇族の護衛、皇居及び御所の警備、その他の皇宮警察に関する事務をつかさどる。本部所在地は東京都千代田区千代田1番3号。
本部長は、皇宮警視監の階級の皇宮護衛官であるが、慣例により内閣府事務官である宮内庁職員にも併任される。
本部の紋章は五三桐である。桐紋は菊花紋章と並んで古来から皇室の象徴とされてきた。
皇居のうち、宮殿及び皇居東御苑等の区域を担当する坂下護衛署、御所・宮中三殿等の区域を担当する吹上護衛署が設置されている。

## 葬制

### 葬送儀礼

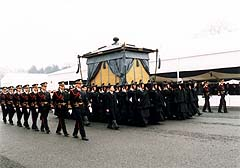
昭和天皇の大喪の礼
1989年（平成元年）2月24日

葬送儀礼の形式は、古くは神式であり、平安時代頃から江戸時代までは仏式で営まれたが、江戸時代後期には神式が復活し、以降この形式で行われる。
皇室行事としての天皇の葬送儀礼を大喪儀という。大喪儀の特徴として、長期間にわたって通夜にあたる儀式「殯宮祗候」が営まれることが挙げられる。これは古代の葬送儀礼・殯（もがり）に由来するもので、本来は一年間行うが、昭和天皇の大喪の際は40日ほどであった。葬儀・告別式は「斂葬の儀」といい、葬場殿という仮の御殿を建てて行う。
この皇室の私的な儀礼の他、国事行為として大喪の礼という国葬が行われる。大喪の礼は宗教色を排除したもので、国内外から弔問団が訪れる。

### 葬法
大王陵が大規模に造営されていた頃、まだ倭国には火葬の文化はなく、例外なく大王は土葬であった。初めて火葬された天皇は、持統天皇である。これ以降、江戸時代初めに至るまで葬法には火葬が多く採用されたが、後光明天皇崩御時に土葬が復活すると、昭和天皇・香淳皇后までは土葬された。しかし、第125代天皇明仁は在位中に自らの葬儀や陵の簡素化・火葬導入を希望すると、これにあわせて新たな葬儀のあり方が打ち出され、これ以降の天皇・皇后の葬制に火葬が復活することとなった。

### 天皇陵
（外部リンク）歴代天皇陵一覧、宮内庁

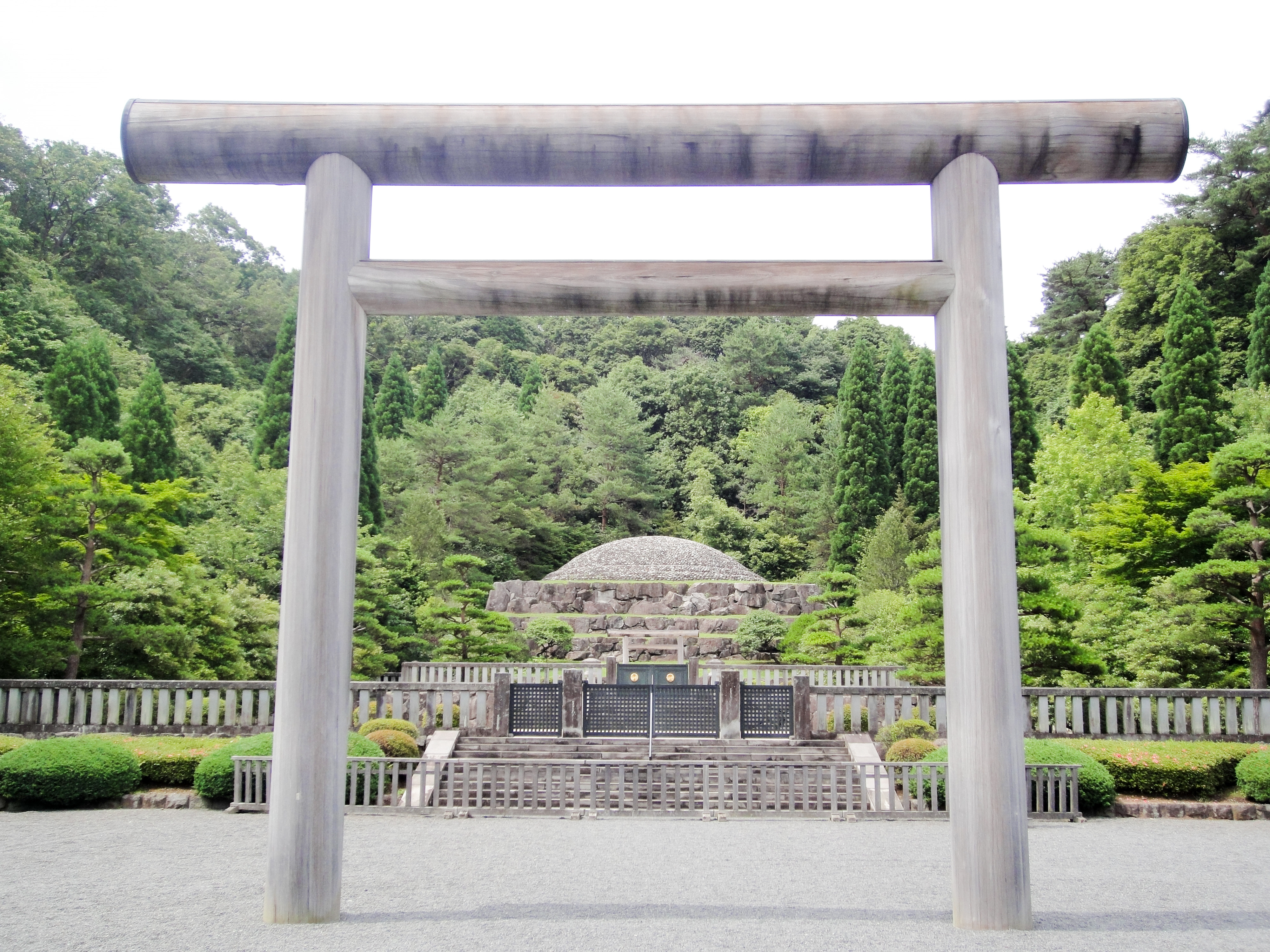
武蔵陵墓地（昭和天皇陵）

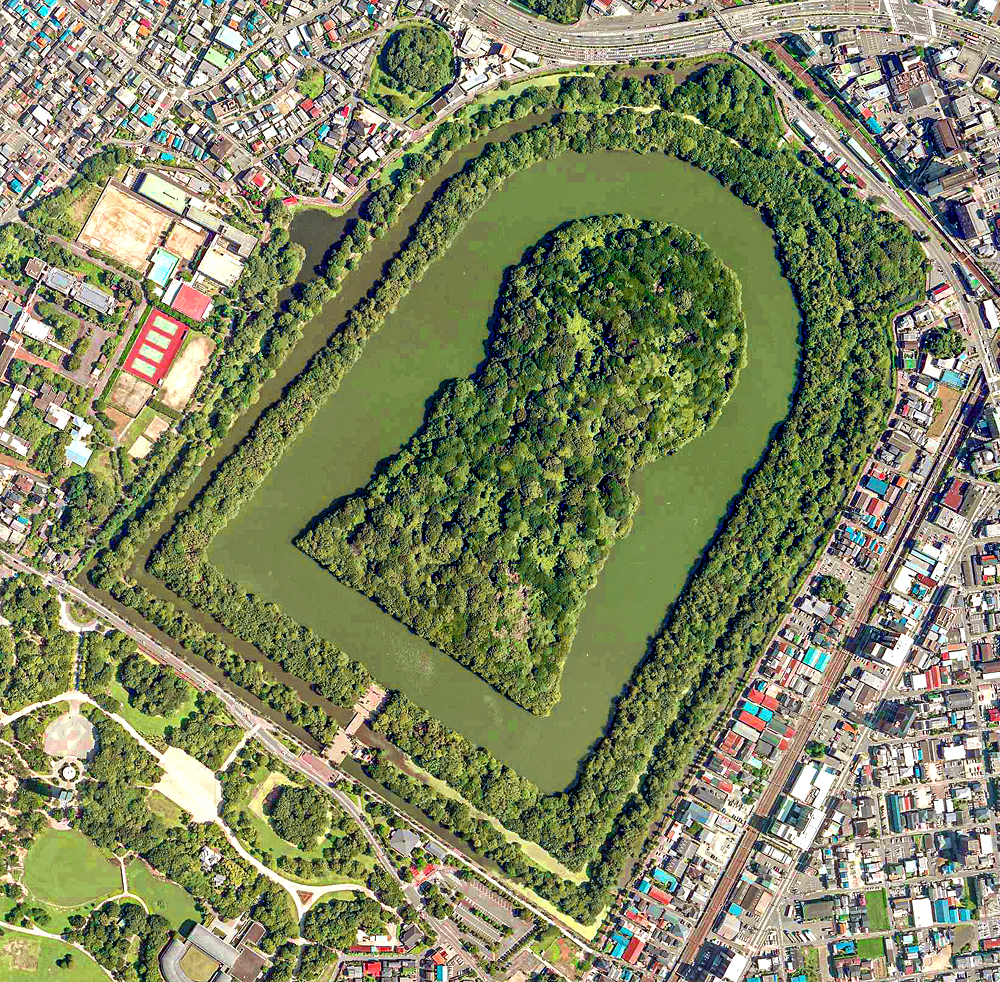
大仙陵古墳（伝仁徳天皇陵）
（2007年撮影）

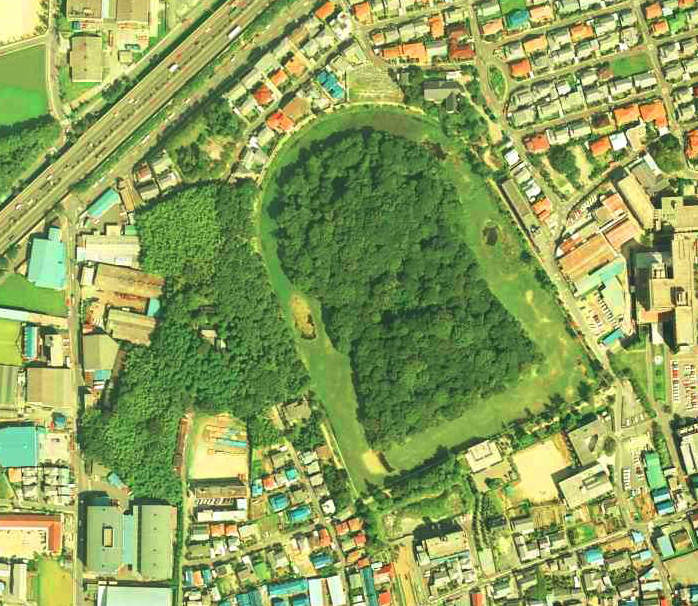
太田茶臼山古墳（伝継体天皇陵）

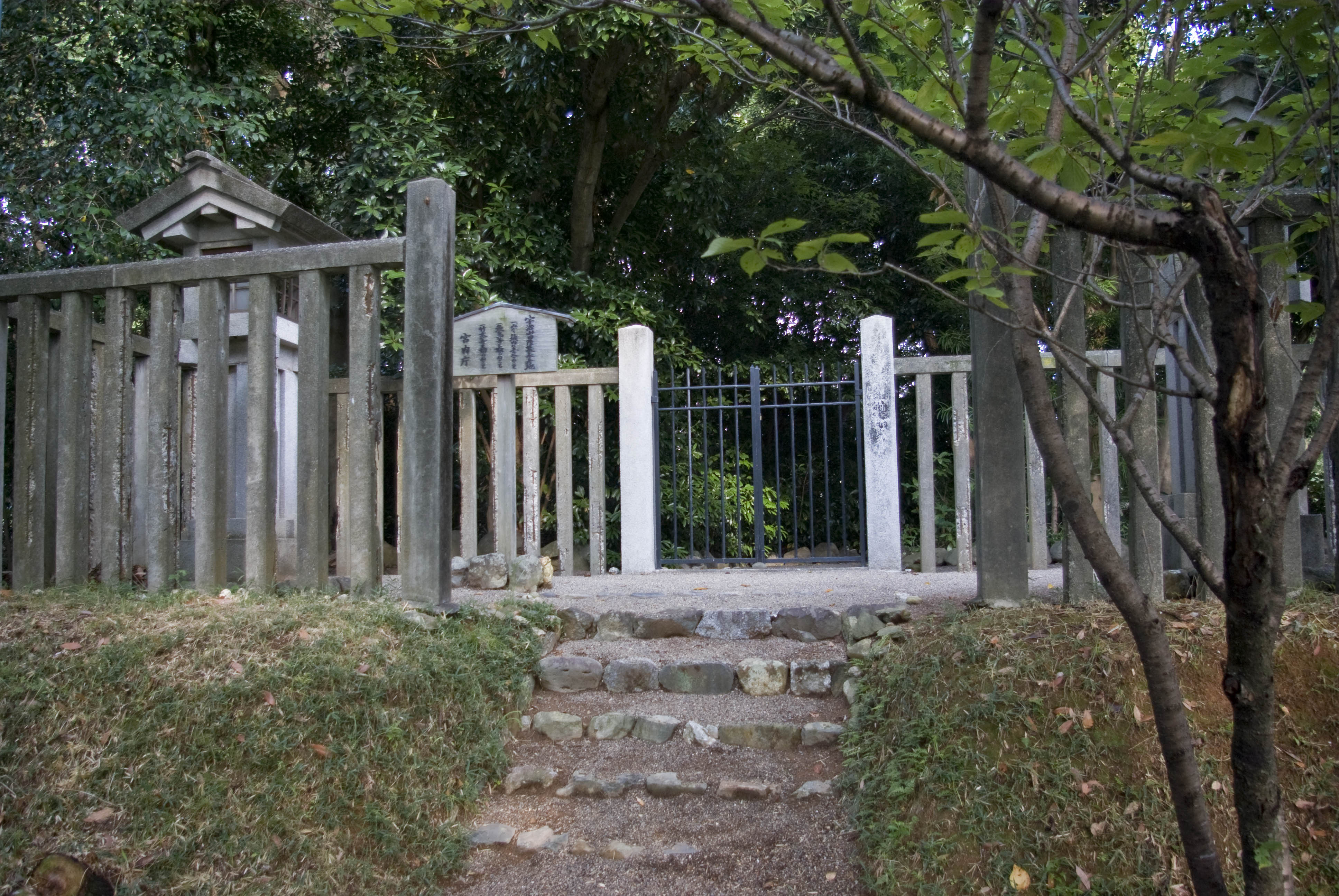
宇治山田陵墓参考地
全国各地に散在する皇族墓を、宮内庁書陵部が陵墓参考地として今も管理を続けている

皇室典範（昭和22年1月16日法律第3号）第27条により、天皇・皇后・皇太后・太皇太后を葬る所を陵（みささぎ/りょう）、その他の皇太子や親王などの皇族を葬る所を墓（はか/ぼ）と定められている。このほかにニニギノミコトなど三神の陵として神代三陵が宮内庁によって治定されている。
天皇陵は時代によって変遷しており、天皇がまだ大王と呼ばれていた時代には巨大な前方後円墳が造営され、その後方墳、円墳、八角墳と変遷した。院政期の白河天皇、鳥羽天皇、近衛天皇にいたって仏式の堂に納骨する方式が現れ、江戸時代の後水尾天皇以降は代々京都泉涌寺に石造塔形式の陵墓が建立された。幕末にいたって尊皇思想が高揚すると天皇陵にも復古調が取り入れられ、孝明天皇陵は大規模な墳丘を持つ形式で築造された。明治天皇以降も大規模な上円下方墳が造営される形式が続いたが、明仁が自らの葬法について火葬を希望すると明らかにした際に、陵の規模を縮小する方針が発表された。

## 国際関係

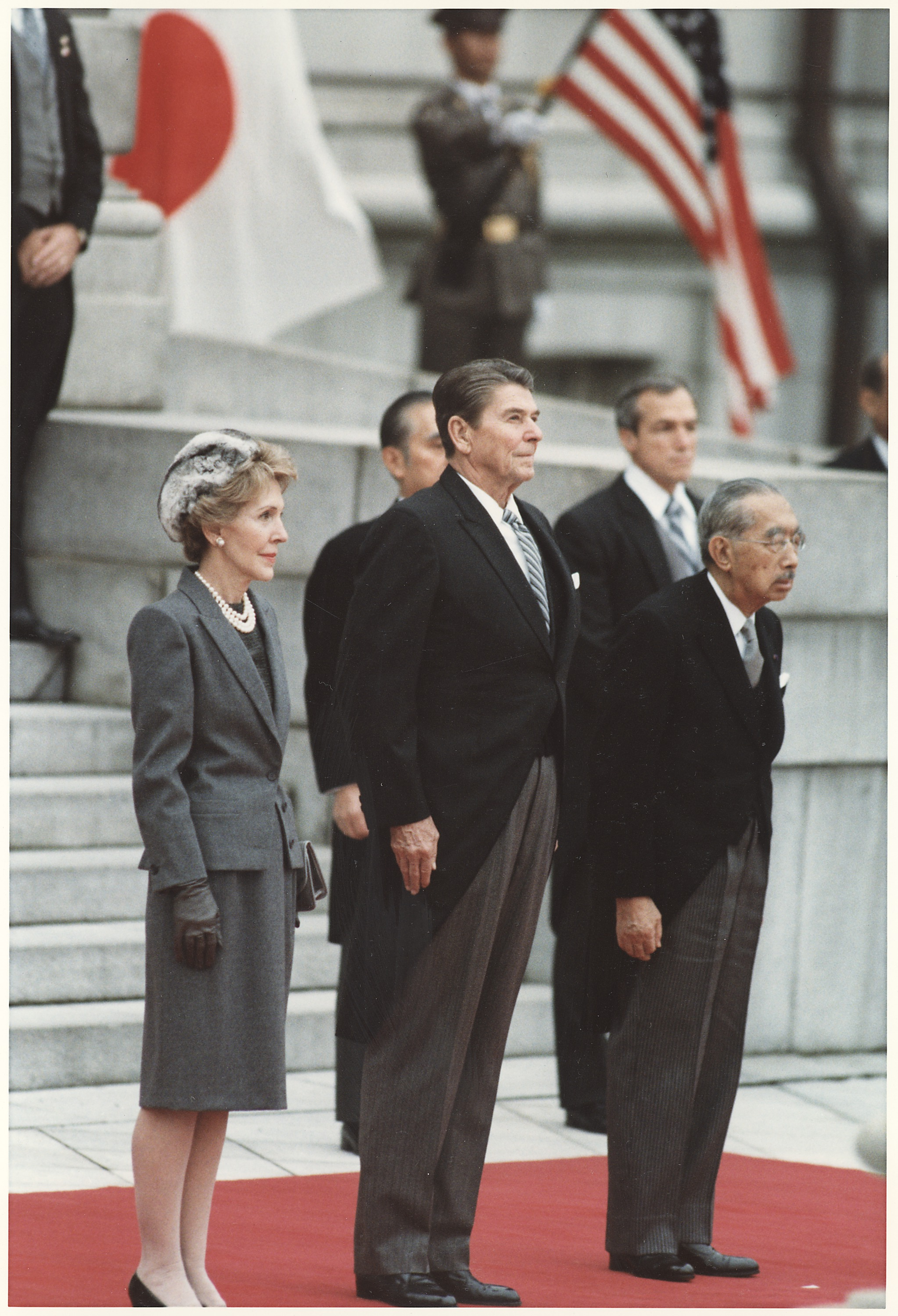
1983年（昭和58年）、アメリカ大統領のロナルド・レーガンと昭和天皇

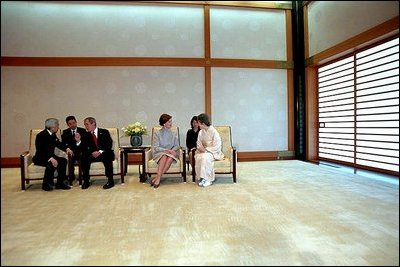
天皇明仁・皇后美智子と米国大統領ブッシュ夫妻（2002年）

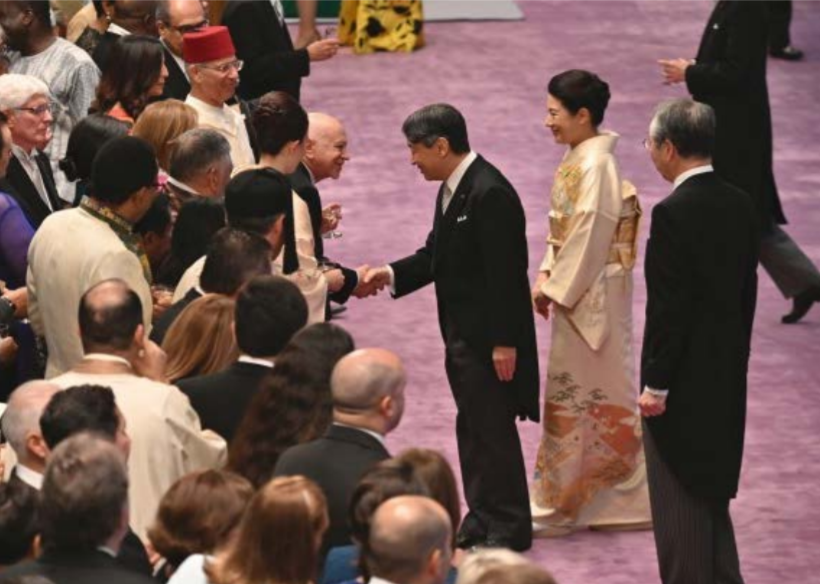
2019年（令和元年）、各国首脳らと歓談する天皇徳仁

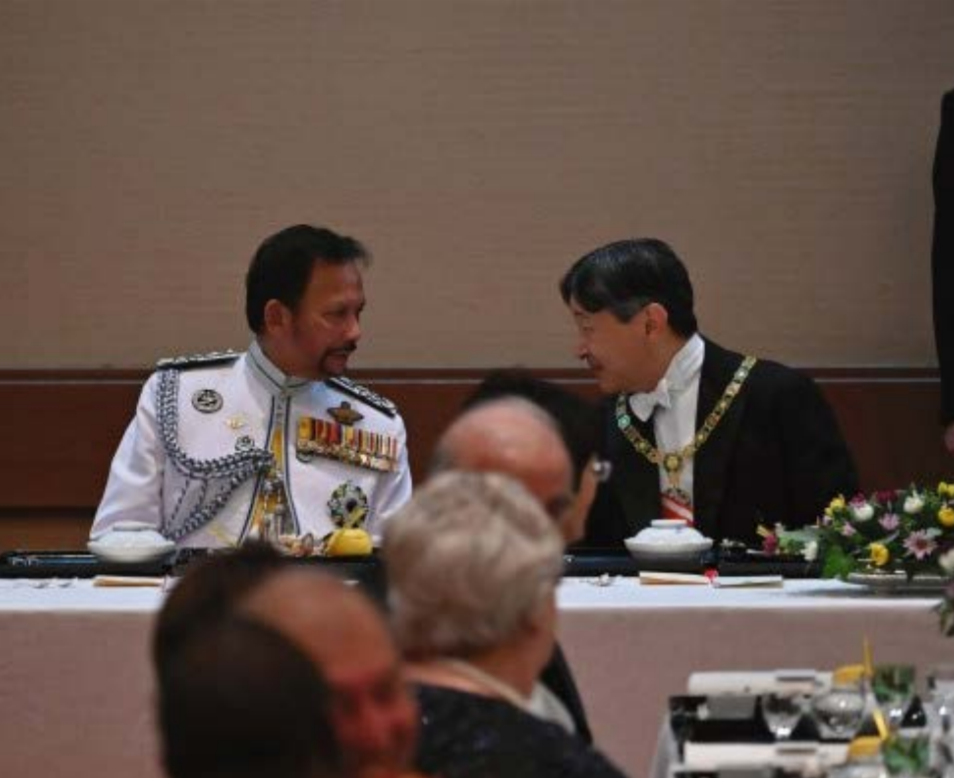
2019年（令和元年）、饗宴の儀でブルネイのボルキア国王と会食する天皇徳仁

天皇の外国訪問は国事行為の臨時代行に関する法律が整備されておらず長年実現されていなかった。
1971年（昭和46年）、昭和天皇が天皇として初めて外遊し、イギリスやオランダ、スイスなどヨーロッパ諸国7カ国を訪問した。1975年（昭和50年）には、当時の大統領ジェラルド・R・フォードの招待により、天皇として初めてアメリカ合衆国に公式に訪問した。
第125代天皇だった明仁も1991年（平成3年）にタイ王国などに行幸したのを始め、年に1、2回のペースで海外行幸をしている。また、各国の王室との間で様々な機会にプライベートな電話会談などのやり取りが行われている。
第二次世界大戦後、占領統治の終わりとともに、外国元首や賓客（王族など）が日本を訪れるようになった。1956年（昭和31年）にエチオピア皇帝のハイレ・セラシエ1世、1957年（昭和32年）にインド首相のジャワハルラール・ネルー、1958年（昭和33年）にインドネシア大統領のスカルノ、1960年（昭和35年）に西ドイツ首相のアデナウアー、1968年（昭和38年）タイ国王のラーマ9世の来日があった。以後、他の国々からも賓客が次々に来日するようになった。
昭和天皇の大喪の礼の際には、世界の163か国の国家元首や首脳と17の国際機関の関係者が参列に訪れた。ベルギー・ブータン・ブルネイ・ヨルダン・レソト・ニジェール・トンガの国王、バングラデシュ・ブラジル・ブルンジ・ジブチ・エジプト・フィジー・フィンランド・フランス・ガンビア・ドイツ連邦共和国・ギリシャ・ホンジュラス・アイスランド・インド・インドネシア・アイルランド・イスラエル・イタリア・ケニア・モルディブ・ミクロネシア連邦・ナイジェリア・パキスタン・フィリピン・ポルトガル・スペイン・スワジランド（現エスワティニ）・トーゴ・チュニジア・トルコ・ウガンダ・タンザニア・アメリカ合衆国・バヌアツ・ザイール・ザンビアの大統領・首相、国際連合の事務総長が参列した。

## 日本の皇室系図

### 第126代天皇の男系（父系）直系祖先
- 代数は、皇統譜による。
- 北朝は、歴代に算入していない。

| 1 神武天皇     | 2 綏靖天皇     | 3 安寧天皇         | 4 懿徳天皇       | 5 孝昭天皇       |
| 6 孝安天皇     | 7 孝靈天皇     | 8 孝元天皇         | 9 開化天皇       | 10 崇神天皇      |
|                |                |                    |                  |                  |
| 11 垂仁天皇    | 12 景行天皇    | 日本武尊           | 14 仲哀天皇      | 15 応神天皇      |
| 稚野毛二派皇子 | 意富富杼王     | 乎非王             | 彦主人王         | 26 継体天皇      |
|                |                |                    |                  |                  |
| 29 欽明天皇    | 30 敏達天皇    | 押坂彦人 大兄皇子  | 34 舒明天皇      | 38 天智天皇      |
| 志貴皇子       | 49 光仁天皇    | 50 桓武天皇        | 52 嵯峨天皇      | 54 仁明天皇      |
|                |                |                    |                  |                  |
| 58 光孝天皇    | 59 宇多天皇    | 60 醍醐天皇        | 62 村上天皇      | 64 円融天皇      |
| 66 一条天皇    | 69 後朱雀天皇  | 71 後三条天皇      | 72 白河天皇      | 73 堀河天皇      |
|                |                |                    |                  |                  |
| 74 鳥羽天皇    | 77 後白河天皇  | 80 高倉天皇        | 82 後鳥羽天皇    | 83 土御門天皇    |
| 88 後嵯峨天皇  | 89 後深草天皇  | 92 伏見天皇        | 93 後伏見天皇    | 北1 光厳天皇     |
|                |                |                    |                  |                  |
| 北3 崇光天皇   | 栄仁親王       | 貞成親王(後崇光院) | 102 後花園天皇   | 103 後土御門天皇 |
| 104 後柏原天皇 | 105 後奈良天皇 | 106 正親町天皇     | 誠仁親王         | 107 後陽成天皇   |
|                |                |                    |                  |                  |
| 108 後水尾天皇 | 112 霊元天皇   | 113 東山天皇       | 直仁親王(閑院宮) | 典仁親王(慶光院) |
| 119 光格天皇   | 120 仁孝天皇   | 121 孝明天皇       | 122 明治天皇     | 123 大正天皇     |
|                |                |                    |                  |                  |
| 124 昭和天皇   | 125 明仁       | 126 徳仁           |                  |                  |

### 家系図形式（天照大御神から第126代天皇まで）
- 各囲みの一段目は、諱/生年-没年/性別 の形式で表記。
- 各囲みの二段目と三段目の下部の数字は即位年と退位年である。
- 年は西暦で記し、「前」は紀元前、「?」は不詳を表す。
- 「(諡)」記号は名称が漢風諡号（生前の行跡に基づいて死後に贈られた名）であることを意味する。
- 「(第～代)」は天皇の代数[要出典]。
- 記紀による初代天皇(神武天皇)以前の系図については、皇室、皇室の系図一覧を参照。

| 天照大御神/神話上の存在/♀                                 |                                                           |                                                           |                                                           |                                                           |                                                           |                                                           |                                                           |                                                                      |                                                                      |                                                                      |                                                                      |                                                                                  |                                                                                  |                                                                                  |                                                                                  |                                                                                  |                                                                                  |                                                           |                                                           |                                                           |                                                           |                                                  |                                                  |                                                                        |                                                                        |                                                                        |                                                                        |                                                                        |                                                                        |                                                   |                                                   |                                                   |                                                   |                                                   |                                                   |                                                   |                                                   |                                                  |                                                  |                                                   |                                                   |                                                   |                                                   |                                                   |                                                   |  |  |  |  |  |  |  |  |  |  |  |  |  |  |  |  |  |  |  |  |  |  |  |  |  |  |  |  |  |  |
|                                                           |                                                           |                                                           |                                                           |                                                           |                                                           |                                                           |                                                           |                                                                      |                                                                      |                                                                      |                                                                      |                                                                                  |                                                                                  |                                                                                  |                                                                                  |                                                                                  |                                                                                  |                                                           |                                                           |                                                           |                                                           |                                                  |                                                  |                                                                        |                                                                        |                                                                        |                                                                        |                                                                        |                                                                        |                                                   |                                                   |                                                   |                                                   |                                                   |                                                   |                                                   |                                                   |                                                  |                                                  |                                                   |                                                   |                                                   |                                                   |                                                   |                                                   |  |  |  |  |  |  |  |  |  |  |  |  |  |  |  |  |  |  |  |  |  |  |  |  |  |  |  |  |  |  |
| 天忍穂耳/神話上の存在/♂                                   |                                                           |                                                           |                                                           |                                                           |                                                           |                                                           |                                                           |                                                                      |                                                                      |                                                                      |                                                                      |                                                                                  |                                                                                  |                                                                                  |                                                                                  |                                                                                  |                                                                                  |                                                           |                                                           |                                                           |                                                           |                                                  |                                                  |                                                                        |                                                                        |                                                                        |                                                                        |                                                                        |                                                                        |                                                   |                                                   |                                                   |                                                   |                                                   |                                                   |                                                   |                                                   |                                                  |                                                  |                                                   |                                                   |                                                   |                                                   |                                                   |                                                   |  |  |  |  |  |  |  |  |  |  |  |  |  |  |  |  |  |  |  |  |  |  |  |  |  |  |  |  |  |  |
|                                                           |                                                           |                                                           |                                                           |                                                           |                                                           |                                                           |                                                           |                                                                      |                                                                      |                                                                      |                                                                      |                                                                                  |                                                                                  |                                                                                  |                                                                                  |                                                                                  |                                                                                  |                                                           |                                                           |                                                           |                                                           |                                                  |                                                  |                                                                        |                                                                        |                                                                        |                                                                        |                                                                        |                                                                        |                                                   |                                                   |                                                   |                                                   |                                                   |                                                   |                                                   |                                                   |                                                  |                                                  |                                                   |                                                   |                                                   |                                                   |                                                   |                                                   |  |  |  |  |  |  |  |  |  |  |  |  |  |  |  |  |  |  |  |  |  |  |  |  |  |  |  |  |  |  |
| 瓊瓊杵/神話上の存在/♂                                     |                                                           |                                                           |                                                           |                                                           |                                                           |                                                           |                                                           |                                                                      |                                                                      |                                                                      |                                                                      |                                                                                  |                                                                                  |                                                                                  |                                                                                  |                                                                                  |                                                                                  |                                                           |                                                           |                                                           |                                                           |                                                  |                                                  |                                                                        |                                                                        |                                                                        |                                                                        |                                                                        |                                                                        |                                                   |                                                   |                                                   |                                                   |                                                   |                                                   |                                                   |                                                   |                                                  |                                                  |                                                   |                                                   |                                                   |                                                   |                                                   |                                                   |  |  |  |  |  |  |  |  |  |  |  |  |  |  |  |  |  |  |  |  |  |  |  |  |  |  |  |  |  |  |
|                                                           |                                                           |                                                           |                                                           |                                                           |                                                           |                                                           |                                                           |                                                                      |                                                                      |                                                                      |                                                                      |                                                                                  |                                                                                  |                                                                                  |                                                                                  |                                                                                  |                                                                                  |                                                           |                                                           |                                                           |                                                           |                                                  |                                                  |                                                                        |                                                                        |                                                                        |                                                                        |                                                                        |                                                                        |                                                   |                                                   |                                                   |                                                   |                                                   |                                                   |                                                   |                                                   |                                                  |                                                  |                                                   |                                                   |                                                   |                                                   |                                                   |                                                   |  |  |  |  |  |  |  |  |  |  |  |  |  |  |  |  |  |  |  |  |  |  |  |  |  |  |  |  |  |  |
| 彦火火出見/神話上の存在/♂                                 |                                                           |                                                           |                                                           |                                                           |                                                           |                                                           |                                                           |                                                                      |                                                                      |                                                                      |                                                                      |                                                                                  |                                                                                  |                                                                                  |                                                                                  |                                                                                  |                                                                                  |                                                           |                                                           |                                                           |                                                           |                                                  |                                                  |                                                                        |                                                                        |                                                                        |                                                                        |                                                                        |                                                                        |                                                   |                                                   |                                                   |                                                   |                                                   |                                                   |                                                   |                                                   |                                                  |                                                  |                                                   |                                                   |                                                   |                                                   |                                                   |                                                   |  |  |  |  |  |  |  |  |  |  |  |  |  |  |  |  |  |  |  |  |  |  |  |  |  |  |  |  |  |  |
|                                                           |                                                           |                                                           |                                                           |                                                           |                                                           |                                                           |                                                           |                                                                      |                                                                      |                                                                      |                                                                      |                                                                                  |                                                                                  |                                                                                  |                                                                                  |                                                                                  |                                                                                  |                                                           |                                                           |                                                           |                                                           |                                                  |                                                  |                                                                        |                                                                        |                                                                        |                                                                        |                                                                        |                                                                        |                                                   |                                                   |                                                   |                                                   |                                                   |                                                   |                                                   |                                                   |                                                  |                                                  |                                                   |                                                   |                                                   |                                                   |                                                   |                                                   |  |  |  |  |  |  |  |  |  |  |  |  |  |  |  |  |  |  |  |  |  |  |  |  |  |  |  |  |  |  |
| 彦波瀲武盧茲草葺不合/神話上の存在/♂                       |                                                           |                                                           |                                                           |                                                           |                                                           |                                                           |                                                           |                                                                      |                                                                      |                                                                      |                                                                      |                                                                                  |                                                                                  |                                                                                  |                                                                                  |                                                                                  |                                                                                  |                                                           |                                                           |                                                           |                                                           |                                                  |                                                  |                                                                        |                                                                        |                                                                        |                                                                        |                                                                        |                                                                        |                                                   |                                                   |                                                   |                                                   |                                                   |                                                   |                                                   |                                                   |                                                  |                                                  |                                                   |                                                   |                                                   |                                                   |                                                   |                                                   |  |  |  |  |  |  |  |  |  |  |  |  |  |  |  |  |  |  |  |  |  |  |  |  |  |  |  |  |  |  |
|                                                           |                                                           |                                                           |                                                           |                                                           |                                                           |                                                           |                                                           |                                                                      |                                                                      |                                                                      |                                                                      |                                                                                  |                                                                                  |                                                                                  |                                                                                  |                                                                                  |                                                                                  |                                                           |                                                           |                                                           |                                                           |                                                  |                                                  |                                                                        |                                                                        |                                                                        |                                                                        |                                                                        |                                                                        |                                                   |                                                   |                                                   |                                                   |                                                   |                                                   |                                                   |                                                   |                                                  |                                                  |                                                   |                                                   |                                                   |                                                   |                                                   |                                                   |  |  |  |  |  |  |  |  |  |  |  |  |  |  |  |  |  |  |  |  |  |  |  |  |  |  |  |  |  |  |
| 彦火火出見/前711-前585/♂神武天皇(諡) 前660-前585(第1代)   |                                                           |                                                           |                                                           |                                                           |                                                           |                                                           |                                                           |                                                                      |                                                                      |                                                                      |                                                                      |                                                                                  |                                                                                  |                                                                                  |                                                                                  |                                                                                  |                                                                                  |                                                           |                                                           |                                                           |                                                           |                                                  |                                                  |                                                                        |                                                                        |                                                                        |                                                                        |                                                                        |                                                                        |                                                   |                                                   |                                                   |                                                   |                                                   |                                                   |                                                   |                                                   |                                                  |                                                  |                                                   |                                                   |                                                   |                                                   |                                                   |                                                   |  |  |  |  |  |  |  |  |  |  |  |  |  |  |  |  |  |  |  |  |  |  |  |  |  |  |  |  |  |  |
|                                                           |                                                           |                                                           |                                                           |                                                           |                                                           |                                                           |                                                           |                                                                      |                                                                      |                                                                      |                                                                      |                                                                                  |                                                                                  |                                                                                  |                                                                                  |                                                                                  |                                                                                  |                                                           |                                                           |                                                           |                                                           |                                                  |                                                  |                                                                        |                                                                        |                                                                        |                                                                        |                                                                        |                                                                        |                                                   |                                                   |                                                   |                                                   |                                                   |                                                   |                                                   |                                                   |                                                  |                                                  |                                                   |                                                   |                                                   |                                                   |                                                   |                                                   |  |  |  |  |  |  |  |  |  |  |  |  |  |  |  |  |  |  |  |  |  |  |  |  |  |  |  |  |  |  |
| (諱不明)/前632-前549/♂綏靖天皇(諡) 前581-前549(第2代)     |                                                           |                                                           |                                                           |                                                           |                                                           |                                                           |                                                           |                                                                      |                                                                      |                                                                      |                                                                      |                                                                                  |                                                                                  |                                                                                  |                                                                                  |                                                                                  |                                                                                  |                                                           |                                                           |                                                           |                                                           |                                                  |                                                  |                                                                        |                                                                        |                                                                        |                                                                        |                                                                        |                                                                        |                                                   |                                                   |                                                   |                                                   |                                                   |                                                   |                                                   |                                                   |                                                  |                                                  |                                                   |                                                   |                                                   |                                                   |                                                   |                                                   |  |  |  |  |  |  |  |  |  |  |  |  |  |  |  |  |  |  |  |  |  |  |  |  |  |  |  |  |  |  |
|                                                           |                                                           |                                                           |                                                           |                                                           |                                                           |                                                           |                                                           |                                                                      |                                                                      |                                                                      |                                                                      |                                                                                  |                                                                                  |                                                                                  |                                                                                  |                                                                                  |                                                                                  |                                                           |                                                           |                                                           |                                                           |                                                  |                                                  |                                                                        |                                                                        |                                                                        |                                                                        |                                                                        |                                                                        |                                                   |                                                   |                                                   |                                                   |                                                   |                                                   |                                                   |                                                   |                                                  |                                                  |                                                   |                                                   |                                                   |                                                   |                                                   |                                                   |  |  |  |  |  |  |  |  |  |  |  |  |  |  |  |  |  |  |  |  |  |  |  |  |  |  |  |  |  |  |
| (諱不明)/前577-前510/♂安寧天皇(諡) 前549-前510(第3代)     |                                                           |                                                           |                                                           |                                                           |                                                           |                                                           |                                                           |                                                                      |                                                                      |                                                                      |                                                                      |                                                                                  |                                                                                  |                                                                                  |                                                                                  |                                                                                  |                                                                                  |                                                           |                                                           |                                                           |                                                           |                                                  |                                                  |                                                                        |                                                                        |                                                                        |                                                                        |                                                                        |                                                                        |                                                   |                                                   |                                                   |                                                   |                                                   |                                                   |                                                   |                                                   |                                                  |                                                  |                                                   |                                                   |                                                   |                                                   |                                                   |                                                   |  |  |  |  |  |  |  |  |  |  |  |  |  |  |  |  |  |  |  |  |  |  |  |  |  |  |  |  |  |  |
|                                                           |                                                           |                                                           |                                                           |                                                           |                                                           |                                                           |                                                           |                                                                      |                                                                      |                                                                      |                                                                      |                                                                                  |                                                                                  |                                                                                  |                                                                                  |                                                                                  |                                                                                  |                                                           |                                                           |                                                           |                                                           |                                                  |                                                  |                                                                        |                                                                        |                                                                        |                                                                        |                                                                        |                                                                        |                                                   |                                                   |                                                   |                                                   |                                                   |                                                   |                                                   |                                                   |                                                  |                                                  |                                                   |                                                   |                                                   |                                                   |                                                   |                                                   |  |  |  |  |  |  |  |  |  |  |  |  |  |  |  |  |  |  |  |  |  |  |  |  |  |  |  |  |  |  |
| (諱不明)/前553-前476/♂懿徳天皇(諡) 前510-前476(第4代)     |                                                           |                                                           |                                                           |                                                           |                                                           |                                                           |                                                           |                                                                      |                                                                      |                                                                      |                                                                      |                                                                                  |                                                                                  |                                                                                  |                                                                                  |                                                                                  |                                                                                  |                                                           |                                                           |                                                           |                                                           |                                                  |                                                  |                                                                        |                                                                        |                                                                        |                                                                        |                                                                        |                                                                        |                                                   |                                                   |                                                   |                                                   |                                                   |                                                   |                                                   |                                                   |                                                  |                                                  |                                                   |                                                   |                                                   |                                                   |                                                   |                                                   |  |  |  |  |  |  |  |  |  |  |  |  |  |  |  |  |  |  |  |  |  |  |  |  |  |  |  |  |  |  |
|                                                           |                                                           |                                                           |                                                           |                                                           |                                                           |                                                           |                                                           |                                                                      |                                                                      |                                                                      |                                                                      |                                                                                  |                                                                                  |                                                                                  |                                                                                  |                                                                                  |                                                                                  |                                                           |                                                           |                                                           |                                                           |                                                  |                                                  |                                                                        |                                                                        |                                                                        |                                                                        |                                                                        |                                                                        |                                                   |                                                   |                                                   |                                                   |                                                   |                                                   |                                                   |                                                   |                                                  |                                                  |                                                   |                                                   |                                                   |                                                   |                                                   |                                                   |  |  |  |  |  |  |  |  |  |  |  |  |  |  |  |  |  |  |  |  |  |  |  |  |  |  |  |  |  |  |
| (諱不明)/前506-前393/♂孝昭天皇(諡) 前475-前393(第5代)     |                                                           |                                                           |                                                           |                                                           |                                                           |                                                           |                                                           |                                                                      |                                                                      |                                                                      |                                                                      |                                                                                  |                                                                                  |                                                                                  |                                                                                  |                                                                                  |                                                                                  |                                                           |                                                           |                                                           |                                                           |                                                  |                                                  |                                                                        |                                                                        |                                                                        |                                                                        |                                                                        |                                                                        |                                                   |                                                   |                                                   |                                                   |                                                   |                                                   |                                                   |                                                   |                                                  |                                                  |                                                   |                                                   |                                                   |                                                   |                                                   |                                                   |  |  |  |  |  |  |  |  |  |  |  |  |  |  |  |  |  |  |  |  |  |  |  |  |  |  |  |  |  |  |
|                                                           |                                                           |                                                           |                                                           |                                                           |                                                           |                                                           |                                                           |                                                                      |                                                                      |                                                                      |                                                                      |                                                                                  |                                                                                  |                                                                                  |                                                                                  |                                                                                  |                                                                                  |                                                           |                                                           |                                                           |                                                           |                                                  |                                                  |                                                                        |                                                                        |                                                                        |                                                                        |                                                                        |                                                                        |                                                   |                                                   |                                                   |                                                   |                                                   |                                                   |                                                   |                                                   |                                                  |                                                  |                                                   |                                                   |                                                   |                                                   |                                                   |                                                   |  |  |  |  |  |  |  |  |  |  |  |  |  |  |  |  |  |  |  |  |  |  |  |  |  |  |  |  |  |  |
| (諱不明)/前427-前291/♂孝安天皇(諡) 前392-前291(第6代)     |                                                           |                                                           |                                                           |                                                           |                                                           |                                                           |                                                           |                                                                      |                                                                      |                                                                      |                                                                      |                                                                                  |                                                                                  |                                                                                  |                                                                                  |                                                                                  |                                                                                  |                                                           |                                                           |                                                           |                                                           |                                                  |                                                  |                                                                        |                                                                        |                                                                        |                                                                        |                                                                        |                                                                        |                                                   |                                                   |                                                   |                                                   |                                                   |                                                   |                                                   |                                                   |                                                  |                                                  |                                                   |                                                   |                                                   |                                                   |                                                   |                                                   |  |  |  |  |  |  |  |  |  |  |  |  |  |  |  |  |  |  |  |  |  |  |  |  |  |  |  |  |  |  |
|                                                           |                                                           |                                                           |                                                           |                                                           |                                                           |                                                           |                                                           |                                                                      |                                                                      |                                                                      |                                                                      |                                                                                  |                                                                                  |                                                                                  |                                                                                  |                                                                                  |                                                                                  |                                                           |                                                           |                                                           |                                                           |                                                  |                                                  |                                                                        |                                                                        |                                                                        |                                                                        |                                                                        |                                                                        |                                                   |                                                   |                                                   |                                                   |                                                   |                                                   |                                                   |                                                   |                                                  |                                                  |                                                   |                                                   |                                                   |                                                   |                                                   |                                                   |  |  |  |  |  |  |  |  |  |  |  |  |  |  |  |  |  |  |  |  |  |  |  |  |  |  |  |  |  |  |
| (諱不明)/前342-前215/♂孝靈天皇(諡) 前290-前215(第7代)     |                                                           |                                                           |                                                           |                                                           |                                                           |                                                           |                                                           |                                                                      |                                                                      |                                                                      |                                                                      |                                                                                  |                                                                                  |                                                                                  |                                                                                  |                                                                                  |                                                                                  |                                                           |                                                           |                                                           |                                                           |                                                  |                                                  |                                                                        |                                                                        |                                                                        |                                                                        |                                                                        |                                                                        |                                                   |                                                   |                                                   |                                                   |                                                   |                                                   |                                                   |                                                   |                                                  |                                                  |                                                   |                                                   |                                                   |                                                   |                                                   |                                                   |  |  |  |  |  |  |  |  |  |  |  |  |  |  |  |  |  |  |  |  |  |  |  |  |  |  |  |  |  |  |
|                                                           |                                                           |                                                           |                                                           |                                                           |                                                           |                                                           |                                                           |                                                                      |                                                                      |                                                                      |                                                                      |                                                                                  |                                                                                  |                                                                                  |                                                                                  |                                                                                  |                                                                                  |                                                           |                                                           |                                                           |                                                           |                                                  |                                                  |                                                                        |                                                                        |                                                                        |                                                                        |                                                                        |                                                                        |                                                   |                                                   |                                                   |                                                   |                                                   |                                                   |                                                   |                                                   |                                                  |                                                  |                                                   |                                                   |                                                   |                                                   |                                                   |                                                   |  |  |  |  |  |  |  |  |  |  |  |  |  |  |  |  |  |  |  |  |  |  |  |  |  |  |  |  |  |  |
| (諱不明)/前273-前158/♂孝元天皇(諡) 前214-前158(第8代)     |                                                           |                                                           |                                                           |                                                           |                                                           |                                                           |                                                           |                                                                      |                                                                      |                                                                      |                                                                      |                                                                                  |                                                                                  |                                                                                  |                                                                                  |                                                                                  |                                                                                  |                                                           |                                                           |                                                           |                                                           |                                                  |                                                  |                                                                        |                                                                        |                                                                        |                                                                        |                                                                        |                                                                        |                                                   |                                                   |                                                   |                                                   |                                                   |                                                   |                                                   |                                                   |                                                  |                                                  |                                                   |                                                   |                                                   |                                                   |                                                   |                                                   |  |  |  |  |  |  |  |  |  |  |  |  |  |  |  |  |  |  |  |  |  |  |  |  |  |  |  |  |  |  |
|                                                           |                                                           |                                                           |                                                           |                                                           |                                                           |                                                           |                                                           |                                                                      |                                                                      |                                                                      |                                                                      |                                                                                  |                                                                                  |                                                                                  |                                                                                  |                                                                                  |                                                                                  |                                                           |                                                           |                                                           |                                                           |                                                  |                                                  |                                                                        |                                                                        |                                                                        |                                                                        |                                                                        |                                                                        |                                                   |                                                   |                                                   |                                                   |                                                   |                                                   |                                                   |                                                   |                                                  |                                                  |                                                   |                                                   |                                                   |                                                   |                                                   |                                                   |  |  |  |  |  |  |  |  |  |  |  |  |  |  |  |  |  |  |  |  |  |  |  |  |  |  |  |  |  |  |
| (諱不明)/前208-前98/♂開化天皇(諡) 前157-前98(第9代)       |                                                           |                                                           |                                                           |                                                           |                                                           |                                                           |                                                           |                                                                      |                                                                      |                                                                      |                                                                      |                                                                                  |                                                                                  |                                                                                  |                                                                                  |                                                                                  |                                                                                  |                                                           |                                                           |                                                           |                                                           |                                                  |                                                  |                                                                        |                                                                        |                                                                        |                                                                        |                                                                        |                                                                        |                                                   |                                                   |                                                   |                                                   |                                                   |                                                   |                                                   |                                                   |                                                  |                                                  |                                                   |                                                   |                                                   |                                                   |                                                   |                                                   |  |  |  |  |  |  |  |  |  |  |  |  |  |  |  |  |  |  |  |  |  |  |  |  |  |  |  |  |  |  |
|                                                           |                                                           |                                                           |                                                           |                                                           |                                                           |                                                           |                                                           |                                                                      |                                                                      |                                                                      |                                                                      |                                                                                  |                                                                                  |                                                                                  |                                                                                  |                                                                                  |                                                                                  |                                                           |                                                           |                                                           |                                                           |                                                  |                                                  |                                                                        |                                                                        |                                                                        |                                                                        |                                                                        |                                                                        |                                                   |                                                   |                                                   |                                                   |                                                   |                                                   |                                                   |                                                   |                                                  |                                                  |                                                   |                                                   |                                                   |                                                   |                                                   |                                                   |  |  |  |  |  |  |  |  |  |  |  |  |  |  |  |  |  |  |  |  |  |  |  |  |  |  |  |  |  |  |
|                                                           |                                                           |                                                           |                                                           |                                                           |                                                           |                                                           |                                                           |                                                                      |                                                                      |                                                                      |                                                                      |                                                                                  |                                                                                  |                                                                                  |                                                                                  |                                                                                  |                                                                                  |                                                           |                                                           |                                                           |                                                           |                                                  |                                                  |                                                                        |                                                                        |                                                                        |                                                                        |                                                                        |                                                                        |                                                   |                                                   |                                                   |                                                   |                                                   |                                                   |                                                   |                                                   |                                                  |                                                  |                                                   |                                                   |                                                   |                                                   |                                                   |                                                   |  |  |  |  |  |  |  |  |  |  |  |  |  |  |  |  |  |  |  |  |  |  |  |  |  |  |  |  |  |  |
| 御間城/前148-前29/♂崇神天皇(諡) 前97-前29(第10代)         | 御間城/前148-前29/♂崇神天皇(諡) 前97-前29(第10代)         | 御間城/前148-前29/♂崇神天皇(諡) 前97-前29(第10代)         | 御間城/前148-前29/♂崇神天皇(諡) 前97-前29(第10代)         | 御間城/前148-前29/♂崇神天皇(諡) 前97-前29(第10代)         | 御間城/前148-前29/♂崇神天皇(諡) 前97-前29(第10代)         |                                                           |                                                           |                                                                      |                                                                      |                                                                      |                                                                      |                                                                                  |                                                                                  |                                                                                  |                                                                                  | 彦坐/?-?/♂                                                                       | 彦坐/?-?/♂                                                                       | 彦坐/?-?/♂                                                | 彦坐/?-?/♂                                                | 彦坐/?-?/♂                                                | 彦坐/?-?/♂                                                |                                                  |                                                  |                                                                        |                                                                        |                                                                        |                                                                        |                                                                        |                                                                        |                                                   |                                                   |                                                   |                                                   |                                                   |                                                   |                                                   |                                                   |                                                  |                                                  |                                                   |                                                   |                                                   |                                                   |                                                   |                                                   |  |  |  |  |  |  |  |  |  |  |  |  |  |  |  |  |  |  |  |  |  |  |  |  |  |  |  |  |  |  |
| 御間城/前148-前29/♂崇神天皇(諡) 前97-前29(第10代)         | 御間城/前148-前29/♂崇神天皇(諡) 前97-前29(第10代)         | 御間城/前148-前29/♂崇神天皇(諡) 前97-前29(第10代)         | 御間城/前148-前29/♂崇神天皇(諡) 前97-前29(第10代)         | 御間城/前148-前29/♂崇神天皇(諡) 前97-前29(第10代)         | 御間城/前148-前29/♂崇神天皇(諡) 前97-前29(第10代)         |                                                           |                                                           |                                                                      |                                                                      |                                                                      |                                                                      |                                                                                  |                                                                                  |                                                                                  |                                                                                  | 彦坐/?-?/♂                                                                       | 彦坐/?-?/♂                                                                       | 彦坐/?-?/♂                                                | 彦坐/?-?/♂                                                | 彦坐/?-?/♂                                                | 彦坐/?-?/♂                                                |                                                  |                                                  |                                                                        |                                                                        |                                                                        |                                                                        |                                                                        |                                                                        |                                                   |                                                   |                                                   |                                                   |                                                   |                                                   |                                                   |                                                   |                                                  |                                                  |                                                   |                                                   |                                                   |                                                   |                                                   |                                                   |  |  |  |  |  |  |  |  |  |  |  |  |  |  |  |  |  |  |  |  |  |  |  |  |  |  |  |  |  |  |
| 活目/前68-70/♂垂仁天皇(諡) 前29-70(第11代)                |                                                           |                                                           |                                                           |                                                           |                                                           |                                                           |                                                           |                                                                      |                                                                      |                                                                      |                                                                      |                                                                                  |                                                                                  |                                                                                  |                                                                                  |                                                                                  |                                                                                  |                                                           |                                                           |                                                           |                                                           |                                                  |                                                  |                                                                        |                                                                        |                                                                        |                                                                        |                                                                        |                                                                        |                                                   |                                                   |                                                   |                                                   |                                                   |                                                   |                                                   |                                                   |                                                  |                                                  |                                                   |                                                   |                                                   |                                                   |                                                   |                                                   |  |  |  |  |  |  |  |  |  |  |  |  |  |  |  |  |  |  |  |  |  |  |  |  |  |  |  |  |  |  |
|                                                           |                                                           |                                                           |                                                           |                                                           |                                                           |                                                           |                                                           |                                                                      |                                                                      |                                                                      |                                                                      |                                                                                  |                                                                                  |                                                                                  |                                                                                  |                                                                                  |                                                                                  |                                                           |                                                           |                                                           |                                                           |                                                  |                                                  |                                                                        |                                                                        |                                                                        |                                                                        |                                                                        |                                                                        |                                                   |                                                   |                                                   |                                                   |                                                   |                                                   |                                                   |                                                   |                                                  |                                                  |                                                   |                                                   |                                                   |                                                   |                                                   |                                                   |  |  |  |  |  |  |  |  |  |  |  |  |  |  |  |  |  |  |  |  |  |  |  |  |  |  |  |  |  |  |
| 大足彦/前13-130/♂景行天皇(諡) 71-130(第12代)              |                                                           |                                                           |                                                           |                                                           |                                                           |                                                           |                                                           |                                                                      |                                                                      |                                                                      |                                                                      |                                                                                  |                                                                                  |                                                                                  |                                                                                  |                                                                                  |                                                                                  |                                                           |                                                           |                                                           |                                                           |                                                  |                                                  |                                                                        |                                                                        |                                                                        |                                                                        |                                                                        |                                                                        |                                                   |                                                   |                                                   |                                                   |                                                   |                                                   |                                                   |                                                   |                                                  |                                                  |                                                   |                                                   |                                                   |                                                   |                                                   |                                                   |  |  |  |  |  |  |  |  |  |  |  |  |  |  |  |  |  |  |  |  |  |  |  |  |  |  |  |  |  |  |
|                                                           |                                                           |                                                           |                                                           |                                                           |                                                           |                                                           |                                                           |                                                                      |                                                                      |                                                                      |                                                                      |                                                                                  |                                                                                  |                                                                                  |                                                                                  |                                                                                  |                                                                                  |                                                           |                                                           |                                                           |                                                           |                                                  |                                                  |                                                                        |                                                                        |                                                                        |                                                                        |                                                                        |                                                                        |                                                   |                                                   |                                                   |                                                   |                                                   |                                                   |                                                   |                                                   |                                                  |                                                  |                                                   |                                                   |                                                   |                                                   |                                                   |                                                   |  |  |  |  |  |  |  |  |  |  |  |  |  |  |  |  |  |  |  |  |  |  |  |  |  |  |  |  |  |  |
|                                                           |                                                           |                                                           |                                                           |                                                           |                                                           |                                                           |                                                           |                                                                      |                                                                      |                                                                      |                                                                      |                                                                                  |                                                                                  |                                                                                  |                                                                                  |                                                                                  |                                                                                  |                                                           |                                                           |                                                           |                                                           |                                                  |                                                  |                                                                        |                                                                        |                                                                        |                                                                        |                                                                        |                                                                        |                                                   |                                                   |                                                   |                                                   |                                                   |                                                   |                                                   |                                                   |                                                  |                                                  |                                                   |                                                   |                                                   |                                                   |                                                   |                                                   |  |  |  |  |  |  |  |  |  |  |  |  |  |  |  |  |  |  |  |  |  |  |  |  |  |  |  |  |  |  |
| 日本武/82?-113?/♂                                         | 日本武/82?-113?/♂                                         | 日本武/82?-113?/♂                                         | 日本武/82?-113?/♂                                         | 日本武/82?-113?/♂                                         | 日本武/82?-113?/♂                                         |                                                           |                                                           | 稚足彦/84-191/♂成務天皇(諡) 131-191(第13代)                          | 稚足彦/84-191/♂成務天皇(諡) 131-191(第13代)                          | 稚足彦/84-191/♂成務天皇(諡) 131-191(第13代)                          | 稚足彦/84-191/♂成務天皇(諡) 131-191(第13代)                          | 稚足彦/84-191/♂成務天皇(諡) 131-191(第13代)                                      | 稚足彦/84-191/♂成務天皇(諡) 131-191(第13代)                                      |                                                                                  |                                                                                  |                                                                                  |                                                                                  |                                                           |                                                           |                                                           |                                                           |                                                  |                                                  |                                                                        |                                                                        |                                                                        |                                                                        |                                                                        |                                                                        |                                                   |                                                   |                                                   |                                                   |                                                   |                                                   |                                                   |                                                   |                                                  |                                                  |                                                   |                                                   |                                                   |                                                   |                                                   |                                                   |  |  |  |  |  |  |  |  |  |  |  |  |  |  |  |  |  |  |  |  |  |  |  |  |  |  |  |  |  |  |
| 日本武/82?-113?/♂                                         | 日本武/82?-113?/♂                                         | 日本武/82?-113?/♂                                         | 日本武/82?-113?/♂                                         | 日本武/82?-113?/♂                                         | 日本武/82?-113?/♂                                         |                                                           |                                                           | 稚足彦/84-191/♂成務天皇(諡) 131-191(第13代)                          | 稚足彦/84-191/♂成務天皇(諡) 131-191(第13代)                          | 稚足彦/84-191/♂成務天皇(諡) 131-191(第13代)                          | 稚足彦/84-191/♂成務天皇(諡) 131-191(第13代)                          | 稚足彦/84-191/♂成務天皇(諡) 131-191(第13代)                                      | 稚足彦/84-191/♂成務天皇(諡) 131-191(第13代)                                      |                                                                                  |                                                                                  |                                                                                  |                                                                                  |                                                           |                                                           |                                                           |                                                           |                                                  |                                                  |                                                                        |                                                                        |                                                                        |                                                                        |                                                                        |                                                                        |                                                   |                                                   |                                                   |                                                   |                                                   |                                                   |                                                   |                                                   |                                                  |                                                  |                                                   |                                                   |                                                   |                                                   |                                                   |                                                   |  |  |  |  |  |  |  |  |  |  |  |  |  |  |  |  |  |  |  |  |  |  |  |  |  |  |  |  |  |  |
| 足仲彦/148?-200/♂仲哀天皇(諡) 192-200(第14代)             | 足仲彦/148?-200/♂仲哀天皇(諡) 192-200(第14代)             | 足仲彦/148?-200/♂仲哀天皇(諡) 192-200(第14代)             | 足仲彦/148?-200/♂仲哀天皇(諡) 192-200(第14代)             | 足仲彦/148?-200/♂仲哀天皇(諡) 192-200(第14代)             | 足仲彦/148?-200/♂仲哀天皇(諡) 192-200(第14代)             |                                                           |                                                           |                                                                      |                                                                      |                                                                      |                                                                      |                                                                                  |                                                                                  |                                                                                  |                                                                                  | 気長足姫/170-269/♀神功皇后(諡) 201-269(摂政)                                     | 気長足姫/170-269/♀神功皇后(諡) 201-269(摂政)                                     | 気長足姫/170-269/♀神功皇后(諡) 201-269(摂政)              | 気長足姫/170-269/♀神功皇后(諡) 201-269(摂政)              | 気長足姫/170-269/♀神功皇后(諡) 201-269(摂政)              | 気長足姫/170-269/♀神功皇后(諡) 201-269(摂政)              |                                                  |                                                  |                                                                        |                                                                        |                                                                        |                                                                        |                                                                        |                                                                        |                                                   |                                                   |                                                   |                                                   |                                                   |                                                   |                                                   |                                                   |                                                  |                                                  |                                                   |                                                   |                                                   |                                                   |                                                   |                                                   |  |  |  |  |  |  |  |  |  |  |  |  |  |  |  |  |  |  |  |  |  |  |  |  |  |  |  |  |  |  |
| 足仲彦/148?-200/♂仲哀天皇(諡) 192-200(第14代)             | 足仲彦/148?-200/♂仲哀天皇(諡) 192-200(第14代)             | 足仲彦/148?-200/♂仲哀天皇(諡) 192-200(第14代)             | 足仲彦/148?-200/♂仲哀天皇(諡) 192-200(第14代)             | 足仲彦/148?-200/♂仲哀天皇(諡) 192-200(第14代)             | 足仲彦/148?-200/♂仲哀天皇(諡) 192-200(第14代)             |                                                           |                                                           |                                                                      |                                                                      |                                                                      |                                                                      |                                                                                  |                                                                                  |                                                                                  |                                                                                  | 気長足姫/170-269/♀神功皇后(諡) 201-269(摂政)                                     | 気長足姫/170-269/♀神功皇后(諡) 201-269(摂政)                                     | 気長足姫/170-269/♀神功皇后(諡) 201-269(摂政)              | 気長足姫/170-269/♀神功皇后(諡) 201-269(摂政)              | 気長足姫/170-269/♀神功皇后(諡) 201-269(摂政)              | 気長足姫/170-269/♀神功皇后(諡) 201-269(摂政)              |                                                  |                                                  |                                                                        |                                                                        |                                                                        |                                                                        |                                                                        |                                                                        |                                                   |                                                   |                                                   |                                                   |                                                   |                                                   |                                                   |                                                   |                                                  |                                                  |                                                   |                                                   |                                                   |                                                   |                                                   |                                                   |  |  |  |  |  |  |  |  |  |  |  |  |  |  |  |  |  |  |  |  |  |  |  |  |  |  |  |  |  |  |
|                                                           |                                                           |                                                           |                                                           |                                                           |                                                           |                                                           |                                                           |                                                                      |                                                                      |                                                                      |                                                                      |                                                                                  |                                                                                  |                                                                                  |                                                                                  |                                                                                  |                                                                                  |                                                           |                                                           |                                                           |                                                           |                                                  |                                                  |                                                                        |                                                                        |                                                                        |                                                                        |                                                                        |                                                                        |                                                   |                                                   |                                                   |                                                   |                                                   |                                                   |                                                   |                                                   |                                                  |                                                  |                                                   |                                                   |                                                   |                                                   |                                                   |                                                   |  |  |  |  |  |  |  |  |  |  |  |  |  |  |  |  |  |  |  |  |  |  |  |  |  |  |  |  |  |  |
|                                                           |                                                           |                                                           |                                                           |                                                           |                                                           |                                                           |                                                           | 譽田/200-310/♂應神天皇(諡) 270-310(第15代)                           |                                                                      |                                                                      |                                                                      |                                                                                  |                                                                                  |                                                                                  |                                                                                  |                                                                                  |                                                                                  |                                                           |                                                           |                                                           |                                                           |                                                  |                                                  |                                                                        |                                                                        |                                                                        |                                                                        |                                                                        |                                                                        |                                                   |                                                   |                                                   |                                                   |                                                   |                                                   |                                                   |                                                   |                                                  |                                                  |                                                   |                                                   |                                                   |                                                   |                                                   |                                                   |  |  |  |  |  |  |  |  |  |  |  |  |  |  |  |  |  |  |  |  |  |  |  |  |  |  |  |  |  |  |
|                                                           |                                                           |                                                           |                                                           |                                                           |                                                           |                                                           |                                                           |                                                                      |                                                                      |                                                                      |                                                                      |                                                                                  |                                                                                  |                                                                                  |                                                                                  |                                                                                  |                                                                                  |                                                           |                                                           |                                                           |                                                           |                                                  |                                                  |                                                                        |                                                                        |                                                                        |                                                                        |                                                                        |                                                                        |                                                   |                                                   |                                                   |                                                   |                                                   |                                                   |                                                   |                                                   |                                                  |                                                  |                                                   |                                                   |                                                   |                                                   |                                                   |                                                   |  |  |  |  |  |  |  |  |  |  |  |  |  |  |  |  |  |  |  |  |  |  |  |  |  |  |  |  |  |  |
|                                                           |                                                           |                                                           |                                                           |                                                           |                                                           |                                                           |                                                           |                                                                      |                                                                      |                                                                      |                                                                      |                                                                                  |                                                                                  |                                                                                  |                                                                                  |                                                                                  |                                                                                  |                                                           |                                                           |                                                           |                                                           |                                                  |                                                  |                                                                        |                                                                        |                                                                        |                                                                        |                                                                        |                                                                        |                                                   |                                                   |                                                   |                                                   |                                                   |                                                   |                                                   |                                                   |                                                  |                                                  |                                                   |                                                   |                                                   |                                                   |                                                   |                                                   |  |  |  |  |  |  |  |  |  |  |  |  |  |  |  |  |  |  |  |  |  |  |  |  |  |  |  |  |  |  |
|                                                           |                                                           |                                                           |                                                           | 大鷦鷯/257-399/♂仁徳天皇(諡) 313-399(第16代)              | 大鷦鷯/257-399/♂仁徳天皇(諡) 313-399(第16代)              | 大鷦鷯/257-399/♂仁徳天皇(諡) 313-399(第16代)              | 大鷦鷯/257-399/♂仁徳天皇(諡) 313-399(第16代)              | 大鷦鷯/257-399/♂仁徳天皇(諡) 313-399(第16代)                         | 大鷦鷯/257-399/♂仁徳天皇(諡) 313-399(第16代)                         |                                                                      |                                                                      |                                                                                  |                                                                                  |                                                                                  |                                                                                  |                                                                                  |                                                                                  |                                                           |                                                           |                                                           |                                                           |                                                  |                                                  |                                                                        |                                                                        |                                                                        |                                                                        | 稚野毛二派/?-?/♂                                                       | 稚野毛二派/?-?/♂                                                       | 稚野毛二派/?-?/♂                                  | 稚野毛二派/?-?/♂                                  | 稚野毛二派/?-?/♂                                  | 稚野毛二派/?-?/♂                                  |                                                   |                                                   |                                                   |                                                   |                                                  |                                                  |                                                   |                                                   |                                                   |                                                   |                                                   |                                                   |  |  |  |  |  |  |  |  |  |  |  |  |  |  |  |  |  |  |  |  |  |  |  |  |  |  |  |  |  |  |
|                                                           |                                                           |                                                           |                                                           | 大鷦鷯/257-399/♂仁徳天皇(諡) 313-399(第16代)              | 大鷦鷯/257-399/♂仁徳天皇(諡) 313-399(第16代)              | 大鷦鷯/257-399/♂仁徳天皇(諡) 313-399(第16代)              | 大鷦鷯/257-399/♂仁徳天皇(諡) 313-399(第16代)              | 大鷦鷯/257-399/♂仁徳天皇(諡) 313-399(第16代)                         | 大鷦鷯/257-399/♂仁徳天皇(諡) 313-399(第16代)                         |                                                                      |                                                                      |                                                                                  |                                                                                  |                                                                                  |                                                                                  |                                                                                  |                                                                                  |                                                           |                                                           |                                                           |                                                           |                                                  |                                                  |                                                                        |                                                                        |                                                                        |                                                                        | 稚野毛二派/?-?/♂                                                       | 稚野毛二派/?-?/♂                                                       | 稚野毛二派/?-?/♂                                  | 稚野毛二派/?-?/♂                                  | 稚野毛二派/?-?/♂                                  | 稚野毛二派/?-?/♂                                  |                                                   |                                                   |                                                   |                                                   |                                                  |                                                  |                                                   |                                                   |                                                   |                                                   |                                                   |                                                   |  |  |  |  |  |  |  |  |  |  |  |  |  |  |  |  |  |  |  |  |  |  |  |  |  |  |  |  |  |  |
|                                                           |                                                           |                                                           |                                                           |                                                           |                                                           |                                                           |                                                           |                                                                      |                                                                      |                                                                      |                                                                      |                                                                                  |                                                                                  |                                                                                  |                                                                                  |                                                                                  |                                                                                  |                                                           |                                                           |                                                           |                                                           |                                                  |                                                  |                                                                        |                                                                        |                                                                        |                                                                        |                                                                        |                                                                        |                                                   |                                                   |                                                   |                                                   |                                                   |                                                   |                                                   |                                                   |                                                  |                                                  |                                                   |                                                   |                                                   |                                                   |                                                   |                                                   |  |  |  |  |  |  |  |  |  |  |  |  |  |  |  |  |  |  |  |  |  |  |  |  |  |  |  |  |  |  |
| 去来穂/336?-405/♂履中天皇(諡) 400-405(第17代)             | 去来穂/336?-405/♂履中天皇(諡) 400-405(第17代)             | 去来穂/336?-405/♂履中天皇(諡) 400-405(第17代)             | 去来穂/336?-405/♂履中天皇(諡) 400-405(第17代)             | 去来穂/336?-405/♂履中天皇(諡) 400-405(第17代)             | 去来穂/336?-405/♂履中天皇(諡) 400-405(第17代)             |                                                           |                                                           | 瑞歯/336?-410/♂反正天皇(諡) 406-410(第18代)                          | 瑞歯/336?-410/♂反正天皇(諡) 406-410(第18代)                          | 瑞歯/336?-410/♂反正天皇(諡) 406-410(第18代)                          | 瑞歯/336?-410/♂反正天皇(諡) 406-410(第18代)                          | 瑞歯/336?-410/♂反正天皇(諡) 406-410(第18代)                                      | 瑞歯/336?-410/♂反正天皇(諡) 406-410(第18代)                                      |                                                                                  |                                                                                  | 雄朝津間稚子/376?-453/♂允恭天皇(諡) 413-453(第19代)                              | 雄朝津間稚子/376?-453/♂允恭天皇(諡) 413-453(第19代)                              | 雄朝津間稚子/376?-453/♂允恭天皇(諡) 413-453(第19代)       | 雄朝津間稚子/376?-453/♂允恭天皇(諡) 413-453(第19代)       | 雄朝津間稚子/376?-453/♂允恭天皇(諡) 413-453(第19代)       | 雄朝津間稚子/376?-453/♂允恭天皇(諡) 413-453(第19代)       |                                                  |                                                  | 忍坂大中姫/?-?/♀                                                       | 忍坂大中姫/?-?/♀                                                       | 忍坂大中姫/?-?/♀                                                       | 忍坂大中姫/?-?/♀                                                       | 忍坂大中姫/?-?/♀                                                       | 忍坂大中姫/?-?/♀                                                       |                                                   |                                                   | 意富富杼/?-?/♂                                    | 意富富杼/?-?/♂                                    | 意富富杼/?-?/♂                                    | 意富富杼/?-?/♂                                    | 意富富杼/?-?/♂                                    | 意富富杼/?-?/♂                                    |                                                  |                                                  |                                                   |                                                   |                                                   |                                                   |                                                   |                                                   |  |  |  |  |  |  |  |  |  |  |  |  |  |  |  |  |  |  |  |  |  |  |  |  |  |  |  |  |  |  |
| 去来穂/336?-405/♂履中天皇(諡) 400-405(第17代)             | 去来穂/336?-405/♂履中天皇(諡) 400-405(第17代)             | 去来穂/336?-405/♂履中天皇(諡) 400-405(第17代)             | 去来穂/336?-405/♂履中天皇(諡) 400-405(第17代)             | 去来穂/336?-405/♂履中天皇(諡) 400-405(第17代)             | 去来穂/336?-405/♂履中天皇(諡) 400-405(第17代)             |                                                           |                                                           | 瑞歯/336?-410/♂反正天皇(諡) 406-410(第18代)                          | 瑞歯/336?-410/♂反正天皇(諡) 406-410(第18代)                          | 瑞歯/336?-410/♂反正天皇(諡) 406-410(第18代)                          | 瑞歯/336?-410/♂反正天皇(諡) 406-410(第18代)                          | 瑞歯/336?-410/♂反正天皇(諡) 406-410(第18代)                                      | 瑞歯/336?-410/♂反正天皇(諡) 406-410(第18代)                                      |                                                                                  |                                                                                  | 雄朝津間稚子/376?-453/♂允恭天皇(諡) 413-453(第19代)                              | 雄朝津間稚子/376?-453/♂允恭天皇(諡) 413-453(第19代)                              | 雄朝津間稚子/376?-453/♂允恭天皇(諡) 413-453(第19代)       | 雄朝津間稚子/376?-453/♂允恭天皇(諡) 413-453(第19代)       | 雄朝津間稚子/376?-453/♂允恭天皇(諡) 413-453(第19代)       | 雄朝津間稚子/376?-453/♂允恭天皇(諡) 413-453(第19代)       |                                                  |                                                  | 忍坂大中姫/?-?/♀                                                       | 忍坂大中姫/?-?/♀                                                       | 忍坂大中姫/?-?/♀                                                       | 忍坂大中姫/?-?/♀                                                       | 忍坂大中姫/?-?/♀                                                       | 忍坂大中姫/?-?/♀                                                       |                                                   |                                                   | 意富富杼/?-?/♂                                    | 意富富杼/?-?/♂                                    | 意富富杼/?-?/♂                                    | 意富富杼/?-?/♂                                    | 意富富杼/?-?/♂                                    | 意富富杼/?-?/♂                                    |                                                  |                                                  |                                                   |                                                   |                                                   |                                                   |                                                   |                                                   |  |  |  |  |  |  |  |  |  |  |  |  |  |  |  |  |  |  |  |  |  |  |  |  |  |  |  |  |  |  |
|                                                           |                                                           |                                                           |                                                           |                                                           |                                                           |                                                           |                                                           |                                                                      |                                                                      |                                                                      |                                                                      |                                                                                  |                                                                                  |                                                                                  |                                                                                  |                                                                                  |                                                                                  |                                                           |                                                           |                                                           |                                                           |                                                  |                                                  |                                                                        |                                                                        |                                                                        |                                                                        |                                                                        |                                                                        |                                                   |                                                   |                                                   |                                                   |                                                   |                                                   |                                                   |                                                   |                                                  |                                                  |                                                   |                                                   |                                                   |                                                   |                                                   |                                                   |  |  |  |  |  |  |  |  |  |  |  |  |  |  |  |  |  |  |  |  |  |  |  |  |  |  |  |  |  |  |
|                                                           |                                                           |                                                           |                                                           |                                                           |                                                           |                                                           |                                                           |                                                                      |                                                                      |                                                                      |                                                                      |                                                                                  |                                                                                  |                                                                                  |                                                                                  |                                                                                  |                                                                                  |                                                           |                                                           |                                                           |                                                           |                                                  |                                                  |                                                                        |                                                                        |                                                                        |                                                                        |                                                                        |                                                                        |                                                   |                                                   |                                                   |                                                   |                                                   |                                                   |                                                   |                                                   |                                                  |                                                  |                                                   |                                                   |                                                   |                                                   |                                                   |                                                   |  |  |  |  |  |  |  |  |  |  |  |  |  |  |  |  |  |  |  |  |  |  |  |  |  |  |  |  |  |  |
| 市辺押磐/?-?/♂                                            | 市辺押磐/?-?/♂                                            | 市辺押磐/?-?/♂                                            | 市辺押磐/?-?/♂                                            | 市辺押磐/?-?/♂                                            | 市辺押磐/?-?/♂                                            |                                                           |                                                           |                                                                      |                                                                      |                                                                      |                                                                      |                                                                                  |                                                                                  |                                                                                  |                                                                                  | 穴穂/401-456/♂安康天皇(諡) 454-456(第20代)                                       | 穴穂/401-456/♂安康天皇(諡) 454-456(第20代)                                       | 穴穂/401-456/♂安康天皇(諡) 454-456(第20代)                | 穴穂/401-456/♂安康天皇(諡) 454-456(第20代)                | 穴穂/401-456/♂安康天皇(諡) 454-456(第20代)                | 穴穂/401-456/♂安康天皇(諡) 454-456(第20代)                |                                                  |                                                  | 大泊瀬幼武/418-479/♂雄略天皇(諡) 456-479(第21代)                       | 大泊瀬幼武/418-479/♂雄略天皇(諡) 456-479(第21代)                       | 大泊瀬幼武/418-479/♂雄略天皇(諡) 456-479(第21代)                       | 大泊瀬幼武/418-479/♂雄略天皇(諡) 456-479(第21代)                       | 大泊瀬幼武/418-479/♂雄略天皇(諡) 456-479(第21代)                       | 大泊瀬幼武/418-479/♂雄略天皇(諡) 456-479(第21代)                       |                                                   |                                                   | 乎非/?-?/♂                                        | 乎非/?-?/♂                                        | 乎非/?-?/♂                                        | 乎非/?-?/♂                                        | 乎非/?-?/♂                                        | 乎非/?-?/♂                                        |                                                  |                                                  |                                                   |                                                   |                                                   |                                                   |                                                   |                                                   |  |  |  |  |  |  |  |  |  |  |  |  |  |  |  |  |  |  |  |  |  |  |  |  |  |  |  |  |  |  |
| 市辺押磐/?-?/♂                                            | 市辺押磐/?-?/♂                                            | 市辺押磐/?-?/♂                                            | 市辺押磐/?-?/♂                                            | 市辺押磐/?-?/♂                                            | 市辺押磐/?-?/♂                                            |                                                           |                                                           |                                                                      |                                                                      |                                                                      |                                                                      |                                                                                  |                                                                                  |                                                                                  |                                                                                  | 穴穂/401-456/♂安康天皇(諡) 454-456(第20代)                                       | 穴穂/401-456/♂安康天皇(諡) 454-456(第20代)                                       | 穴穂/401-456/♂安康天皇(諡) 454-456(第20代)                | 穴穂/401-456/♂安康天皇(諡) 454-456(第20代)                | 穴穂/401-456/♂安康天皇(諡) 454-456(第20代)                | 穴穂/401-456/♂安康天皇(諡) 454-456(第20代)                |                                                  |                                                  | 大泊瀬幼武/418-479/♂雄略天皇(諡) 456-479(第21代)                       | 大泊瀬幼武/418-479/♂雄略天皇(諡) 456-479(第21代)                       | 大泊瀬幼武/418-479/♂雄略天皇(諡) 456-479(第21代)                       | 大泊瀬幼武/418-479/♂雄略天皇(諡) 456-479(第21代)                       | 大泊瀬幼武/418-479/♂雄略天皇(諡) 456-479(第21代)                       | 大泊瀬幼武/418-479/♂雄略天皇(諡) 456-479(第21代)                       |                                                   |                                                   | 乎非/?-?/♂                                        | 乎非/?-?/♂                                        | 乎非/?-?/♂                                        | 乎非/?-?/♂                                        | 乎非/?-?/♂                                        | 乎非/?-?/♂                                        |                                                  |                                                  |                                                   |                                                   |                                                   |                                                   |                                                   |                                                   |  |  |  |  |  |  |  |  |  |  |  |  |  |  |  |  |  |  |  |  |  |  |  |  |  |  |  |  |  |  |
|                                                           |                                                           |                                                           |                                                           |                                                           |                                                           |                                                           |                                                           |                                                                      |                                                                      |                                                                      |                                                                      |                                                                                  |                                                                                  |                                                                                  |                                                                                  |                                                                                  |                                                                                  |                                                           |                                                           |                                                           |                                                           |                                                  |                                                  |                                                                        |                                                                        |                                                                        |                                                                        |                                                                        |                                                                        |                                                   |                                                   |                                                   |                                                   |                                                   |                                                   |                                                   |                                                   |                                                  |                                                  |                                                   |                                                   |                                                   |                                                   |                                                   |                                                   |  |  |  |  |  |  |  |  |  |  |  |  |  |  |  |  |  |  |  |  |  |  |  |  |  |  |  |  |  |  |
| 億計/449-498/♂仁賢天皇(諡) 488-498(第24代)                | 億計/449-498/♂仁賢天皇(諡) 488-498(第24代)                | 億計/449-498/♂仁賢天皇(諡) 488-498(第24代)                | 億計/449-498/♂仁賢天皇(諡) 488-498(第24代)                | 億計/449-498/♂仁賢天皇(諡) 488-498(第24代)                | 億計/449-498/♂仁賢天皇(諡) 488-498(第24代)                |                                                           |                                                           | 弘計/450-487/♂顯宗天皇(諡) 484-487(第23代)                           | 弘計/450-487/♂顯宗天皇(諡) 484-487(第23代)                           | 弘計/450-487/♂顯宗天皇(諡) 484-487(第23代)                           | 弘計/450-487/♂顯宗天皇(諡) 484-487(第23代)                           | 弘計/450-487/♂顯宗天皇(諡) 484-487(第23代)                                       | 弘計/450-487/♂顯宗天皇(諡) 484-487(第23代)                                       |                                                                                  |                                                                                  | 飯豊青/440-484/♀484-484(臨朝秉政)                                                | 飯豊青/440-484/♀484-484(臨朝秉政)                                                | 飯豊青/440-484/♀484-484(臨朝秉政)                         | 飯豊青/440-484/♀484-484(臨朝秉政)                         | 飯豊青/440-484/♀484-484(臨朝秉政)                         | 飯豊青/440-484/♀484-484(臨朝秉政)                         |                                                  |                                                  | 白髪/444-484/♂清寧天皇(諡) 480-484(第22代)                             | 白髪/444-484/♂清寧天皇(諡) 480-484(第22代)                             | 白髪/444-484/♂清寧天皇(諡) 480-484(第22代)                             | 白髪/444-484/♂清寧天皇(諡) 480-484(第22代)                             | 白髪/444-484/♂清寧天皇(諡) 480-484(第22代)                             | 白髪/444-484/♂清寧天皇(諡) 480-484(第22代)                             |                                                   |                                                   | 彦主人/?-?/♂                                      | 彦主人/?-?/♂                                      | 彦主人/?-?/♂                                      | 彦主人/?-?/♂                                      | 彦主人/?-?/♂                                      | 彦主人/?-?/♂                                      |                                                  |                                                  |                                                   |                                                   |                                                   |                                                   |                                                   |                                                   |  |  |  |  |  |  |  |  |  |  |  |  |  |  |  |  |  |  |  |  |  |  |  |  |  |  |  |  |  |  |
| 億計/449-498/♂仁賢天皇(諡) 488-498(第24代)                | 億計/449-498/♂仁賢天皇(諡) 488-498(第24代)                | 億計/449-498/♂仁賢天皇(諡) 488-498(第24代)                | 億計/449-498/♂仁賢天皇(諡) 488-498(第24代)                | 億計/449-498/♂仁賢天皇(諡) 488-498(第24代)                | 億計/449-498/♂仁賢天皇(諡) 488-498(第24代)                |                                                           |                                                           | 弘計/450-487/♂顯宗天皇(諡) 484-487(第23代)                           | 弘計/450-487/♂顯宗天皇(諡) 484-487(第23代)                           | 弘計/450-487/♂顯宗天皇(諡) 484-487(第23代)                           | 弘計/450-487/♂顯宗天皇(諡) 484-487(第23代)                           | 弘計/450-487/♂顯宗天皇(諡) 484-487(第23代)                                       | 弘計/450-487/♂顯宗天皇(諡) 484-487(第23代)                                       |                                                                                  |                                                                                  | 飯豊青/440-484/♀484-484(臨朝秉政)                                                | 飯豊青/440-484/♀484-484(臨朝秉政)                                                | 飯豊青/440-484/♀484-484(臨朝秉政)                         | 飯豊青/440-484/♀484-484(臨朝秉政)                         | 飯豊青/440-484/♀484-484(臨朝秉政)                         | 飯豊青/440-484/♀484-484(臨朝秉政)                         |                                                  |                                                  | 白髪/444-484/♂清寧天皇(諡) 480-484(第22代)                             | 白髪/444-484/♂清寧天皇(諡) 480-484(第22代)                             | 白髪/444-484/♂清寧天皇(諡) 480-484(第22代)                             | 白髪/444-484/♂清寧天皇(諡) 480-484(第22代)                             | 白髪/444-484/♂清寧天皇(諡) 480-484(第22代)                             | 白髪/444-484/♂清寧天皇(諡) 480-484(第22代)                             |                                                   |                                                   | 彦主人/?-?/♂                                      | 彦主人/?-?/♂                                      | 彦主人/?-?/♂                                      | 彦主人/?-?/♂                                      | 彦主人/?-?/♂                                      | 彦主人/?-?/♂                                      |                                                  |                                                  |                                                   |                                                   |                                                   |                                                   |                                                   |                                                   |  |  |  |  |  |  |  |  |  |  |  |  |  |  |  |  |  |  |  |  |  |  |  |  |  |  |  |  |  |  |
|                                                           |                                                           |                                                           |                                                           |                                                           |                                                           |                                                           |                                                           |                                                                      |                                                                      |                                                                      |                                                                      |                                                                                  |                                                                                  |                                                                                  |                                                                                  |                                                                                  |                                                                                  |                                                           |                                                           |                                                           |                                                           |                                                  |                                                  |                                                                        |                                                                        |                                                                        |                                                                        |                                                                        |                                                                        |                                                   |                                                   |                                                   |                                                   |                                                   |                                                   |                                                   |                                                   |                                                  |                                                  |                                                   |                                                   |                                                   |                                                   |                                                   |                                                   |  |  |  |  |  |  |  |  |  |  |  |  |  |  |  |  |  |  |  |  |  |  |  |  |  |  |  |  |  |  |
|                                                           |                                                           |                                                           |                                                           |                                                           |                                                           |                                                           |                                                           |                                                                      |                                                                      |                                                                      |                                                                      |                                                                                  |                                                                                  |                                                                                  |                                                                                  |                                                                                  |                                                                                  |                                                           |                                                           |                                                           |                                                           |                                                  |                                                  |                                                                        |                                                                        |                                                                        |                                                                        |                                                                        |                                                                        |                                                   |                                                   |                                                   |                                                   |                                                   |                                                   |                                                   |                                                   |                                                  |                                                  |                                                   |                                                   |                                                   |                                                   |                                                   |                                                   |  |  |  |  |  |  |  |  |  |  |  |  |  |  |  |  |  |  |  |  |  |  |  |  |  |  |  |  |  |  |
| 小泊瀬稚鷦鷯/489-507/♂武烈天皇(諡) 498-507(第25代)        | 小泊瀬稚鷦鷯/489-507/♂武烈天皇(諡) 498-507(第25代)        | 小泊瀬稚鷦鷯/489-507/♂武烈天皇(諡) 498-507(第25代)        | 小泊瀬稚鷦鷯/489-507/♂武烈天皇(諡) 498-507(第25代)        | 小泊瀬稚鷦鷯/489-507/♂武烈天皇(諡) 498-507(第25代)        | 小泊瀬稚鷦鷯/489-507/♂武烈天皇(諡) 498-507(第25代)        |                                                           |                                                           | 手白香/?-?/♀                                                         | 手白香/?-?/♀                                                         | 手白香/?-?/♀                                                         | 手白香/?-?/♀                                                         | 手白香/?-?/♀                                                                     | 手白香/?-?/♀                                                                     |                                                                                  |                                                                                  |                                                                                  |                                                                                  |                                                           |                                                           |                                                           |                                                           |                                                  |                                                  |                                                                        |                                                                        |                                                                        |                                                                        |                                                                        |                                                                        |                                                   |                                                   | 男大迹/450-531/♂繼體天皇(諡) 507-531(第26代)      | 男大迹/450-531/♂繼體天皇(諡) 507-531(第26代)      | 男大迹/450-531/♂繼體天皇(諡) 507-531(第26代)      | 男大迹/450-531/♂繼體天皇(諡) 507-531(第26代)      | 男大迹/450-531/♂繼體天皇(諡) 507-531(第26代)      | 男大迹/450-531/♂繼體天皇(諡) 507-531(第26代)      |                                                  |                                                  |                                                   |                                                   |                                                   |                                                   |                                                   |                                                   |  |  |  |  |  |  |  |  |  |  |  |  |  |  |  |  |  |  |  |  |  |  |  |  |  |  |  |  |  |  |
| 小泊瀬稚鷦鷯/489-507/♂武烈天皇(諡) 498-507(第25代)        | 小泊瀬稚鷦鷯/489-507/♂武烈天皇(諡) 498-507(第25代)        | 小泊瀬稚鷦鷯/489-507/♂武烈天皇(諡) 498-507(第25代)        | 小泊瀬稚鷦鷯/489-507/♂武烈天皇(諡) 498-507(第25代)        | 小泊瀬稚鷦鷯/489-507/♂武烈天皇(諡) 498-507(第25代)        | 小泊瀬稚鷦鷯/489-507/♂武烈天皇(諡) 498-507(第25代)        |                                                           |                                                           | 手白香/?-?/♀                                                         | 手白香/?-?/♀                                                         | 手白香/?-?/♀                                                         | 手白香/?-?/♀                                                         | 手白香/?-?/♀                                                                     | 手白香/?-?/♀                                                                     |                                                                                  |                                                                                  |                                                                                  |                                                                                  |                                                           |                                                           |                                                           |                                                           |                                                  |                                                  |                                                                        |                                                                        |                                                                        |                                                                        |                                                                        |                                                                        |                                                   |                                                   | 男大迹/450-531/♂繼體天皇(諡) 507-531(第26代)      | 男大迹/450-531/♂繼體天皇(諡) 507-531(第26代)      | 男大迹/450-531/♂繼體天皇(諡) 507-531(第26代)      | 男大迹/450-531/♂繼體天皇(諡) 507-531(第26代)      | 男大迹/450-531/♂繼體天皇(諡) 507-531(第26代)      | 男大迹/450-531/♂繼體天皇(諡) 507-531(第26代)      |                                                  |                                                  |                                                   |                                                   |                                                   |                                                   |                                                   |                                                   |  |  |  |  |  |  |  |  |  |  |  |  |  |  |  |  |  |  |  |  |  |  |  |  |  |  |  |  |  |  |
|                                                           |                                                           |                                                           |                                                           |                                                           |                                                           |                                                           |                                                           |                                                                      |                                                                      |                                                                      |                                                                      |                                                                                  |                                                                                  |                                                                                  |                                                                                  |                                                                                  |                                                                                  |                                                           |                                                           |                                                           |                                                           |                                                  |                                                  |                                                                        |                                                                        |                                                                        |                                                                        |                                                                        |                                                                        |                                                   |                                                   |                                                   |                                                   |                                                   |                                                   |                                                   |                                                   |                                                  |                                                  |                                                   |                                                   |                                                   |                                                   |                                                   |                                                   |  |  |  |  |  |  |  |  |  |  |  |  |  |  |  |  |  |  |  |  |  |  |  |  |  |  |  |  |  |  |
|                                                           |                                                           |                                                           |                                                           |                                                           |                                                           |                                                           |                                                           |                                                                      |                                                                      |                                                                      |                                                                      |                                                                                  |                                                                                  |                                                                                  |                                                                                  |                                                                                  |                                                                                  |                                                           |                                                           |                                                           |                                                           |                                                  |                                                  |                                                                        |                                                                        |                                                                        |                                                                        |                                                                        |                                                                        |                                                   |                                                   |                                                   |                                                   |                                                   |                                                   |                                                   |                                                   |                                                  |                                                  |                                                   |                                                   |                                                   |                                                   |                                                   |                                                   |  |  |  |  |  |  |  |  |  |  |  |  |  |  |  |  |  |  |  |  |  |  |  |  |  |  |  |  |  |  |
|                                                           |                                                           |                                                           |                                                           |                                                           |                                                           |                                                           |                                                           |                                                                      |                                                                      |                                                                      |                                                                      |                                                                                  |                                                                                  |                                                                                  |                                                                                  | 志帰嶋/509-571/♂欽明天皇(諡) 540-571(第29代)                                     | 志帰嶋/509-571/♂欽明天皇(諡) 540-571(第29代)                                     | 志帰嶋/509-571/♂欽明天皇(諡) 540-571(第29代)              | 志帰嶋/509-571/♂欽明天皇(諡) 540-571(第29代)              | 志帰嶋/509-571/♂欽明天皇(諡) 540-571(第29代)              | 志帰嶋/509-571/♂欽明天皇(諡) 540-571(第29代)              |                                                  |                                                  | 勾/465-536/♂安閑天皇(諡) 531-536(第27代)                               | 勾/465-536/♂安閑天皇(諡) 531-536(第27代)                               | 勾/465-536/♂安閑天皇(諡) 531-536(第27代)                               | 勾/465-536/♂安閑天皇(諡) 531-536(第27代)                               | 勾/465-536/♂安閑天皇(諡) 531-536(第27代)                               | 勾/465-536/♂安閑天皇(諡) 531-536(第27代)                               |                                                   |                                                   | 高田/467-539/♂宣化天皇(諡) 536-539(第28代)        | 高田/467-539/♂宣化天皇(諡) 536-539(第28代)        | 高田/467-539/♂宣化天皇(諡) 536-539(第28代)        | 高田/467-539/♂宣化天皇(諡) 536-539(第28代)        | 高田/467-539/♂宣化天皇(諡) 536-539(第28代)        | 高田/467-539/♂宣化天皇(諡) 536-539(第28代)        |                                                  |                                                  |                                                   |                                                   |                                                   |                                                   |                                                   |                                                   |  |  |  |  |  |  |  |  |  |  |  |  |  |  |  |  |  |  |  |  |  |  |  |  |  |  |  |  |  |  |
|                                                           |                                                           |                                                           |                                                           |                                                           |                                                           |                                                           |                                                           |                                                                      |                                                                      |                                                                      |                                                                      |                                                                                  |                                                                                  |                                                                                  |                                                                                  | 志帰嶋/509-571/♂欽明天皇(諡) 540-571(第29代)                                     | 志帰嶋/509-571/♂欽明天皇(諡) 540-571(第29代)                                     | 志帰嶋/509-571/♂欽明天皇(諡) 540-571(第29代)              | 志帰嶋/509-571/♂欽明天皇(諡) 540-571(第29代)              | 志帰嶋/509-571/♂欽明天皇(諡) 540-571(第29代)              | 志帰嶋/509-571/♂欽明天皇(諡) 540-571(第29代)              |                                                  |                                                  | 勾/465-536/♂安閑天皇(諡) 531-536(第27代)                               | 勾/465-536/♂安閑天皇(諡) 531-536(第27代)                               | 勾/465-536/♂安閑天皇(諡) 531-536(第27代)                               | 勾/465-536/♂安閑天皇(諡) 531-536(第27代)                               | 勾/465-536/♂安閑天皇(諡) 531-536(第27代)                               | 勾/465-536/♂安閑天皇(諡) 531-536(第27代)                               |                                                   |                                                   | 高田/467-539/♂宣化天皇(諡) 536-539(第28代)        | 高田/467-539/♂宣化天皇(諡) 536-539(第28代)        | 高田/467-539/♂宣化天皇(諡) 536-539(第28代)        | 高田/467-539/♂宣化天皇(諡) 536-539(第28代)        | 高田/467-539/♂宣化天皇(諡) 536-539(第28代)        | 高田/467-539/♂宣化天皇(諡) 536-539(第28代)        |                                                  |                                                  |                                                   |                                                   |                                                   |                                                   |                                                   |                                                   |  |  |  |  |  |  |  |  |  |  |  |  |  |  |  |  |  |  |  |  |  |  |  |  |  |  |  |  |  |  |
|                                                           |                                                           |                                                           |                                                           |                                                           |                                                           |                                                           |                                                           |                                                                      |                                                                      |                                                                      |                                                                      |                                                                                  |                                                                                  |                                                                                  |                                                                                  |                                                                                  |                                                                                  |                                                           |                                                           |                                                           |                                                           |                                                  |                                                  |                                                                        |                                                                        |                                                                        |                                                                        |                                                                        |                                                                        |                                                   |                                                   |                                                   |                                                   |                                                   |                                                   |                                                   |                                                   |                                                  |                                                  |                                                   |                                                   |                                                   |                                                   |                                                   |                                                   |  |  |  |  |  |  |  |  |  |  |  |  |  |  |  |  |  |  |  |  |  |  |  |  |  |  |  |  |  |  |
|                                                           |                                                           |                                                           |                                                           |                                                           |                                                           |                                                           |                                                           | 他田/538-585/♂敏達天皇(諡) 572-585(第30代)                           | 他田/538-585/♂敏達天皇(諡) 572-585(第30代)                           | 他田/538-585/♂敏達天皇(諡) 572-585(第30代)                           | 他田/538-585/♂敏達天皇(諡) 572-585(第30代)                           | 他田/538-585/♂敏達天皇(諡) 572-585(第30代)                                       | 他田/538-585/♂敏達天皇(諡) 572-585(第30代)                                       |                                                                                  |                                                                                  | 額田部/554-628/♀推古天皇(諡) 593-628(第33代)                                     | 額田部/554-628/♀推古天皇(諡) 593-628(第33代)                                     | 額田部/554-628/♀推古天皇(諡) 593-628(第33代)              | 額田部/554-628/♀推古天皇(諡) 593-628(第33代)              | 額田部/554-628/♀推古天皇(諡) 593-628(第33代)              | 額田部/554-628/♀推古天皇(諡) 593-628(第33代)              |                                                  |                                                  | 池辺/540?-587/♂用明天皇(諡) 585-587(第31代)                            | 池辺/540?-587/♂用明天皇(諡) 585-587(第31代)                            | 池辺/540?-587/♂用明天皇(諡) 585-587(第31代)                            | 池辺/540?-587/♂用明天皇(諡) 585-587(第31代)                            | 池辺/540?-587/♂用明天皇(諡) 585-587(第31代)                            | 池辺/540?-587/♂用明天皇(諡) 585-587(第31代)                            |                                                   |                                                   | 泊瀬部/553?-592/♂崇峻天皇(諡) 587-592(第32代)     | 泊瀬部/553?-592/♂崇峻天皇(諡) 587-592(第32代)     | 泊瀬部/553?-592/♂崇峻天皇(諡) 587-592(第32代)     | 泊瀬部/553?-592/♂崇峻天皇(諡) 587-592(第32代)     | 泊瀬部/553?-592/♂崇峻天皇(諡) 587-592(第32代)     | 泊瀬部/553?-592/♂崇峻天皇(諡) 587-592(第32代)     |                                                  |                                                  |                                                   |                                                   |                                                   |                                                   |                                                   |                                                   |  |  |  |  |  |  |  |  |  |  |  |  |  |  |  |  |  |  |  |  |  |  |  |  |  |  |  |  |  |  |
|                                                           |                                                           |                                                           |                                                           |                                                           |                                                           |                                                           |                                                           | 他田/538-585/♂敏達天皇(諡) 572-585(第30代)                           | 他田/538-585/♂敏達天皇(諡) 572-585(第30代)                           | 他田/538-585/♂敏達天皇(諡) 572-585(第30代)                           | 他田/538-585/♂敏達天皇(諡) 572-585(第30代)                           | 他田/538-585/♂敏達天皇(諡) 572-585(第30代)                                       | 他田/538-585/♂敏達天皇(諡) 572-585(第30代)                                       |                                                                                  |                                                                                  | 額田部/554-628/♀推古天皇(諡) 593-628(第33代)                                     | 額田部/554-628/♀推古天皇(諡) 593-628(第33代)                                     | 額田部/554-628/♀推古天皇(諡) 593-628(第33代)              | 額田部/554-628/♀推古天皇(諡) 593-628(第33代)              | 額田部/554-628/♀推古天皇(諡) 593-628(第33代)              | 額田部/554-628/♀推古天皇(諡) 593-628(第33代)              |                                                  |                                                  | 池辺/540?-587/♂用明天皇(諡) 585-587(第31代)                            | 池辺/540?-587/♂用明天皇(諡) 585-587(第31代)                            | 池辺/540?-587/♂用明天皇(諡) 585-587(第31代)                            | 池辺/540?-587/♂用明天皇(諡) 585-587(第31代)                            | 池辺/540?-587/♂用明天皇(諡) 585-587(第31代)                            | 池辺/540?-587/♂用明天皇(諡) 585-587(第31代)                            |                                                   |                                                   | 泊瀬部/553?-592/♂崇峻天皇(諡) 587-592(第32代)     | 泊瀬部/553?-592/♂崇峻天皇(諡) 587-592(第32代)     | 泊瀬部/553?-592/♂崇峻天皇(諡) 587-592(第32代)     | 泊瀬部/553?-592/♂崇峻天皇(諡) 587-592(第32代)     | 泊瀬部/553?-592/♂崇峻天皇(諡) 587-592(第32代)     | 泊瀬部/553?-592/♂崇峻天皇(諡) 587-592(第32代)     |                                                  |                                                  |                                                   |                                                   |                                                   |                                                   |                                                   |                                                   |  |  |  |  |  |  |  |  |  |  |  |  |  |  |  |  |  |  |  |  |  |  |  |  |  |  |  |  |  |  |
|                                                           |                                                           |                                                           |                                                           |                                                           |                                                           |                                                           |                                                           |                                                                      |                                                                      |                                                                      |                                                                      |                                                                                  |                                                                                  |                                                                                  |                                                                                  |                                                                                  |                                                                                  |                                                           |                                                           |                                                           |                                                           |                                                  |                                                  |                                                                        |                                                                        |                                                                        |                                                                        |                                                                        |                                                                        |                                                   |                                                   |                                                   |                                                   |                                                   |                                                   |                                                   |                                                   |                                                  |                                                  |                                                   |                                                   |                                                   |                                                   |                                                   |                                                   |  |  |  |  |  |  |  |  |  |  |  |  |  |  |  |  |  |  |  |  |  |  |  |  |  |  |  |  |  |  |
|                                                           |                                                           |                                                           |                                                           |                                                           |                                                           |                                                           |                                                           | 押坂彦人/?-?/♂                                                       | 押坂彦人/?-?/♂                                                       | 押坂彦人/?-?/♂                                                       | 押坂彦人/?-?/♂                                                       | 押坂彦人/?-?/♂                                                                   | 押坂彦人/?-?/♂                                                                   |                                                                                  |                                                                                  |                                                                                  |                                                                                  |                                                           |                                                           |                                                           |                                                           |                                                  |                                                  | 厩戸/574-622/♂聖徳太子(諡) 593-622(摂政)                               | 厩戸/574-622/♂聖徳太子(諡) 593-622(摂政)                               | 厩戸/574-622/♂聖徳太子(諡) 593-622(摂政)                               | 厩戸/574-622/♂聖徳太子(諡) 593-622(摂政)                               | 厩戸/574-622/♂聖徳太子(諡) 593-622(摂政)                               | 厩戸/574-622/♂聖徳太子(諡) 593-622(摂政)                               |                                                   |                                                   |                                                   |                                                   |                                                   |                                                   |                                                   |                                                   |                                                  |                                                  |                                                   |                                                   |                                                   |                                                   |                                                   |                                                   |  |  |  |  |  |  |  |  |  |  |  |  |  |  |  |  |  |  |  |  |  |  |  |  |  |  |  |  |  |  |
|                                                           |                                                           |                                                           |                                                           |                                                           |                                                           |                                                           |                                                           | 押坂彦人/?-?/♂                                                       | 押坂彦人/?-?/♂                                                       | 押坂彦人/?-?/♂                                                       | 押坂彦人/?-?/♂                                                       | 押坂彦人/?-?/♂                                                                   | 押坂彦人/?-?/♂                                                                   |                                                                                  |                                                                                  |                                                                                  |                                                                                  |                                                           |                                                           |                                                           |                                                           |                                                  |                                                  | 厩戸/574-622/♂聖徳太子(諡) 593-622(摂政)                               | 厩戸/574-622/♂聖徳太子(諡) 593-622(摂政)                               | 厩戸/574-622/♂聖徳太子(諡) 593-622(摂政)                               | 厩戸/574-622/♂聖徳太子(諡) 593-622(摂政)                               | 厩戸/574-622/♂聖徳太子(諡) 593-622(摂政)                               | 厩戸/574-622/♂聖徳太子(諡) 593-622(摂政)                               |                                                   |                                                   |                                                   |                                                   |                                                   |                                                   |                                                   |                                                   |                                                  |                                                  |                                                   |                                                   |                                                   |                                                   |                                                   |                                                   |  |  |  |  |  |  |  |  |  |  |  |  |  |  |  |  |  |  |  |  |  |  |  |  |  |  |  |  |  |  |
|                                                           |                                                           |                                                           |                                                           |                                                           |                                                           |                                                           |                                                           |                                                                      |                                                                      |                                                                      |                                                                      |                                                                                  |                                                                                  |                                                                                  |                                                                                  |                                                                                  |                                                                                  |                                                           |                                                           |                                                           |                                                           |                                                  |                                                  |                                                                        |                                                                        |                                                                        |                                                                        |                                                                        |                                                                        |                                                   |                                                   |                                                   |                                                   |                                                   |                                                   |                                                   |                                                   |                                                  |                                                  |                                                   |                                                   |                                                   |                                                   |                                                   |                                                   |  |  |  |  |  |  |  |  |  |  |  |  |  |  |  |  |  |  |  |  |  |  |  |  |  |  |  |  |  |  |
|                                                           |                                                           |                                                           |                                                           |                                                           |                                                           |                                                           |                                                           | 茅渟/?-?/♂                                                           |                                                                      |                                                                      |                                                                      |                                                                                  |                                                                                  |                                                                                  |                                                                                  |                                                                                  |                                                                                  |                                                           |                                                           |                                                           |                                                           |                                                  |                                                  |                                                                        |                                                                        |                                                                        |                                                                        |                                                                        |                                                                        |                                                   |                                                   |                                                   |                                                   |                                                   |                                                   |                                                   |                                                   |                                                  |                                                  |                                                   |                                                   |                                                   |                                                   |                                                   |                                                   |  |  |  |  |  |  |  |  |  |  |  |  |  |  |  |  |  |  |  |  |  |  |  |  |  |  |  |  |  |  |
|                                                           |                                                           |                                                           |                                                           |                                                           |                                                           |                                                           |                                                           |                                                                      |                                                                      |                                                                      |                                                                      |                                                                                  |                                                                                  |                                                                                  |                                                                                  |                                                                                  |                                                                                  |                                                           |                                                           |                                                           |                                                           |                                                  |                                                  |                                                                        |                                                                        |                                                                        |                                                                        |                                                                        |                                                                        |                                                   |                                                   |                                                   |                                                   |                                                   |                                                   |                                                   |                                                   |                                                  |                                                  |                                                   |                                                   |                                                   |                                                   |                                                   |                                                   |  |  |  |  |  |  |  |  |  |  |  |  |  |  |  |  |  |  |  |  |  |  |  |  |  |  |  |  |  |  |
|                                                           |                                                           |                                                           |                                                           |                                                           |                                                           |                                                           |                                                           |                                                                      |                                                                      |                                                                      |                                                                      |                                                                                  |                                                                                  |                                                                                  |                                                                                  |                                                                                  |                                                                                  |                                                           |                                                           |                                                           |                                                           |                                                  |                                                  |                                                                        |                                                                        |                                                                        |                                                                        |                                                                        |                                                                        |                                                   |                                                   |                                                   |                                                   |                                                   |                                                   |                                                   |                                                   |                                                  |                                                  |                                                   |                                                   |                                                   |                                                   |                                                   |                                                   |  |  |  |  |  |  |  |  |  |  |  |  |  |  |  |  |  |  |  |  |  |  |  |  |  |  |  |  |  |  |
| 軽/596-654/♂孝徳天皇(諡) 645-654(第36代)                  | 軽/596-654/♂孝徳天皇(諡) 645-654(第36代)                  | 軽/596-654/♂孝徳天皇(諡) 645-654(第36代)                  | 軽/596-654/♂孝徳天皇(諡) 645-654(第36代)                  | 軽/596-654/♂孝徳天皇(諡) 645-654(第36代)                  | 軽/596-654/♂孝徳天皇(諡) 645-654(第36代)                  |                                                           |                                                           | 宝/594-661/♀皇極天皇(諡) 642-645(第35代)齊明天皇(諡) 654-661(第37代) | 宝/594-661/♀皇極天皇(諡) 642-645(第35代)齊明天皇(諡) 654-661(第37代) | 宝/594-661/♀皇極天皇(諡) 642-645(第35代)齊明天皇(諡) 654-661(第37代) | 宝/594-661/♀皇極天皇(諡) 642-645(第35代)齊明天皇(諡) 654-661(第37代) | 宝/594-661/♀皇極天皇(諡) 642-645(第35代)齊明天皇(諡) 654-661(第37代)             | 宝/594-661/♀皇極天皇(諡) 642-645(第35代)齊明天皇(諡) 654-661(第37代)             |                                                                                  |                                                                                  |                                                                                  |                                                                                  |                                                           |                                                           | 田村/593-641/♂舒明天皇(諡) 629-641(第34代)                | 田村/593-641/♂舒明天皇(諡) 629-641(第34代)                | 田村/593-641/♂舒明天皇(諡) 629-641(第34代)       | 田村/593-641/♂舒明天皇(諡) 629-641(第34代)       | 田村/593-641/♂舒明天皇(諡) 629-641(第34代)                             | 田村/593-641/♂舒明天皇(諡) 629-641(第34代)                             |                                                                        |                                                                        |                                                                        |                                                                        |                                                   |                                                   |                                                   |                                                   |                                                   |                                                   |                                                   |                                                   |                                                  |                                                  |                                                   |                                                   |                                                   |                                                   |                                                   |                                                   |  |  |  |  |  |  |  |  |  |  |  |  |  |  |  |  |  |  |  |  |  |  |  |  |  |  |  |  |  |  |
| 軽/596-654/♂孝徳天皇(諡) 645-654(第36代)                  | 軽/596-654/♂孝徳天皇(諡) 645-654(第36代)                  | 軽/596-654/♂孝徳天皇(諡) 645-654(第36代)                  | 軽/596-654/♂孝徳天皇(諡) 645-654(第36代)                  | 軽/596-654/♂孝徳天皇(諡) 645-654(第36代)                  | 軽/596-654/♂孝徳天皇(諡) 645-654(第36代)                  |                                                           |                                                           | 宝/594-661/♀皇極天皇(諡) 642-645(第35代)齊明天皇(諡) 654-661(第37代) | 宝/594-661/♀皇極天皇(諡) 642-645(第35代)齊明天皇(諡) 654-661(第37代) | 宝/594-661/♀皇極天皇(諡) 642-645(第35代)齊明天皇(諡) 654-661(第37代) | 宝/594-661/♀皇極天皇(諡) 642-645(第35代)齊明天皇(諡) 654-661(第37代) | 宝/594-661/♀皇極天皇(諡) 642-645(第35代)齊明天皇(諡) 654-661(第37代)             | 宝/594-661/♀皇極天皇(諡) 642-645(第35代)齊明天皇(諡) 654-661(第37代)             |                                                                                  |                                                                                  |                                                                                  |                                                                                  |                                                           |                                                           | 田村/593-641/♂舒明天皇(諡) 629-641(第34代)                | 田村/593-641/♂舒明天皇(諡) 629-641(第34代)                | 田村/593-641/♂舒明天皇(諡) 629-641(第34代)       | 田村/593-641/♂舒明天皇(諡) 629-641(第34代)       | 田村/593-641/♂舒明天皇(諡) 629-641(第34代)                             | 田村/593-641/♂舒明天皇(諡) 629-641(第34代)                             |                                                                        |                                                                        |                                                                        |                                                                        |                                                   |                                                   |                                                   |                                                   |                                                   |                                                   |                                                   |                                                   |                                                  |                                                  |                                                   |                                                   |                                                   |                                                   |                                                   |                                                   |  |  |  |  |  |  |  |  |  |  |  |  |  |  |  |  |  |  |  |  |  |  |  |  |  |  |  |  |  |  |
|                                                           |                                                           |                                                           |                                                           |                                                           |                                                           |                                                           |                                                           |                                                                      |                                                                      |                                                                      |                                                                      |                                                                                  |                                                                                  |                                                                                  |                                                                                  |                                                                                  |                                                                                  |                                                           |                                                           |                                                           |                                                           |                                                  |                                                  |                                                                        |                                                                        |                                                                        |                                                                        |                                                                        |                                                                        |                                                   |                                                   |                                                   |                                                   |                                                   |                                                   |                                                   |                                                   |                                                  |                                                  |                                                   |                                                   |                                                   |                                                   |                                                   |                                                   |  |  |  |  |  |  |  |  |  |  |  |  |  |  |  |  |  |  |  |  |  |  |  |  |  |  |  |  |  |  |
|                                                           |                                                           |                                                           |                                                           |                                                           |                                                           |                                                           |                                                           |                                                                      |                                                                      |                                                                      |                                                                      |                                                                                  |                                                                                  |                                                                                  |                                                                                  |                                                                                  |                                                                                  |                                                           |                                                           |                                                           |                                                           |                                                  |                                                  |                                                                        |                                                                        |                                                                        |                                                                        |                                                                        |                                                                        |                                                   |                                                   |                                                   |                                                   |                                                   |                                                   |                                                   |                                                   |                                                  |                                                  |                                                   |                                                   |                                                   |                                                   |                                                   |                                                   |  |  |  |  |  |  |  |  |  |  |  |  |  |  |  |  |  |  |  |  |  |  |  |  |  |  |  |  |  |  |
|                                                           |                                                           |                                                           |                                                           |                                                           |                                                           | 葛城/626-672/♂天智天皇(諡) 661-672(第38代)                |                                                           |                                                                      |                                                                      |                                                                      |                                                                      |                                                                                  |                                                                                  |                                                                                  |                                                                                  |                                                                                  |                                                                                  |                                                           |                                                           |                                                           |                                                           |                                                  |                                                  |                                                                        |                                                                        |                                                                        |                                                                        |                                                                        |                                                                        |                                                   |                                                   |                                                   |                                                   |                                                   |                                                   |                                                   |                                                   |                                                  |                                                  |                                                   |                                                   |                                                   |                                                   |                                                   |                                                   |  |  |  |  |  |  |  |  |  |  |  |  |  |  |  |  |  |  |  |  |  |  |  |  |  |  |  |  |  |  |
|                                                           |                                                           |                                                           |                                                           |                                                           |                                                           |                                                           |                                                           |                                                                      |                                                                      |                                                                      |                                                                      |                                                                                  |                                                                                  |                                                                                  |                                                                                  |                                                                                  |                                                                                  |                                                           |                                                           |                                                           |                                                           |                                                  |                                                  |                                                                        |                                                                        |                                                                        |                                                                        |                                                                        |                                                                        |                                                   |                                                   |                                                   |                                                   |                                                   |                                                   |                                                   |                                                   |                                                  |                                                  |                                                   |                                                   |                                                   |                                                   |                                                   |                                                   |  |  |  |  |  |  |  |  |  |  |  |  |  |  |  |  |  |  |  |  |  |  |  |  |  |  |  |  |  |  |
|                                                           |                                                           |                                                           |                                                           |                                                           |                                                           |                                                           |                                                           |                                                                      |                                                                      |                                                                      |                                                                      |                                                                                  |                                                                                  |                                                                                  |                                                                                  |                                                                                  |                                                                                  |                                                           |                                                           |                                                           |                                                           |                                                  |                                                  |                                                                        |                                                                        |                                                                        |                                                                        |                                                                        |                                                                        |                                                   |                                                   |                                                   |                                                   |                                                   |                                                   |                                                   |                                                   |                                                  |                                                  |                                                   |                                                   |                                                   |                                                   |                                                   |                                                   |  |  |  |  |  |  |  |  |  |  |  |  |  |  |  |  |  |  |  |  |  |  |  |  |  |  |  |  |  |  |
|                                                           |                                                           |                                                           |                                                           |                                                           |                                                           | 大友/648-672/♂弘文天皇(諡) 672(第39代)                    | 大友/648-672/♂弘文天皇(諡) 672(第39代)                    | 大友/648-672/♂弘文天皇(諡) 672(第39代)                               | 大友/648-672/♂弘文天皇(諡) 672(第39代)                               | 大友/648-672/♂弘文天皇(諡) 672(第39代)                               | 大友/648-672/♂弘文天皇(諡) 672(第39代)                               |                                                                                  |                                                                                  |                                                                                  |                                                                                  |                                                                                  |                                                                                  | 鸕野讚良/645-701/♀持統天皇(諡) 690-697(第41代)            | 鸕野讚良/645-701/♀持統天皇(諡) 690-697(第41代)            | 鸕野讚良/645-701/♀持統天皇(諡) 690-697(第41代)            | 鸕野讚良/645-701/♀持統天皇(諡) 690-697(第41代)            | 鸕野讚良/645-701/♀持統天皇(諡) 690-697(第41代)   | 鸕野讚良/645-701/♀持統天皇(諡) 690-697(第41代)   |                                                                        |                                                                        |                                                                        |                                                                        |                                                                        |                                                                        | 大海人/631?-686/♂天武天皇(諡) 672-686(第40代)     | 大海人/631?-686/♂天武天皇(諡) 672-686(第40代)     | 大海人/631?-686/♂天武天皇(諡) 672-686(第40代)     | 大海人/631?-686/♂天武天皇(諡) 672-686(第40代)     | 大海人/631?-686/♂天武天皇(諡) 672-686(第40代)     | 大海人/631?-686/♂天武天皇(諡) 672-686(第40代)     |                                                   |                                                   |                                                  |                                                  |                                                   |                                                   |                                                   |                                                   |                                                   |                                                   |  |  |  |  |  |  |  |  |  |  |  |  |  |  |  |  |  |  |  |  |  |  |  |  |  |  |  |  |  |  |
|                                                           |                                                           |                                                           |                                                           |                                                           |                                                           | 大友/648-672/♂弘文天皇(諡) 672(第39代)                    | 大友/648-672/♂弘文天皇(諡) 672(第39代)                    | 大友/648-672/♂弘文天皇(諡) 672(第39代)                               | 大友/648-672/♂弘文天皇(諡) 672(第39代)                               | 大友/648-672/♂弘文天皇(諡) 672(第39代)                               | 大友/648-672/♂弘文天皇(諡) 672(第39代)                               |                                                                                  |                                                                                  |                                                                                  |                                                                                  |                                                                                  |                                                                                  | 鸕野讚良/645-701/♀持統天皇(諡) 690-697(第41代)            | 鸕野讚良/645-701/♀持統天皇(諡) 690-697(第41代)            | 鸕野讚良/645-701/♀持統天皇(諡) 690-697(第41代)            | 鸕野讚良/645-701/♀持統天皇(諡) 690-697(第41代)            | 鸕野讚良/645-701/♀持統天皇(諡) 690-697(第41代)   | 鸕野讚良/645-701/♀持統天皇(諡) 690-697(第41代)   |                                                                        |                                                                        |                                                                        |                                                                        |                                                                        |                                                                        | 大海人/631?-686/♂天武天皇(諡) 672-686(第40代)     | 大海人/631?-686/♂天武天皇(諡) 672-686(第40代)     | 大海人/631?-686/♂天武天皇(諡) 672-686(第40代)     | 大海人/631?-686/♂天武天皇(諡) 672-686(第40代)     | 大海人/631?-686/♂天武天皇(諡) 672-686(第40代)     | 大海人/631?-686/♂天武天皇(諡) 672-686(第40代)     |                                                   |                                                   |                                                  |                                                  |                                                   |                                                   |                                                   |                                                   |                                                   |                                                   |  |  |  |  |  |  |  |  |  |  |  |  |  |  |  |  |  |  |  |  |  |  |  |  |  |  |  |  |  |  |
|                                                           |                                                           |                                                           |                                                           |                                                           |                                                           |                                                           |                                                           |                                                                      |                                                                      |                                                                      |                                                                      |                                                                                  |                                                                                  |                                                                                  |                                                                                  |                                                                                  |                                                                                  |                                                           |                                                           |                                                           |                                                           |                                                  |                                                  |                                                                        |                                                                        |                                                                        |                                                                        |                                                                        |                                                                        |                                                   |                                                   |                                                   |                                                   |                                                   |                                                   |                                                   |                                                   |                                                  |                                                  |                                                   |                                                   |                                                   |                                                   |                                                   |                                                   |  |  |  |  |  |  |  |  |  |  |  |  |  |  |  |  |  |  |  |  |  |  |  |  |  |  |  |  |  |  |
|                                                           |                                                           |                                                           |                                                           |                                                           |                                                           |                                                           |                                                           |                                                                      |                                                                      |                                                                      |                                                                      |                                                                                  |                                                                                  |                                                                                  |                                                                                  |                                                                                  |                                                                                  |                                                           |                                                           |                                                           |                                                           |                                                  |                                                  |                                                                        |                                                                        |                                                                        |                                                                        |                                                                        |                                                                        |                                                   |                                                   |                                                   |                                                   |                                                   |                                                   |                                                   |                                                   |                                                  |                                                  |                                                   |                                                   |                                                   |                                                   |                                                   |                                                   |  |  |  |  |  |  |  |  |  |  |  |  |  |  |  |  |  |  |  |  |  |  |  |  |  |  |  |  |  |  |
| 志貴/668?-716/♂春日宮天皇(諡) (追尊)                      | 志貴/668?-716/♂春日宮天皇(諡) (追尊)                      | 志貴/668?-716/♂春日宮天皇(諡) (追尊)                      | 志貴/668?-716/♂春日宮天皇(諡) (追尊)                      | 志貴/668?-716/♂春日宮天皇(諡) (追尊)                      | 志貴/668?-716/♂春日宮天皇(諡) (追尊)                      |                                                           |                                                           |                                                                      |                                                                      |                                                                      |                                                                      | 阿閇/661-721/♀元明天皇(諡) 707-715(第43代)                                       | 阿閇/661-721/♀元明天皇(諡) 707-715(第43代)                                       | 阿閇/661-721/♀元明天皇(諡) 707-715(第43代)                                       | 阿閇/661-721/♀元明天皇(諡) 707-715(第43代)                                       | 阿閇/661-721/♀元明天皇(諡) 707-715(第43代)                                       | 阿閇/661-721/♀元明天皇(諡) 707-715(第43代)                                       |                                                           |                                                           | 草壁/662-689/♂岡宮天皇(諡) (追尊)                         | 草壁/662-689/♂岡宮天皇(諡) (追尊)                         | 草壁/662-689/♂岡宮天皇(諡) (追尊)                | 草壁/662-689/♂岡宮天皇(諡) (追尊)                | 草壁/662-689/♂岡宮天皇(諡) (追尊)                                      | 草壁/662-689/♂岡宮天皇(諡) (追尊)                                      |                                                                        |                                                                        |                                                                        |                                                                        | 舎人/676-735/♂崇道尽敬天皇(諡) (追尊)             | 舎人/676-735/♂崇道尽敬天皇(諡) (追尊)             | 舎人/676-735/♂崇道尽敬天皇(諡) (追尊)             | 舎人/676-735/♂崇道尽敬天皇(諡) (追尊)             | 舎人/676-735/♂崇道尽敬天皇(諡) (追尊)             | 舎人/676-735/♂崇道尽敬天皇(諡) (追尊)             |                                                   |                                                   |                                                  |                                                  |                                                   |                                                   |                                                   |                                                   |                                                   |                                                   |  |  |  |  |  |  |  |  |  |  |  |  |  |  |  |  |  |  |  |  |  |  |  |  |  |  |  |  |  |  |
| 志貴/668?-716/♂春日宮天皇(諡) (追尊)                      | 志貴/668?-716/♂春日宮天皇(諡) (追尊)                      | 志貴/668?-716/♂春日宮天皇(諡) (追尊)                      | 志貴/668?-716/♂春日宮天皇(諡) (追尊)                      | 志貴/668?-716/♂春日宮天皇(諡) (追尊)                      | 志貴/668?-716/♂春日宮天皇(諡) (追尊)                      |                                                           |                                                           |                                                                      |                                                                      |                                                                      |                                                                      | 阿閇/661-721/♀元明天皇(諡) 707-715(第43代)                                       | 阿閇/661-721/♀元明天皇(諡) 707-715(第43代)                                       | 阿閇/661-721/♀元明天皇(諡) 707-715(第43代)                                       | 阿閇/661-721/♀元明天皇(諡) 707-715(第43代)                                       | 阿閇/661-721/♀元明天皇(諡) 707-715(第43代)                                       | 阿閇/661-721/♀元明天皇(諡) 707-715(第43代)                                       |                                                           |                                                           | 草壁/662-689/♂岡宮天皇(諡) (追尊)                         | 草壁/662-689/♂岡宮天皇(諡) (追尊)                         | 草壁/662-689/♂岡宮天皇(諡) (追尊)                | 草壁/662-689/♂岡宮天皇(諡) (追尊)                | 草壁/662-689/♂岡宮天皇(諡) (追尊)                                      | 草壁/662-689/♂岡宮天皇(諡) (追尊)                                      |                                                                        |                                                                        |                                                                        |                                                                        | 舎人/676-735/♂崇道尽敬天皇(諡) (追尊)             | 舎人/676-735/♂崇道尽敬天皇(諡) (追尊)             | 舎人/676-735/♂崇道尽敬天皇(諡) (追尊)             | 舎人/676-735/♂崇道尽敬天皇(諡) (追尊)             | 舎人/676-735/♂崇道尽敬天皇(諡) (追尊)             | 舎人/676-735/♂崇道尽敬天皇(諡) (追尊)             |                                                   |                                                   |                                                  |                                                  |                                                   |                                                   |                                                   |                                                   |                                                   |                                                   |  |  |  |  |  |  |  |  |  |  |  |  |  |  |  |  |  |  |  |  |  |  |  |  |  |  |  |  |  |  |
|                                                           |                                                           |                                                           |                                                           |                                                           |                                                           |                                                           |                                                           |                                                                      |                                                                      |                                                                      |                                                                      |                                                                                  |                                                                                  |                                                                                  |                                                                                  |                                                                                  |                                                                                  |                                                           |                                                           |                                                           |                                                           |                                                  |                                                  |                                                                        |                                                                        |                                                                        |                                                                        |                                                                        |                                                                        |                                                   |                                                   |                                                   |                                                   |                                                   |                                                   |                                                   |                                                   |                                                  |                                                  |                                                   |                                                   |                                                   |                                                   |                                                   |                                                   |  |  |  |  |  |  |  |  |  |  |  |  |  |  |  |  |  |  |  |  |  |  |  |  |  |  |  |  |  |  |
|                                                           |                                                           |                                                           |                                                           |                                                           |                                                           |                                                           |                                                           |                                                                      |                                                                      |                                                                      |                                                                      |                                                                                  |                                                                                  |                                                                                  |                                                                                  |                                                                                  |                                                                                  |                                                           |                                                           |                                                           |                                                           |                                                  |                                                  |                                                                        |                                                                        |                                                                        |                                                                        |                                                                        |                                                                        |                                                   |                                                   |                                                   |                                                   |                                                   |                                                   |                                                   |                                                   |                                                  |                                                  |                                                   |                                                   |                                                   |                                                   |                                                   |                                                   |  |  |  |  |  |  |  |  |  |  |  |  |  |  |  |  |  |  |  |  |  |  |  |  |  |  |  |  |  |  |
|                                                           |                                                           |                                                           |                                                           |                                                           |                                                           |                                                           |                                                           |                                                                      |                                                                      |                                                                      |                                                                      | 氷高/680-748/♀元正天皇(諡) 715-724(第44代)                                       | 氷高/680-748/♀元正天皇(諡) 715-724(第44代)                                       | 氷高/680-748/♀元正天皇(諡) 715-724(第44代)                                       | 氷高/680-748/♀元正天皇(諡) 715-724(第44代)                                       | 氷高/680-748/♀元正天皇(諡) 715-724(第44代)                                       | 氷高/680-748/♀元正天皇(諡) 715-724(第44代)                                       |                                                           |                                                           | 珂瑠/683-707/♂文武天皇(諡) 697-707(第42代)                | 珂瑠/683-707/♂文武天皇(諡) 697-707(第42代)                | 珂瑠/683-707/♂文武天皇(諡) 697-707(第42代)       | 珂瑠/683-707/♂文武天皇(諡) 697-707(第42代)       | 珂瑠/683-707/♂文武天皇(諡) 697-707(第42代)                             | 珂瑠/683-707/♂文武天皇(諡) 697-707(第42代)                             |                                                                        |                                                                        |                                                                        |                                                                        | 大炊/733-765/♂淳仁天皇(諡) 758-764(第47代)        | 大炊/733-765/♂淳仁天皇(諡) 758-764(第47代)        | 大炊/733-765/♂淳仁天皇(諡) 758-764(第47代)        | 大炊/733-765/♂淳仁天皇(諡) 758-764(第47代)        | 大炊/733-765/♂淳仁天皇(諡) 758-764(第47代)        | 大炊/733-765/♂淳仁天皇(諡) 758-764(第47代)        |                                                   |                                                   |                                                  |                                                  |                                                   |                                                   |                                                   |                                                   |                                                   |                                                   |  |  |  |  |  |  |  |  |  |  |  |  |  |  |  |  |  |  |  |  |  |  |  |  |  |  |  |  |  |  |
|                                                           |                                                           |                                                           |                                                           |                                                           |                                                           |                                                           |                                                           |                                                                      |                                                                      |                                                                      |                                                                      | 氷高/680-748/♀元正天皇(諡) 715-724(第44代)                                       | 氷高/680-748/♀元正天皇(諡) 715-724(第44代)                                       | 氷高/680-748/♀元正天皇(諡) 715-724(第44代)                                       | 氷高/680-748/♀元正天皇(諡) 715-724(第44代)                                       | 氷高/680-748/♀元正天皇(諡) 715-724(第44代)                                       | 氷高/680-748/♀元正天皇(諡) 715-724(第44代)                                       |                                                           |                                                           | 珂瑠/683-707/♂文武天皇(諡) 697-707(第42代)                | 珂瑠/683-707/♂文武天皇(諡) 697-707(第42代)                | 珂瑠/683-707/♂文武天皇(諡) 697-707(第42代)       | 珂瑠/683-707/♂文武天皇(諡) 697-707(第42代)       | 珂瑠/683-707/♂文武天皇(諡) 697-707(第42代)                             | 珂瑠/683-707/♂文武天皇(諡) 697-707(第42代)                             |                                                                        |                                                                        |                                                                        |                                                                        | 大炊/733-765/♂淳仁天皇(諡) 758-764(第47代)        | 大炊/733-765/♂淳仁天皇(諡) 758-764(第47代)        | 大炊/733-765/♂淳仁天皇(諡) 758-764(第47代)        | 大炊/733-765/♂淳仁天皇(諡) 758-764(第47代)        | 大炊/733-765/♂淳仁天皇(諡) 758-764(第47代)        | 大炊/733-765/♂淳仁天皇(諡) 758-764(第47代)        |                                                   |                                                   |                                                  |                                                  |                                                   |                                                   |                                                   |                                                   |                                                   |                                                   |  |  |  |  |  |  |  |  |  |  |  |  |  |  |  |  |  |  |  |  |  |  |  |  |  |  |  |  |  |  |
|                                                           |                                                           |                                                           |                                                           |                                                           |                                                           |                                                           |                                                           |                                                                      |                                                                      |                                                                      |                                                                      |                                                                                  |                                                                                  |                                                                                  |                                                                                  |                                                                                  |                                                                                  |                                                           |                                                           | 首/701-756/♂聖武天皇(諡) 724-749(第45代)                  |                                                           |                                                  |                                                  |                                                                        |                                                                        |                                                                        |                                                                        |                                                                        |                                                                        |                                                   |                                                   |                                                   |                                                   |                                                   |                                                   |                                                   |                                                   |                                                  |                                                  |                                                   |                                                   |                                                   |                                                   |                                                   |                                                   |  |  |  |  |  |  |  |  |  |  |  |  |  |  |  |  |  |  |  |  |  |  |  |  |  |  |  |  |  |  |
|                                                           |                                                           |                                                           |                                                           |                                                           |                                                           |                                                           |                                                           |                                                                      |                                                                      |                                                                      |                                                                      |                                                                                  |                                                                                  |                                                                                  |                                                                                  |                                                                                  |                                                                                  |                                                           |                                                           |                                                           |                                                           |                                                  |                                                  |                                                                        |                                                                        |                                                                        |                                                                        |                                                                        |                                                                        |                                                   |                                                   |                                                   |                                                   |                                                   |                                                   |                                                   |                                                   |                                                  |                                                  |                                                   |                                                   |                                                   |                                                   |                                                   |                                                   |  |  |  |  |  |  |  |  |  |  |  |  |  |  |  |  |  |  |  |  |  |  |  |  |  |  |  |  |  |  |
|                                                           |                                                           |                                                           |                                                           |                                                           |                                                           |                                                           |                                                           |                                                                      |                                                                      |                                                                      |                                                                      |                                                                                  |                                                                                  |                                                                                  |                                                                                  |                                                                                  |                                                                                  |                                                           |                                                           |                                                           |                                                           |                                                  |                                                  |                                                                        |                                                                        |                                                                        |                                                                        |                                                                        |                                                                        |                                                   |                                                   |                                                   |                                                   |                                                   |                                                   |                                                   |                                                   |                                                  |                                                  |                                                   |                                                   |                                                   |                                                   |                                                   |                                                   |  |  |  |  |  |  |  |  |  |  |  |  |  |  |  |  |  |  |  |  |  |  |  |  |  |  |  |  |  |  |
|                                                           |                                                           |                                                           |                                                           |                                                           |                                                           |                                                           |                                                           |                                                                      |                                                                      |                                                                      |                                                                      |                                                                                  |                                                                                  |                                                                                  |                                                                                  |                                                                                  |                                                                                  |                                                           |                                                           |                                                           |                                                           |                                                  |                                                  |                                                                        |                                                                        |                                                                        |                                                                        |                                                                        |                                                                        |                                                   |                                                   |                                                   |                                                   |                                                   |                                                   |                                                   |                                                   |                                                  |                                                  |                                                   |                                                   |                                                   |                                                   |                                                   |                                                   |  |  |  |  |  |  |  |  |  |  |  |  |  |  |  |  |  |  |  |  |  |  |  |  |  |  |  |  |  |  |
| 高野新笠/?-790/♀                                          | 高野新笠/?-790/♀                                          | 高野新笠/?-790/♀                                          | 高野新笠/?-790/♀                                          | 高野新笠/?-790/♀                                          | 高野新笠/?-790/♀                                          |                                                           |                                                           | 白壁/709-782/♂光仁天皇(諡) 770-781(第49代)                           | 白壁/709-782/♂光仁天皇(諡) 770-781(第49代)                           | 白壁/709-782/♂光仁天皇(諡) 770-781(第49代)                           | 白壁/709-782/♂光仁天皇(諡) 770-781(第49代)                           | 白壁/709-782/♂光仁天皇(諡) 770-781(第49代)                                       | 白壁/709-782/♂光仁天皇(諡) 770-781(第49代)                                       |                                                                                  |                                                                                  | 井上/717-775/♀                                                                   | 井上/717-775/♀                                                                   | 井上/717-775/♀                                            | 井上/717-775/♀                                            | 井上/717-775/♀                                            | 井上/717-775/♀                                            |                                                  |                                                  | 阿倍/718-770/♀孝謙天皇(諡) 749-758(第46代)称徳天皇(諡) 764-770(第48代) | 阿倍/718-770/♀孝謙天皇(諡) 749-758(第46代)称徳天皇(諡) 764-770(第48代) | 阿倍/718-770/♀孝謙天皇(諡) 749-758(第46代)称徳天皇(諡) 764-770(第48代) | 阿倍/718-770/♀孝謙天皇(諡) 749-758(第46代)称徳天皇(諡) 764-770(第48代) | 阿倍/718-770/♀孝謙天皇(諡) 749-758(第46代)称徳天皇(諡) 764-770(第48代) | 阿倍/718-770/♀孝謙天皇(諡) 749-758(第46代)称徳天皇(諡) 764-770(第48代) |                                                   |                                                   |                                                   |                                                   |                                                   |                                                   |                                                   |                                                   |                                                  |                                                  |                                                   |                                                   |                                                   |                                                   |                                                   |                                                   |  |  |  |  |  |  |  |  |  |  |  |  |  |  |  |  |  |  |  |  |  |  |  |  |  |  |  |  |  |  |
| 高野新笠/?-790/♀                                          | 高野新笠/?-790/♀                                          | 高野新笠/?-790/♀                                          | 高野新笠/?-790/♀                                          | 高野新笠/?-790/♀                                          | 高野新笠/?-790/♀                                          |                                                           |                                                           | 白壁/709-782/♂光仁天皇(諡) 770-781(第49代)                           | 白壁/709-782/♂光仁天皇(諡) 770-781(第49代)                           | 白壁/709-782/♂光仁天皇(諡) 770-781(第49代)                           | 白壁/709-782/♂光仁天皇(諡) 770-781(第49代)                           | 白壁/709-782/♂光仁天皇(諡) 770-781(第49代)                                       | 白壁/709-782/♂光仁天皇(諡) 770-781(第49代)                                       |                                                                                  |                                                                                  | 井上/717-775/♀                                                                   | 井上/717-775/♀                                                                   | 井上/717-775/♀                                            | 井上/717-775/♀                                            | 井上/717-775/♀                                            | 井上/717-775/♀                                            |                                                  |                                                  | 阿倍/718-770/♀孝謙天皇(諡) 749-758(第46代)称徳天皇(諡) 764-770(第48代) | 阿倍/718-770/♀孝謙天皇(諡) 749-758(第46代)称徳天皇(諡) 764-770(第48代) | 阿倍/718-770/♀孝謙天皇(諡) 749-758(第46代)称徳天皇(諡) 764-770(第48代) | 阿倍/718-770/♀孝謙天皇(諡) 749-758(第46代)称徳天皇(諡) 764-770(第48代) | 阿倍/718-770/♀孝謙天皇(諡) 749-758(第46代)称徳天皇(諡) 764-770(第48代) | 阿倍/718-770/♀孝謙天皇(諡) 749-758(第46代)称徳天皇(諡) 764-770(第48代) |                                                   |                                                   |                                                   |                                                   |                                                   |                                                   |                                                   |                                                   |                                                  |                                                  |                                                   |                                                   |                                                   |                                                   |                                                   |                                                   |  |  |  |  |  |  |  |  |  |  |  |  |  |  |  |  |  |  |  |  |  |  |  |  |  |  |  |  |  |  |
|                                                           |                                                           |                                                           |                                                           |                                                           |                                                           |                                                           |                                                           |                                                                      |                                                                      |                                                                      |                                                                      |                                                                                  |                                                                                  |                                                                                  |                                                                                  |                                                                                  |                                                                                  |                                                           |                                                           |                                                           |                                                           |                                                  |                                                  |                                                                        |                                                                        |                                                                        |                                                                        |                                                                        |                                                                        |                                                   |                                                   |                                                   |                                                   |                                                   |                                                   |                                                   |                                                   |                                                  |                                                  |                                                   |                                                   |                                                   |                                                   |                                                   |                                                   |  |  |  |  |  |  |  |  |  |  |  |  |  |  |  |  |  |  |  |  |  |  |  |  |  |  |  |  |  |  |
|                                                           |                                                           |                                                           |                                                           |                                                           |                                                           |                                                           |                                                           |                                                                      |                                                                      |                                                                      |                                                                      |                                                                                  |                                                                                  |                                                                                  |                                                                                  |                                                                                  |                                                                                  |                                                           |                                                           |                                                           |                                                           |                                                  |                                                  |                                                                        |                                                                        |                                                                        |                                                                        |                                                                        |                                                                        |                                                   |                                                   |                                                   |                                                   |                                                   |                                                   |                                                   |                                                   |                                                  |                                                  |                                                   |                                                   |                                                   |                                                   |                                                   |                                                   |  |  |  |  |  |  |  |  |  |  |  |  |  |  |  |  |  |  |  |  |  |  |  |  |  |  |  |  |  |  |
|                                                           |                                                           |                                                           |                                                           | 山部/737-806/♂桓武天皇(諡) (別名: 柏原帝) 781-806(第50代) | 山部/737-806/♂桓武天皇(諡) (別名: 柏原帝) 781-806(第50代) | 山部/737-806/♂桓武天皇(諡) (別名: 柏原帝) 781-806(第50代) | 山部/737-806/♂桓武天皇(諡) (別名: 柏原帝) 781-806(第50代) | 山部/737-806/♂桓武天皇(諡) (別名: 柏原帝) 781-806(第50代)            | 山部/737-806/♂桓武天皇(諡) (別名: 柏原帝) 781-806(第50代)            |                                                                      |                                                                      | 早良/750?-785/♂崇道天皇(諡) (追尊)                                               | 早良/750?-785/♂崇道天皇(諡) (追尊)                                               | 早良/750?-785/♂崇道天皇(諡) (追尊)                                               | 早良/750?-785/♂崇道天皇(諡) (追尊)                                               | 早良/750?-785/♂崇道天皇(諡) (追尊)                                               | 早良/750?-785/♂崇道天皇(諡) (追尊)                                               |                                                           |                                                           |                                                           |                                                           |                                                  |                                                  |                                                                        |                                                                        |                                                                        |                                                                        |                                                                        |                                                                        |                                                   |                                                   |                                                   |                                                   |                                                   |                                                   |                                                   |                                                   |                                                  |                                                  |                                                   |                                                   |                                                   |                                                   |                                                   |                                                   |  |  |  |  |  |  |  |  |  |  |  |  |  |  |  |  |  |  |  |  |  |  |  |  |  |  |  |  |  |  |
|                                                           |                                                           |                                                           |                                                           | 山部/737-806/♂桓武天皇(諡) (別名: 柏原帝) 781-806(第50代) | 山部/737-806/♂桓武天皇(諡) (別名: 柏原帝) 781-806(第50代) | 山部/737-806/♂桓武天皇(諡) (別名: 柏原帝) 781-806(第50代) | 山部/737-806/♂桓武天皇(諡) (別名: 柏原帝) 781-806(第50代) | 山部/737-806/♂桓武天皇(諡) (別名: 柏原帝) 781-806(第50代)            | 山部/737-806/♂桓武天皇(諡) (別名: 柏原帝) 781-806(第50代)            |                                                                      |                                                                      | 早良/750?-785/♂崇道天皇(諡) (追尊)                                               | 早良/750?-785/♂崇道天皇(諡) (追尊)                                               | 早良/750?-785/♂崇道天皇(諡) (追尊)                                               | 早良/750?-785/♂崇道天皇(諡) (追尊)                                               | 早良/750?-785/♂崇道天皇(諡) (追尊)                                               | 早良/750?-785/♂崇道天皇(諡) (追尊)                                               |                                                           |                                                           |                                                           |                                                           |                                                  |                                                  |                                                                        |                                                                        |                                                                        |                                                                        |                                                                        |                                                                        |                                                   |                                                   |                                                   |                                                   |                                                   |                                                   |                                                   |                                                   |                                                  |                                                  |                                                   |                                                   |                                                   |                                                   |                                                   |                                                   |  |  |  |  |  |  |  |  |  |  |  |  |  |  |  |  |  |  |  |  |  |  |  |  |  |  |  |  |  |  |
|                                                           |                                                           |                                                           |                                                           |                                                           |                                                           |                                                           |                                                           |                                                                      |                                                                      |                                                                      |                                                                      |                                                                                  |                                                                                  |                                                                                  |                                                                                  |                                                                                  |                                                                                  |                                                           |                                                           |                                                           |                                                           |                                                  |                                                  |                                                                        |                                                                        |                                                                        |                                                                        |                                                                        |                                                                        |                                                   |                                                   |                                                   |                                                   |                                                   |                                                   |                                                   |                                                   |                                                  |                                                  |                                                   |                                                   |                                                   |                                                   |                                                   |                                                   |  |  |  |  |  |  |  |  |  |  |  |  |  |  |  |  |  |  |  |  |  |  |  |  |  |  |  |  |  |  |
| 安殿/774-824/♂平城天皇(諡) (別名: 奈良帝) 806-809(第51代) | 安殿/774-824/♂平城天皇(諡) (別名: 奈良帝) 806-809(第51代) | 安殿/774-824/♂平城天皇(諡) (別名: 奈良帝) 806-809(第51代) | 安殿/774-824/♂平城天皇(諡) (別名: 奈良帝) 806-809(第51代) | 安殿/774-824/♂平城天皇(諡) (別名: 奈良帝) 806-809(第51代) | 安殿/774-824/♂平城天皇(諡) (別名: 奈良帝) 806-809(第51代) |                                                           |                                                           | 神野/786-842/♂嵯峨天皇(諡) 809-823(第52代)                           | 神野/786-842/♂嵯峨天皇(諡) 809-823(第52代)                           | 神野/786-842/♂嵯峨天皇(諡) 809-823(第52代)                           | 神野/786-842/♂嵯峨天皇(諡) 809-823(第52代)                           | 神野/786-842/♂嵯峨天皇(諡) 809-823(第52代)                                       | 神野/786-842/♂嵯峨天皇(諡) 809-823(第52代)                                       |                                                                                  |                                                                                  | 大伴/786-840/♂淳和天皇(諡) (別名: 西院帝) 823-833(第53代)                        | 大伴/786-840/♂淳和天皇(諡) (別名: 西院帝) 823-833(第53代)                        | 大伴/786-840/♂淳和天皇(諡) (別名: 西院帝) 823-833(第53代) | 大伴/786-840/♂淳和天皇(諡) (別名: 西院帝) 823-833(第53代) | 大伴/786-840/♂淳和天皇(諡) (別名: 西院帝) 823-833(第53代) | 大伴/786-840/♂淳和天皇(諡) (別名: 西院帝) 823-833(第53代) |                                                  |                                                  |                                                                        |                                                                        |                                                                        |                                                                        |                                                                        |                                                                        |                                                   |                                                   |                                                   |                                                   |                                                   |                                                   |                                                   |                                                   |                                                  |                                                  |                                                   |                                                   |                                                   |                                                   |                                                   |                                                   |  |  |  |  |  |  |  |  |  |  |  |  |  |  |  |  |  |  |  |  |  |  |  |  |  |  |  |  |  |  |
| 安殿/774-824/♂平城天皇(諡) (別名: 奈良帝) 806-809(第51代) | 安殿/774-824/♂平城天皇(諡) (別名: 奈良帝) 806-809(第51代) | 安殿/774-824/♂平城天皇(諡) (別名: 奈良帝) 806-809(第51代) | 安殿/774-824/♂平城天皇(諡) (別名: 奈良帝) 806-809(第51代) | 安殿/774-824/♂平城天皇(諡) (別名: 奈良帝) 806-809(第51代) | 安殿/774-824/♂平城天皇(諡) (別名: 奈良帝) 806-809(第51代) |                                                           |                                                           | 神野/786-842/♂嵯峨天皇(諡) 809-823(第52代)                           | 神野/786-842/♂嵯峨天皇(諡) 809-823(第52代)                           | 神野/786-842/♂嵯峨天皇(諡) 809-823(第52代)                           | 神野/786-842/♂嵯峨天皇(諡) 809-823(第52代)                           | 神野/786-842/♂嵯峨天皇(諡) 809-823(第52代)                                       | 神野/786-842/♂嵯峨天皇(諡) 809-823(第52代)                                       |                                                                                  |                                                                                  | 大伴/786-840/♂淳和天皇(諡) (別名: 西院帝) 823-833(第53代)                        | 大伴/786-840/♂淳和天皇(諡) (別名: 西院帝) 823-833(第53代)                        | 大伴/786-840/♂淳和天皇(諡) (別名: 西院帝) 823-833(第53代) | 大伴/786-840/♂淳和天皇(諡) (別名: 西院帝) 823-833(第53代) | 大伴/786-840/♂淳和天皇(諡) (別名: 西院帝) 823-833(第53代) | 大伴/786-840/♂淳和天皇(諡) (別名: 西院帝) 823-833(第53代) |                                                  |                                                  |                                                                        |                                                                        |                                                                        |                                                                        |                                                                        |                                                                        |                                                   |                                                   |                                                   |                                                   |                                                   |                                                   |                                                   |                                                   |                                                  |                                                  |                                                   |                                                   |                                                   |                                                   |                                                   |                                                   |  |  |  |  |  |  |  |  |  |  |  |  |  |  |  |  |  |  |  |  |  |  |  |  |  |  |  |  |  |  |
|                                                           |                                                           |                                                           |                                                           |                                                           |                                                           |                                                           |                                                           | 正良/810-850/♂仁明天皇(諡) (別名: 深草帝) 833-850(第54代)            |                                                                      |                                                                      |                                                                      |                                                                                  |                                                                                  |                                                                                  |                                                                                  |                                                                                  |                                                                                  |                                                           |                                                           |                                                           |                                                           |                                                  |                                                  |                                                                        |                                                                        |                                                                        |                                                                        |                                                                        |                                                                        |                                                   |                                                   |                                                   |                                                   |                                                   |                                                   |                                                   |                                                   |                                                  |                                                  |                                                   |                                                   |                                                   |                                                   |                                                   |                                                   |  |  |  |  |  |  |  |  |  |  |  |  |  |  |  |  |  |  |  |  |  |  |  |  |  |  |  |  |  |  |
|                                                           |                                                           |                                                           |                                                           |                                                           |                                                           |                                                           |                                                           |                                                                      |                                                                      |                                                                      |                                                                      |                                                                                  |                                                                                  |                                                                                  |                                                                                  |                                                                                  |                                                                                  |                                                           |                                                           |                                                           |                                                           |                                                  |                                                  |                                                                        |                                                                        |                                                                        |                                                                        |                                                                        |                                                                        |                                                   |                                                   |                                                   |                                                   |                                                   |                                                   |                                                   |                                                   |                                                  |                                                  |                                                   |                                                   |                                                   |                                                   |                                                   |                                                   |  |  |  |  |  |  |  |  |  |  |  |  |  |  |  |  |  |  |  |  |  |  |  |  |  |  |  |  |  |  |
|                                                           |                                                           |                                                           |                                                           |                                                           |                                                           |                                                           |                                                           |                                                                      |                                                                      |                                                                      |                                                                      |                                                                                  |                                                                                  |                                                                                  |                                                                                  |                                                                                  |                                                                                  |                                                           |                                                           |                                                           |                                                           |                                                  |                                                  |                                                                        |                                                                        |                                                                        |                                                                        |                                                                        |                                                                        |                                                   |                                                   |                                                   |                                                   |                                                   |                                                   |                                                   |                                                   |                                                  |                                                  |                                                   |                                                   |                                                   |                                                   |                                                   |                                                   |  |  |  |  |  |  |  |  |  |  |  |  |  |  |  |  |  |  |  |  |  |  |  |  |  |  |  |  |  |  |
|                                                           |                                                           |                                                           |                                                           | 道康/827-858/♂文徳天皇(諡) (別名: 田邑帝) 850-858(第55代) | 道康/827-858/♂文徳天皇(諡) (別名: 田邑帝) 850-858(第55代) | 道康/827-858/♂文徳天皇(諡) (別名: 田邑帝) 850-858(第55代) | 道康/827-858/♂文徳天皇(諡) (別名: 田邑帝) 850-858(第55代) | 道康/827-858/♂文徳天皇(諡) (別名: 田邑帝) 850-858(第55代)            | 道康/827-858/♂文徳天皇(諡) (別名: 田邑帝) 850-858(第55代)            |                                                                      |                                                                      | 時康/830-887/♂光孝天皇(諡) (別名: 小松帝) 884-887(第58代)                        | 時康/830-887/♂光孝天皇(諡) (別名: 小松帝) 884-887(第58代)                        | 時康/830-887/♂光孝天皇(諡) (別名: 小松帝) 884-887(第58代)                        | 時康/830-887/♂光孝天皇(諡) (別名: 小松帝) 884-887(第58代)                        | 時康/830-887/♂光孝天皇(諡) (別名: 小松帝) 884-887(第58代)                        | 時康/830-887/♂光孝天皇(諡) (別名: 小松帝) 884-887(第58代)                        |                                                           |                                                           |                                                           |                                                           |                                                  |                                                  |                                                                        |                                                                        |                                                                        |                                                                        |                                                                        |                                                                        |                                                   |                                                   |                                                   |                                                   |                                                   |                                                   |                                                   |                                                   |                                                  |                                                  |                                                   |                                                   |                                                   |                                                   |                                                   |                                                   |  |  |  |  |  |  |  |  |  |  |  |  |  |  |  |  |  |  |  |  |  |  |  |  |  |  |  |  |  |  |
|                                                           |                                                           |                                                           |                                                           | 道康/827-858/♂文徳天皇(諡) (別名: 田邑帝) 850-858(第55代) | 道康/827-858/♂文徳天皇(諡) (別名: 田邑帝) 850-858(第55代) | 道康/827-858/♂文徳天皇(諡) (別名: 田邑帝) 850-858(第55代) | 道康/827-858/♂文徳天皇(諡) (別名: 田邑帝) 850-858(第55代) | 道康/827-858/♂文徳天皇(諡) (別名: 田邑帝) 850-858(第55代)            | 道康/827-858/♂文徳天皇(諡) (別名: 田邑帝) 850-858(第55代)            |                                                                      |                                                                      | 時康/830-887/♂光孝天皇(諡) (別名: 小松帝) 884-887(第58代)                        | 時康/830-887/♂光孝天皇(諡) (別名: 小松帝) 884-887(第58代)                        | 時康/830-887/♂光孝天皇(諡) (別名: 小松帝) 884-887(第58代)                        | 時康/830-887/♂光孝天皇(諡) (別名: 小松帝) 884-887(第58代)                        | 時康/830-887/♂光孝天皇(諡) (別名: 小松帝) 884-887(第58代)                        | 時康/830-887/♂光孝天皇(諡) (別名: 小松帝) 884-887(第58代)                        |                                                           |                                                           |                                                           |                                                           |                                                  |                                                  |                                                                        |                                                                        |                                                                        |                                                                        |                                                                        |                                                                        |                                                   |                                                   |                                                   |                                                   |                                                   |                                                   |                                                   |                                                   |                                                  |                                                  |                                                   |                                                   |                                                   |                                                   |                                                   |                                                   |  |  |  |  |  |  |  |  |  |  |  |  |  |  |  |  |  |  |  |  |  |  |  |  |  |  |  |  |  |  |
|                                                           |                                                           |                                                           |                                                           | 惟仁/850-880/♂清和天皇(諡) (別名: 水尾帝) 858-876(第56代) | 惟仁/850-880/♂清和天皇(諡) (別名: 水尾帝) 858-876(第56代) | 惟仁/850-880/♂清和天皇(諡) (別名: 水尾帝) 858-876(第56代) | 惟仁/850-880/♂清和天皇(諡) (別名: 水尾帝) 858-876(第56代) | 惟仁/850-880/♂清和天皇(諡) (別名: 水尾帝) 858-876(第56代)            | 惟仁/850-880/♂清和天皇(諡) (別名: 水尾帝) 858-876(第56代)            |                                                                      |                                                                      | 定省/867-931/♂宇多天皇(諡) 887-897(第59代)                                       | 定省/867-931/♂宇多天皇(諡) 887-897(第59代)                                       | 定省/867-931/♂宇多天皇(諡) 887-897(第59代)                                       | 定省/867-931/♂宇多天皇(諡) 887-897(第59代)                                       | 定省/867-931/♂宇多天皇(諡) 887-897(第59代)                                       | 定省/867-931/♂宇多天皇(諡) 887-897(第59代)                                       |                                                           |                                                           |                                                           |                                                           |                                                  |                                                  |                                                                        |                                                                        |                                                                        |                                                                        |                                                                        |                                                                        |                                                   |                                                   |                                                   |                                                   |                                                   |                                                   |                                                   |                                                   |                                                  |                                                  |                                                   |                                                   |                                                   |                                                   |                                                   |                                                   |  |  |  |  |  |  |  |  |  |  |  |  |  |  |  |  |  |  |  |  |  |  |  |  |  |  |  |  |  |  |
|                                                           |                                                           |                                                           |                                                           | 惟仁/850-880/♂清和天皇(諡) (別名: 水尾帝) 858-876(第56代) | 惟仁/850-880/♂清和天皇(諡) (別名: 水尾帝) 858-876(第56代) | 惟仁/850-880/♂清和天皇(諡) (別名: 水尾帝) 858-876(第56代) | 惟仁/850-880/♂清和天皇(諡) (別名: 水尾帝) 858-876(第56代) | 惟仁/850-880/♂清和天皇(諡) (別名: 水尾帝) 858-876(第56代)            | 惟仁/850-880/♂清和天皇(諡) (別名: 水尾帝) 858-876(第56代)            |                                                                      |                                                                      | 定省/867-931/♂宇多天皇(諡) 887-897(第59代)                                       | 定省/867-931/♂宇多天皇(諡) 887-897(第59代)                                       | 定省/867-931/♂宇多天皇(諡) 887-897(第59代)                                       | 定省/867-931/♂宇多天皇(諡) 887-897(第59代)                                       | 定省/867-931/♂宇多天皇(諡) 887-897(第59代)                                       | 定省/867-931/♂宇多天皇(諡) 887-897(第59代)                                       |                                                           |                                                           |                                                           |                                                           |                                                  |                                                  |                                                                        |                                                                        |                                                                        |                                                                        |                                                                        |                                                                        |                                                   |                                                   |                                                   |                                                   |                                                   |                                                   |                                                   |                                                   |                                                  |                                                  |                                                   |                                                   |                                                   |                                                   |                                                   |                                                   |  |  |  |  |  |  |  |  |  |  |  |  |  |  |  |  |  |  |  |  |  |  |  |  |  |  |  |  |  |  |
|                                                           |                                                           |                                                           |                                                           | 貞明/869-949/♂陽成天皇(諡) 876-884(第57代)                | 貞明/869-949/♂陽成天皇(諡) 876-884(第57代)                | 貞明/869-949/♂陽成天皇(諡) 876-884(第57代)                | 貞明/869-949/♂陽成天皇(諡) 876-884(第57代)                | 貞明/869-949/♂陽成天皇(諡) 876-884(第57代)                           | 貞明/869-949/♂陽成天皇(諡) 876-884(第57代)                           |                                                                      |                                                                      | 敦仁/885-930/♂醍醐天皇(諡) 897-930(第60代)                                       | 敦仁/885-930/♂醍醐天皇(諡) 897-930(第60代)                                       | 敦仁/885-930/♂醍醐天皇(諡) 897-930(第60代)                                       | 敦仁/885-930/♂醍醐天皇(諡) 897-930(第60代)                                       | 敦仁/885-930/♂醍醐天皇(諡) 897-930(第60代)                                       | 敦仁/885-930/♂醍醐天皇(諡) 897-930(第60代)                                       |                                                           |                                                           |                                                           |                                                           |                                                  |                                                  |                                                                        |                                                                        |                                                                        |                                                                        |                                                                        |                                                                        |                                                   |                                                   |                                                   |                                                   |                                                   |                                                   |                                                   |                                                   |                                                  |                                                  |                                                   |                                                   |                                                   |                                                   |                                                   |                                                   |  |  |  |  |  |  |  |  |  |  |  |  |  |  |  |  |  |  |  |  |  |  |  |  |  |  |  |  |  |  |
|                                                           |                                                           |                                                           |                                                           | 貞明/869-949/♂陽成天皇(諡) 876-884(第57代)                | 貞明/869-949/♂陽成天皇(諡) 876-884(第57代)                | 貞明/869-949/♂陽成天皇(諡) 876-884(第57代)                | 貞明/869-949/♂陽成天皇(諡) 876-884(第57代)                | 貞明/869-949/♂陽成天皇(諡) 876-884(第57代)                           | 貞明/869-949/♂陽成天皇(諡) 876-884(第57代)                           |                                                                      |                                                                      | 敦仁/885-930/♂醍醐天皇(諡) 897-930(第60代)                                       | 敦仁/885-930/♂醍醐天皇(諡) 897-930(第60代)                                       | 敦仁/885-930/♂醍醐天皇(諡) 897-930(第60代)                                       | 敦仁/885-930/♂醍醐天皇(諡) 897-930(第60代)                                       | 敦仁/885-930/♂醍醐天皇(諡) 897-930(第60代)                                       | 敦仁/885-930/♂醍醐天皇(諡) 897-930(第60代)                                       |                                                           |                                                           |                                                           |                                                           |                                                  |                                                  |                                                                        |                                                                        |                                                                        |                                                                        |                                                                        |                                                                        |                                                   |                                                   |                                                   |                                                   |                                                   |                                                   |                                                   |                                                   |                                                  |                                                  |                                                   |                                                   |                                                   |                                                   |                                                   |                                                   |  |  |  |  |  |  |  |  |  |  |  |  |  |  |  |  |  |  |  |  |  |  |  |  |  |  |  |  |  |  |
|                                                           |                                                           |                                                           |                                                           |                                                           |                                                           |                                                           |                                                           |                                                                      |                                                                      |                                                                      |                                                                      |                                                                                  |                                                                                  |                                                                                  |                                                                                  |                                                                                  |                                                                                  |                                                           |                                                           |                                                           |                                                           |                                                  |                                                  |                                                                        |                                                                        |                                                                        |                                                                        |                                                                        |                                                                        |                                                   |                                                   |                                                   |                                                   |                                                   |                                                   |                                                   |                                                   |                                                  |                                                  |                                                   |                                                   |                                                   |                                                   |                                                   |                                                   |  |  |  |  |  |  |  |  |  |  |  |  |  |  |  |  |  |  |  |  |  |  |  |  |  |  |  |  |  |  |
|                                                           |                                                           |                                                           |                                                           |                                                           |                                                           |                                                           |                                                           | 寛明/923-952/♂朱雀天皇(諡) 930-946(第61代)                           | 寛明/923-952/♂朱雀天皇(諡) 930-946(第61代)                           | 寛明/923-952/♂朱雀天皇(諡) 930-946(第61代)                           | 寛明/923-952/♂朱雀天皇(諡) 930-946(第61代)                           | 寛明/923-952/♂朱雀天皇(諡) 930-946(第61代)                                       | 寛明/923-952/♂朱雀天皇(諡) 930-946(第61代)                                       |                                                                                  |                                                                                  | 成明/926-967/♂村上天皇(諡) 946-967(第62代)                                       | 成明/926-967/♂村上天皇(諡) 946-967(第62代)                                       | 成明/926-967/♂村上天皇(諡) 946-967(第62代)                | 成明/926-967/♂村上天皇(諡) 946-967(第62代)                | 成明/926-967/♂村上天皇(諡) 946-967(第62代)                | 成明/926-967/♂村上天皇(諡) 946-967(第62代)                |                                                  |                                                  |                                                                        |                                                                        |                                                                        |                                                                        |                                                                        |                                                                        |                                                   |                                                   |                                                   |                                                   |                                                   |                                                   |                                                   |                                                   |                                                  |                                                  |                                                   |                                                   |                                                   |                                                   |                                                   |                                                   |  |  |  |  |  |  |  |  |  |  |  |  |  |  |  |  |  |  |  |  |  |  |  |  |  |  |  |  |  |  |
|                                                           |                                                           |                                                           |                                                           |                                                           |                                                           |                                                           |                                                           | 寛明/923-952/♂朱雀天皇(諡) 930-946(第61代)                           | 寛明/923-952/♂朱雀天皇(諡) 930-946(第61代)                           | 寛明/923-952/♂朱雀天皇(諡) 930-946(第61代)                           | 寛明/923-952/♂朱雀天皇(諡) 930-946(第61代)                           | 寛明/923-952/♂朱雀天皇(諡) 930-946(第61代)                                       | 寛明/923-952/♂朱雀天皇(諡) 930-946(第61代)                                       |                                                                                  |                                                                                  | 成明/926-967/♂村上天皇(諡) 946-967(第62代)                                       | 成明/926-967/♂村上天皇(諡) 946-967(第62代)                                       | 成明/926-967/♂村上天皇(諡) 946-967(第62代)                | 成明/926-967/♂村上天皇(諡) 946-967(第62代)                | 成明/926-967/♂村上天皇(諡) 946-967(第62代)                | 成明/926-967/♂村上天皇(諡) 946-967(第62代)                |                                                  |                                                  |                                                                        |                                                                        |                                                                        |                                                                        |                                                                        |                                                                        |                                                   |                                                   |                                                   |                                                   |                                                   |                                                   |                                                   |                                                   |                                                  |                                                  |                                                   |                                                   |                                                   |                                                   |                                                   |                                                   |  |  |  |  |  |  |  |  |  |  |  |  |  |  |  |  |  |  |  |  |  |  |  |  |  |  |  |  |  |  |
|                                                           |                                                           |                                                           |                                                           |                                                           |                                                           |                                                           |                                                           |                                                                      |                                                                      |                                                                      |                                                                      |                                                                                  |                                                                                  |                                                                                  |                                                                                  |                                                                                  |                                                                                  |                                                           |                                                           |                                                           |                                                           |                                                  |                                                  |                                                                        |                                                                        |                                                                        |                                                                        |                                                                        |                                                                        |                                                   |                                                   |                                                   |                                                   |                                                   |                                                   |                                                   |                                                   |                                                  |                                                  |                                                   |                                                   |                                                   |                                                   |                                                   |                                                   |  |  |  |  |  |  |  |  |  |  |  |  |  |  |  |  |  |  |  |  |  |  |  |  |  |  |  |  |  |  |
|                                                           |                                                           |                                                           |                                                           | 憲平/950-1011/♂冷泉天皇(諡) 967-969(第63代)               | 憲平/950-1011/♂冷泉天皇(諡) 967-969(第63代)               | 憲平/950-1011/♂冷泉天皇(諡) 967-969(第63代)               | 憲平/950-1011/♂冷泉天皇(諡) 967-969(第63代)               | 憲平/950-1011/♂冷泉天皇(諡) 967-969(第63代)                          | 憲平/950-1011/♂冷泉天皇(諡) 967-969(第63代)                          |                                                                      |                                                                      |                                                                                  |                                                                                  |                                                                                  |                                                                                  |                                                                                  |                                                                                  |                                                           |                                                           | 守平/959-991/♂圓融天皇(諡) 969-984(第64代)                | 守平/959-991/♂圓融天皇(諡) 969-984(第64代)                | 守平/959-991/♂圓融天皇(諡) 969-984(第64代)       | 守平/959-991/♂圓融天皇(諡) 969-984(第64代)       | 守平/959-991/♂圓融天皇(諡) 969-984(第64代)                             | 守平/959-991/♂圓融天皇(諡) 969-984(第64代)                             |                                                                        |                                                                        |                                                                        |                                                                        |                                                   |                                                   |                                                   |                                                   |                                                   |                                                   |                                                   |                                                   |                                                  |                                                  |                                                   |                                                   |                                                   |                                                   |                                                   |                                                   |  |  |  |  |  |  |  |  |  |  |  |  |  |  |  |  |  |  |  |  |  |  |  |  |  |  |  |  |  |  |
|                                                           |                                                           |                                                           |                                                           | 憲平/950-1011/♂冷泉天皇(諡) 967-969(第63代)               | 憲平/950-1011/♂冷泉天皇(諡) 967-969(第63代)               | 憲平/950-1011/♂冷泉天皇(諡) 967-969(第63代)               | 憲平/950-1011/♂冷泉天皇(諡) 967-969(第63代)               | 憲平/950-1011/♂冷泉天皇(諡) 967-969(第63代)                          | 憲平/950-1011/♂冷泉天皇(諡) 967-969(第63代)                          |                                                                      |                                                                      |                                                                                  |                                                                                  |                                                                                  |                                                                                  |                                                                                  |                                                                                  |                                                           |                                                           | 守平/959-991/♂圓融天皇(諡) 969-984(第64代)                | 守平/959-991/♂圓融天皇(諡) 969-984(第64代)                | 守平/959-991/♂圓融天皇(諡) 969-984(第64代)       | 守平/959-991/♂圓融天皇(諡) 969-984(第64代)       | 守平/959-991/♂圓融天皇(諡) 969-984(第64代)                             | 守平/959-991/♂圓融天皇(諡) 969-984(第64代)                             |                                                                        |                                                                        |                                                                        |                                                                        |                                                   |                                                   |                                                   |                                                   |                                                   |                                                   |                                                   |                                                   |                                                  |                                                  |                                                   |                                                   |                                                   |                                                   |                                                   |                                                   |  |  |  |  |  |  |  |  |  |  |  |  |  |  |  |  |  |  |  |  |  |  |  |  |  |  |  |  |  |  |
|                                                           |                                                           |                                                           |                                                           |                                                           |                                                           |                                                           |                                                           |                                                                      |                                                                      |                                                                      |                                                                      |                                                                                  |                                                                                  |                                                                                  |                                                                                  |                                                                                  |                                                                                  |                                                           |                                                           |                                                           |                                                           |                                                  |                                                  |                                                                        |                                                                        |                                                                        |                                                                        |                                                                        |                                                                        |                                                   |                                                   |                                                   |                                                   |                                                   |                                                   |                                                   |                                                   |                                                  |                                                  |                                                   |                                                   |                                                   |                                                   |                                                   |                                                   |  |  |  |  |  |  |  |  |  |  |  |  |  |  |  |  |  |  |  |  |  |  |  |  |  |  |  |  |  |  |
| 師貞/968-1008/♂花山天皇(諡) 984-986(第65代)               | 師貞/968-1008/♂花山天皇(諡) 984-986(第65代)               | 師貞/968-1008/♂花山天皇(諡) 984-986(第65代)               | 師貞/968-1008/♂花山天皇(諡) 984-986(第65代)               | 師貞/968-1008/♂花山天皇(諡) 984-986(第65代)               | 師貞/968-1008/♂花山天皇(諡) 984-986(第65代)               |                                                           |                                                           | 居貞/976-1017/♂三條天皇(諡) 1011-1016(第67代)                        | 居貞/976-1017/♂三條天皇(諡) 1011-1016(第67代)                        | 居貞/976-1017/♂三條天皇(諡) 1011-1016(第67代)                        | 居貞/976-1017/♂三條天皇(諡) 1011-1016(第67代)                        | 居貞/976-1017/♂三條天皇(諡) 1011-1016(第67代)                                    | 居貞/976-1017/♂三條天皇(諡) 1011-1016(第67代)                                    |                                                                                  |                                                                                  |                                                                                  |                                                                                  |                                                           |                                                           | 懐仁/980-1011/♂一條天皇(諡) 986-1011(第66代)              | 懐仁/980-1011/♂一條天皇(諡) 986-1011(第66代)              | 懐仁/980-1011/♂一條天皇(諡) 986-1011(第66代)     | 懐仁/980-1011/♂一條天皇(諡) 986-1011(第66代)     | 懐仁/980-1011/♂一條天皇(諡) 986-1011(第66代)                           | 懐仁/980-1011/♂一條天皇(諡) 986-1011(第66代)                           |                                                                        |                                                                        |                                                                        |                                                                        |                                                   |                                                   |                                                   |                                                   |                                                   |                                                   |                                                   |                                                   |                                                  |                                                  |                                                   |                                                   |                                                   |                                                   |                                                   |                                                   |  |  |  |  |  |  |  |  |  |  |  |  |  |  |  |  |  |  |  |  |  |  |  |  |  |  |  |  |  |  |
| 師貞/968-1008/♂花山天皇(諡) 984-986(第65代)               | 師貞/968-1008/♂花山天皇(諡) 984-986(第65代)               | 師貞/968-1008/♂花山天皇(諡) 984-986(第65代)               | 師貞/968-1008/♂花山天皇(諡) 984-986(第65代)               | 師貞/968-1008/♂花山天皇(諡) 984-986(第65代)               | 師貞/968-1008/♂花山天皇(諡) 984-986(第65代)               |                                                           |                                                           | 居貞/976-1017/♂三條天皇(諡) 1011-1016(第67代)                        | 居貞/976-1017/♂三條天皇(諡) 1011-1016(第67代)                        | 居貞/976-1017/♂三條天皇(諡) 1011-1016(第67代)                        | 居貞/976-1017/♂三條天皇(諡) 1011-1016(第67代)                        | 居貞/976-1017/♂三條天皇(諡) 1011-1016(第67代)                                    | 居貞/976-1017/♂三條天皇(諡) 1011-1016(第67代)                                    |                                                                                  |                                                                                  |                                                                                  |                                                                                  |                                                           |                                                           | 懐仁/980-1011/♂一條天皇(諡) 986-1011(第66代)              | 懐仁/980-1011/♂一條天皇(諡) 986-1011(第66代)              | 懐仁/980-1011/♂一條天皇(諡) 986-1011(第66代)     | 懐仁/980-1011/♂一條天皇(諡) 986-1011(第66代)     | 懐仁/980-1011/♂一條天皇(諡) 986-1011(第66代)                           | 懐仁/980-1011/♂一條天皇(諡) 986-1011(第66代)                           |                                                                        |                                                                        |                                                                        |                                                                        |                                                   |                                                   |                                                   |                                                   |                                                   |                                                   |                                                   |                                                   |                                                  |                                                  |                                                   |                                                   |                                                   |                                                   |                                                   |                                                   |  |  |  |  |  |  |  |  |  |  |  |  |  |  |  |  |  |  |  |  |  |  |  |  |  |  |  |  |  |  |
|                                                           |                                                           |                                                           |                                                           |                                                           |                                                           |                                                           |                                                           |                                                                      |                                                                      |                                                                      |                                                                      |                                                                                  |                                                                                  |                                                                                  |                                                                                  |                                                                                  |                                                                                  |                                                           |                                                           |                                                           |                                                           |                                                  |                                                  |                                                                        |                                                                        |                                                                        |                                                                        |                                                                        |                                                                        |                                                   |                                                   |                                                   |                                                   |                                                   |                                                   |                                                   |                                                   |                                                  |                                                  |                                                   |                                                   |                                                   |                                                   |                                                   |                                                   |  |  |  |  |  |  |  |  |  |  |  |  |  |  |  |  |  |  |  |  |  |  |  |  |  |  |  |  |  |  |
|                                                           |                                                           |                                                           |                                                           |                                                           |                                                           |                                                           |                                                           | 禎子/1013-1094/♀                                                     | 禎子/1013-1094/♀                                                     | 禎子/1013-1094/♀                                                     | 禎子/1013-1094/♀                                                     | 禎子/1013-1094/♀                                                                 | 禎子/1013-1094/♀                                                                 |                                                                                  |                                                                                  | 敦良/1009-1045/♂後朱雀天皇(諡) 1036-1045(第69代)                                 | 敦良/1009-1045/♂後朱雀天皇(諡) 1036-1045(第69代)                                 | 敦良/1009-1045/♂後朱雀天皇(諡) 1036-1045(第69代)          | 敦良/1009-1045/♂後朱雀天皇(諡) 1036-1045(第69代)          | 敦良/1009-1045/♂後朱雀天皇(諡) 1036-1045(第69代)          | 敦良/1009-1045/♂後朱雀天皇(諡) 1036-1045(第69代)          |                                                  |                                                  | 敦成/1008-1036/♂後一條天皇(諡) 1016-1036(第68代)                       | 敦成/1008-1036/♂後一條天皇(諡) 1016-1036(第68代)                       | 敦成/1008-1036/♂後一條天皇(諡) 1016-1036(第68代)                       | 敦成/1008-1036/♂後一條天皇(諡) 1016-1036(第68代)                       | 敦成/1008-1036/♂後一條天皇(諡) 1016-1036(第68代)                       | 敦成/1008-1036/♂後一條天皇(諡) 1016-1036(第68代)                       |                                                   |                                                   |                                                   |                                                   |                                                   |                                                   |                                                   |                                                   |                                                  |                                                  |                                                   |                                                   |                                                   |                                                   |                                                   |                                                   |  |  |  |  |  |  |  |  |  |  |  |  |  |  |  |  |  |  |  |  |  |  |  |  |  |  |  |  |  |  |
|                                                           |                                                           |                                                           |                                                           |                                                           |                                                           |                                                           |                                                           | 禎子/1013-1094/♀                                                     | 禎子/1013-1094/♀                                                     | 禎子/1013-1094/♀                                                     | 禎子/1013-1094/♀                                                     | 禎子/1013-1094/♀                                                                 | 禎子/1013-1094/♀                                                                 |                                                                                  |                                                                                  | 敦良/1009-1045/♂後朱雀天皇(諡) 1036-1045(第69代)                                 | 敦良/1009-1045/♂後朱雀天皇(諡) 1036-1045(第69代)                                 | 敦良/1009-1045/♂後朱雀天皇(諡) 1036-1045(第69代)          | 敦良/1009-1045/♂後朱雀天皇(諡) 1036-1045(第69代)          | 敦良/1009-1045/♂後朱雀天皇(諡) 1036-1045(第69代)          | 敦良/1009-1045/♂後朱雀天皇(諡) 1036-1045(第69代)          |                                                  |                                                  | 敦成/1008-1036/♂後一條天皇(諡) 1016-1036(第68代)                       | 敦成/1008-1036/♂後一條天皇(諡) 1016-1036(第68代)                       | 敦成/1008-1036/♂後一條天皇(諡) 1016-1036(第68代)                       | 敦成/1008-1036/♂後一條天皇(諡) 1016-1036(第68代)                       | 敦成/1008-1036/♂後一條天皇(諡) 1016-1036(第68代)                       | 敦成/1008-1036/♂後一條天皇(諡) 1016-1036(第68代)                       |                                                   |                                                   |                                                   |                                                   |                                                   |                                                   |                                                   |                                                   |                                                  |                                                  |                                                   |                                                   |                                                   |                                                   |                                                   |                                                   |  |  |  |  |  |  |  |  |  |  |  |  |  |  |  |  |  |  |  |  |  |  |  |  |  |  |  |  |  |  |
|                                                           |                                                           |                                                           |                                                           |                                                           |                                                           |                                                           |                                                           |                                                                      |                                                                      |                                                                      |                                                                      |                                                                                  |                                                                                  |                                                                                  |                                                                                  |                                                                                  |                                                                                  |                                                           |                                                           |                                                           |                                                           |                                                  |                                                  |                                                                        |                                                                        |                                                                        |                                                                        |                                                                        |                                                                        |                                                   |                                                   |                                                   |                                                   |                                                   |                                                   |                                                   |                                                   |                                                  |                                                  |                                                   |                                                   |                                                   |                                                   |                                                   |                                                   |  |  |  |  |  |  |  |  |  |  |  |  |  |  |  |  |  |  |  |  |  |  |  |  |  |  |  |  |  |  |
|                                                           |                                                           |                                                           |                                                           |                                                           |                                                           |                                                           |                                                           |                                                                      |                                                                      |                                                                      |                                                                      |                                                                                  |                                                                                  |                                                                                  |                                                                                  |                                                                                  |                                                                                  |                                                           |                                                           |                                                           |                                                           |                                                  |                                                  |                                                                        |                                                                        |                                                                        |                                                                        |                                                                        |                                                                        |                                                   |                                                   |                                                   |                                                   |                                                   |                                                   |                                                   |                                                   |                                                  |                                                  |                                                   |                                                   |                                                   |                                                   |                                                   |                                                   |  |  |  |  |  |  |  |  |  |  |  |  |  |  |  |  |  |  |  |  |  |  |  |  |  |  |  |  |  |  |
|                                                           |                                                           |                                                           |                                                           |                                                           |                                                           |                                                           |                                                           |                                                                      |                                                                      |                                                                      |                                                                      | 尊仁/1034-1073/♂後三條天皇(諡) 1068-1073(第71代)                                 | 尊仁/1034-1073/♂後三條天皇(諡) 1068-1073(第71代)                                 | 尊仁/1034-1073/♂後三條天皇(諡) 1068-1073(第71代)                                 | 尊仁/1034-1073/♂後三條天皇(諡) 1068-1073(第71代)                                 | 尊仁/1034-1073/♂後三條天皇(諡) 1068-1073(第71代)                                 | 尊仁/1034-1073/♂後三條天皇(諡) 1068-1073(第71代)                                 |                                                           |                                                           | 親仁/1025-1068/♂後冷泉天皇(諡) 1045-1068(第70代)          | 親仁/1025-1068/♂後冷泉天皇(諡) 1045-1068(第70代)          | 親仁/1025-1068/♂後冷泉天皇(諡) 1045-1068(第70代) | 親仁/1025-1068/♂後冷泉天皇(諡) 1045-1068(第70代) | 親仁/1025-1068/♂後冷泉天皇(諡) 1045-1068(第70代)                       | 親仁/1025-1068/♂後冷泉天皇(諡) 1045-1068(第70代)                       |                                                                        |                                                                        |                                                                        |                                                                        |                                                   |                                                   |                                                   |                                                   |                                                   |                                                   |                                                   |                                                   |                                                  |                                                  |                                                   |                                                   |                                                   |                                                   |                                                   |                                                   |  |  |  |  |  |  |  |  |  |  |  |  |  |  |  |  |  |  |  |  |  |  |  |  |  |  |  |  |  |  |
|                                                           |                                                           |                                                           |                                                           |                                                           |                                                           |                                                           |                                                           |                                                                      |                                                                      |                                                                      |                                                                      | 尊仁/1034-1073/♂後三條天皇(諡) 1068-1073(第71代)                                 | 尊仁/1034-1073/♂後三條天皇(諡) 1068-1073(第71代)                                 | 尊仁/1034-1073/♂後三條天皇(諡) 1068-1073(第71代)                                 | 尊仁/1034-1073/♂後三條天皇(諡) 1068-1073(第71代)                                 | 尊仁/1034-1073/♂後三條天皇(諡) 1068-1073(第71代)                                 | 尊仁/1034-1073/♂後三條天皇(諡) 1068-1073(第71代)                                 |                                                           |                                                           | 親仁/1025-1068/♂後冷泉天皇(諡) 1045-1068(第70代)          | 親仁/1025-1068/♂後冷泉天皇(諡) 1045-1068(第70代)          | 親仁/1025-1068/♂後冷泉天皇(諡) 1045-1068(第70代) | 親仁/1025-1068/♂後冷泉天皇(諡) 1045-1068(第70代) | 親仁/1025-1068/♂後冷泉天皇(諡) 1045-1068(第70代)                       | 親仁/1025-1068/♂後冷泉天皇(諡) 1045-1068(第70代)                       |                                                                        |                                                                        |                                                                        |                                                                        |                                                   |                                                   |                                                   |                                                   |                                                   |                                                   |                                                   |                                                   |                                                  |                                                  |                                                   |                                                   |                                                   |                                                   |                                                   |                                                   |  |  |  |  |  |  |  |  |  |  |  |  |  |  |  |  |  |  |  |  |  |  |  |  |  |  |  |  |  |  |
|                                                           |                                                           |                                                           |                                                           |                                                           |                                                           |                                                           |                                                           |                                                                      |                                                                      |                                                                      |                                                                      | 貞仁/1053-1129/♂白河天皇(諡) 1073-1087(第72代)                                   |                                                                                  |                                                                                  |                                                                                  |                                                                                  |                                                                                  |                                                           |                                                           |                                                           |                                                           |                                                  |                                                  |                                                                        |                                                                        |                                                                        |                                                                        |                                                                        |                                                                        |                                                   |                                                   |                                                   |                                                   |                                                   |                                                   |                                                   |                                                   |                                                  |                                                  |                                                   |                                                   |                                                   |                                                   |                                                   |                                                   |  |  |  |  |  |  |  |  |  |  |  |  |  |  |  |  |  |  |  |  |  |  |  |  |  |  |  |  |  |  |
|                                                           |                                                           |                                                           |                                                           |                                                           |                                                           |                                                           |                                                           |                                                                      |                                                                      |                                                                      |                                                                      |                                                                                  |                                                                                  |                                                                                  |                                                                                  |                                                                                  |                                                                                  |                                                           |                                                           |                                                           |                                                           |                                                  |                                                  |                                                                        |                                                                        |                                                                        |                                                                        |                                                                        |                                                                        |                                                   |                                                   |                                                   |                                                   |                                                   |                                                   |                                                   |                                                   |                                                  |                                                  |                                                   |                                                   |                                                   |                                                   |                                                   |                                                   |  |  |  |  |  |  |  |  |  |  |  |  |  |  |  |  |  |  |  |  |  |  |  |  |  |  |  |  |  |  |
|                                                           |                                                           |                                                           |                                                           |                                                           |                                                           |                                                           |                                                           |                                                                      |                                                                      |                                                                      |                                                                      | 善仁/1079-1107/♂堀河天皇(諡) 1087-1107(第73代)                                   |                                                                                  |                                                                                  |                                                                                  |                                                                                  |                                                                                  |                                                           |                                                           |                                                           |                                                           |                                                  |                                                  |                                                                        |                                                                        |                                                                        |                                                                        |                                                                        |                                                                        |                                                   |                                                   |                                                   |                                                   |                                                   |                                                   |                                                   |                                                   |                                                  |                                                  |                                                   |                                                   |                                                   |                                                   |                                                   |                                                   |  |  |  |  |  |  |  |  |  |  |  |  |  |  |  |  |  |  |  |  |  |  |  |  |  |  |  |  |  |  |
|                                                           |                                                           |                                                           |                                                           |                                                           |                                                           |                                                           |                                                           |                                                                      |                                                                      |                                                                      |                                                                      |                                                                                  |                                                                                  |                                                                                  |                                                                                  |                                                                                  |                                                                                  |                                                           |                                                           |                                                           |                                                           |                                                  |                                                  |                                                                        |                                                                        |                                                                        |                                                                        |                                                                        |                                                                        |                                                   |                                                   |                                                   |                                                   |                                                   |                                                   |                                                   |                                                   |                                                  |                                                  |                                                   |                                                   |                                                   |                                                   |                                                   |                                                   |  |  |  |  |  |  |  |  |  |  |  |  |  |  |  |  |  |  |  |  |  |  |  |  |  |  |  |  |  |  |
|                                                           |                                                           |                                                           |                                                           |                                                           |                                                           |                                                           |                                                           |                                                                      |                                                                      |                                                                      |                                                                      | 宗仁/1103-1156/♂鳥羽天皇(諡) 1107-1123(第74代)                                   |                                                                                  |                                                                                  |                                                                                  |                                                                                  |                                                                                  |                                                           |                                                           |                                                           |                                                           |                                                  |                                                  |                                                                        |                                                                        |                                                                        |                                                                        |                                                                        |                                                                        |                                                   |                                                   |                                                   |                                                   |                                                   |                                                   |                                                   |                                                   |                                                  |                                                  |                                                   |                                                   |                                                   |                                                   |                                                   |                                                   |  |  |  |  |  |  |  |  |  |  |  |  |  |  |  |  |  |  |  |  |  |  |  |  |  |  |  |  |  |  |
|                                                           |                                                           |                                                           |                                                           |                                                           |                                                           |                                                           |                                                           |                                                                      |                                                                      |                                                                      |                                                                      |                                                                                  |                                                                                  |                                                                                  |                                                                                  |                                                                                  |                                                                                  |                                                           |                                                           |                                                           |                                                           |                                                  |                                                  |                                                                        |                                                                        |                                                                        |                                                                        |                                                                        |                                                                        |                                                   |                                                   |                                                   |                                                   |                                                   |                                                   |                                                   |                                                   |                                                  |                                                  |                                                   |                                                   |                                                   |                                                   |                                                   |                                                   |  |  |  |  |  |  |  |  |  |  |  |  |  |  |  |  |  |  |  |  |  |  |  |  |  |  |  |  |  |  |
|                                                           |                                                           |                                                           |                                                           |                                                           |                                                           |                                                           |                                                           |                                                                      |                                                                      |                                                                      |                                                                      |                                                                                  |                                                                                  |                                                                                  |                                                                                  |                                                                                  |                                                                                  |                                                           |                                                           |                                                           |                                                           |                                                  |                                                  |                                                                        |                                                                        |                                                                        |                                                                        |                                                                        |                                                                        |                                                   |                                                   |                                                   |                                                   |                                                   |                                                   |                                                   |                                                   |                                                  |                                                  |                                                   |                                                   |                                                   |                                                   |                                                   |                                                   |  |  |  |  |  |  |  |  |  |  |  |  |  |  |  |  |  |  |  |  |  |  |  |  |  |  |  |  |  |  |
|                                                           |                                                           |                                                           |                                                           | 顕仁/1119-1164/♂崇徳天皇(諡) 1123-1142(第75代)            | 顕仁/1119-1164/♂崇徳天皇(諡) 1123-1142(第75代)            | 顕仁/1119-1164/♂崇徳天皇(諡) 1123-1142(第75代)            | 顕仁/1119-1164/♂崇徳天皇(諡) 1123-1142(第75代)            | 顕仁/1119-1164/♂崇徳天皇(諡) 1123-1142(第75代)                       | 顕仁/1119-1164/♂崇徳天皇(諡) 1123-1142(第75代)                       |                                                                      |                                                                      | 雅仁/1127-1192/♂後白河天皇(諡) 1155-1158(第77代)                                 | 雅仁/1127-1192/♂後白河天皇(諡) 1155-1158(第77代)                                 | 雅仁/1127-1192/♂後白河天皇(諡) 1155-1158(第77代)                                 | 雅仁/1127-1192/♂後白河天皇(諡) 1155-1158(第77代)                                 | 雅仁/1127-1192/♂後白河天皇(諡) 1155-1158(第77代)                                 | 雅仁/1127-1192/♂後白河天皇(諡) 1155-1158(第77代)                                 |                                                           |                                                           | 体仁/1139-1155/♂近衞天皇(諡) 1142-1155(第76代)            | 体仁/1139-1155/♂近衞天皇(諡) 1142-1155(第76代)            | 体仁/1139-1155/♂近衞天皇(諡) 1142-1155(第76代)   | 体仁/1139-1155/♂近衞天皇(諡) 1142-1155(第76代)   | 体仁/1139-1155/♂近衞天皇(諡) 1142-1155(第76代)                         | 体仁/1139-1155/♂近衞天皇(諡) 1142-1155(第76代)                         |                                                                        |                                                                        |                                                                        |                                                                        |                                                   |                                                   |                                                   |                                                   |                                                   |                                                   |                                                   |                                                   |                                                  |                                                  |                                                   |                                                   |                                                   |                                                   |                                                   |                                                   |  |  |  |  |  |  |  |  |  |  |  |  |  |  |  |  |  |  |  |  |  |  |  |  |  |  |  |  |  |  |
|                                                           |                                                           |                                                           |                                                           | 顕仁/1119-1164/♂崇徳天皇(諡) 1123-1142(第75代)            | 顕仁/1119-1164/♂崇徳天皇(諡) 1123-1142(第75代)            | 顕仁/1119-1164/♂崇徳天皇(諡) 1123-1142(第75代)            | 顕仁/1119-1164/♂崇徳天皇(諡) 1123-1142(第75代)            | 顕仁/1119-1164/♂崇徳天皇(諡) 1123-1142(第75代)                       | 顕仁/1119-1164/♂崇徳天皇(諡) 1123-1142(第75代)                       |                                                                      |                                                                      | 雅仁/1127-1192/♂後白河天皇(諡) 1155-1158(第77代)                                 | 雅仁/1127-1192/♂後白河天皇(諡) 1155-1158(第77代)                                 | 雅仁/1127-1192/♂後白河天皇(諡) 1155-1158(第77代)                                 | 雅仁/1127-1192/♂後白河天皇(諡) 1155-1158(第77代)                                 | 雅仁/1127-1192/♂後白河天皇(諡) 1155-1158(第77代)                                 | 雅仁/1127-1192/♂後白河天皇(諡) 1155-1158(第77代)                                 |                                                           |                                                           | 体仁/1139-1155/♂近衞天皇(諡) 1142-1155(第76代)            | 体仁/1139-1155/♂近衞天皇(諡) 1142-1155(第76代)            | 体仁/1139-1155/♂近衞天皇(諡) 1142-1155(第76代)   | 体仁/1139-1155/♂近衞天皇(諡) 1142-1155(第76代)   | 体仁/1139-1155/♂近衞天皇(諡) 1142-1155(第76代)                         | 体仁/1139-1155/♂近衞天皇(諡) 1142-1155(第76代)                         |                                                                        |                                                                        |                                                                        |                                                                        |                                                   |                                                   |                                                   |                                                   |                                                   |                                                   |                                                   |                                                   |                                                  |                                                  |                                                   |                                                   |                                                   |                                                   |                                                   |                                                   |  |  |  |  |  |  |  |  |  |  |  |  |  |  |  |  |  |  |  |  |  |  |  |  |  |  |  |  |  |  |
|                                                           |                                                           |                                                           |                                                           |                                                           |                                                           |                                                           |                                                           |                                                                      |                                                                      |                                                                      |                                                                      |                                                                                  |                                                                                  |                                                                                  |                                                                                  |                                                                                  |                                                                                  |                                                           |                                                           |                                                           |                                                           |                                                  |                                                  |                                                                        |                                                                        |                                                                        |                                                                        |                                                                        |                                                                        |                                                   |                                                   |                                                   |                                                   |                                                   |                                                   |                                                   |                                                   |                                                  |                                                  |                                                   |                                                   |                                                   |                                                   |                                                   |                                                   |  |  |  |  |  |  |  |  |  |  |  |  |  |  |  |  |  |  |  |  |  |  |  |  |  |  |  |  |  |  |
| 守仁/1143-1165/♂二條天皇(諡) 1158-1165(第78代)            | 守仁/1143-1165/♂二條天皇(諡) 1158-1165(第78代)            | 守仁/1143-1165/♂二條天皇(諡) 1158-1165(第78代)            | 守仁/1143-1165/♂二條天皇(諡) 1158-1165(第78代)            | 守仁/1143-1165/♂二條天皇(諡) 1158-1165(第78代)            | 守仁/1143-1165/♂二條天皇(諡) 1158-1165(第78代)            |                                                           |                                                           |                                                                      |                                                                      |                                                                      |                                                                      | 憲仁/1161-1181/♂高倉天皇(諡) 1168-1180(第80代)                                   | 憲仁/1161-1181/♂高倉天皇(諡) 1168-1180(第80代)                                   | 憲仁/1161-1181/♂高倉天皇(諡) 1168-1180(第80代)                                   | 憲仁/1161-1181/♂高倉天皇(諡) 1168-1180(第80代)                                   | 憲仁/1161-1181/♂高倉天皇(諡) 1168-1180(第80代)                                   | 憲仁/1161-1181/♂高倉天皇(諡) 1168-1180(第80代)                                   |                                                           |                                                           |                                                           |                                                           |                                                  |                                                  |                                                                        |                                                                        |                                                                        |                                                                        |                                                                        |                                                                        |                                                   |                                                   |                                                   |                                                   |                                                   |                                                   |                                                   |                                                   |                                                  |                                                  |                                                   |                                                   |                                                   |                                                   |                                                   |                                                   |  |  |  |  |  |  |  |  |  |  |  |  |  |  |  |  |  |  |  |  |  |  |  |  |  |  |  |  |  |  |
| 守仁/1143-1165/♂二條天皇(諡) 1158-1165(第78代)            | 守仁/1143-1165/♂二條天皇(諡) 1158-1165(第78代)            | 守仁/1143-1165/♂二條天皇(諡) 1158-1165(第78代)            | 守仁/1143-1165/♂二條天皇(諡) 1158-1165(第78代)            | 守仁/1143-1165/♂二條天皇(諡) 1158-1165(第78代)            | 守仁/1143-1165/♂二條天皇(諡) 1158-1165(第78代)            |                                                           |                                                           |                                                                      |                                                                      |                                                                      |                                                                      | 憲仁/1161-1181/♂高倉天皇(諡) 1168-1180(第80代)                                   | 憲仁/1161-1181/♂高倉天皇(諡) 1168-1180(第80代)                                   | 憲仁/1161-1181/♂高倉天皇(諡) 1168-1180(第80代)                                   | 憲仁/1161-1181/♂高倉天皇(諡) 1168-1180(第80代)                                   | 憲仁/1161-1181/♂高倉天皇(諡) 1168-1180(第80代)                                   | 憲仁/1161-1181/♂高倉天皇(諡) 1168-1180(第80代)                                   |                                                           |                                                           |                                                           |                                                           |                                                  |                                                  |                                                                        |                                                                        |                                                                        |                                                                        |                                                                        |                                                                        |                                                   |                                                   |                                                   |                                                   |                                                   |                                                   |                                                   |                                                   |                                                  |                                                  |                                                   |                                                   |                                                   |                                                   |                                                   |                                                   |  |  |  |  |  |  |  |  |  |  |  |  |  |  |  |  |  |  |  |  |  |  |  |  |  |  |  |  |  |  |
|                                                           |                                                           |                                                           |                                                           |                                                           |                                                           |                                                           |                                                           |                                                                      |                                                                      |                                                                      |                                                                      |                                                                                  |                                                                                  |                                                                                  |                                                                                  |                                                                                  |                                                                                  |                                                           |                                                           |                                                           |                                                           |                                                  |                                                  |                                                                        |                                                                        |                                                                        |                                                                        |                                                                        |                                                                        |                                                   |                                                   |                                                   |                                                   |                                                   |                                                   |                                                   |                                                   |                                                  |                                                  |                                                   |                                                   |                                                   |                                                   |                                                   |                                                   |  |  |  |  |  |  |  |  |  |  |  |  |  |  |  |  |  |  |  |  |  |  |  |  |  |  |  |  |  |  |
| 順仁/1164-1176/♂六條天皇(諡) 1165-1168(第79代)            | 順仁/1164-1176/♂六條天皇(諡) 1165-1168(第79代)            | 順仁/1164-1176/♂六條天皇(諡) 1165-1168(第79代)            | 順仁/1164-1176/♂六條天皇(諡) 1165-1168(第79代)            | 順仁/1164-1176/♂六條天皇(諡) 1165-1168(第79代)            | 順仁/1164-1176/♂六條天皇(諡) 1165-1168(第79代)            |                                                           |                                                           | 言仁/1178-1185/♂安徳天皇(諡) 1180-1185(第81代)                       | 言仁/1178-1185/♂安徳天皇(諡) 1180-1185(第81代)                       | 言仁/1178-1185/♂安徳天皇(諡) 1180-1185(第81代)                       | 言仁/1178-1185/♂安徳天皇(諡) 1180-1185(第81代)                       | 言仁/1178-1185/♂安徳天皇(諡) 1180-1185(第81代)                                   | 言仁/1178-1185/♂安徳天皇(諡) 1180-1185(第81代)                                   |                                                                                  |                                                                                  | 守貞/1179-1223/♂後高倉天皇(諡) (追尊)                                            | 守貞/1179-1223/♂後高倉天皇(諡) (追尊)                                            | 守貞/1179-1223/♂後高倉天皇(諡) (追尊)                     | 守貞/1179-1223/♂後高倉天皇(諡) (追尊)                     | 守貞/1179-1223/♂後高倉天皇(諡) (追尊)                     | 守貞/1179-1223/♂後高倉天皇(諡) (追尊)                     |                                                  |                                                  | 尊成/1180-1239/♂後鳥羽天皇(諡) 1185-1198(第82代)                       | 尊成/1180-1239/♂後鳥羽天皇(諡) 1185-1198(第82代)                       | 尊成/1180-1239/♂後鳥羽天皇(諡) 1185-1198(第82代)                       | 尊成/1180-1239/♂後鳥羽天皇(諡) 1185-1198(第82代)                       | 尊成/1180-1239/♂後鳥羽天皇(諡) 1185-1198(第82代)                       | 尊成/1180-1239/♂後鳥羽天皇(諡) 1185-1198(第82代)                       |                                                   |                                                   |                                                   |                                                   |                                                   |                                                   |                                                   |                                                   |                                                  |                                                  |                                                   |                                                   |                                                   |                                                   |                                                   |                                                   |  |  |  |  |  |  |  |  |  |  |  |  |  |  |  |  |  |  |  |  |  |  |  |  |  |  |  |  |  |  |
| 順仁/1164-1176/♂六條天皇(諡) 1165-1168(第79代)            | 順仁/1164-1176/♂六條天皇(諡) 1165-1168(第79代)            | 順仁/1164-1176/♂六條天皇(諡) 1165-1168(第79代)            | 順仁/1164-1176/♂六條天皇(諡) 1165-1168(第79代)            | 順仁/1164-1176/♂六條天皇(諡) 1165-1168(第79代)            | 順仁/1164-1176/♂六條天皇(諡) 1165-1168(第79代)            |                                                           |                                                           | 言仁/1178-1185/♂安徳天皇(諡) 1180-1185(第81代)                       | 言仁/1178-1185/♂安徳天皇(諡) 1180-1185(第81代)                       | 言仁/1178-1185/♂安徳天皇(諡) 1180-1185(第81代)                       | 言仁/1178-1185/♂安徳天皇(諡) 1180-1185(第81代)                       | 言仁/1178-1185/♂安徳天皇(諡) 1180-1185(第81代)                                   | 言仁/1178-1185/♂安徳天皇(諡) 1180-1185(第81代)                                   |                                                                                  |                                                                                  | 守貞/1179-1223/♂後高倉天皇(諡) (追尊)                                            | 守貞/1179-1223/♂後高倉天皇(諡) (追尊)                                            | 守貞/1179-1223/♂後高倉天皇(諡) (追尊)                     | 守貞/1179-1223/♂後高倉天皇(諡) (追尊)                     | 守貞/1179-1223/♂後高倉天皇(諡) (追尊)                     | 守貞/1179-1223/♂後高倉天皇(諡) (追尊)                     |                                                  |                                                  | 尊成/1180-1239/♂後鳥羽天皇(諡) 1185-1198(第82代)                       | 尊成/1180-1239/♂後鳥羽天皇(諡) 1185-1198(第82代)                       | 尊成/1180-1239/♂後鳥羽天皇(諡) 1185-1198(第82代)                       | 尊成/1180-1239/♂後鳥羽天皇(諡) 1185-1198(第82代)                       | 尊成/1180-1239/♂後鳥羽天皇(諡) 1185-1198(第82代)                       | 尊成/1180-1239/♂後鳥羽天皇(諡) 1185-1198(第82代)                       |                                                   |                                                   |                                                   |                                                   |                                                   |                                                   |                                                   |                                                   |                                                  |                                                  |                                                   |                                                   |                                                   |                                                   |                                                   |                                                   |  |  |  |  |  |  |  |  |  |  |  |  |  |  |  |  |  |  |  |  |  |  |  |  |  |  |  |  |  |  |
|                                                           |                                                           |                                                           |                                                           |                                                           |                                                           |                                                           |                                                           |                                                                      |                                                                      |                                                                      |                                                                      |                                                                                  |                                                                                  |                                                                                  |                                                                                  |                                                                                  |                                                                                  |                                                           |                                                           |                                                           |                                                           |                                                  |                                                  |                                                                        |                                                                        |                                                                        |                                                                        |                                                                        |                                                                        |                                                   |                                                   |                                                   |                                                   |                                                   |                                                   |                                                   |                                                   |                                                  |                                                  |                                                   |                                                   |                                                   |                                                   |                                                   |                                                   |  |  |  |  |  |  |  |  |  |  |  |  |  |  |  |  |  |  |  |  |  |  |  |  |  |  |  |  |  |  |
|                                                           |                                                           |                                                           |                                                           |                                                           |                                                           |                                                           |                                                           |                                                                      |                                                                      |                                                                      |                                                                      |                                                                                  |                                                                                  |                                                                                  |                                                                                  | 茂仁/1212-1234/♂後堀河天皇(諡) 1221-1232(第86代)                                 | 茂仁/1212-1234/♂後堀河天皇(諡) 1221-1232(第86代)                                 | 茂仁/1212-1234/♂後堀河天皇(諡) 1221-1232(第86代)          | 茂仁/1212-1234/♂後堀河天皇(諡) 1221-1232(第86代)          | 茂仁/1212-1234/♂後堀河天皇(諡) 1221-1232(第86代)          | 茂仁/1212-1234/♂後堀河天皇(諡) 1221-1232(第86代)          |                                                  |                                                  | 為仁/1196-1231/♂土御門天皇(諡) 1198-1210(第83代)                       | 為仁/1196-1231/♂土御門天皇(諡) 1198-1210(第83代)                       | 為仁/1196-1231/♂土御門天皇(諡) 1198-1210(第83代)                       | 為仁/1196-1231/♂土御門天皇(諡) 1198-1210(第83代)                       | 為仁/1196-1231/♂土御門天皇(諡) 1198-1210(第83代)                       | 為仁/1196-1231/♂土御門天皇(諡) 1198-1210(第83代)                       |                                                   |                                                   | 守成/1197-1242/♂順徳天皇(諡) 1210-1221(第84代)    | 守成/1197-1242/♂順徳天皇(諡) 1210-1221(第84代)    | 守成/1197-1242/♂順徳天皇(諡) 1210-1221(第84代)    | 守成/1197-1242/♂順徳天皇(諡) 1210-1221(第84代)    | 守成/1197-1242/♂順徳天皇(諡) 1210-1221(第84代)    | 守成/1197-1242/♂順徳天皇(諡) 1210-1221(第84代)    |                                                  |                                                  |                                                   |                                                   |                                                   |                                                   |                                                   |                                                   |  |  |  |  |  |  |  |  |  |  |  |  |  |  |  |  |  |  |  |  |  |  |  |  |  |  |  |  |  |  |
|                                                           |                                                           |                                                           |                                                           |                                                           |                                                           |                                                           |                                                           |                                                                      |                                                                      |                                                                      |                                                                      |                                                                                  |                                                                                  |                                                                                  |                                                                                  | 茂仁/1212-1234/♂後堀河天皇(諡) 1221-1232(第86代)                                 | 茂仁/1212-1234/♂後堀河天皇(諡) 1221-1232(第86代)                                 | 茂仁/1212-1234/♂後堀河天皇(諡) 1221-1232(第86代)          | 茂仁/1212-1234/♂後堀河天皇(諡) 1221-1232(第86代)          | 茂仁/1212-1234/♂後堀河天皇(諡) 1221-1232(第86代)          | 茂仁/1212-1234/♂後堀河天皇(諡) 1221-1232(第86代)          |                                                  |                                                  | 為仁/1196-1231/♂土御門天皇(諡) 1198-1210(第83代)                       | 為仁/1196-1231/♂土御門天皇(諡) 1198-1210(第83代)                       | 為仁/1196-1231/♂土御門天皇(諡) 1198-1210(第83代)                       | 為仁/1196-1231/♂土御門天皇(諡) 1198-1210(第83代)                       | 為仁/1196-1231/♂土御門天皇(諡) 1198-1210(第83代)                       | 為仁/1196-1231/♂土御門天皇(諡) 1198-1210(第83代)                       |                                                   |                                                   | 守成/1197-1242/♂順徳天皇(諡) 1210-1221(第84代)    | 守成/1197-1242/♂順徳天皇(諡) 1210-1221(第84代)    | 守成/1197-1242/♂順徳天皇(諡) 1210-1221(第84代)    | 守成/1197-1242/♂順徳天皇(諡) 1210-1221(第84代)    | 守成/1197-1242/♂順徳天皇(諡) 1210-1221(第84代)    | 守成/1197-1242/♂順徳天皇(諡) 1210-1221(第84代)    |                                                  |                                                  |                                                   |                                                   |                                                   |                                                   |                                                   |                                                   |  |  |  |  |  |  |  |  |  |  |  |  |  |  |  |  |  |  |  |  |  |  |  |  |  |  |  |  |  |  |
|                                                           |                                                           |                                                           |                                                           |                                                           |                                                           |                                                           |                                                           |                                                                      |                                                                      |                                                                      |                                                                      |                                                                                  |                                                                                  |                                                                                  |                                                                                  | 秀仁/1231-1242/♂四條天皇(諡) 1232-1242(第87代)                                   | 秀仁/1231-1242/♂四條天皇(諡) 1232-1242(第87代)                                   | 秀仁/1231-1242/♂四條天皇(諡) 1232-1242(第87代)            | 秀仁/1231-1242/♂四條天皇(諡) 1232-1242(第87代)            | 秀仁/1231-1242/♂四條天皇(諡) 1232-1242(第87代)            | 秀仁/1231-1242/♂四條天皇(諡) 1232-1242(第87代)            |                                                  |                                                  | 邦仁/1220-1272/♂後嵯峨天皇(諡) 1242-1246(第88代)                       | 邦仁/1220-1272/♂後嵯峨天皇(諡) 1242-1246(第88代)                       | 邦仁/1220-1272/♂後嵯峨天皇(諡) 1242-1246(第88代)                       | 邦仁/1220-1272/♂後嵯峨天皇(諡) 1242-1246(第88代)                       | 邦仁/1220-1272/♂後嵯峨天皇(諡) 1242-1246(第88代)                       | 邦仁/1220-1272/♂後嵯峨天皇(諡) 1242-1246(第88代)                       |                                                   |                                                   | 懐成/1218-1234/♂仲恭天皇(諡) 1221(第85代)         | 懐成/1218-1234/♂仲恭天皇(諡) 1221(第85代)         | 懐成/1218-1234/♂仲恭天皇(諡) 1221(第85代)         | 懐成/1218-1234/♂仲恭天皇(諡) 1221(第85代)         | 懐成/1218-1234/♂仲恭天皇(諡) 1221(第85代)         | 懐成/1218-1234/♂仲恭天皇(諡) 1221(第85代)         |                                                  |                                                  |                                                   |                                                   |                                                   |                                                   |                                                   |                                                   |  |  |  |  |  |  |  |  |  |  |  |  |  |  |  |  |  |  |  |  |  |  |  |  |  |  |  |  |  |  |
|                                                           |                                                           |                                                           |                                                           |                                                           |                                                           |                                                           |                                                           |                                                                      |                                                                      |                                                                      |                                                                      |                                                                                  |                                                                                  |                                                                                  |                                                                                  | 秀仁/1231-1242/♂四條天皇(諡) 1232-1242(第87代)                                   | 秀仁/1231-1242/♂四條天皇(諡) 1232-1242(第87代)                                   | 秀仁/1231-1242/♂四條天皇(諡) 1232-1242(第87代)            | 秀仁/1231-1242/♂四條天皇(諡) 1232-1242(第87代)            | 秀仁/1231-1242/♂四條天皇(諡) 1232-1242(第87代)            | 秀仁/1231-1242/♂四條天皇(諡) 1232-1242(第87代)            |                                                  |                                                  | 邦仁/1220-1272/♂後嵯峨天皇(諡) 1242-1246(第88代)                       | 邦仁/1220-1272/♂後嵯峨天皇(諡) 1242-1246(第88代)                       | 邦仁/1220-1272/♂後嵯峨天皇(諡) 1242-1246(第88代)                       | 邦仁/1220-1272/♂後嵯峨天皇(諡) 1242-1246(第88代)                       | 邦仁/1220-1272/♂後嵯峨天皇(諡) 1242-1246(第88代)                       | 邦仁/1220-1272/♂後嵯峨天皇(諡) 1242-1246(第88代)                       |                                                   |                                                   | 懐成/1218-1234/♂仲恭天皇(諡) 1221(第85代)         | 懐成/1218-1234/♂仲恭天皇(諡) 1221(第85代)         | 懐成/1218-1234/♂仲恭天皇(諡) 1221(第85代)         | 懐成/1218-1234/♂仲恭天皇(諡) 1221(第85代)         | 懐成/1218-1234/♂仲恭天皇(諡) 1221(第85代)         | 懐成/1218-1234/♂仲恭天皇(諡) 1221(第85代)         |                                                  |                                                  |                                                   |                                                   |                                                   |                                                   |                                                   |                                                   |  |  |  |  |  |  |  |  |  |  |  |  |  |  |  |  |  |  |  |  |  |  |  |  |  |  |  |  |  |  |
|                                                           |                                                           |                                                           |                                                           |                                                           |                                                           |                                                           |                                                           |                                                                      |                                                                      |                                                                      |                                                                      |                                                                                  |                                                                                  |                                                                                  |                                                                                  |                                                                                  |                                                                                  |                                                           |                                                           |                                                           |                                                           |                                                  |                                                  |                                                                        |                                                                        |                                                                        |                                                                        |                                                                        |                                                                        |                                                   |                                                   |                                                   |                                                   |                                                   |                                                   |                                                   |                                                   |                                                  |                                                  |                                                   |                                                   |                                                   |                                                   |                                                   |                                                   |  |  |  |  |  |  |  |  |  |  |  |  |  |  |  |  |  |  |  |  |  |  |  |  |  |  |  |  |  |  |
| 宗尊/1242-1274/♂1252-1266(鎌倉将軍6)                      | 宗尊/1242-1274/♂1252-1266(鎌倉将軍6)                      | 宗尊/1242-1274/♂1252-1266(鎌倉将軍6)                      | 宗尊/1242-1274/♂1252-1266(鎌倉将軍6)                      | 宗尊/1242-1274/♂1252-1266(鎌倉将軍6)                      | 宗尊/1242-1274/♂1252-1266(鎌倉将軍6)                      |                                                           |                                                           |                                                                      |                                                                      |                                                                      |                                                                      |                                                                                  |                                                                                  | 久仁/1243-1304/♂後深草天皇(諡) 1246-1260(第89代)                                 | 久仁/1243-1304/♂後深草天皇(諡) 1246-1260(第89代)                                 | 久仁/1243-1304/♂後深草天皇(諡) 1246-1260(第89代)                                 | 久仁/1243-1304/♂後深草天皇(諡) 1246-1260(第89代)                                 | 久仁/1243-1304/♂後深草天皇(諡) 1246-1260(第89代)          | 久仁/1243-1304/♂後深草天皇(諡) 1246-1260(第89代)          |                                                           |                                                           |                                                  |                                                  |                                                                        |                                                                        |                                                                        |                                                                        |                                                                        |                                                                        |                                                   |                                                   | 恒仁/1249-1305/♂龜山天皇(諡) 1260-1274(第90代)    | 恒仁/1249-1305/♂龜山天皇(諡) 1260-1274(第90代)    | 恒仁/1249-1305/♂龜山天皇(諡) 1260-1274(第90代)    | 恒仁/1249-1305/♂龜山天皇(諡) 1260-1274(第90代)    | 恒仁/1249-1305/♂龜山天皇(諡) 1260-1274(第90代)    | 恒仁/1249-1305/♂龜山天皇(諡) 1260-1274(第90代)    |                                                  |                                                  |                                                   |                                                   |                                                   |                                                   |                                                   |                                                   |  |  |  |  |  |  |  |  |  |  |  |  |  |  |  |  |  |  |  |  |  |  |  |  |  |  |  |  |  |  |
| 宗尊/1242-1274/♂1252-1266(鎌倉将軍6)                      | 宗尊/1242-1274/♂1252-1266(鎌倉将軍6)                      | 宗尊/1242-1274/♂1252-1266(鎌倉将軍6)                      | 宗尊/1242-1274/♂1252-1266(鎌倉将軍6)                      | 宗尊/1242-1274/♂1252-1266(鎌倉将軍6)                      | 宗尊/1242-1274/♂1252-1266(鎌倉将軍6)                      |                                                           |                                                           |                                                                      |                                                                      |                                                                      |                                                                      |                                                                                  |                                                                                  | 久仁/1243-1304/♂後深草天皇(諡) 1246-1260(第89代)                                 | 久仁/1243-1304/♂後深草天皇(諡) 1246-1260(第89代)                                 | 久仁/1243-1304/♂後深草天皇(諡) 1246-1260(第89代)                                 | 久仁/1243-1304/♂後深草天皇(諡) 1246-1260(第89代)                                 | 久仁/1243-1304/♂後深草天皇(諡) 1246-1260(第89代)          | 久仁/1243-1304/♂後深草天皇(諡) 1246-1260(第89代)          |                                                           |                                                           |                                                  |                                                  |                                                                        |                                                                        |                                                                        |                                                                        |                                                                        |                                                                        |                                                   |                                                   | 恒仁/1249-1305/♂龜山天皇(諡) 1260-1274(第90代)    | 恒仁/1249-1305/♂龜山天皇(諡) 1260-1274(第90代)    | 恒仁/1249-1305/♂龜山天皇(諡) 1260-1274(第90代)    | 恒仁/1249-1305/♂龜山天皇(諡) 1260-1274(第90代)    | 恒仁/1249-1305/♂龜山天皇(諡) 1260-1274(第90代)    | 恒仁/1249-1305/♂龜山天皇(諡) 1260-1274(第90代)    |                                                  |                                                  |                                                   |                                                   |                                                   |                                                   |                                                   |                                                   |  |  |  |  |  |  |  |  |  |  |  |  |  |  |  |  |  |  |  |  |  |  |  |  |  |  |  |  |  |  |
|                                                           |                                                           |                                                           |                                                           |                                                           |                                                           |                                                           |                                                           |                                                                      |                                                                      |                                                                      |                                                                      |                                                                                  |                                                                                  |                                                                                  |                                                                                  |                                                                                  |                                                                                  |                                                           |                                                           |                                                           |                                                           |                                                  |                                                  |                                                                        |                                                                        |                                                                        |                                                                        |                                                                        |                                                                        |                                                   |                                                   |                                                   |                                                   |                                                   |                                                   |                                                   |                                                   |                                                  |                                                  |                                                   |                                                   |                                                   |                                                   |                                                   |                                                   |  |  |  |  |  |  |  |  |  |  |  |  |  |  |  |  |  |  |  |  |  |  |  |  |  |  |  |  |  |  |
| 惟康/1264-1326/♂1266-1289(鎌倉将軍7)                      | 惟康/1264-1326/♂1266-1289(鎌倉将軍7)                      | 惟康/1264-1326/♂1266-1289(鎌倉将軍7)                      | 惟康/1264-1326/♂1266-1289(鎌倉将軍7)                      | 惟康/1264-1326/♂1266-1289(鎌倉将軍7)                      | 惟康/1264-1326/♂1266-1289(鎌倉将軍7)                      |                                                           |                                                           | 熈仁/1265-1317/♂伏見天皇(諡) 1287-1298(第92代)                       | 熈仁/1265-1317/♂伏見天皇(諡) 1287-1298(第92代)                       | 熈仁/1265-1317/♂伏見天皇(諡) 1287-1298(第92代)                       | 熈仁/1265-1317/♂伏見天皇(諡) 1287-1298(第92代)                       | 熈仁/1265-1317/♂伏見天皇(諡) 1287-1298(第92代)                                   | 熈仁/1265-1317/♂伏見天皇(諡) 1287-1298(第92代)                                   |                                                                                  |                                                                                  |                                                                                  |                                                                                  |                                                           |                                                           | 久明/1279-1308/♂1289-1308(鎌倉将軍8)                      | 久明/1279-1308/♂1289-1308(鎌倉将軍8)                      | 久明/1279-1308/♂1289-1308(鎌倉将軍8)             | 久明/1279-1308/♂1289-1308(鎌倉将軍8)             | 久明/1279-1308/♂1289-1308(鎌倉将軍8)                                   | 久明/1279-1308/♂1289-1308(鎌倉将軍8)                                   |                                                                        |                                                                        |                                                                        |                                                                        |                                                   |                                                   | 世仁/1267-1324/♂後宇多天皇(諡) 1274-1287(第91代)  | 世仁/1267-1324/♂後宇多天皇(諡) 1274-1287(第91代)  | 世仁/1267-1324/♂後宇多天皇(諡) 1274-1287(第91代)  | 世仁/1267-1324/♂後宇多天皇(諡) 1274-1287(第91代)  | 世仁/1267-1324/♂後宇多天皇(諡) 1274-1287(第91代)  | 世仁/1267-1324/♂後宇多天皇(諡) 1274-1287(第91代)  |                                                  |                                                  |                                                   |                                                   |                                                   |                                                   |                                                   |                                                   |  |  |  |  |  |  |  |  |  |  |  |  |  |  |  |  |  |  |  |  |  |  |  |  |  |  |  |  |  |  |
| 惟康/1264-1326/♂1266-1289(鎌倉将軍7)                      | 惟康/1264-1326/♂1266-1289(鎌倉将軍7)                      | 惟康/1264-1326/♂1266-1289(鎌倉将軍7)                      | 惟康/1264-1326/♂1266-1289(鎌倉将軍7)                      | 惟康/1264-1326/♂1266-1289(鎌倉将軍7)                      | 惟康/1264-1326/♂1266-1289(鎌倉将軍7)                      |                                                           |                                                           | 熈仁/1265-1317/♂伏見天皇(諡) 1287-1298(第92代)                       | 熈仁/1265-1317/♂伏見天皇(諡) 1287-1298(第92代)                       | 熈仁/1265-1317/♂伏見天皇(諡) 1287-1298(第92代)                       | 熈仁/1265-1317/♂伏見天皇(諡) 1287-1298(第92代)                       | 熈仁/1265-1317/♂伏見天皇(諡) 1287-1298(第92代)                                   | 熈仁/1265-1317/♂伏見天皇(諡) 1287-1298(第92代)                                   |                                                                                  |                                                                                  |                                                                                  |                                                                                  |                                                           |                                                           | 久明/1279-1308/♂1289-1308(鎌倉将軍8)                      | 久明/1279-1308/♂1289-1308(鎌倉将軍8)                      | 久明/1279-1308/♂1289-1308(鎌倉将軍8)             | 久明/1279-1308/♂1289-1308(鎌倉将軍8)             | 久明/1279-1308/♂1289-1308(鎌倉将軍8)                                   | 久明/1279-1308/♂1289-1308(鎌倉将軍8)                                   |                                                                        |                                                                        |                                                                        |                                                                        |                                                   |                                                   | 世仁/1267-1324/♂後宇多天皇(諡) 1274-1287(第91代)  | 世仁/1267-1324/♂後宇多天皇(諡) 1274-1287(第91代)  | 世仁/1267-1324/♂後宇多天皇(諡) 1274-1287(第91代)  | 世仁/1267-1324/♂後宇多天皇(諡) 1274-1287(第91代)  | 世仁/1267-1324/♂後宇多天皇(諡) 1274-1287(第91代)  | 世仁/1267-1324/♂後宇多天皇(諡) 1274-1287(第91代)  |                                                  |                                                  |                                                   |                                                   |                                                   |                                                   |                                                   |                                                   |  |  |  |  |  |  |  |  |  |  |  |  |  |  |  |  |  |  |  |  |  |  |  |  |  |  |  |  |  |  |
|                                                           |                                                           |                                                           |                                                           |                                                           |                                                           |                                                           |                                                           |                                                                      |                                                                      |                                                                      |                                                                      |                                                                                  |                                                                                  |                                                                                  |                                                                                  |                                                                                  |                                                                                  |                                                           |                                                           |                                                           |                                                           |                                                  |                                                  |                                                                        |                                                                        |                                                                        |                                                                        |                                                                        |                                                                        |                                                   |                                                   |                                                   |                                                   |                                                   |                                                   |                                                   |                                                   |                                                  |                                                  |                                                   |                                                   |                                                   |                                                   |                                                   |                                                   |  |  |  |  |  |  |  |  |  |  |  |  |  |  |  |  |  |  |  |  |  |  |  |  |  |  |  |  |  |  |
|                                                           |                                                           |                                                           |                                                           | 胤仁/1288-1336/♂後伏見天皇(諡) 1298-1301(第93代)          | 胤仁/1288-1336/♂後伏見天皇(諡) 1298-1301(第93代)          | 胤仁/1288-1336/♂後伏見天皇(諡) 1298-1301(第93代)          | 胤仁/1288-1336/♂後伏見天皇(諡) 1298-1301(第93代)          | 胤仁/1288-1336/♂後伏見天皇(諡) 1298-1301(第93代)                     | 胤仁/1288-1336/♂後伏見天皇(諡) 1298-1301(第93代)                     |                                                                      |                                                                      | 富仁/1297-1348/♂花園天皇(諡) 1308-1318(第95代)                                   | 富仁/1297-1348/♂花園天皇(諡) 1308-1318(第95代)                                   | 富仁/1297-1348/♂花園天皇(諡) 1308-1318(第95代)                                   | 富仁/1297-1348/♂花園天皇(諡) 1308-1318(第95代)                                   | 富仁/1297-1348/♂花園天皇(諡) 1308-1318(第95代)                                   | 富仁/1297-1348/♂花園天皇(諡) 1308-1318(第95代)                                   |                                                           |                                                           | 守邦/1301-1333/♂1308-1333(鎌倉将軍9)                      | 守邦/1301-1333/♂1308-1333(鎌倉将軍9)                      | 守邦/1301-1333/♂1308-1333(鎌倉将軍9)             | 守邦/1301-1333/♂1308-1333(鎌倉将軍9)             | 守邦/1301-1333/♂1308-1333(鎌倉将軍9)                                   | 守邦/1301-1333/♂1308-1333(鎌倉将軍9)                                   |                                                                        |                                                                        | 邦治/1285-1308/♂後二條天皇(諡) 1301-1308(第94代)                       | 邦治/1285-1308/♂後二條天皇(諡) 1301-1308(第94代)                       | 邦治/1285-1308/♂後二條天皇(諡) 1301-1308(第94代)  | 邦治/1285-1308/♂後二條天皇(諡) 1301-1308(第94代)  | 邦治/1285-1308/♂後二條天皇(諡) 1301-1308(第94代)  | 邦治/1285-1308/♂後二條天皇(諡) 1301-1308(第94代)  |                                                   |                                                   | 尊治/1288-1339/♂後醍醐天皇(諡) 1318-1339(第96代)  | 尊治/1288-1339/♂後醍醐天皇(諡) 1318-1339(第96代)  | 尊治/1288-1339/♂後醍醐天皇(諡) 1318-1339(第96代) | 尊治/1288-1339/♂後醍醐天皇(諡) 1318-1339(第96代) | 尊治/1288-1339/♂後醍醐天皇(諡) 1318-1339(第96代)  | 尊治/1288-1339/♂後醍醐天皇(諡) 1318-1339(第96代)  |                                                   |                                                   |                                                   |                                                   |  |  |  |  |  |  |  |  |  |  |  |  |  |  |  |  |  |  |  |  |  |  |  |  |  |  |  |  |  |  |
|                                                           |                                                           |                                                           |                                                           | 胤仁/1288-1336/♂後伏見天皇(諡) 1298-1301(第93代)          | 胤仁/1288-1336/♂後伏見天皇(諡) 1298-1301(第93代)          | 胤仁/1288-1336/♂後伏見天皇(諡) 1298-1301(第93代)          | 胤仁/1288-1336/♂後伏見天皇(諡) 1298-1301(第93代)          | 胤仁/1288-1336/♂後伏見天皇(諡) 1298-1301(第93代)                     | 胤仁/1288-1336/♂後伏見天皇(諡) 1298-1301(第93代)                     |                                                                      |                                                                      | 富仁/1297-1348/♂花園天皇(諡) 1308-1318(第95代)                                   | 富仁/1297-1348/♂花園天皇(諡) 1308-1318(第95代)                                   | 富仁/1297-1348/♂花園天皇(諡) 1308-1318(第95代)                                   | 富仁/1297-1348/♂花園天皇(諡) 1308-1318(第95代)                                   | 富仁/1297-1348/♂花園天皇(諡) 1308-1318(第95代)                                   | 富仁/1297-1348/♂花園天皇(諡) 1308-1318(第95代)                                   |                                                           |                                                           | 守邦/1301-1333/♂1308-1333(鎌倉将軍9)                      | 守邦/1301-1333/♂1308-1333(鎌倉将軍9)                      | 守邦/1301-1333/♂1308-1333(鎌倉将軍9)             | 守邦/1301-1333/♂1308-1333(鎌倉将軍9)             | 守邦/1301-1333/♂1308-1333(鎌倉将軍9)                                   | 守邦/1301-1333/♂1308-1333(鎌倉将軍9)                                   |                                                                        |                                                                        | 邦治/1285-1308/♂後二條天皇(諡) 1301-1308(第94代)                       | 邦治/1285-1308/♂後二條天皇(諡) 1301-1308(第94代)                       | 邦治/1285-1308/♂後二條天皇(諡) 1301-1308(第94代)  | 邦治/1285-1308/♂後二條天皇(諡) 1301-1308(第94代)  | 邦治/1285-1308/♂後二條天皇(諡) 1301-1308(第94代)  | 邦治/1285-1308/♂後二條天皇(諡) 1301-1308(第94代)  |                                                   |                                                   | 尊治/1288-1339/♂後醍醐天皇(諡) 1318-1339(第96代)  | 尊治/1288-1339/♂後醍醐天皇(諡) 1318-1339(第96代)  | 尊治/1288-1339/♂後醍醐天皇(諡) 1318-1339(第96代) | 尊治/1288-1339/♂後醍醐天皇(諡) 1318-1339(第96代) | 尊治/1288-1339/♂後醍醐天皇(諡) 1318-1339(第96代)  | 尊治/1288-1339/♂後醍醐天皇(諡) 1318-1339(第96代)  |                                                   |                                                   |                                                   |                                                   |  |  |  |  |  |  |  |  |  |  |  |  |  |  |  |  |  |  |  |  |  |  |  |  |  |  |  |  |  |  |
|                                                           |                                                           |                                                           |                                                           |                                                           |                                                           |                                                           |                                                           |                                                                      |                                                                      |                                                                      |                                                                      |                                                                                  |                                                                                  |                                                                                  |                                                                                  |                                                                                  |                                                                                  |                                                           |                                                           |                                                           |                                                           |                                                  |                                                  |                                                                        |                                                                        |                                                                        |                                                                        |                                                                        |                                                                        |                                                   |                                                   |                                                   |                                                   |                                                   |                                                   |                                                   |                                                   |                                                  |                                                  |                                                   |                                                   |                                                   |                                                   |                                                   |                                                   |  |  |  |  |  |  |  |  |  |  |  |  |  |  |  |  |  |  |  |  |  |  |  |  |  |  |  |  |  |  |
|                                                           |                                                           |                                                           |                                                           | 量仁/1313-1348/♂光厳天皇(諡) 1332-1334(北朝1)             | 量仁/1313-1348/♂光厳天皇(諡) 1332-1334(北朝1)             | 量仁/1313-1348/♂光厳天皇(諡) 1332-1334(北朝1)             | 量仁/1313-1348/♂光厳天皇(諡) 1332-1334(北朝1)             | 量仁/1313-1348/♂光厳天皇(諡) 1332-1334(北朝1)                        | 量仁/1313-1348/♂光厳天皇(諡) 1332-1334(北朝1)                        |                                                                      |                                                                      | 豊仁/1322-1380/♂光明天皇(諡) 1336-1348(北朝2)                                    | 豊仁/1322-1380/♂光明天皇(諡) 1336-1348(北朝2)                                    | 豊仁/1322-1380/♂光明天皇(諡) 1336-1348(北朝2)                                    | 豊仁/1322-1380/♂光明天皇(諡) 1336-1348(北朝2)                                    | 豊仁/1322-1380/♂光明天皇(諡) 1336-1348(北朝2)                                    | 豊仁/1322-1380/♂光明天皇(諡) 1336-1348(北朝2)                                    |                                                           |                                                           |                                                           |                                                           |                                                  |                                                  | 義良/1328-1368/♂後村上天皇(諡) 1339-1368(第97代)                       | 義良/1328-1368/♂後村上天皇(諡) 1339-1368(第97代)                       | 義良/1328-1368/♂後村上天皇(諡) 1339-1368(第97代)                       | 義良/1328-1368/♂後村上天皇(諡) 1339-1368(第97代)                       | 義良/1328-1368/♂後村上天皇(諡) 1339-1368(第97代)                       | 義良/1328-1368/♂後村上天皇(諡) 1339-1368(第97代)                       |                                                   |                                                   | 護良/1308-1335/♂1333-1334(征夷大将軍)             | 護良/1308-1335/♂1333-1334(征夷大将軍)             | 護良/1308-1335/♂1333-1334(征夷大将軍)             | 護良/1308-1335/♂1333-1334(征夷大将軍)             | 護良/1308-1335/♂1333-1334(征夷大将軍)             | 護良/1308-1335/♂1333-1334(征夷大将軍)             |                                                  |                                                  | 成良/1326-1338(または1344)/♂1334-1338(征夷大将軍) | 成良/1326-1338(または1344)/♂1334-1338(征夷大将軍) | 成良/1326-1338(または1344)/♂1334-1338(征夷大将軍) | 成良/1326-1338(または1344)/♂1334-1338(征夷大将軍) | 成良/1326-1338(または1344)/♂1334-1338(征夷大将軍) | 成良/1326-1338(または1344)/♂1334-1338(征夷大将軍) |  |  |  |  |  |  |  |  |  |  |  |  |  |  |  |  |  |  |  |  |  |  |  |  |  |  |  |  |  |  |
|                                                           |                                                           |                                                           |                                                           | 量仁/1313-1348/♂光厳天皇(諡) 1332-1334(北朝1)             | 量仁/1313-1348/♂光厳天皇(諡) 1332-1334(北朝1)             | 量仁/1313-1348/♂光厳天皇(諡) 1332-1334(北朝1)             | 量仁/1313-1348/♂光厳天皇(諡) 1332-1334(北朝1)             | 量仁/1313-1348/♂光厳天皇(諡) 1332-1334(北朝1)                        | 量仁/1313-1348/♂光厳天皇(諡) 1332-1334(北朝1)                        |                                                                      |                                                                      | 豊仁/1322-1380/♂光明天皇(諡) 1336-1348(北朝2)                                    | 豊仁/1322-1380/♂光明天皇(諡) 1336-1348(北朝2)                                    | 豊仁/1322-1380/♂光明天皇(諡) 1336-1348(北朝2)                                    | 豊仁/1322-1380/♂光明天皇(諡) 1336-1348(北朝2)                                    | 豊仁/1322-1380/♂光明天皇(諡) 1336-1348(北朝2)                                    | 豊仁/1322-1380/♂光明天皇(諡) 1336-1348(北朝2)                                    |                                                           |                                                           |                                                           |                                                           |                                                  |                                                  | 義良/1328-1368/♂後村上天皇(諡) 1339-1368(第97代)                       | 義良/1328-1368/♂後村上天皇(諡) 1339-1368(第97代)                       | 義良/1328-1368/♂後村上天皇(諡) 1339-1368(第97代)                       | 義良/1328-1368/♂後村上天皇(諡) 1339-1368(第97代)                       | 義良/1328-1368/♂後村上天皇(諡) 1339-1368(第97代)                       | 義良/1328-1368/♂後村上天皇(諡) 1339-1368(第97代)                       |                                                   |                                                   | 護良/1308-1335/♂1333-1334(征夷大将軍)             | 護良/1308-1335/♂1333-1334(征夷大将軍)             | 護良/1308-1335/♂1333-1334(征夷大将軍)             | 護良/1308-1335/♂1333-1334(征夷大将軍)             | 護良/1308-1335/♂1333-1334(征夷大将軍)             | 護良/1308-1335/♂1333-1334(征夷大将軍)             |                                                  |                                                  | 成良/1326-1338(または1344)/♂1334-1338(征夷大将軍) | 成良/1326-1338(または1344)/♂1334-1338(征夷大将軍) | 成良/1326-1338(または1344)/♂1334-1338(征夷大将軍) | 成良/1326-1338(または1344)/♂1334-1338(征夷大将軍) | 成良/1326-1338(または1344)/♂1334-1338(征夷大将軍) | 成良/1326-1338(または1344)/♂1334-1338(征夷大将軍) |  |  |  |  |  |  |  |  |  |  |  |  |  |  |  |  |  |  |  |  |  |  |  |  |  |  |  |  |  |  |
|                                                           |                                                           |                                                           |                                                           |                                                           |                                                           |                                                           |                                                           |                                                                      |                                                                      |                                                                      |                                                                      |                                                                                  |                                                                                  |                                                                                  |                                                                                  |                                                                                  |                                                                                  |                                                           |                                                           |                                                           |                                                           |                                                  |                                                  |                                                                        |                                                                        |                                                                        |                                                                        |                                                                        |                                                                        |                                                   |                                                   |                                                   |                                                   |                                                   |                                                   |                                                   |                                                   |                                                  |                                                  |                                                   |                                                   |                                                   |                                                   |                                                   |                                                   |  |  |  |  |  |  |  |  |  |  |  |  |  |  |  |  |  |  |  |  |  |  |  |  |  |  |  |  |  |  |
|                                                           |                                                           |                                                           |                                                           | 興仁/1334-1398/♂崇光天皇(諡) 1348-1351(北朝3)             | 興仁/1334-1398/♂崇光天皇(諡) 1348-1351(北朝3)             | 興仁/1334-1398/♂崇光天皇(諡) 1348-1351(北朝3)             | 興仁/1334-1398/♂崇光天皇(諡) 1348-1351(北朝3)             | 興仁/1334-1398/♂崇光天皇(諡) 1348-1351(北朝3)                        | 興仁/1334-1398/♂崇光天皇(諡) 1348-1351(北朝3)                        |                                                                      |                                                                      | 弥仁/1336-1374/♂後光嚴天皇(諡) 1352-1371(北朝4)                                  | 弥仁/1336-1374/♂後光嚴天皇(諡) 1352-1371(北朝4)                                  | 弥仁/1336-1374/♂後光嚴天皇(諡) 1352-1371(北朝4)                                  | 弥仁/1336-1374/♂後光嚴天皇(諡) 1352-1371(北朝4)                                  | 弥仁/1336-1374/♂後光嚴天皇(諡) 1352-1371(北朝4)                                  | 弥仁/1336-1374/♂後光嚴天皇(諡) 1352-1371(北朝4)                                  |                                                           |                                                           | 寛成/1343-1394/♂長慶天皇(諡) 1368-1383(第98代)            | 寛成/1343-1394/♂長慶天皇(諡) 1368-1383(第98代)            | 寛成/1343-1394/♂長慶天皇(諡) 1368-1383(第98代)   | 寛成/1343-1394/♂長慶天皇(諡) 1368-1383(第98代)   | 寛成/1343-1394/♂長慶天皇(諡) 1368-1383(第98代)                         | 寛成/1343-1394/♂長慶天皇(諡) 1368-1383(第98代)                         |                                                                        |                                                                        | 熙成/1350?-1424/♂後龜山天皇(諡) 1383-1392(第99代)                      | 熙成/1350?-1424/♂後龜山天皇(諡) 1383-1392(第99代)                      | 熙成/1350?-1424/♂後龜山天皇(諡) 1383-1392(第99代) | 熙成/1350?-1424/♂後龜山天皇(諡) 1383-1392(第99代) | 熙成/1350?-1424/♂後龜山天皇(諡) 1383-1392(第99代) | 熙成/1350?-1424/♂後龜山天皇(諡) 1383-1392(第99代) |                                                   |                                                   |                                                   |                                                   |                                                  |                                                  |                                                   |                                                   |                                                   |                                                   |                                                   |                                                   |  |  |  |  |  |  |  |  |  |  |  |  |  |  |  |  |  |  |  |  |  |  |  |  |  |  |  |  |  |  |
|                                                           |                                                           |                                                           |                                                           | 興仁/1334-1398/♂崇光天皇(諡) 1348-1351(北朝3)             | 興仁/1334-1398/♂崇光天皇(諡) 1348-1351(北朝3)             | 興仁/1334-1398/♂崇光天皇(諡) 1348-1351(北朝3)             | 興仁/1334-1398/♂崇光天皇(諡) 1348-1351(北朝3)             | 興仁/1334-1398/♂崇光天皇(諡) 1348-1351(北朝3)                        | 興仁/1334-1398/♂崇光天皇(諡) 1348-1351(北朝3)                        |                                                                      |                                                                      | 弥仁/1336-1374/♂後光嚴天皇(諡) 1352-1371(北朝4)                                  | 弥仁/1336-1374/♂後光嚴天皇(諡) 1352-1371(北朝4)                                  | 弥仁/1336-1374/♂後光嚴天皇(諡) 1352-1371(北朝4)                                  | 弥仁/1336-1374/♂後光嚴天皇(諡) 1352-1371(北朝4)                                  | 弥仁/1336-1374/♂後光嚴天皇(諡) 1352-1371(北朝4)                                  | 弥仁/1336-1374/♂後光嚴天皇(諡) 1352-1371(北朝4)                                  |                                                           |                                                           | 寛成/1343-1394/♂長慶天皇(諡) 1368-1383(第98代)            | 寛成/1343-1394/♂長慶天皇(諡) 1368-1383(第98代)            | 寛成/1343-1394/♂長慶天皇(諡) 1368-1383(第98代)   | 寛成/1343-1394/♂長慶天皇(諡) 1368-1383(第98代)   | 寛成/1343-1394/♂長慶天皇(諡) 1368-1383(第98代)                         | 寛成/1343-1394/♂長慶天皇(諡) 1368-1383(第98代)                         |                                                                        |                                                                        | 熙成/1350?-1424/♂後龜山天皇(諡) 1383-1392(第99代)                      | 熙成/1350?-1424/♂後龜山天皇(諡) 1383-1392(第99代)                      | 熙成/1350?-1424/♂後龜山天皇(諡) 1383-1392(第99代) | 熙成/1350?-1424/♂後龜山天皇(諡) 1383-1392(第99代) | 熙成/1350?-1424/♂後龜山天皇(諡) 1383-1392(第99代) | 熙成/1350?-1424/♂後龜山天皇(諡) 1383-1392(第99代) |                                                   |                                                   |                                                   |                                                   |                                                  |                                                  |                                                   |                                                   |                                                   |                                                   |                                                   |                                                   |  |  |  |  |  |  |  |  |  |  |  |  |  |  |  |  |  |  |  |  |  |  |  |  |  |  |  |  |  |  |
|                                                           |                                                           |                                                           |                                                           | 栄仁/1351-1416/♂                                          | 栄仁/1351-1416/♂                                          | 栄仁/1351-1416/♂                                          | 栄仁/1351-1416/♂                                          | 栄仁/1351-1416/♂                                                     | 栄仁/1351-1416/♂                                                     |                                                                      |                                                                      | 緒仁/1339-1393/♂後圓融天皇(諡) 1371-1382(北朝5)                                  | 緒仁/1339-1393/♂後圓融天皇(諡) 1371-1382(北朝5)                                  | 緒仁/1339-1393/♂後圓融天皇(諡) 1371-1382(北朝5)                                  | 緒仁/1339-1393/♂後圓融天皇(諡) 1371-1382(北朝5)                                  | 緒仁/1339-1393/♂後圓融天皇(諡) 1371-1382(北朝5)                                  | 緒仁/1339-1393/♂後圓融天皇(諡) 1371-1382(北朝5)                                  |                                                           |                                                           | 参照: 南朝、北朝                                          | 参照: 南朝、北朝                                          | 参照: 南朝、北朝                                 | 参照: 南朝、北朝                                 | 参照: 南朝、北朝                                                       | 参照: 南朝、北朝                                                       |                                                                        |                                                                        |                                                                        |                                                                        |                                                   |                                                   |                                                   |                                                   |                                                   |                                                   |                                                   |                                                   |                                                  |                                                  |                                                   |                                                   |                                                   |                                                   |                                                   |                                                   |  |  |  |  |  |  |  |  |  |  |  |  |  |  |  |  |  |  |  |  |  |  |  |  |  |  |  |  |  |  |
|                                                           |                                                           |                                                           |                                                           | 栄仁/1351-1416/♂                                          | 栄仁/1351-1416/♂                                          | 栄仁/1351-1416/♂                                          | 栄仁/1351-1416/♂                                          | 栄仁/1351-1416/♂                                                     | 栄仁/1351-1416/♂                                                     |                                                                      |                                                                      | 緒仁/1339-1393/♂後圓融天皇(諡) 1371-1382(北朝5)                                  | 緒仁/1339-1393/♂後圓融天皇(諡) 1371-1382(北朝5)                                  | 緒仁/1339-1393/♂後圓融天皇(諡) 1371-1382(北朝5)                                  | 緒仁/1339-1393/♂後圓融天皇(諡) 1371-1382(北朝5)                                  | 緒仁/1339-1393/♂後圓融天皇(諡) 1371-1382(北朝5)                                  | 緒仁/1339-1393/♂後圓融天皇(諡) 1371-1382(北朝5)                                  |                                                           |                                                           | 参照: 南朝、北朝                                          | 参照: 南朝、北朝                                          | 参照: 南朝、北朝                                 | 参照: 南朝、北朝                                 | 参照: 南朝、北朝                                                       | 参照: 南朝、北朝                                                       |                                                                        |                                                                        |                                                                        |                                                                        |                                                   |                                                   |                                                   |                                                   |                                                   |                                                   |                                                   |                                                   |                                                  |                                                  |                                                   |                                                   |                                                   |                                                   |                                                   |                                                   |  |  |  |  |  |  |  |  |  |  |  |  |  |  |  |  |  |  |  |  |  |  |  |  |  |  |  |  |  |  |
|                                                           |                                                           |                                                           |                                                           | 貞成/1372-1456/♂後崇光天皇(諡) (追尊)                     | 貞成/1372-1456/♂後崇光天皇(諡) (追尊)                     | 貞成/1372-1456/♂後崇光天皇(諡) (追尊)                     | 貞成/1372-1456/♂後崇光天皇(諡) (追尊)                     | 貞成/1372-1456/♂後崇光天皇(諡) (追尊)                                | 貞成/1372-1456/♂後崇光天皇(諡) (追尊)                                |                                                                      |                                                                      | 幹仁/1377-1433/♂後小松天皇(諡) 1382-1392(北朝6)後小松天皇(諡) 1392-1412(第100代) | 幹仁/1377-1433/♂後小松天皇(諡) 1382-1392(北朝6)後小松天皇(諡) 1392-1412(第100代) | 幹仁/1377-1433/♂後小松天皇(諡) 1382-1392(北朝6)後小松天皇(諡) 1392-1412(第100代) | 幹仁/1377-1433/♂後小松天皇(諡) 1382-1392(北朝6)後小松天皇(諡) 1392-1412(第100代) | 幹仁/1377-1433/♂後小松天皇(諡) 1382-1392(北朝6)後小松天皇(諡) 1392-1412(第100代) | 幹仁/1377-1433/♂後小松天皇(諡) 1382-1392(北朝6)後小松天皇(諡) 1392-1412(第100代) |                                                           |                                                           |                                                           |                                                           |                                                  |                                                  |                                                                        |                                                                        |                                                                        |                                                                        |                                                                        |                                                                        |                                                   |                                                   |                                                   |                                                   |                                                   |                                                   |                                                   |                                                   |                                                  |                                                  |                                                   |                                                   |                                                   |                                                   |                                                   |                                                   |  |  |  |  |  |  |  |  |  |  |  |  |  |  |  |  |  |  |  |  |  |  |  |  |  |  |  |  |  |  |
|                                                           |                                                           |                                                           |                                                           | 貞成/1372-1456/♂後崇光天皇(諡) (追尊)                     | 貞成/1372-1456/♂後崇光天皇(諡) (追尊)                     | 貞成/1372-1456/♂後崇光天皇(諡) (追尊)                     | 貞成/1372-1456/♂後崇光天皇(諡) (追尊)                     | 貞成/1372-1456/♂後崇光天皇(諡) (追尊)                                | 貞成/1372-1456/♂後崇光天皇(諡) (追尊)                                |                                                                      |                                                                      | 幹仁/1377-1433/♂後小松天皇(諡) 1382-1392(北朝6)後小松天皇(諡) 1392-1412(第100代) | 幹仁/1377-1433/♂後小松天皇(諡) 1382-1392(北朝6)後小松天皇(諡) 1392-1412(第100代) | 幹仁/1377-1433/♂後小松天皇(諡) 1382-1392(北朝6)後小松天皇(諡) 1392-1412(第100代) | 幹仁/1377-1433/♂後小松天皇(諡) 1382-1392(北朝6)後小松天皇(諡) 1392-1412(第100代) | 幹仁/1377-1433/♂後小松天皇(諡) 1382-1392(北朝6)後小松天皇(諡) 1392-1412(第100代) | 幹仁/1377-1433/♂後小松天皇(諡) 1382-1392(北朝6)後小松天皇(諡) 1392-1412(第100代) |                                                           |                                                           |                                                           |                                                           |                                                  |                                                  |                                                                        |                                                                        |                                                                        |                                                                        |                                                                        |                                                                        |                                                   |                                                   |                                                   |                                                   |                                                   |                                                   |                                                   |                                                   |                                                  |                                                  |                                                   |                                                   |                                                   |                                                   |                                                   |                                                   |  |  |  |  |  |  |  |  |  |  |  |  |  |  |  |  |  |  |  |  |  |  |  |  |  |  |  |  |  |  |
|                                                           |                                                           |                                                           |                                                           | 彦仁/1419-1471/♂後花園天皇(諡) 1428-1464(第102代)         | 彦仁/1419-1471/♂後花園天皇(諡) 1428-1464(第102代)         | 彦仁/1419-1471/♂後花園天皇(諡) 1428-1464(第102代)         | 彦仁/1419-1471/♂後花園天皇(諡) 1428-1464(第102代)         | 彦仁/1419-1471/♂後花園天皇(諡) 1428-1464(第102代)                    | 彦仁/1419-1471/♂後花園天皇(諡) 1428-1464(第102代)                    |                                                                      |                                                                      | 躬仁/1401-1428/♂称光天皇(諡) 1412-1428(第101代)                                  | 躬仁/1401-1428/♂称光天皇(諡) 1412-1428(第101代)                                  | 躬仁/1401-1428/♂称光天皇(諡) 1412-1428(第101代)                                  | 躬仁/1401-1428/♂称光天皇(諡) 1412-1428(第101代)                                  | 躬仁/1401-1428/♂称光天皇(諡) 1412-1428(第101代)                                  | 躬仁/1401-1428/♂称光天皇(諡) 1412-1428(第101代)                                  |                                                           |                                                           |                                                           |                                                           |                                                  |                                                  |                                                                        |                                                                        |                                                                        |                                                                        |                                                                        |                                                                        |                                                   |                                                   |                                                   |                                                   |                                                   |                                                   |                                                   |                                                   |                                                  |                                                  |                                                   |                                                   |                                                   |                                                   |                                                   |                                                   |  |  |  |  |  |  |  |  |  |  |  |  |  |  |  |  |  |  |  |  |  |  |  |  |  |  |  |  |  |  |
|                                                           |                                                           |                                                           |                                                           | 彦仁/1419-1471/♂後花園天皇(諡) 1428-1464(第102代)         | 彦仁/1419-1471/♂後花園天皇(諡) 1428-1464(第102代)         | 彦仁/1419-1471/♂後花園天皇(諡) 1428-1464(第102代)         | 彦仁/1419-1471/♂後花園天皇(諡) 1428-1464(第102代)         | 彦仁/1419-1471/♂後花園天皇(諡) 1428-1464(第102代)                    | 彦仁/1419-1471/♂後花園天皇(諡) 1428-1464(第102代)                    |                                                                      |                                                                      | 躬仁/1401-1428/♂称光天皇(諡) 1412-1428(第101代)                                  | 躬仁/1401-1428/♂称光天皇(諡) 1412-1428(第101代)                                  | 躬仁/1401-1428/♂称光天皇(諡) 1412-1428(第101代)                                  | 躬仁/1401-1428/♂称光天皇(諡) 1412-1428(第101代)                                  | 躬仁/1401-1428/♂称光天皇(諡) 1412-1428(第101代)                                  | 躬仁/1401-1428/♂称光天皇(諡) 1412-1428(第101代)                                  |                                                           |                                                           |                                                           |                                                           |                                                  |                                                  |                                                                        |                                                                        |                                                                        |                                                                        |                                                                        |                                                                        |                                                   |                                                   |                                                   |                                                   |                                                   |                                                   |                                                   |                                                   |                                                  |                                                  |                                                   |                                                   |                                                   |                                                   |                                                   |                                                   |  |  |  |  |  |  |  |  |  |  |  |  |  |  |  |  |  |  |  |  |  |  |  |  |  |  |  |  |  |  |
|                                                           |                                                           |                                                           |                                                           | 成仁/1442-1500/♂後土御門天皇(諡) 1464-1500(第103代)       |                                                           |                                                           |                                                           |                                                                      |                                                                      |                                                                      |                                                                      |                                                                                  |                                                                                  |                                                                                  |                                                                                  |                                                                                  |                                                                                  |                                                           |                                                           |                                                           |                                                           |                                                  |                                                  |                                                                        |                                                                        |                                                                        |                                                                        |                                                                        |                                                                        |                                                   |                                                   |                                                   |                                                   |                                                   |                                                   |                                                   |                                                   |                                                  |                                                  |                                                   |                                                   |                                                   |                                                   |                                                   |                                                   |  |  |  |  |  |  |  |  |  |  |  |  |  |  |  |  |  |  |  |  |  |  |  |  |  |  |  |  |  |  |
|                                                           |                                                           |                                                           |                                                           |                                                           |                                                           |                                                           |                                                           |                                                                      |                                                                      |                                                                      |                                                                      |                                                                                  |                                                                                  |                                                                                  |                                                                                  |                                                                                  |                                                                                  |                                                           |                                                           |                                                           |                                                           |                                                  |                                                  |                                                                        |                                                                        |                                                                        |                                                                        |                                                                        |                                                                        |                                                   |                                                   |                                                   |                                                   |                                                   |                                                   |                                                   |                                                   |                                                  |                                                  |                                                   |                                                   |                                                   |                                                   |                                                   |                                                   |  |  |  |  |  |  |  |  |  |  |  |  |  |  |  |  |  |  |  |  |  |  |  |  |  |  |  |  |  |  |
|                                                           |                                                           |                                                           |                                                           | 勝仁/1464-1526/♂後柏原天皇(諡) 1500-1526(第104代)         |                                                           |                                                           |                                                           |                                                                      |                                                                      |                                                                      |                                                                      |                                                                                  |                                                                                  |                                                                                  |                                                                                  |                                                                                  |                                                                                  |                                                           |                                                           |                                                           |                                                           |                                                  |                                                  |                                                                        |                                                                        |                                                                        |                                                                        |                                                                        |                                                                        |                                                   |                                                   |                                                   |                                                   |                                                   |                                                   |                                                   |                                                   |                                                  |                                                  |                                                   |                                                   |                                                   |                                                   |                                                   |                                                   |  |  |  |  |  |  |  |  |  |  |  |  |  |  |  |  |  |  |  |  |  |  |  |  |  |  |  |  |  |  |
|                                                           |                                                           |                                                           |                                                           |                                                           |                                                           |                                                           |                                                           |                                                                      |                                                                      |                                                                      |                                                                      |                                                                                  |                                                                                  |                                                                                  |                                                                                  |                                                                                  |                                                                                  |                                                           |                                                           |                                                           |                                                           |                                                  |                                                  |                                                                        |                                                                        |                                                                        |                                                                        |                                                                        |                                                                        |                                                   |                                                   |                                                   |                                                   |                                                   |                                                   |                                                   |                                                   |                                                  |                                                  |                                                   |                                                   |                                                   |                                                   |                                                   |                                                   |  |  |  |  |  |  |  |  |  |  |  |  |  |  |  |  |  |  |  |  |  |  |  |  |  |  |  |  |  |  |
|                                                           |                                                           |                                                           |                                                           | 知仁/1497-1557/♂後奈良天皇(諡) 1526-1557(第105代)         |                                                           |                                                           |                                                           |                                                                      |                                                                      |                                                                      |                                                                      |                                                                                  |                                                                                  |                                                                                  |                                                                                  |                                                                                  |                                                                                  |                                                           |                                                           |                                                           |                                                           |                                                  |                                                  |                                                                        |                                                                        |                                                                        |                                                                        |                                                                        |                                                                        |                                                   |                                                   |                                                   |                                                   |                                                   |                                                   |                                                   |                                                   |                                                  |                                                  |                                                   |                                                   |                                                   |                                                   |                                                   |                                                   |  |  |  |  |  |  |  |  |  |  |  |  |  |  |  |  |  |  |  |  |  |  |  |  |  |  |  |  |  |  |
|                                                           |                                                           |                                                           |                                                           |                                                           |                                                           |                                                           |                                                           |                                                                      |                                                                      |                                                                      |                                                                      |                                                                                  |                                                                                  |                                                                                  |                                                                                  |                                                                                  |                                                                                  |                                                           |                                                           |                                                           |                                                           |                                                  |                                                  |                                                                        |                                                                        |                                                                        |                                                                        |                                                                        |                                                                        |                                                   |                                                   |                                                   |                                                   |                                                   |                                                   |                                                   |                                                   |                                                  |                                                  |                                                   |                                                   |                                                   |                                                   |                                                   |                                                   |  |  |  |  |  |  |  |  |  |  |  |  |  |  |  |  |  |  |  |  |  |  |  |  |  |  |  |  |  |  |
|                                                           |                                                           |                                                           |                                                           | 方仁/1517-1593/♂正親町天皇(諡) 1557-1586(第106代)         |                                                           |                                                           |                                                           |                                                                      |                                                                      |                                                                      |                                                                      |                                                                                  |                                                                                  |                                                                                  |                                                                                  |                                                                                  |                                                                                  |                                                           |                                                           |                                                           |                                                           |                                                  |                                                  |                                                                        |                                                                        |                                                                        |                                                                        |                                                                        |                                                                        |                                                   |                                                   |                                                   |                                                   |                                                   |                                                   |                                                   |                                                   |                                                  |                                                  |                                                   |                                                   |                                                   |                                                   |                                                   |                                                   |  |  |  |  |  |  |  |  |  |  |  |  |  |  |  |  |  |  |  |  |  |  |  |  |  |  |  |  |  |  |
|                                                           |                                                           |                                                           |                                                           |                                                           |                                                           |                                                           |                                                           |                                                                      |                                                                      |                                                                      |                                                                      |                                                                                  |                                                                                  |                                                                                  |                                                                                  |                                                                                  |                                                                                  |                                                           |                                                           |                                                           |                                                           |                                                  |                                                  |                                                                        |                                                                        |                                                                        |                                                                        |                                                                        |                                                                        |                                                   |                                                   |                                                   |                                                   |                                                   |                                                   |                                                   |                                                   |                                                  |                                                  |                                                   |                                                   |                                                   |                                                   |                                                   |                                                   |  |  |  |  |  |  |  |  |  |  |  |  |  |  |  |  |  |  |  |  |  |  |  |  |  |  |  |  |  |  |
|                                                           |                                                           |                                                           |                                                           | 誠仁/1552-1586/♂陽光天皇(諡) (追尊)                       |                                                           |                                                           |                                                           |                                                                      |                                                                      |                                                                      |                                                                      |                                                                                  |                                                                                  |                                                                                  |                                                                                  |                                                                                  |                                                                                  |                                                           |                                                           |                                                           |                                                           |                                                  |                                                  |                                                                        |                                                                        |                                                                        |                                                                        |                                                                        |                                                                        |                                                   |                                                   |                                                   |                                                   |                                                   |                                                   |                                                   |                                                   |                                                  |                                                  |                                                   |                                                   |                                                   |                                                   |                                                   |                                                   |  |  |  |  |  |  |  |  |  |  |  |  |  |  |  |  |  |  |  |  |  |  |  |  |  |  |  |  |  |  |
|                                                           |                                                           |                                                           |                                                           |                                                           |                                                           |                                                           |                                                           |                                                                      |                                                                      |                                                                      |                                                                      |                                                                                  |                                                                                  |                                                                                  |                                                                                  |                                                                                  |                                                                                  |                                                           |                                                           |                                                           |                                                           |                                                  |                                                  |                                                                        |                                                                        |                                                                        |                                                                        |                                                                        |                                                                        |                                                   |                                                   |                                                   |                                                   |                                                   |                                                   |                                                   |                                                   |                                                  |                                                  |                                                   |                                                   |                                                   |                                                   |                                                   |                                                   |  |  |  |  |  |  |  |  |  |  |  |  |  |  |  |  |  |  |  |  |  |  |  |  |  |  |  |  |  |  |
|                                                           |                                                           |                                                           |                                                           | 和仁/1572-1617/♂後陽成天皇(諡) 1586-1611(第107代)         |                                                           |                                                           |                                                           |                                                                      |                                                                      |                                                                      |                                                                      |                                                                                  |                                                                                  |                                                                                  |                                                                                  |                                                                                  |                                                                                  |                                                           |                                                           |                                                           |                                                           |                                                  |                                                  |                                                                        |                                                                        |                                                                        |                                                                        |                                                                        |                                                                        |                                                   |                                                   |                                                   |                                                   |                                                   |                                                   |                                                   |                                                   |                                                  |                                                  |                                                   |                                                   |                                                   |                                                   |                                                   |                                                   |  |  |  |  |  |  |  |  |  |  |  |  |  |  |  |  |  |  |  |  |  |  |  |  |  |  |  |  |  |  |
|                                                           |                                                           |                                                           |                                                           |                                                           |                                                           |                                                           |                                                           |                                                                      |                                                                      |                                                                      |                                                                      |                                                                                  |                                                                                  |                                                                                  |                                                                                  |                                                                                  |                                                                                  |                                                           |                                                           |                                                           |                                                           |                                                  |                                                  |                                                                        |                                                                        |                                                                        |                                                                        |                                                                        |                                                                        |                                                   |                                                   |                                                   |                                                   |                                                   |                                                   |                                                   |                                                   |                                                  |                                                  |                                                   |                                                   |                                                   |                                                   |                                                   |                                                   |  |  |  |  |  |  |  |  |  |  |  |  |  |  |  |  |  |  |  |  |  |  |  |  |  |  |  |  |  |  |
|                                                           |                                                           |                                                           |                                                           | 政仁/1596-1680/♂後水尾天皇(諡) 1611-1629(第108代)         |                                                           |                                                           |                                                           |                                                                      |                                                                      |                                                                      |                                                                      |                                                                                  |                                                                                  |                                                                                  |                                                                                  |                                                                                  |                                                                                  |                                                           |                                                           |                                                           |                                                           |                                                  |                                                  |                                                                        |                                                                        |                                                                        |                                                                        |                                                                        |                                                                        |                                                   |                                                   |                                                   |                                                   |                                                   |                                                   |                                                   |                                                   |                                                  |                                                  |                                                   |                                                   |                                                   |                                                   |                                                   |                                                   |  |  |  |  |  |  |  |  |  |  |  |  |  |  |  |  |  |  |  |  |  |  |  |  |  |  |  |  |  |  |
|                                                           |                                                           |                                                           |                                                           |                                                           |                                                           |                                                           |                                                           |                                                                      |                                                                      |                                                                      |                                                                      |                                                                                  |                                                                                  |                                                                                  |                                                                                  |                                                                                  |                                                                                  |                                                           |                                                           |                                                           |                                                           |                                                  |                                                  |                                                                        |                                                                        |                                                                        |                                                                        |                                                                        |                                                                        |                                                   |                                                   |                                                   |                                                   |                                                   |                                                   |                                                   |                                                   |                                                  |                                                  |                                                   |                                                   |                                                   |                                                   |                                                   |                                                   |  |  |  |  |  |  |  |  |  |  |  |  |  |  |  |  |  |  |  |  |  |  |  |  |  |  |  |  |  |  |
|                                                           |                                                           |                                                           |                                                           |                                                           |                                                           |                                                           |                                                           |                                                                      |                                                                      |                                                                      |                                                                      |                                                                                  |                                                                                  |                                                                                  |                                                                                  |                                                                                  |                                                                                  |                                                           |                                                           |                                                           |                                                           |                                                  |                                                  |                                                                        |                                                                        |                                                                        |                                                                        |                                                                        |                                                                        |                                                   |                                                   |                                                   |                                                   |                                                   |                                                   |                                                   |                                                   |                                                  |                                                  |                                                   |                                                   |                                                   |                                                   |                                                   |                                                   |  |  |  |  |  |  |  |  |  |  |  |  |  |  |  |  |  |  |  |  |  |  |  |  |  |  |  |  |  |  |
| 興子/1624-1696/♀明正天皇(諡) 1629-1643(第109代)           | 興子/1624-1696/♀明正天皇(諡) 1629-1643(第109代)           | 興子/1624-1696/♀明正天皇(諡) 1629-1643(第109代)           | 興子/1624-1696/♀明正天皇(諡) 1629-1643(第109代)           | 興子/1624-1696/♀明正天皇(諡) 1629-1643(第109代)           | 興子/1624-1696/♀明正天皇(諡) 1629-1643(第109代)           |                                                           |                                                           | 紹仁/1633-1654/♂後光明天皇(諡) 1643-1654(第110代)                    | 紹仁/1633-1654/♂後光明天皇(諡) 1643-1654(第110代)                    | 紹仁/1633-1654/♂後光明天皇(諡) 1643-1654(第110代)                    | 紹仁/1633-1654/♂後光明天皇(諡) 1643-1654(第110代)                    | 紹仁/1633-1654/♂後光明天皇(諡) 1643-1654(第110代)                                | 紹仁/1633-1654/♂後光明天皇(諡) 1643-1654(第110代)                                |                                                                                  |                                                                                  | 良仁/1638-1685/♂後西天皇(諡) 1655-1663(第111代)                                  | 良仁/1638-1685/♂後西天皇(諡) 1655-1663(第111代)                                  | 良仁/1638-1685/♂後西天皇(諡) 1655-1663(第111代)           | 良仁/1638-1685/♂後西天皇(諡) 1655-1663(第111代)           | 良仁/1638-1685/♂後西天皇(諡) 1655-1663(第111代)           | 良仁/1638-1685/♂後西天皇(諡) 1655-1663(第111代)           |                                                  |                                                  | 識仁/1654-1732/♂靈元天皇(諡) 1663-1687(第112代)                        | 識仁/1654-1732/♂靈元天皇(諡) 1663-1687(第112代)                        | 識仁/1654-1732/♂靈元天皇(諡) 1663-1687(第112代)                        | 識仁/1654-1732/♂靈元天皇(諡) 1663-1687(第112代)                        | 識仁/1654-1732/♂靈元天皇(諡) 1663-1687(第112代)                        | 識仁/1654-1732/♂靈元天皇(諡) 1663-1687(第112代)                        |                                                   |                                                   |                                                   |                                                   |                                                   |                                                   |                                                   |                                                   |                                                  |                                                  |                                                   |                                                   |                                                   |                                                   |                                                   |                                                   |  |  |  |  |  |  |  |  |  |  |  |  |  |  |  |  |  |  |  |  |  |  |  |  |  |  |  |  |  |  |
| 興子/1624-1696/♀明正天皇(諡) 1629-1643(第109代)           | 興子/1624-1696/♀明正天皇(諡) 1629-1643(第109代)           | 興子/1624-1696/♀明正天皇(諡) 1629-1643(第109代)           | 興子/1624-1696/♀明正天皇(諡) 1629-1643(第109代)           | 興子/1624-1696/♀明正天皇(諡) 1629-1643(第109代)           | 興子/1624-1696/♀明正天皇(諡) 1629-1643(第109代)           |                                                           |                                                           | 紹仁/1633-1654/♂後光明天皇(諡) 1643-1654(第110代)                    | 紹仁/1633-1654/♂後光明天皇(諡) 1643-1654(第110代)                    | 紹仁/1633-1654/♂後光明天皇(諡) 1643-1654(第110代)                    | 紹仁/1633-1654/♂後光明天皇(諡) 1643-1654(第110代)                    | 紹仁/1633-1654/♂後光明天皇(諡) 1643-1654(第110代)                                | 紹仁/1633-1654/♂後光明天皇(諡) 1643-1654(第110代)                                |                                                                                  |                                                                                  | 良仁/1638-1685/♂後西天皇(諡) 1655-1663(第111代)                                  | 良仁/1638-1685/♂後西天皇(諡) 1655-1663(第111代)                                  | 良仁/1638-1685/♂後西天皇(諡) 1655-1663(第111代)           | 良仁/1638-1685/♂後西天皇(諡) 1655-1663(第111代)           | 良仁/1638-1685/♂後西天皇(諡) 1655-1663(第111代)           | 良仁/1638-1685/♂後西天皇(諡) 1655-1663(第111代)           |                                                  |                                                  | 識仁/1654-1732/♂靈元天皇(諡) 1663-1687(第112代)                        | 識仁/1654-1732/♂靈元天皇(諡) 1663-1687(第112代)                        | 識仁/1654-1732/♂靈元天皇(諡) 1663-1687(第112代)                        | 識仁/1654-1732/♂靈元天皇(諡) 1663-1687(第112代)                        | 識仁/1654-1732/♂靈元天皇(諡) 1663-1687(第112代)                        | 識仁/1654-1732/♂靈元天皇(諡) 1663-1687(第112代)                        |                                                   |                                                   |                                                   |                                                   |                                                   |                                                   |                                                   |                                                   |                                                  |                                                  |                                                   |                                                   |                                                   |                                                   |                                                   |                                                   |  |  |  |  |  |  |  |  |  |  |  |  |  |  |  |  |  |  |  |  |  |  |  |  |  |  |  |  |  |  |
|                                                           |                                                           |                                                           |                                                           |                                                           |                                                           |                                                           |                                                           |                                                                      |                                                                      |                                                                      |                                                                      |                                                                                  |                                                                                  |                                                                                  |                                                                                  |                                                                                  |                                                                                  |                                                           |                                                           |                                                           |                                                           |                                                  |                                                  | 朝仁/1675-1710/♂東山天皇(諡) 1687-1709(第113代)                        |                                                                        |                                                                        |                                                                        |                                                                        |                                                                        |                                                   |                                                   |                                                   |                                                   |                                                   |                                                   |                                                   |                                                   |                                                  |                                                  |                                                   |                                                   |                                                   |                                                   |                                                   |                                                   |  |  |  |  |  |  |  |  |  |  |  |  |  |  |  |  |  |  |  |  |  |  |  |  |  |  |  |  |  |  |
|                                                           |                                                           |                                                           |                                                           |                                                           |                                                           |                                                           |                                                           |                                                                      |                                                                      |                                                                      |                                                                      |                                                                                  |                                                                                  |                                                                                  |                                                                                  |                                                                                  |                                                                                  |                                                           |                                                           |                                                           |                                                           |                                                  |                                                  |                                                                        |                                                                        |                                                                        |                                                                        |                                                                        |                                                                        |                                                   |                                                   |                                                   |                                                   |                                                   |                                                   |                                                   |                                                   |                                                  |                                                  |                                                   |                                                   |                                                   |                                                   |                                                   |                                                   |  |  |  |  |  |  |  |  |  |  |  |  |  |  |  |  |  |  |  |  |  |  |  |  |  |  |  |  |  |  |
|                                                           |                                                           |                                                           |                                                           |                                                           |                                                           |                                                           |                                                           |                                                                      |                                                                      |                                                                      |                                                                      |                                                                                  |                                                                                  |                                                                                  |                                                                                  |                                                                                  |                                                                                  |                                                           |                                                           |                                                           |                                                           |                                                  |                                                  |                                                                        |                                                                        |                                                                        |                                                                        |                                                                        |                                                                        |                                                   |                                                   |                                                   |                                                   |                                                   |                                                   |                                                   |                                                   |                                                  |                                                  |                                                   |                                                   |                                                   |                                                   |                                                   |                                                   |  |  |  |  |  |  |  |  |  |  |  |  |  |  |  |  |  |  |  |  |  |  |  |  |  |  |  |  |  |  |
|                                                           |                                                           |                                                           |                                                           |                                                           |                                                           |                                                           |                                                           |                                                                      |                                                                      |                                                                      |                                                                      |                                                                                  |                                                                                  |                                                                                  |                                                                                  | 直仁/1704-1753/♂                                                                 | 直仁/1704-1753/♂                                                                 | 直仁/1704-1753/♂                                          | 直仁/1704-1753/♂                                          | 直仁/1704-1753/♂                                          | 直仁/1704-1753/♂                                          |                                                  |                                                  | 慶仁/1702-1737/♂中御門天皇(諡) 1709-1735(第114代)                      | 慶仁/1702-1737/♂中御門天皇(諡) 1709-1735(第114代)                      | 慶仁/1702-1737/♂中御門天皇(諡) 1709-1735(第114代)                      | 慶仁/1702-1737/♂中御門天皇(諡) 1709-1735(第114代)                      | 慶仁/1702-1737/♂中御門天皇(諡) 1709-1735(第114代)                      | 慶仁/1702-1737/♂中御門天皇(諡) 1709-1735(第114代)                      |                                                   |                                                   |                                                   |                                                   |                                                   |                                                   |                                                   |                                                   |                                                  |                                                  |                                                   |                                                   |                                                   |                                                   |                                                   |                                                   |  |  |  |  |  |  |  |  |  |  |  |  |  |  |  |  |  |  |  |  |  |  |  |  |  |  |  |  |  |  |
|                                                           |                                                           |                                                           |                                                           |                                                           |                                                           |                                                           |                                                           |                                                                      |                                                                      |                                                                      |                                                                      |                                                                                  |                                                                                  |                                                                                  |                                                                                  | 直仁/1704-1753/♂                                                                 | 直仁/1704-1753/♂                                                                 | 直仁/1704-1753/♂                                          | 直仁/1704-1753/♂                                          | 直仁/1704-1753/♂                                          | 直仁/1704-1753/♂                                          |                                                  |                                                  | 慶仁/1702-1737/♂中御門天皇(諡) 1709-1735(第114代)                      | 慶仁/1702-1737/♂中御門天皇(諡) 1709-1735(第114代)                      | 慶仁/1702-1737/♂中御門天皇(諡) 1709-1735(第114代)                      | 慶仁/1702-1737/♂中御門天皇(諡) 1709-1735(第114代)                      | 慶仁/1702-1737/♂中御門天皇(諡) 1709-1735(第114代)                      | 慶仁/1702-1737/♂中御門天皇(諡) 1709-1735(第114代)                      |                                                   |                                                   |                                                   |                                                   |                                                   |                                                   |                                                   |                                                   |                                                  |                                                  |                                                   |                                                   |                                                   |                                                   |                                                   |                                                   |  |  |  |  |  |  |  |  |  |  |  |  |  |  |  |  |  |  |  |  |  |  |  |  |  |  |  |  |  |  |
|                                                           |                                                           |                                                           |                                                           |                                                           |                                                           |                                                           |                                                           |                                                                      |                                                                      |                                                                      |                                                                      |                                                                                  |                                                                                  |                                                                                  |                                                                                  |                                                                                  |                                                                                  |                                                           |                                                           |                                                           |                                                           |                                                  |                                                  | 昭仁/1720-1750/♂櫻町天皇(諡) 1735-1747(第115代)                        |                                                                        |                                                                        |                                                                        |                                                                        |                                                                        |                                                   |                                                   |                                                   |                                                   |                                                   |                                                   |                                                   |                                                   |                                                  |                                                  |                                                   |                                                   |                                                   |                                                   |                                                   |                                                   |  |  |  |  |  |  |  |  |  |  |  |  |  |  |  |  |  |  |  |  |  |  |  |  |  |  |  |  |  |  |
|                                                           |                                                           |                                                           |                                                           |                                                           |                                                           |                                                           |                                                           |                                                                      |                                                                      |                                                                      |                                                                      |                                                                                  |                                                                                  |                                                                                  |                                                                                  |                                                                                  |                                                                                  |                                                           |                                                           |                                                           |                                                           |                                                  |                                                  |                                                                        |                                                                        |                                                                        |                                                                        |                                                                        |                                                                        |                                                   |                                                   |                                                   |                                                   |                                                   |                                                   |                                                   |                                                   |                                                  |                                                  |                                                   |                                                   |                                                   |                                                   |                                                   |                                                   |  |  |  |  |  |  |  |  |  |  |  |  |  |  |  |  |  |  |  |  |  |  |  |  |  |  |  |  |  |  |
|                                                           |                                                           |                                                           |                                                           |                                                           |                                                           |                                                           |                                                           |                                                                      |                                                                      |                                                                      |                                                                      |                                                                                  |                                                                                  |                                                                                  |                                                                                  |                                                                                  |                                                                                  |                                                           |                                                           |                                                           |                                                           |                                                  |                                                  |                                                                        |                                                                        |                                                                        |                                                                        |                                                                        |                                                                        |                                                   |                                                   |                                                   |                                                   |                                                   |                                                   |                                                   |                                                   |                                                  |                                                  |                                                   |                                                   |                                                   |                                                   |                                                   |                                                   |  |  |  |  |  |  |  |  |  |  |  |  |  |  |  |  |  |  |  |  |  |  |  |  |  |  |  |  |  |  |
|                                                           |                                                           |                                                           |                                                           |                                                           |                                                           |                                                           |                                                           |                                                                      |                                                                      |                                                                      |                                                                      |                                                                                  |                                                                                  |                                                                                  |                                                                                  | 典仁/1733-1794/♂慶光天皇(諡) (追尊)                                              | 典仁/1733-1794/♂慶光天皇(諡) (追尊)                                              | 典仁/1733-1794/♂慶光天皇(諡) (追尊)                       | 典仁/1733-1794/♂慶光天皇(諡) (追尊)                       | 典仁/1733-1794/♂慶光天皇(諡) (追尊)                       | 典仁/1733-1794/♂慶光天皇(諡) (追尊)                       |                                                  |                                                  | 遐仁/1741-1762/♂桃園天皇(諡) 1747-1762(第116代)                        | 遐仁/1741-1762/♂桃園天皇(諡) 1747-1762(第116代)                        | 遐仁/1741-1762/♂桃園天皇(諡) 1747-1762(第116代)                        | 遐仁/1741-1762/♂桃園天皇(諡) 1747-1762(第116代)                        | 遐仁/1741-1762/♂桃園天皇(諡) 1747-1762(第116代)                        | 遐仁/1741-1762/♂桃園天皇(諡) 1747-1762(第116代)                        |                                                   |                                                   | 智子/1740-1813/♀後櫻町天皇(諡) 1762-1771(第117代) | 智子/1740-1813/♀後櫻町天皇(諡) 1762-1771(第117代) | 智子/1740-1813/♀後櫻町天皇(諡) 1762-1771(第117代) | 智子/1740-1813/♀後櫻町天皇(諡) 1762-1771(第117代) | 智子/1740-1813/♀後櫻町天皇(諡) 1762-1771(第117代) | 智子/1740-1813/♀後櫻町天皇(諡) 1762-1771(第117代) |                                                  |                                                  |                                                   |                                                   |                                                   |                                                   |                                                   |                                                   |  |  |  |  |  |  |  |  |  |  |  |  |  |  |  |  |  |  |  |  |  |  |  |  |  |  |  |  |  |  |
|                                                           |                                                           |                                                           |                                                           |                                                           |                                                           |                                                           |                                                           |                                                                      |                                                                      |                                                                      |                                                                      |                                                                                  |                                                                                  |                                                                                  |                                                                                  | 典仁/1733-1794/♂慶光天皇(諡) (追尊)                                              | 典仁/1733-1794/♂慶光天皇(諡) (追尊)                                              | 典仁/1733-1794/♂慶光天皇(諡) (追尊)                       | 典仁/1733-1794/♂慶光天皇(諡) (追尊)                       | 典仁/1733-1794/♂慶光天皇(諡) (追尊)                       | 典仁/1733-1794/♂慶光天皇(諡) (追尊)                       |                                                  |                                                  | 遐仁/1741-1762/♂桃園天皇(諡) 1747-1762(第116代)                        | 遐仁/1741-1762/♂桃園天皇(諡) 1747-1762(第116代)                        | 遐仁/1741-1762/♂桃園天皇(諡) 1747-1762(第116代)                        | 遐仁/1741-1762/♂桃園天皇(諡) 1747-1762(第116代)                        | 遐仁/1741-1762/♂桃園天皇(諡) 1747-1762(第116代)                        | 遐仁/1741-1762/♂桃園天皇(諡) 1747-1762(第116代)                        |                                                   |                                                   | 智子/1740-1813/♀後櫻町天皇(諡) 1762-1771(第117代) | 智子/1740-1813/♀後櫻町天皇(諡) 1762-1771(第117代) | 智子/1740-1813/♀後櫻町天皇(諡) 1762-1771(第117代) | 智子/1740-1813/♀後櫻町天皇(諡) 1762-1771(第117代) | 智子/1740-1813/♀後櫻町天皇(諡) 1762-1771(第117代) | 智子/1740-1813/♀後櫻町天皇(諡) 1762-1771(第117代) |                                                  |                                                  |                                                   |                                                   |                                                   |                                                   |                                                   |                                                   |  |  |  |  |  |  |  |  |  |  |  |  |  |  |  |  |  |  |  |  |  |  |  |  |  |  |  |  |  |  |
|                                                           |                                                           |                                                           |                                                           |                                                           |                                                           |                                                           |                                                           |                                                                      |                                                                      |                                                                      |                                                                      |                                                                                  |                                                                                  |                                                                                  |                                                                                  |                                                                                  |                                                                                  |                                                           |                                                           |                                                           |                                                           |                                                  |                                                  | 英仁/1758-1779/♂後桃園天皇(諡) 1771-1779(第118代)                      |                                                                        |                                                                        |                                                                        |                                                                        |                                                                        |                                                   |                                                   |                                                   |                                                   |                                                   |                                                   |                                                   |                                                   |                                                  |                                                  |                                                   |                                                   |                                                   |                                                   |                                                   |                                                   |  |  |  |  |  |  |  |  |  |  |  |  |  |  |  |  |  |  |  |  |  |  |  |  |  |  |  |  |  |  |
|                                                           |                                                           |                                                           |                                                           |                                                           |                                                           |                                                           |                                                           |                                                                      |                                                                      |                                                                      |                                                                      |                                                                                  |                                                                                  |                                                                                  |                                                                                  |                                                                                  |                                                                                  |                                                           |                                                           |                                                           |                                                           |                                                  |                                                  |                                                                        |                                                                        |                                                                        |                                                                        |                                                                        |                                                                        |                                                   |                                                   |                                                   |                                                   |                                                   |                                                   |                                                   |                                                   |                                                  |                                                  |                                                   |                                                   |                                                   |                                                   |                                                   |                                                   |  |  |  |  |  |  |  |  |  |  |  |  |  |  |  |  |  |  |  |  |  |  |  |  |  |  |  |  |  |  |
|                                                           |                                                           |                                                           |                                                           |                                                           |                                                           |                                                           |                                                           | 勧修寺婧子/1780-1843/♀                                               | 勧修寺婧子/1780-1843/♀                                               | 勧修寺婧子/1780-1843/♀                                               | 勧修寺婧子/1780-1843/♀                                               | 勧修寺婧子/1780-1843/♀                                                           | 勧修寺婧子/1780-1843/♀                                                           |                                                                                  |                                                                                  | 師仁/1771-1840/♂光格天皇(諡) 1780-1817(第119代)                                  | 師仁/1771-1840/♂光格天皇(諡) 1780-1817(第119代)                                  | 師仁/1771-1840/♂光格天皇(諡) 1780-1817(第119代)           | 師仁/1771-1840/♂光格天皇(諡) 1780-1817(第119代)           | 師仁/1771-1840/♂光格天皇(諡) 1780-1817(第119代)           | 師仁/1771-1840/♂光格天皇(諡) 1780-1817(第119代)           |                                                  |                                                  | 欣子/1779-1846/♀                                                       | 欣子/1779-1846/♀                                                       | 欣子/1779-1846/♀                                                       | 欣子/1779-1846/♀                                                       | 欣子/1779-1846/♀                                                       | 欣子/1779-1846/♀                                                       |                                                   |                                                   |                                                   |                                                   |                                                   |                                                   |                                                   |                                                   |                                                  |                                                  |                                                   |                                                   |                                                   |                                                   |                                                   |                                                   |  |  |  |  |  |  |  |  |  |  |  |  |  |  |  |  |  |  |  |  |  |  |  |  |  |  |  |  |  |  |
|                                                           |                                                           |                                                           |                                                           |                                                           |                                                           |                                                           |                                                           | 勧修寺婧子/1780-1843/♀                                               | 勧修寺婧子/1780-1843/♀                                               | 勧修寺婧子/1780-1843/♀                                               | 勧修寺婧子/1780-1843/♀                                               | 勧修寺婧子/1780-1843/♀                                                           | 勧修寺婧子/1780-1843/♀                                                           |                                                                                  |                                                                                  | 師仁/1771-1840/♂光格天皇(諡) 1780-1817(第119代)                                  | 師仁/1771-1840/♂光格天皇(諡) 1780-1817(第119代)                                  | 師仁/1771-1840/♂光格天皇(諡) 1780-1817(第119代)           | 師仁/1771-1840/♂光格天皇(諡) 1780-1817(第119代)           | 師仁/1771-1840/♂光格天皇(諡) 1780-1817(第119代)           | 師仁/1771-1840/♂光格天皇(諡) 1780-1817(第119代)           |                                                  |                                                  | 欣子/1779-1846/♀                                                       | 欣子/1779-1846/♀                                                       | 欣子/1779-1846/♀                                                       | 欣子/1779-1846/♀                                                       | 欣子/1779-1846/♀                                                       | 欣子/1779-1846/♀                                                       |                                                   |                                                   |                                                   |                                                   |                                                   |                                                   |                                                   |                                                   |                                                  |                                                  |                                                   |                                                   |                                                   |                                                   |                                                   |                                                   |  |  |  |  |  |  |  |  |  |  |  |  |  |  |  |  |  |  |  |  |  |  |  |  |  |  |  |  |  |  |
|                                                           |                                                           |                                                           |                                                           |                                                           |                                                           |                                                           |                                                           |                                                                      |                                                                      |                                                                      |                                                                      |                                                                                  |                                                                                  |                                                                                  |                                                                                  |                                                                                  |                                                                                  |                                                           |                                                           |                                                           |                                                           |                                                  |                                                  |                                                                        |                                                                        |                                                                        |                                                                        |                                                                        |                                                                        |                                                   |                                                   |                                                   |                                                   |                                                   |                                                   |                                                   |                                                   |                                                  |                                                  |                                                   |                                                   |                                                   |                                                   |                                                   |                                                   |  |  |  |  |  |  |  |  |  |  |  |  |  |  |  |  |  |  |  |  |  |  |  |  |  |  |  |  |  |  |
|                                                           |                                                           |                                                           |                                                           |                                                           |                                                           |                                                           |                                                           |                                                                      |                                                                      |                                                                      |                                                                      | 恵仁/1800-1846/♂仁孝天皇(諡) 1817-1846(第120代)                                  |                                                                                  |                                                                                  |                                                                                  |                                                                                  |                                                                                  |                                                           |                                                           |                                                           |                                                           |                                                  |                                                  |                                                                        |                                                                        |                                                                        |                                                                        |                                                                        |                                                                        |                                                   |                                                   |                                                   |                                                   |                                                   |                                                   |                                                   |                                                   |                                                  |                                                  |                                                   |                                                   |                                                   |                                                   |                                                   |                                                   |  |  |  |  |  |  |  |  |  |  |  |  |  |  |  |  |  |  |  |  |  |  |  |  |  |  |  |  |  |  |
|                                                           |                                                           |                                                           |                                                           |                                                           |                                                           |                                                           |                                                           |                                                                      |                                                                      |                                                                      |                                                                      |                                                                                  |                                                                                  |                                                                                  |                                                                                  |                                                                                  |                                                                                  |                                                           |                                                           |                                                           |                                                           |                                                  |                                                  |                                                                        |                                                                        |                                                                        |                                                                        |                                                                        |                                                                        |                                                   |                                                   |                                                   |                                                   |                                                   |                                                   |                                                   |                                                   |                                                  |                                                  |                                                   |                                                   |                                                   |                                                   |                                                   |                                                   |  |  |  |  |  |  |  |  |  |  |  |  |  |  |  |  |  |  |  |  |  |  |  |  |  |  |  |  |  |  |
|                                                           |                                                           |                                                           |                                                           |                                                           |                                                           |                                                           |                                                           |                                                                      |                                                                      |                                                                      |                                                                      | 統仁/1831-1867/♂孝明天皇(諡) 1846-1867(第121代)                                  |                                                                                  |                                                                                  |                                                                                  |                                                                                  |                                                                                  |                                                           |                                                           |                                                           |                                                           |                                                  |                                                  |                                                                        |                                                                        |                                                                        |                                                                        |                                                                        |                                                                        |                                                   |                                                   |                                                   |                                                   |                                                   |                                                   |                                                   |                                                   |                                                  |                                                  |                                                   |                                                   |                                                   |                                                   |                                                   |                                                   |  |  |  |  |  |  |  |  |  |  |  |  |  |  |  |  |  |  |  |  |  |  |  |  |  |  |  |  |  |  |
|                                                           |                                                           |                                                           |                                                           |                                                           |                                                           |                                                           |                                                           |                                                                      |                                                                      |                                                                      |                                                                      |                                                                                  |                                                                                  |                                                                                  |                                                                                  |                                                                                  |                                                                                  |                                                           |                                                           |                                                           |                                                           |                                                  |                                                  |                                                                        |                                                                        |                                                                        |                                                                        |                                                                        |                                                                        |                                                   |                                                   |                                                   |                                                   |                                                   |                                                   |                                                   |                                                   |                                                  |                                                  |                                                   |                                                   |                                                   |                                                   |                                                   |                                                   |  |  |  |  |  |  |  |  |  |  |  |  |  |  |  |  |  |  |  |  |  |  |  |  |  |  |  |  |  |  |
|                                                           |                                                           |                                                           |                                                           |                                                           |                                                           |                                                           |                                                           |                                                                      |                                                                      |                                                                      |                                                                      | 睦仁/1852-1912/♂明治天皇(諡) 1867-1912(第122代)                                  |                                                                                  |                                                                                  |                                                                                  |                                                                                  |                                                                                  |                                                           |                                                           |                                                           |                                                           |                                                  |                                                  |                                                                        |                                                                        |                                                                        |                                                                        |                                                                        |                                                                        |                                                   |                                                   |                                                   |                                                   |                                                   |                                                   |                                                   |                                                   |                                                  |                                                  |                                                   |                                                   |                                                   |                                                   |                                                   |                                                   |  |  |  |  |  |  |  |  |  |  |  |  |  |  |  |  |  |  |  |  |  |  |  |  |  |  |  |  |  |  |
|                                                           |                                                           |                                                           |                                                           |                                                           |                                                           |                                                           |                                                           |                                                                      |                                                                      |                                                                      |                                                                      |                                                                                  |                                                                                  |                                                                                  |                                                                                  |                                                                                  |                                                                                  |                                                           |                                                           |                                                           |                                                           |                                                  |                                                  |                                                                        |                                                                        |                                                                        |                                                                        |                                                                        |                                                                        |                                                   |                                                   |                                                   |                                                   |                                                   |                                                   |                                                   |                                                   |                                                  |                                                  |                                                   |                                                   |                                                   |                                                   |                                                   |                                                   |  |  |  |  |  |  |  |  |  |  |  |  |  |  |  |  |  |  |  |  |  |  |  |  |  |  |  |  |  |  |
|                                                           |                                                           |                                                           |                                                           |                                                           |                                                           |                                                           |                                                           |                                                                      |                                                                      |                                                                      |                                                                      | 嘉仁/1879-1926/♂大正天皇(諡) 1912-1926(第123代)                                  |                                                                                  |                                                                                  |                                                                                  |                                                                                  |                                                                                  |                                                           |                                                           |                                                           |                                                           |                                                  |                                                  |                                                                        |                                                                        |                                                                        |                                                                        |                                                                        |                                                                        |                                                   |                                                   |                                                   |                                                   |                                                   |                                                   |                                                   |                                                   |                                                  |                                                  |                                                   |                                                   |                                                   |                                                   |                                                   |                                                   |  |  |  |  |  |  |  |  |  |  |  |  |  |  |  |  |  |  |  |  |  |  |  |  |  |  |  |  |  |  |
|                                                           |                                                           |                                                           |                                                           |                                                           |                                                           |                                                           |                                                           |                                                                      |                                                                      |                                                                      |                                                                      |                                                                                  |                                                                                  |                                                                                  |                                                                                  |                                                                                  |                                                                                  |                                                           |                                                           |                                                           |                                                           |                                                  |                                                  |                                                                        |                                                                        |                                                                        |                                                                        |                                                                        |                                                                        |                                                   |                                                   |                                                   |                                                   |                                                   |                                                   |                                                   |                                                   |                                                  |                                                  |                                                   |                                                   |                                                   |                                                   |                                                   |                                                   |  |  |  |  |  |  |  |  |  |  |  |  |  |  |  |  |  |  |  |  |  |  |  |  |  |  |  |  |  |  |
|                                                           |                                                           |                                                           |                                                           |                                                           |                                                           |                                                           |                                                           |                                                                      |                                                                      |                                                                      |                                                                      | 裕仁/1901-1989/♂1921-1926(摂政)昭和天皇(諡) 1926-1989(第124代)                   |                                                                                  |                                                                                  |                                                                                  |                                                                                  |                                                                                  |                                                           |                                                           |                                                           |                                                           |                                                  |                                                  |                                                                        |                                                                        |                                                                        |                                                                        |                                                                        |                                                                        |                                                   |                                                   |                                                   |                                                   |                                                   |                                                   |                                                   |                                                   |                                                  |                                                  |                                                   |                                                   |                                                   |                                                   |                                                   |                                                   |  |  |  |  |  |  |  |  |  |  |  |  |  |  |  |  |  |  |  |  |  |  |  |  |  |  |  |  |  |  |
|                                                           |                                                           |                                                           |                                                           |                                                           |                                                           |                                                           |                                                           |                                                                      |                                                                      |                                                                      |                                                                      |                                                                                  |                                                                                  |                                                                                  |                                                                                  |                                                                                  |                                                                                  |                                                           |                                                           |                                                           |                                                           |                                                  |                                                  |                                                                        |                                                                        |                                                                        |                                                                        |                                                                        |                                                                        |                                                   |                                                   |                                                   |                                                   |                                                   |                                                   |                                                   |                                                   |                                                  |                                                  |                                                   |                                                   |                                                   |                                                   |                                                   |                                                   |  |  |  |  |  |  |  |  |  |  |  |  |  |  |  |  |  |  |  |  |  |  |  |  |  |  |  |  |  |  |
|                                                           |                                                           |                                                           |                                                           |                                                           |                                                           |                                                           |                                                           |                                                                      |                                                                      |                                                                      |                                                                      | 明仁/1933-/♂(上皇) 1989-2019 (第125代)                                           |                                                                                  |                                                                                  |                                                                                  |                                                                                  |                                                                                  |                                                           |                                                           |                                                           |                                                           |                                                  |                                                  |                                                                        |                                                                        |                                                                        |                                                                        |                                                                        |                                                                        |                                                   |                                                   |                                                   |                                                   |                                                   |                                                   |                                                   |                                                   |                                                  |                                                  |                                                   |                                                   |                                                   |                                                   |                                                   |                                                   |  |  |  |  |  |  |  |  |  |  |  |  |  |  |  |  |  |  |  |  |  |  |  |  |  |  |  |  |  |  |
|                                                           |                                                           |                                                           |                                                           |                                                           |                                                           |                                                           |                                                           |                                                                      |                                                                      |                                                                      |                                                                      |                                                                                  |                                                                                  |                                                                                  |                                                                                  |                                                                                  |                                                                                  |                                                           |                                                           |                                                           |                                                           |                                                  |                                                  |                                                                        |                                                                        |                                                                        |                                                                        |                                                                        |                                                                        |                                                   |                                                   |                                                   |                                                   |                                                   |                                                   |                                                   |                                                   |                                                  |                                                  |                                                   |                                                   |                                                   |                                                   |                                                   |                                                   |  |  |  |  |  |  |  |  |  |  |  |  |  |  |  |  |  |  |  |  |  |  |  |  |  |  |  |  |  |  |
|                                                           |                                                           |                                                           |                                                           |                                                           |                                                           |                                                           |                                                           |                                                                      |                                                                      |                                                                      |                                                                      | 徳仁/1960-/♂(今上天皇) 2019-(第126代)                                            |                                                                                  |                                                                                  |                                                                                  |                                                                                  |                                                                                  |                                                           |                                                           |                                                           |                                                           |                                                  |                                                  |                                                                        |                                                                        |                                                                        |                                                                        |                                                                        |                                                                        |                                                   |                                                   |                                                   |                                                   |                                                   |                                                   |                                                   |                                                   |                                                  |                                                  |                                                   |                                                   |                                                   |                                                   |                                                   |                                                   |  |  |  |  |  |  |  |  |  |  |  |  |  |  |  |  |  |  |  |  |  |  |  |  |  |  |  |  |  |  |